# Communisme
Pour les articles homonymes, voir Communisme (homonymie).
Ne doit pas être confondu avec Collectivisme.

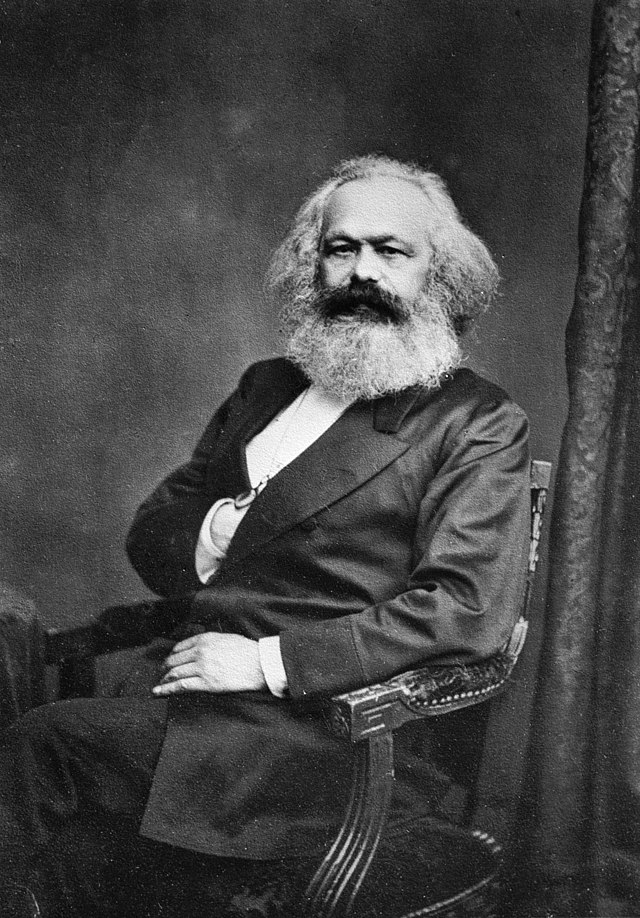
Karl Marx, théoricien du communisme.

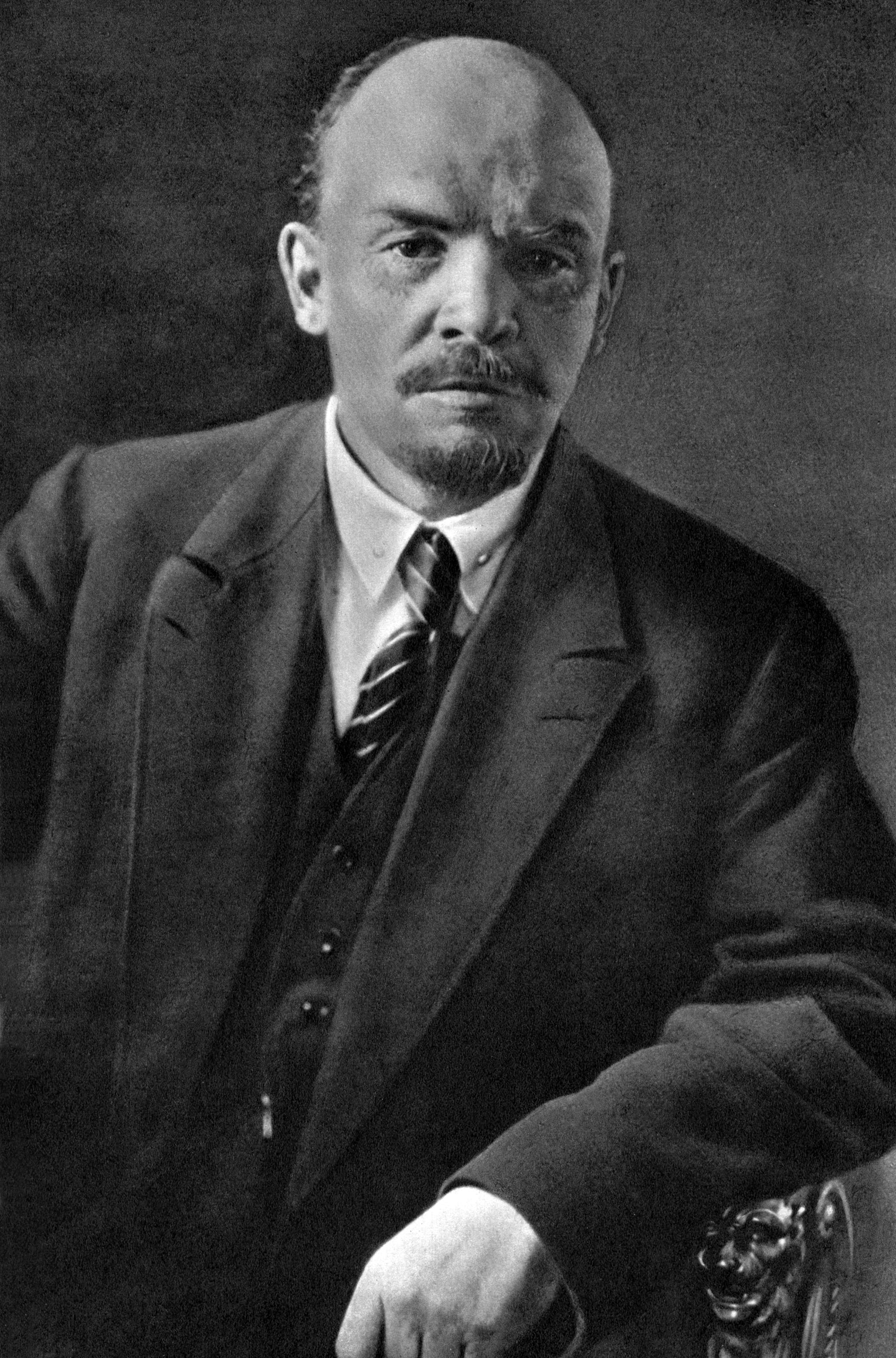
Vladimir Ilitch Lénine, fondateur de l'URSS.

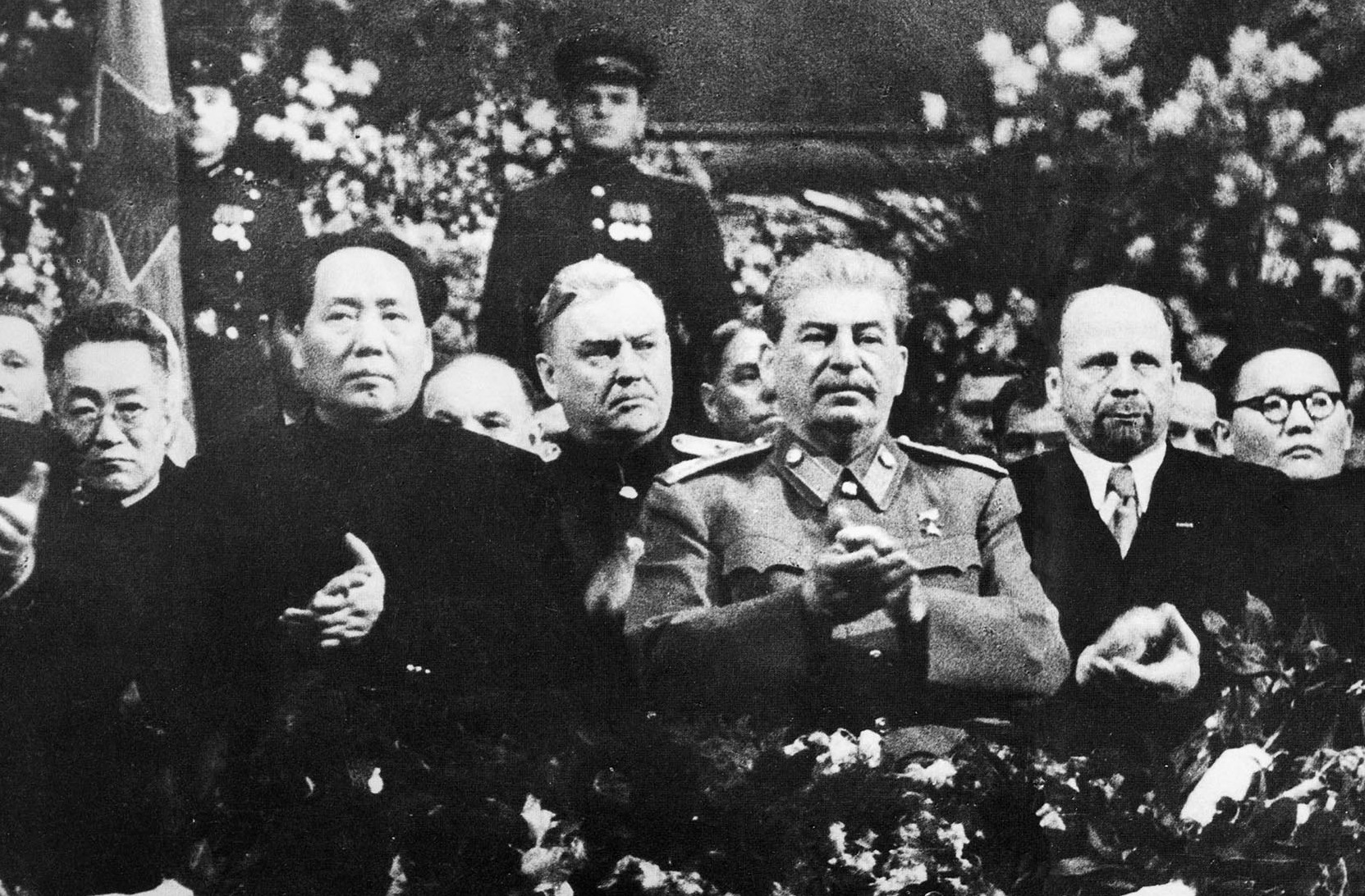
Mao Zedong et Joseph Staline, deux des principaux dirigeants d'États marxiste-léninistes du XXe siècle.

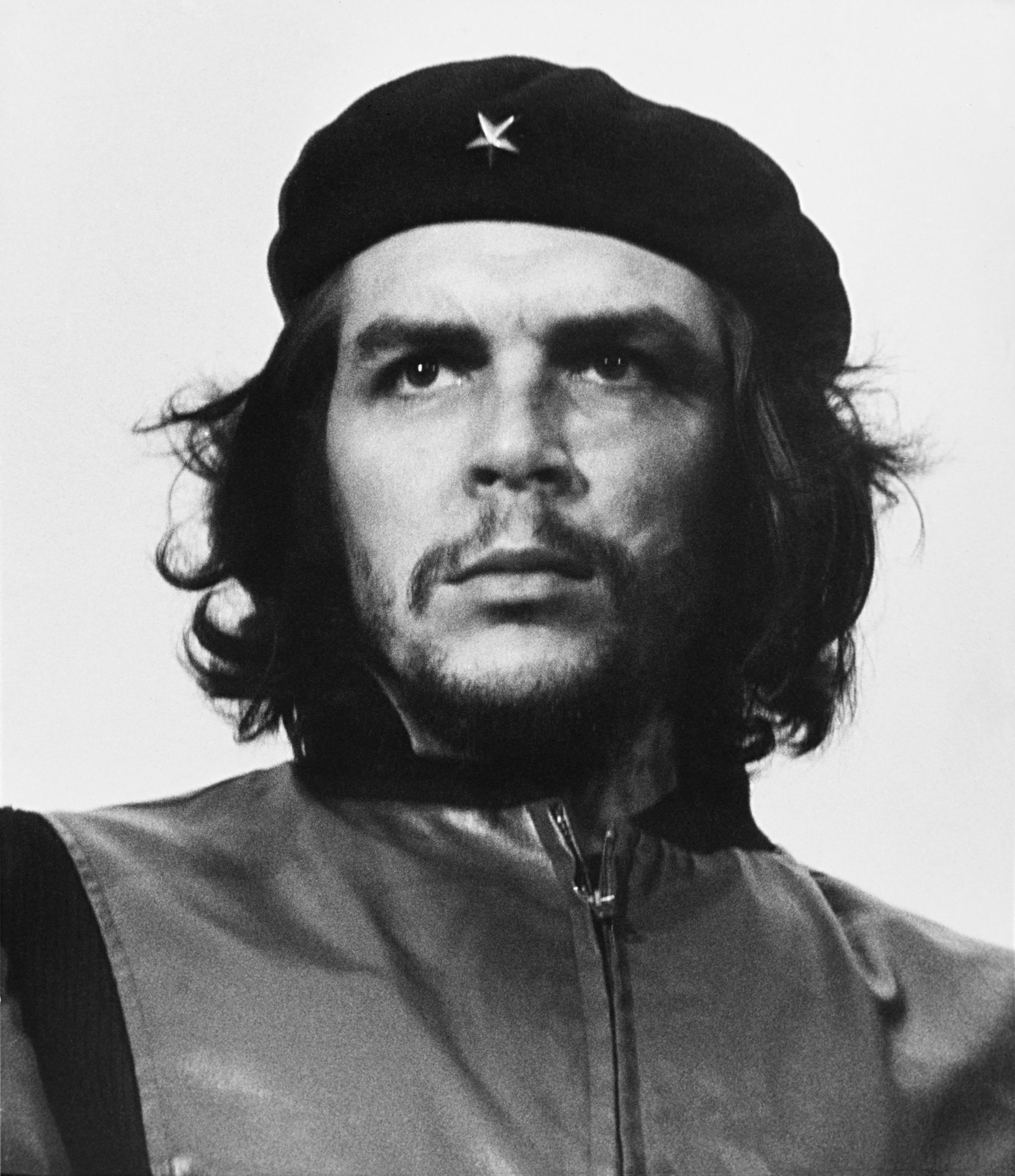
Che Guevara, révolutionnaire marxiste argentin, une figure de la révolution cubaine.

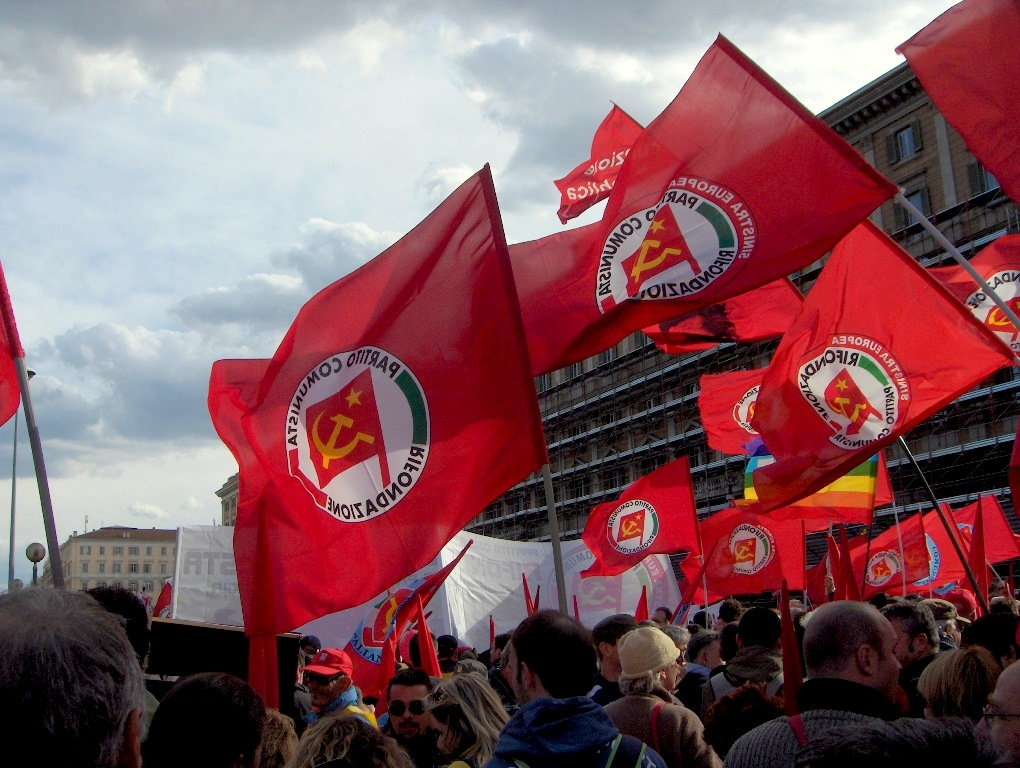
Manifestation du Parti de la refondation communiste italien en 2007.

Le communisme (du latin communis – commun, universel) est initialement un ensemble de doctrines politiques, issues du socialisme et, pour la plupart, du marxisme, s'opposant au capitalisme et visant à l'instauration d'une société sans classes sociales, sans État, sans salariat et sans valeur d'échange, ainsi que la mise en place d'une totale socialisation économique et démocratique des moyens de production.
Dans son sens d'origine, le communisme est une forme d'organisation sociale sans classe et sans État où les biens matériels seraient équitablement répartis. Au XIXe siècle, le mot « communisme » entre dans le vocabulaire du socialisme. Il se rattache en particulier à l'œuvre de Karl Marx et Friedrich Engels — qui le reprennent à leur compte en 1848 dans le Manifeste du parti communiste — et, plus largement, à l'école de pensée marxiste, qui prône la fin du capitalisme via la collectivisation des moyens de production. En 1917, les bolcheviks, dirigés par Vladimir Ilitch Lénine, prennent le pouvoir en Russie lors de la révolution d'Octobre. Cet évènement change radicalement le sens du mot communisme : il désigne désormais un mouvement politique international, né d'une scission du socialisme, et qui se reconnaît dans le courant révolutionnaire incarné par les bolcheviks ainsi que dans l'interprétation du marxisme par Lénine. Le communisme se présente désormais comme la véritable expression politique du mouvement ouvrier, au détriment de la social-démocratie dont il est issu. Selon cette acception, le communisme constitue l'un des phénomènes les plus importants du XXe siècle, qui a pu être qualifié de « siècle du communisme » tant cette idéologie y a tenu un rôle moteur. Certains courants communistes sont cependant restés critiques et en opposition vis-à-vis des États inspirés du léninisme du XXe siècle, par exemple les conseillistes, ou encore des anarcho-communistes et marxistes libertaires.

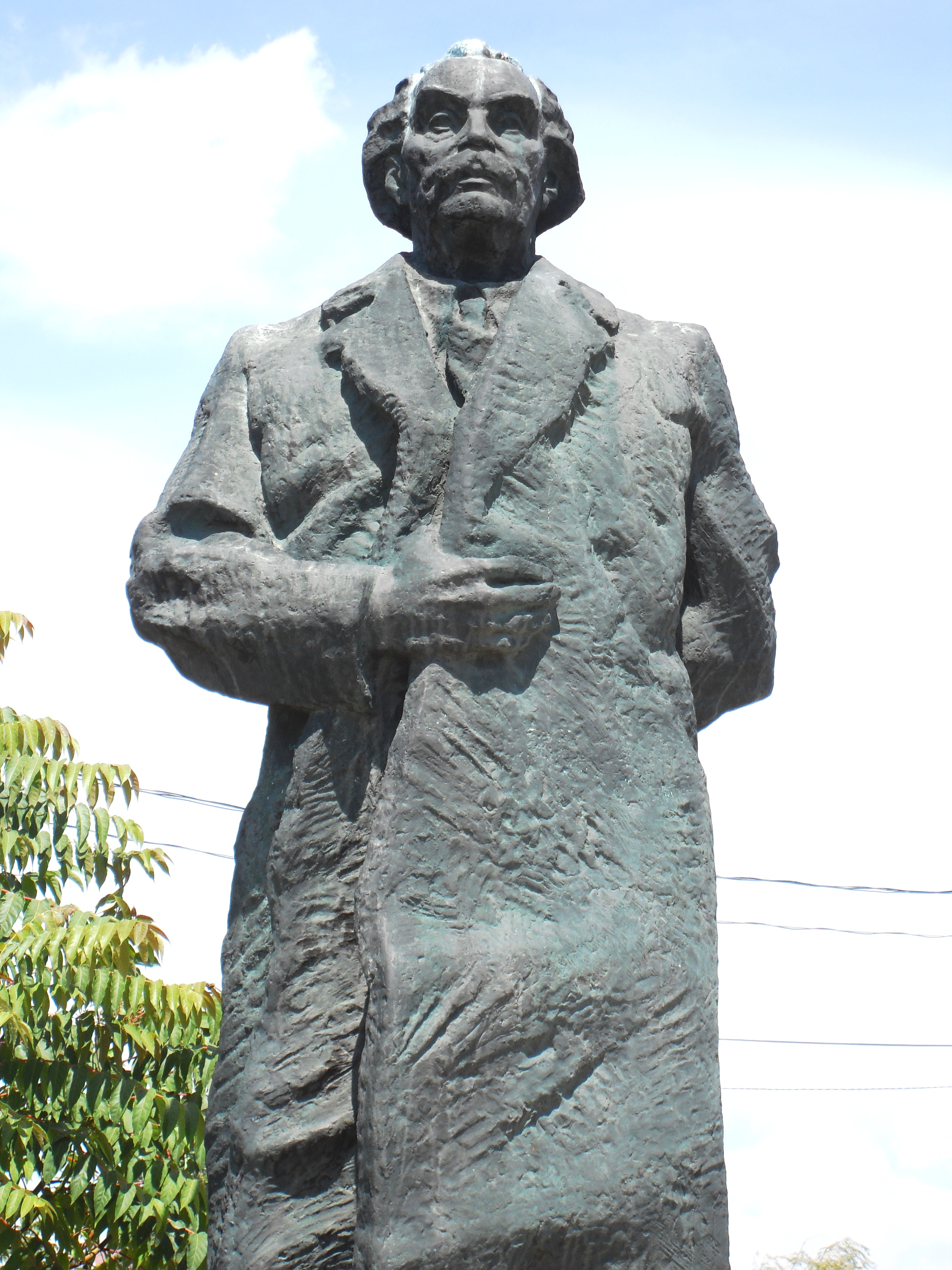
Statue de Georgi Dimitrov, secrétaire général du Komintern à partir de 1934 (sculpture exposée à Memento Park, Budapest).

Lénine et ses partisans créent en 1919 l'Internationale communiste (dite Troisième Internationale, ou Komintern) afin de regrouper à l'échelle internationale les partisans de la Russie soviétique. Progressivement, l'Union des républiques socialistes soviétiques (URSS), fondée en 1922 pour fédérer les territoires de l'ex-Empire russe, dirige via le Komintern les activités de la majorité des partis communistes du monde : elle domine ainsi la mouvance communiste, malgré l'existence de nombreux courants dissidents, et de critiques la qualifiant de capitalisme d'État. Après le reflux de la vague révolutionnaire internationale de 1917-1923 et la mort de Lénine en 1924, Joseph Staline s'impose comme le dirigeant de l'URSS face à Léon Trotski, et oppose à l'internationalisme de la révolution permanente sa doctrine du « socialisme dans un seul pays ».
En 1941, durant la Seconde Guerre mondiale, l'URSS est attaquée par l'Allemagne nazie, avec laquelle elle avait conclu un traité de non-agression deux ans plus tôt. Les troupes soviétiques jouent alors un rôle déterminant dans la défaite du nazisme, notamment lors de la bataille de Stalingrad. Après-guerre, l'URSS accède au rang de superpuissance : elle occupe militairement l'essentiel de l'Europe de l'Est, dont les pays deviennent des États communistes, formant le bloc de l'Est. La Chine bascule également dans le camp communiste en 1949. Le rideau de fer qui sépare l'Europe et la progression spectaculaire du communisme amènent le monde à se diviser en « blocs » rivaux : la guerre froide oppose ainsi durant plusieurs décennies les pays communistes au « monde libre », au sein duquel les États-Unis constituent la superpuissance rivale de l'URSS. La Chine de Mao Zedong occupe quant à elle une place à part après la rupture sino-soviétique. À l'apogée de l'influence du communisme dans le monde, un tiers de l'humanité vit dans des pays communistes.
Dans les années 1980, l'URSS tente de remédier à ses difficultés économiques et politiques en lançant un mouvement de réformes, la perestroïka : mais ce processus de libéralisation aboutit à l'effondrement général des régimes communistes européens entre 1989 et 1991. Par la suite, bien qu'en net déclin, le communisme ne disparaît pas : si des partis anciennement communistes ont adopté d'autres identités, d'autres ont conservé leur nom et sont associés au pouvoir dans certains pays. À Cuba, au Viêt Nam, au Laos et en Corée du Nord, des pays se réclamant du communisme existent encore, sans se conformer à un mode de gouvernement unique. La Chine est toujours dirigée formellement par un Parti communiste ; convertie à l'économie de marché, elle est aujourd'hui l'une des principales puissances capitalistes mondiales.
En tant que dictatures à parti unique, les régimes communistes se réclamant du marxisme-léninisme et du socialisme se sont tous rendus coupables de violations des droits de l'homme ; certains, comme l'URSS sous Joseph Staline et la Chine sous Mao Zedong, ont commis des crimes de masse et des famines dévastatrices, le nombre de leurs victimes s'élevant à plusieurs dizaines de millions de morts. Le bilan historique du communisme, qui englobe un ensemble de réalités très différentes les unes des autres, demeure cependant, du fait même de sa complexité, contrasté et polémique. Le communisme a fait l'objet de diverses approches historiographiques concurrentes, longtemps handicapées par la difficulté d'accès aux documents et par les contextes politiques nationaux et internationaux. La fin de la guerre froide et l'ouverture des archives du bloc de l'Est ont depuis bouleversé le champ des études sur le communisme, sans mettre fin à toutes les controverses autour du sujet.

## Définitions et concepts associés
Le vocable de communisme est polysémique et, par son histoire, associé à un vaste ensemble de notions. Le mot désigne à l'origine une forme théorique de société égalitaire, ainsi que les courants d'idées qui se réclament de ce concept. Ensuite, par extension, il désigne un grand nombre de réalités concrètes, qui englobent un ensemble de pratiques politiques, de formations partageant les mêmes références idéologiques, d'organisations sociales et économiques, de régimes politiques et de phénomènes culturels. Ainsi, selon les contextes, le mot « communisme » peut désigner une idéologie, un engagement au sein d'un parti politique, un mouvement révolutionnaire, un régime politique, ou une organisation sociale.

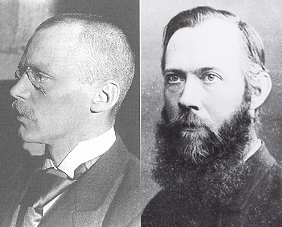
Herman Gorter et Anton Pannekoek, militants marxistes et communistes de conseils (conseillisme) opposés au léninisme. Le conseillisme met en avant l'importance des conseils ouvriers lors du processus révolutionnaire.

Le Larousse donne les définitions suivantes du mot communisme : « Théorie visant à mettre en commun les biens matériels. Formation économique et sociale caractérisée par la mise en commun des moyens de production et d'échange, par la répartition des biens produits suivant les besoins de chacun, par la suppression des classes sociales et l'extinction de l'État qui devient l'administration des choses. Politique, doctrine des partis communistes ; forme d'organisation des pays où ces partis sont au pouvoir. Ensemble des partis communistes, des communistes ». Le Grand Dictionnaire Encyclopédique de la langue française, publié aux éditions de la Connaissance, indique quant à lui : « Organisation d'un groupe social dans lequel les biens sont possédés en commun (vieilli) : le communisme d'un monastère. Doctrine d'inspiration religieuse ou utopiste prônant l'abolition de la propriété individuelle : le communisme de Thomas More. Pratique politique, définie par Karl Marx et Friedrich Engels, fondée sur une analyse de la société capitaliste et caractérisée notamment par la socialisation des moyens de production, l'État étant dirigé par le parti prolétarien et appelé à disparaitre au profit d'une société sans classes. Régime politique, économique et social mis en œuvre dans les États se réclamant du marxisme : le communisme chinois ».
Le communisme des XIXe et XXe siècles a souvent été rattaché par l'historiographie à des idées plus anciennes, remontant jusqu'à l'Antiquité. Ces dernières n'ont cependant pas de filiation politique directe avec le communisme récent, et ne constituent pas une famille de pensée cohérente avant l'époque contemporaine. Depuis le début du XXe siècle, le mot est, pour l'essentiel, rattaché à une scission du socialisme et plus particulièrement à sa version léniniste. L'historien français Romain Ducoulombier souligne à ce titre l'importance de la rupture survenue après 1917 quant à la définition du communisme au sens contemporain du terme : pour lui, la « filiation pluriséculaire » du communisme, qui le fait remonter aux écrits d'auteurs comme Thomas More, est « complètement imaginaire » ; le « communisme de Lénine », qui correspond à la définition actuelle du mot, ne s'inscrit pas dans la lignée d'auteurs anciens, mais dans le prolongement des controverses politiques et théoriques du socialisme à la fin du XIXe siècle. L'adoption du nom de « communistes » par Lénine et ses partisans avait pour but de souligner leur volonté de se démarquer des réformistes, dans le contexte d'une scission de la famille socialiste et d'une révolution alors en cours en Russie.

### Définition première et évolution du sens

#### Sens d'origine

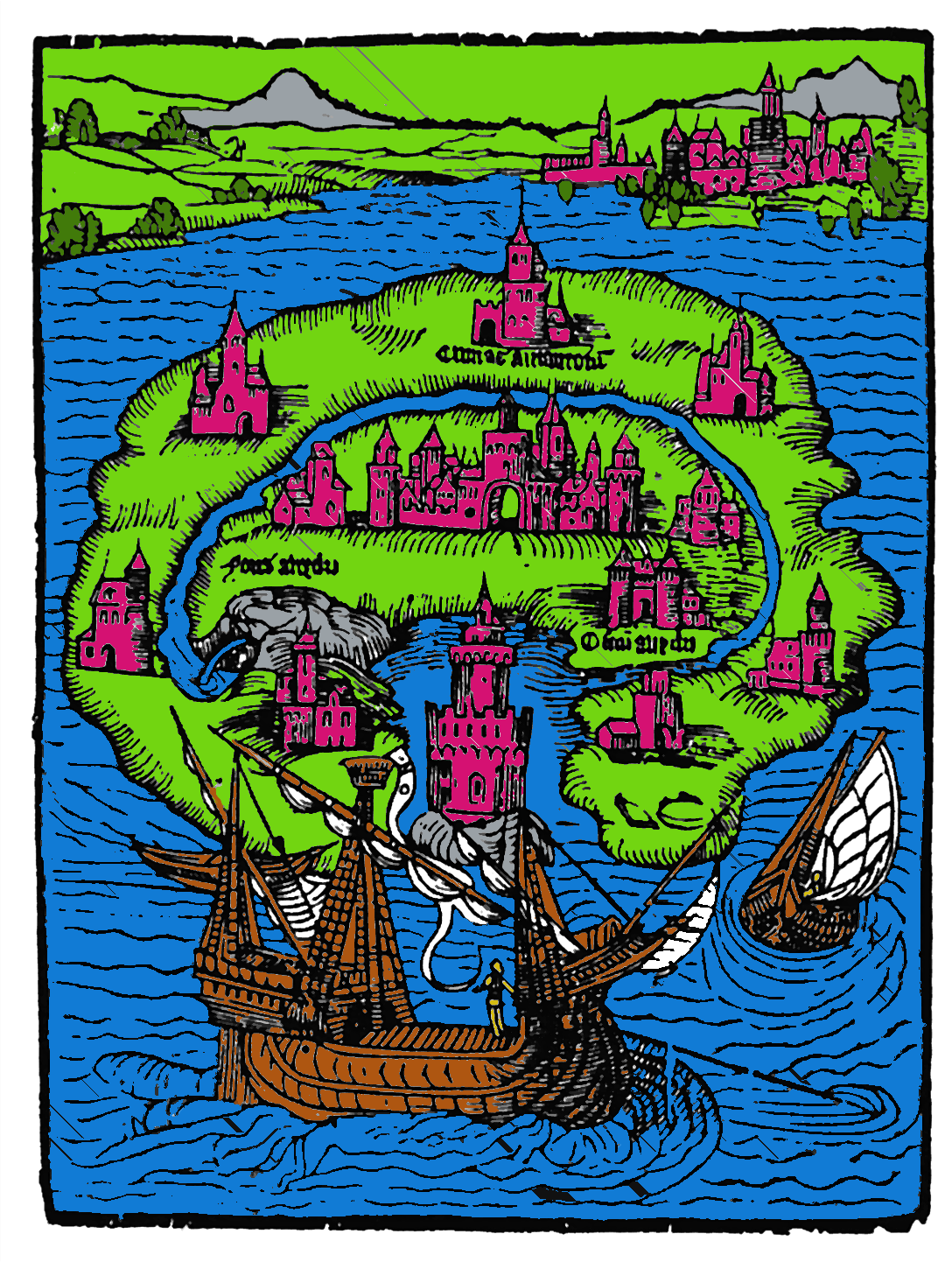
À Utopia, la cité idéale imaginée au XVIe siècle par Thomas More dans son œuvre fondatrice, le libre consentement des citoyens (et pas seulement des prolétaires) relève du courant de pensée utopiste, différent du communisme moderne qui, pour sa part, admet la coercition comme moyen de faire évoluer les sociétés.

Dans son sens d'origine et d'un point de vue philosophique, le mot désigne une forme d'organisation sociale marquée par la mise en commun des biens. Il peut désigner au sens large « toute organisation économique et sociale dont la base est la propriété commune par opposition à la propriété individuelle » ; pris dans ce sens, le concept présente certains points communs avec la cité idéale telle que la définissait Platon dans La République,. Il y écrit notamment : « Aucun d'eux ne possédera rien en propre, hors les objets de première nécessité ». Cette notion est reprise par les stoïciens, dont notamment Sénèque lorsqu'il posa les bases de l'évergétisme romain : « Le bien commun est le fait du sage » ou « L'homme est un animal social né pour le bien commun ».
Cette définition d'une société communiste s'est notamment développée dans la pensée utopiste dont Thomas More est, au XVIe siècle, le précurseur ; ce dernier n'envisage pas de moyens coercitifs pour y parvenir.
Au XVIIIe siècle, la philosophie des Lumières met en évidence l'idée d'un bien commun, à la suite du Discours sur l'origine et les fondements de l'inégalité parmi les hommes, Jean-Jacques Rousseau situe l'origine des inégalités dans la propriété. Il déclare que l'idée de bien commun est à l'origine d'une société bien constituée. « Le premier qui, ayant enclos un terrain, s'avisa de dire : ceci est à moi, et trouva des gens assez simples pour le croire, fut le vrai fondateur de la société civile. Que de crimes, de guerres, de meurtres, que de misères et d'horreurs n'eût point épargné au genre humain celui qui, arrachant les pieux ou comblant le fossé, eût crié à ses semblables : gardez-vous d'écouter cet imposteur ; vous êtes perdus, si vous oubliez que les fruits sont à tous, et que la Terre n'est à personne ».
C'est dans Du contrat social, que Rousseau évoque plus clairement sa pensée à ce sujet : « la propriété n’est que l’effet de la force ou le droit du premier occupant », et ajoute que « le plus fort n'est jamais assez fort pour être toujours le maître, s'il ne transforme sa force en droit, et l'obéissance en devoir. De là le droit du plus fort ; droit pris ironiquement en apparence, et réellement établi en principe ». Il comprend que l'origine de la propriété n'est qu'à rechercher dans la force. Dans le même ouvrage, il déclare les raisons de l'iniquité des lois, « les lois sont toujours utiles à ceux qui possèdent et nuisibles à ceux qui n'ont rien ». Sa pensée annonce l'avènement de la pensée communiste au XIXe siècle, et même dans un certain sens l'anarchisme, lorsqu'il dit : « quoi qu’il en soit, à l’instant qu’un Peuple se donne des Représentants, il n’est plus libre ; il n’est plus ». Sa théorie du contrat social relève d'une société sans État, dont les individus assemblés en Peuple seraient capables de se donner des droits (ayant un substrat commun) et de les respecter. « L'impulsion du seul appétit est esclavage, et l'obéissance à la loi qu'on s'est prescrite est liberté ».
Le passage à une telle société est conçu soit comme une application des principes égalitaires du christianisme — idée présente notamment chez des auteurs comme Étienne Cabet — soit comme un retour au communisme primitif dont certains postulent qu'il aurait été l'état originel des sociétés humaines,,,. En 1869, le philosophe Ludwig Büchner décrit le communisme comme « un état social où, sans péril pour le but même de la société ou pour l'individualité de chacun, le travail dégagé de toute contrainte et purement volontaire, aurait uniquement pour but le bien de la communauté ».

#### Évolutions

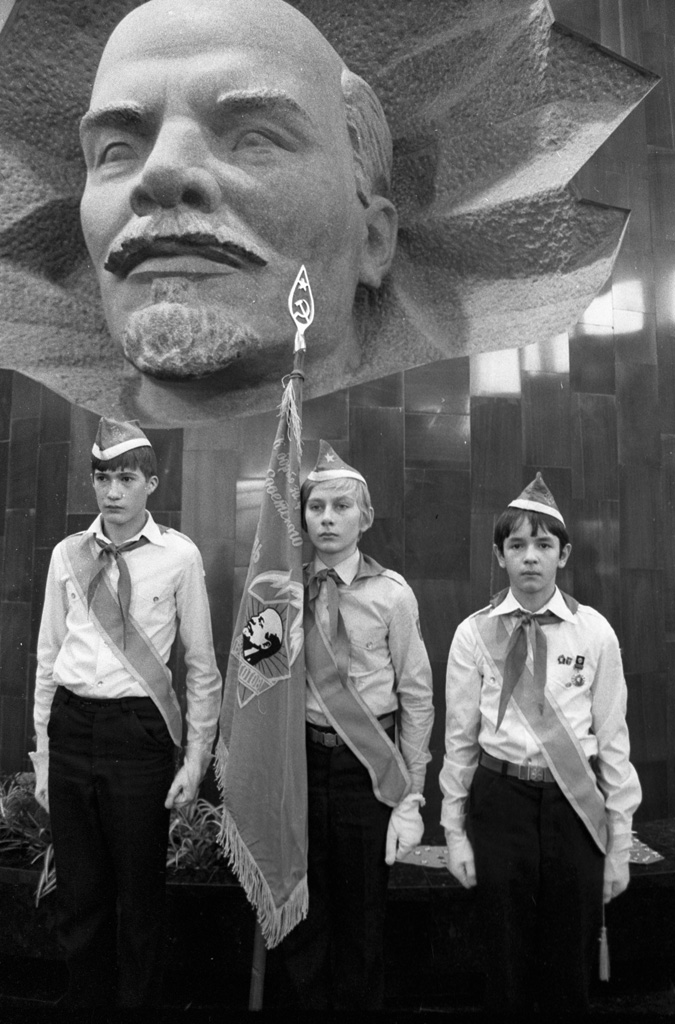
Garde d'honneur de jeunes pionniers devant un monument à la mémoire de Vladimir Ilitch Lénine, en URSS.

Durant la première moitié du XIXe siècle, on retrouve des idées communistes dans divers courants de pensée se réclamant de Gracchus Babeuf. L'aspiration au communisme est présente aussi bien chez des révolutionnaires radicaux comme Auguste Blanqui que chez des chrétiens comme Cabet et Wilhelm Weitling. Le mot communisme devient un élément des vocabulaires du socialisme - dont il désigne au sens plus large des formes radicales - et de l'anarchisme. Karl Marx et Friedrich Engels le reprennent à leur compte dans leur Manifeste du parti communiste (1848) ; il est par la suite associé plus nettement au marxisme, qui devient progressivement l'idéologie dominante du courant socialiste et social-démocrate européen. Pour Marx et ses continuateurs, le communisme est la forme que prendra la société future, à l'issue d'un processus historique sous-tendu par la lutte des classes et qui débouchera sur le renversement du capitalisme. Le terme communisme ne désigne pas, alors, un courant politique distinct du socialisme et de la social-démocratie. En 1890, dans la préface à une réédition du Manifeste, Engels explique que Marx et lui ont choisi en 1848 de se revendiquer comme communistes car le mot désignait alors, au sein du mouvement ouvrier, ceux qui exigeaient « que la société fût réorganisée de fond en comble »,. À la fin du XIXe siècle, la notion de communisme est essentiellement rattachée à celle de collectivisme économique, qui désigne plus précisément les doctrines prônant la mise en commun des moyens de production et plus particulièrement l'abolition de la propriété privée.
À la suite de la révolution d'Octobre, le mot communisme est rattaché, de manière prépondérante, à la tendance léniniste du marxisme. Vladimir Ilitch Lénine s'approprie dans ses écrits le terme « communisme » pour distinguer son parti et ses idées des autres familles politiques de gauche. Dans L'État et la Révolution, rédigé avant la révolution d'Octobre, il souligne que « dans la mesure où les moyens de production deviennent propriété commune, le mot « communisme » peut s'appliquer également [dans la phase socialiste de l'« État prolétarien »] à condition de ne pas oublier que ce n'est pas le communisme intégral ».
Après leur prise de pouvoir et la naissance de la Russie soviétique, les bolcheviks se rebaptisent Parti communiste, afin de souligner leur caractère révolutionnaire et de se différencier désormais des sociaux-démocrates : Lénine souligne en 1919 que l'utilisation du mot « communisme » est « incomparablement plus forte » du point de vue du mouvement ouvrier, et qu'il permet de se distinguer de la IIe internationale agonisante. Pour lui, cependant, l'utilisation du terme communiste ne doit pas signifier que le « régime communiste », au sens de phase supérieure du socialisme, est réalisé.
À la suite des bouleversements que constituent la révolution en Russie et la création de l'Internationale communiste, le mot « communisme » désigne, de manière prépondérante, les partisans des bolcheviks et de l'URSS : pris dans ce sens, le communisme est une scission du socialisme, qui reprend l'internationalisme de principe de sa mouvance d'origine et vise à propager la révolution à l'échelle mondiale. Les communistes ambitionnent de supplanter les socialistes comme porte-drapeaux du mouvement ouvrier ; ils reprennent par ailleurs à leur compte l'usage d'un certain nombre de symboles historiques et signes distinctifs du socialisme, comme l'usage du drapeau rouge et de la couleur rouge en général, ou le chant L'Internationale. Le mot désigne non plus uniquement la société sans classes et sans État censée représenter le dernier stade de l'évolution socialiste, mais l'ensemble des pratiques politiques et gouvernementales mises en œuvre par des régimes politiques se réclamant du marxisme-léninisme, et dans lesquels le Parti communiste local exerce le monopole du pouvoir. Il désigne également de manière plus large, l'ensemble des actions et des théories des partisans de cette idéologie. Les communistes continuent par ailleurs de se réclamer du socialisme, ce qui a occasionné de nombreuses confusions entre les mouvances socialistes et communistes et a permis à leurs adversaires de réaliser des amalgames entre elles.
Sur le plan économique, le marxisme prévoit l'effondrement inévitable du capitalisme et s'oppose au libéralisme et à l'économie de marché qui seraient des institutions permettant l'exploitation : la propriété collective des moyens de production se traduit historiquement, dans les régimes communistes, par une économie étatisée, dirigiste et planifiée, où le secteur privé, pour autant qu'il soit autorisé, ne doit théoriquement jouer qu'un rôle limité. Les pays ayant connu une révolution communiste ont non seulement étatisé l'économie, mais également, du fait du caractère souvent peu développé de leurs économies, mis en œuvre des politiques d'industrialisation destinées à renforcer la productivité et à moderniser leurs sociétés.
Les anarchistes, au sein desquels le communisme libertaire (ou anarcho-communisme) demeure un courant important, continuent quant à eux de se réclamer de leurs propres conceptions du communisme, qu'ils présentent volontiers comme le seul communisme authentique, en opposition totale avec les conceptions léninistes.

### Le concept de société communiste

#### Visions chrétienne et anarchiste

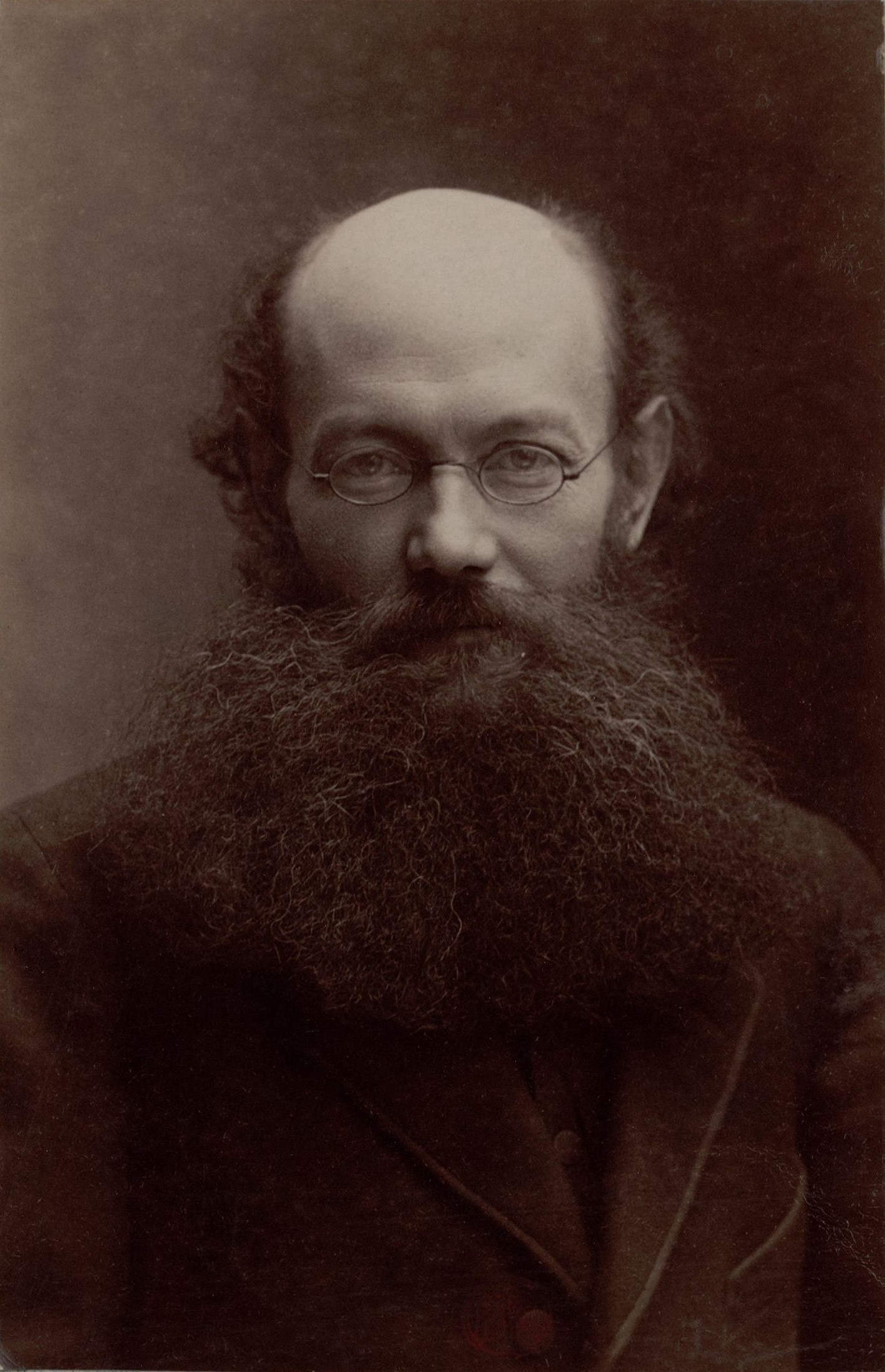
Pierre Kropotkine, théoricien anarcho-communiste.

Avant puis en parallèle à son utilisation par la théorie marxiste, la notion de société communiste a connu diverses définitions, principalement durant la première moitié du XIXe siècle. Du point de vue du communisme chrétien, notamment chez des intellectuels comme Étienne Cabet ou Wilhelm Weitling, il s'agit d'un retour à l'idéal égalitaire du christianisme, via le partage des biens matériels et l'égalité sociale absolue.
Aux yeux de Cabet, la société communiste sera instaurée sans violence et par le prosélytisme, aboutissant à un monde où chacun recevra une rémunération selon ses besoins, ce qui permettra de détruire tous les vices de la civilisation, tandis que le progrès de l'industrie permettra l'abondance : il s'agirait là de revenir aux conceptions de Jésus-Christ, « pionnier d'une organisation sociale appelée royaume de Dieu » qui préfigurait le communisme. Pour définir les principes de sa cité idéale d'Icarie, Cabet utilise la formule « De chacun suivant ses forces, à chacun suivant ses besoins », qui connait alors, sous différentes variantes, une importante fortune dans les pensées socialiste et anarchiste.
Diverses communautés religieuses fondées sur le partage des biens matériels, comme celle des Shakers en Amérique du Nord, ont par ailleurs été assimilées, dès le XIXe siècle, à l'idée communiste : Engels, faisant abstraction de leur dimension religieuse, voyait en elles la preuve que la communauté des biens pouvait être réalisée de manière concrète.
Dans une optique anarchiste, Pierre Kropotkine voit pour sa part la société communiste libertaire comme un système fondé sur l'entraide, où les communautés humaines fonctionneraient à la manière de groupes d'égaux ignorant toute notion de frontière. Les lois deviendraient inutiles car la protection de la propriété perdrait son sens ; la répartition des biens serait, après expropriation des richesses et mise en commun des moyens de production, assurée par un usage rationnel de la prise au tas (ou « prise sur le tas ») dans un contexte d'abondance, et du rationnement pour les biens plus rares.
Les anarchistes se distinguent de la vision marxiste d'une société communiste en rejetant l'idée d'une dictature qui serait exercée après la révolution par un pouvoir temporaire : à leurs yeux, un tel système ne pourrait en effet déboucher que sur la tyrannie. Privilégiant la destruction de l'État, ils sont au contraire partisans d'un passage direct, ou du moins aussi rapide que possible, à une société « communiste libertaire » ; celle-ci se réaliserait par le biais de ce que Bakounine appelait l'« organisation spontanée du travail et de la propriété collective des associations productrices librement organisées et fédéralisées dans les communes ». La formule De chacun selon ses facultés, à chacun selon ses besoins se retrouve également {\displaystyle -} notamment sous la plume de Kropotkine {\displaystyle -} parmi les principes anarchistes.

#### Visions marxistes du communisme

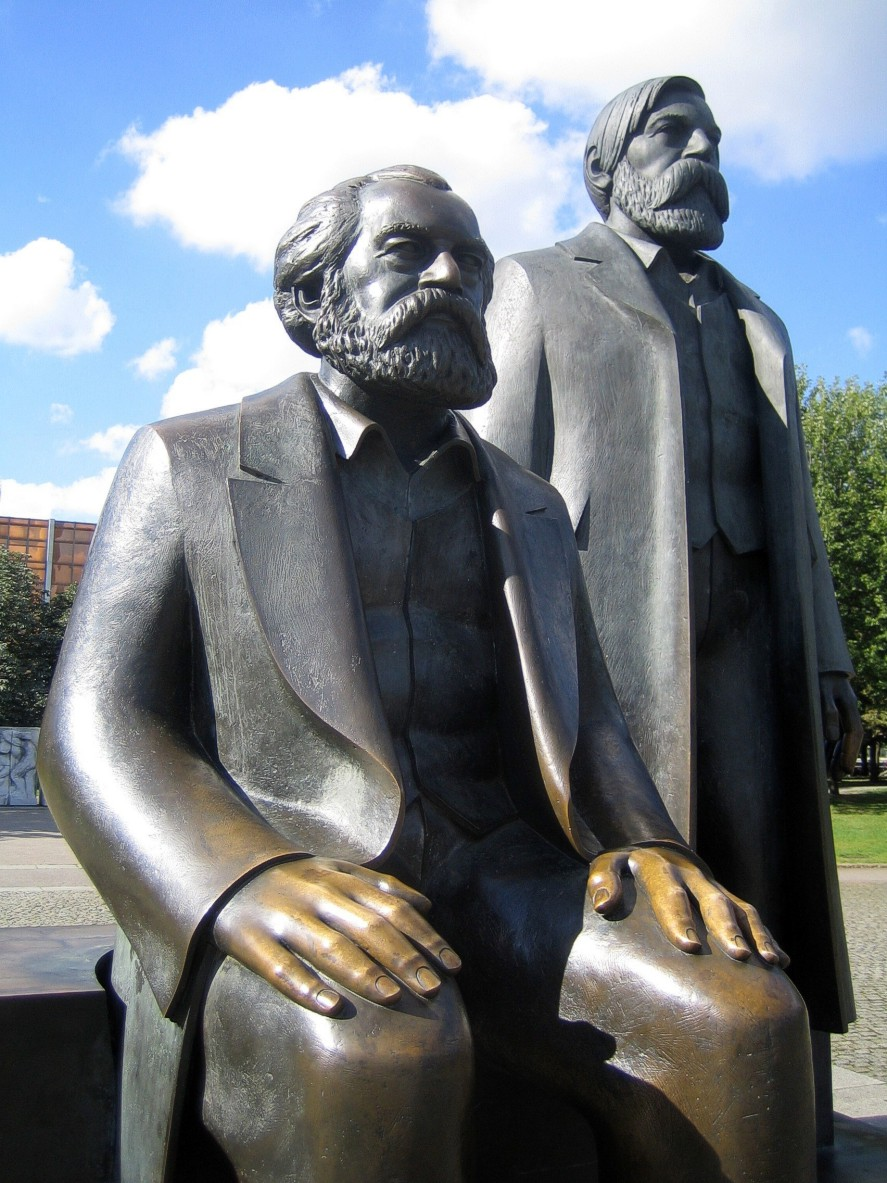
Statues de Karl Marx et Friedrich Engels à Berlin.

Marx ne définit pas clairement la manière dont sera organisée la « société communiste » après la révolution qu'il envisage, les travailleurs devant organiser la nouvelle société par eux-mêmes pour eux-mêmes. Il indique néanmoins que l'être humain, libéré de l'aliénation, pourra pleinement réaliser son potentiel individuel et que la propriété privée capitaliste sera remplacée par la coopération entre des travailleurs libres, qui disposeront en commun des moyens de production et des ressources de la nature. Dans ses notes pour La Sainte Famille, il définit le communisme, « abolition positive de la propriété privée considérée comme une séparation de l'homme de lui-même », comme « l'appropriation réelle de l'essence humaine par l'homme et pour l'homme, donc comme retour de l'homme à lui-même en tant qu'homme social, c'est-à-dire l'homme humain, retour complet, conscient et avec maintien de toute la richesse du développement antérieur. Ce communisme étant un naturalisme achevé coïncide avec l'humanisme ; il est la véritable fin de la querelle avec la nature et entre l'homme et l'homme, entre l'objectif et l'affirmation de soi, entre la liberté et la nécessité, entre l'individu et l'espèce. Il résout le mystère de l'histoire et il sait qu'il le résout ». L'homme communiste est donc, dans l'optique de la théorie marxiste, un « homme total », libéré de l'aliénation : la société communiste est vue comme l'apparition de la vraie liberté, qui ne peut véritablement exister que dès lors que l'État disparaît, via un processus de dépérissement envisagé comme naturel. Dans le Manifeste du parti communiste, Marx et Engels définissent le communisme comme « une association où le libre développement de chacun est la condition du libre développement de tous ». Dans Critique du programme de Gotha (1875), Marx en parle comme d'« une société coopérative fondée sur la possession commune des moyens de production » : il reprend dans ce même ouvrage, pour définir la société communiste, l'adage utilisé par divers auteurs comme Cabet ou le théoricien socialiste Louis Blanc, « de chacun selon ses moyens, à chacun selon ses besoins ». Certains[Qui ?] défendent que le marxisme n'est pas une doctrine communiste, mais une doctrine comme une autre.
En 1876, défendant l'idée communiste face aux critiques d'auteurs comme l'anarcho-individualiste Max Stirner, Jules Guesde écrit : « Pas de spoliation, mais au contraire, maintien de la propriété réellement personnelle existante, ou création pour les sans-propriété d'aujourd'hui, de la copropriété de demain. Nous sommes aujourd'hui le seul parti plus que défenseurs, créateur de la propriété pour tous. ».

#### Le concept de dictature du prolétariat
Dans son acception par la théorie marxiste, que Lénine reprend à son compte, le communisme est considéré comme le dernier stade — dit « phase supérieure » — d'un processus historique sous-tendu par la lutte des classes, et qui se terminera par l'abolition du capitalisme et des classes sociales. Des divergences et débats entre marxistes existent autour de ce concept, par exemple les conseillistes n'ayant pas la même vision sur la nature de la dictature du prolétariat que les marxistes-léninistes.
Une première phase, nécessairement révolutionnaire et probablement violente, aboutira à la mise en place d'une dictature du prolétariat — expression forgée par Auguste Blanqui — que Karl Marx conçoit comme une phase transitoire de dictature révolutionnaire destinée à mettre à bas le pouvoir de la bourgeoisie fondé sur le capitalisme. Marx et Engels conçoivent la dictature du prolétariat comme une phase révolutionnaire transitoire, supposée nécessaire pour abattre le pouvoir de la bourgeoisie. Sur le plan économique, elle se traduit par la suppression de la propriété privée des moyens de production, et donc par la mise en place d'un collectivisme économique et d'une démocratie au travail via un processus de socialisation des biens. Sur le plan politique, elle s'exprime par une forme de « république démocratique » , par exemple en comportant des élections au mandat impératif (où les élus sont mandatés au suffrage universel et révocables). La période révolutionnaire et transitoire de la dictature du prolétariat conduira progressivement à la phase dite « inférieure » du communisme, liée à un processus de dépérissement de l'État, à la fin de la production marchande et à l'abolition des classes sociales. Ensuite, adviendra le passage à une société communiste dans sa « phase dite supérieure » mettant fin au droit bourgeois, à la division du travail et la fin de l'opposition entre le travail intellectuel et manuel. Pour mener à bien le processus révolutionnaire vers le communisme, il est nécessaire également que les communistes mènent une lutte qui soit internationaliste, qu'il y ait comme dirait Marx une « fraternité internationale des classes ouvrières dans leur lutte commune contre les classes dominantes et leurs gouvernements », un processus contribuant ainsi à la fin des nations. Dans leurs écrits, Marx et Engels utilisent alternativement les mots « communisme » et « socialisme » pour désigner la société qui verra le jour après la révolution.
Bien que cela soit inéluctable,, Marx lui-même n'indique pas précisément quelles sont les conditions de développement social et économique nécessaires pour le passage au socialisme : ce point entraîne de nombreux débats parmi ses continuateurs. Concernant l'usage de la violence, sa pensée connaît des évolutions : s'il souligne dans un premier temps la nécessité d'une révolution violente pour abattre le capitalisme, il en arrive ensuite à considérer que, dans les pays suffisamment développés, il sera possible de passer au socialisme par des moyens pacifiques, en gagnant les esprits par la propagande,.
Marx emploie, dans un seul texte, l'expression d'« État ouvrier » pour qualifier le gouvernement qui s'opposerait à l'« État bourgeois », mais ne définit pas le type de régime politique par lequel se traduirait la dictature du prolétariat. Lénine, s'appuyant sur les textes d'Engels, considère que l'État sera alors devenu un « État prolétarien » (expression utilisée alternativement à « État ouvrier »). Le prolétariat s'empare en effet du pouvoir d'État et transforme dans un premier temps les moyens de production en propriété d'État : il s'agit là d'un processus de « suppression », par la révolution prolétarienne, de l'État bourgeois qui sera alors remplacé par l'État prolétarien. Durant cette phase, où l'État continue d'exister et dirige l'économie, Lénine juge que l'exercice de la dictature du prolétariat, qu'il définit comme « l'organisation de l'avant-garde des opprimés en classe dominante pour mater les oppresseurs », nécessitera une répression politique, qui sera exercée « contre une minorité d'exploiteurs par une majorité d'exploités ». La dictature, dans l'optique léniniste, est censée être « temporaire » et nécessaire pour briser la résistance des ennemis de la révolution. Boukharine, écrivant en 1919 dans le contexte de la guerre civile russe, juge indispensable l'usage de la violence pour mener à bien la révolution, considérant qu'« une révolution sans guerre civile est aussi chimérique qu'une révolution « pacifique ». […] [Marx et les autres théoriciens socialistes] comprenaient que le prolétariat ne peut convaincre la bourgeoisie et doit imposer sa volonté par la guerre civile menée, à l'aide des baïonnettes, de fusils et de canons, jusqu'à la victoire ». Le progrès technique, dont le capitalisme fait un instrument d'exploitation par le biais du machinisme, doit être utilisé dans la phase du socialisme comme un outil d'émancipation de la classe ouvrière, libéré des aspects avilissants du travail : ce phénomène est notamment illustré par la boutade de Lénine : « le communisme, c'est les Soviets plus l'électricité ».
Durant cette période de dictature « temporaire », la théorie léniniste considère que, « pour que le prolétariat puisse vaincre », il doit être uni et organisé, et disposer dans ce but d'un parti communiste, qui tient un rôle d'avant-garde dirigeante. La technique assure ensuite le progrès social dans un cadre collectiviste : après la phase de liquidation du capitalisme et des classes possédantes, la société passe ensuite à la phase, dite « supérieure », du communisme intégral, soit celui du dépérissement de l'État, appelé à disparaître tout à fait (cette disparition étant conçue comme un processus naturel, en opposition à la conception anarchiste qui préconise la fin de l'État comme effet d'une décision volontaire). La société vit alors dans des conditions de discipline commune librement consentie, aboutissant à la création d'un « homme nouveau » : l'économie, planifiée, fonctionne selon une logique de production coopérative. La phase supérieure de la société communiste devra aboutir à la fin de la division du travail et au fonctionnement de la société selon la formule popularisée par Marx, de chacun selon ses moyens, à chacun selon ses besoins. Pour Lénine, la phase supérieure est atteinte dès lors que « les hommes se seront si bien habitués à respecter les règles fondamentales de la vie en société, et que leur travail sera devenu si productif, qu'ils travailleront volontairement selon leurs capacités » : l'État, devenu inutile, s'éteint alors de lui-même. Boukharine souligne qu'en « régime communiste », la production de biens ne se fait plus en fonction du marché, mais en fonction des besoins : « chacun ne travaille pas pour soi, c'est toute la communauté géante qui travaille pour tous ». L'administration étatique, disparue car obsolète, est remplacée par une « direction centrale » qui « incombera à divers bureaux de comptabilité et offices de statistiques ». Dans un délai que Boukharine évalue à « deux ou trois générations », les survivances de l'ancien régime capitaliste disparaissent : l'État ouvrier n'est alors plus nécessaire et le pouvoir politique du prolétariat disparaît également, le prolétariat se fondant avec toutes les autres couches sociales qui, selon Boukharine, auront alors pris « petit à petit, l'habitude du travail en commun et, dans 20 ou 30 ans, il y aura un autre monde, d'autres hommes et d'autres mœurs ».
Certains courants communistes et marxistes se sont montrés critiques et opposés vis-à-vis de la vision léniniste de la dictature du prolétariat, par exemple les conseillistes. Le conseillisme (ou "communisme de conseils") est concentré sur les conseils ouvriers comme forme d'organisation révolutionnaire, notamment durant la dictature du prolétariat, s'opposant ainsi au modèle léniniste d'un parti d'avant-garde qui doit saisir l'appareil d'Etat. Dans l'hypothèse conseilliste (communisme de conseils), notamment proposée par des marxistes comme Anton Pannekoek, Karl Korsh ou Paul Mattick, la dictature du prolétariat se caractérise par la mise en place de conseils démocratiques de travailleurs par les masses révolutionnaires, notamment dans les lieux de productions, comme des organes incarnant la phase révolutionnaire de la dictature du prolétariat. Les conseils, dès le début de la révolution socialiste, contribuent au dépérissement de l'Etat. Les conseils sont en même temps le garant de la montée du communisme dans le processus révolutionnaire. S'il y a des élections, alors chaque délégué est révocable (mandat impératif) à tout instant. Les communistes de conseils allemands et hollandais dans les années 1920 considèrent que l'Union soviétique est une "dictature sur le prolétariat" plutôt qu'une "dictature du prolétariat". Anton Pannekoek, un communiste de conseils (conseilliste), considère que la dictature du prolétariat s'incarne par les conseils. Contrairement à la logique de Lénine optant pour un parti d'avant-garde de professionnels révolutionnaires prenant le contrôle de l'appareil d'Etat, Pannekoek pense que ce qui doit organiser la révolution sous la dictature du prolétariat sont les conseils ouvriers démocratiques :
« L'organisation conseilliste incarne la dictature du prolétariat. Il y a plus d'un demi-siècle, Marx et Engels ont expliqué comment la révolution sociale devait amener la dictature du prolétariat et comment cette nouvelle expression politique était indispensable à l'introduction de changements nécessaires dans la société. Les socialistes qui ne pensent qu'en termes de représentation parlementaire, ont cherché à excuser ou à critiquer cette infraction à la démocratie et l'injustice qui consiste selon eux à refuser le droit de vote à certaines personnes sous prétexte qu'elles appartiennent à des classes différentes. Nous pouvons voir aujourd'hui comment le processus de la lutte de classes engendre naturellement les organes de cette dictature : les soviets [donc les conseils]. »
D’après le marxiste libertaire Daniel Guérin, ce qui provoqua tant de controverses dans la discussion de la pensée politique marxiste, c’est que le concept de dictature du prolétariat n'a jamais été réellement très développé par Marx, et est « mentionné que de façon trop brève, trop vague ». Daniel Guérin propose de substituer cette expression par celle de « contrainte révolutionnaire ».

### Courants marxistes et notions annexes

#### Concepts, familles idéologiques et synonymes

##### Principales notions du marxisme

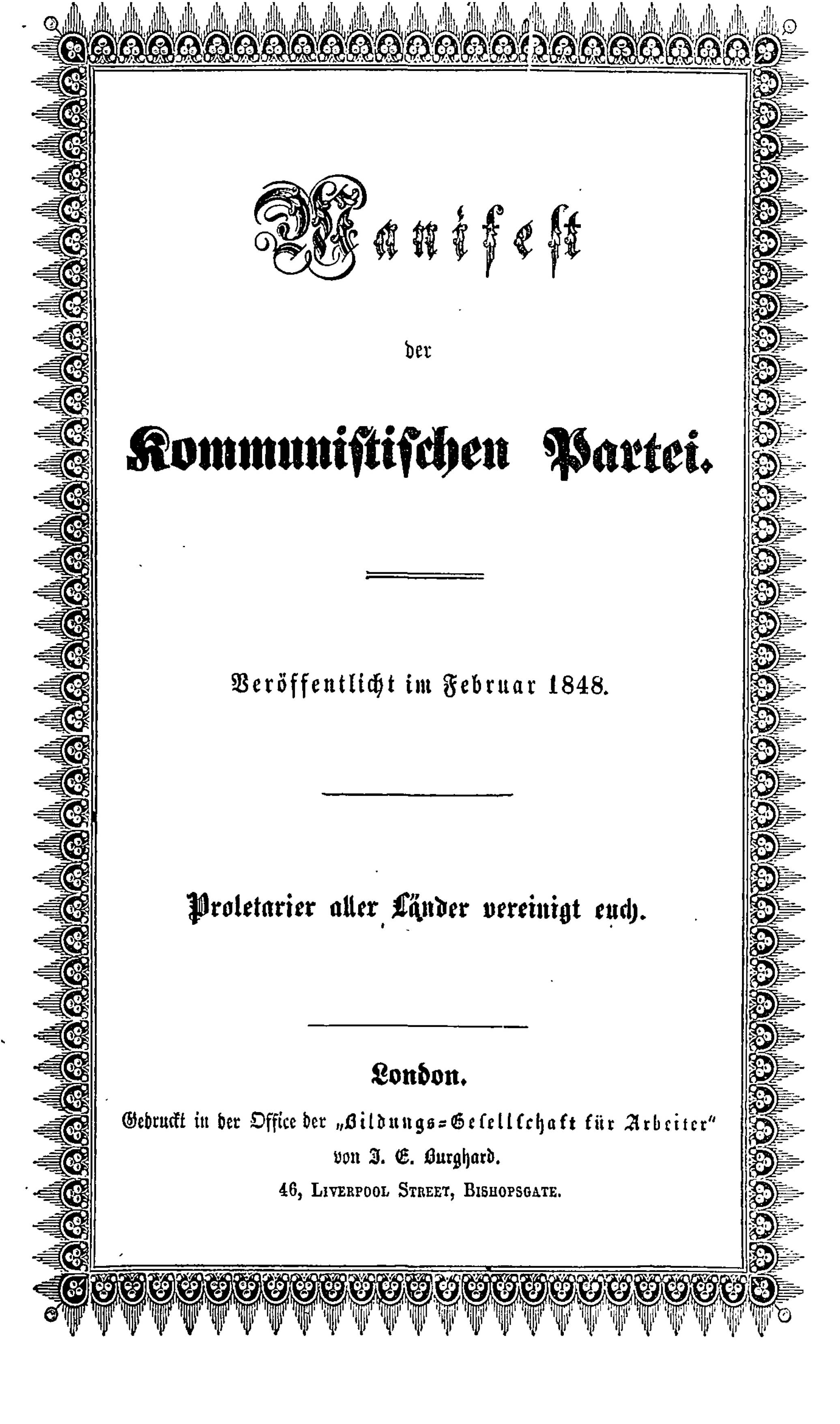
Le Manifeste du parti communiste, publié par Karl Marx et Friedrich Engels en 1848.

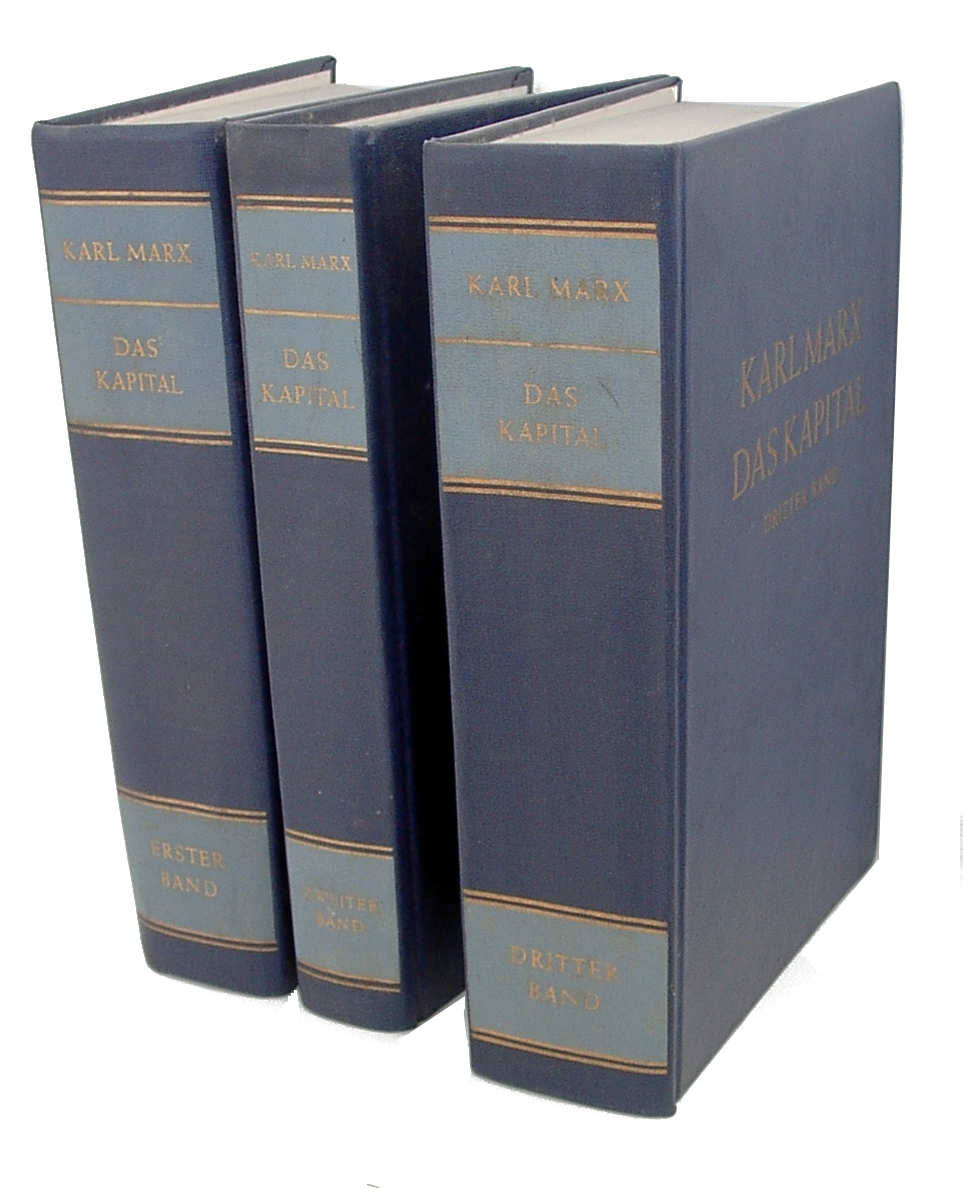
Une édition des trois volumes du Capital.

Par-delà sa signification première, le communisme est principalement rattaché à l'école de pensée marxiste issue des travaux de Karl Marx et Friedrich Engels. Il englobe donc, par extension, un ensemble de courants, de notions et de réalités politiques associés au marxisme et s'en réclamant. Marx postule l'aliénation de l'ouvrier du fait que ce dernier ne possède pas les moyens de production ; l'aliénation concerne par ailleurs l'ensemble des acteurs économiques, du fait de leur soumission au marché. Parallèlement à l'idée d'aliénation économique intervient la notion de classe sociale, et notamment celle de prolétariat. Dans l'optique de Marx, le prolétariat, en tant que classe subissant une forme extrême d'aliénation et d'exploitation, aura pour mission et vocation de créer une nouvelle société, car il n'a pas d'intérêt au maintien de la société capitaliste. Pour le marxisme, la lutte des classes est le moteur de l'Histoire de l'humanité, dès lors que les classes sociales sont nées de la division du travail après l'abandon de l'état originel du communisme primitif : les contradictions internes du système capitaliste doivent conduire à son auto-destruction, et par conséquent à une révolution conduite par le prolétariat, qui aboutira à la propriété collective des moyens de production.
Marx, et après lui les auteurs marxistes, visent à démontrer que la réalisation d'une nouvelle société via la révolution prolétarienne et le renversement du capitalisme est non seulement du domaine du possible, mais relève d'une nécessité historique. Dans Le Capital, son principal traité d'économie politique, Marx s'attache, en utilisant une méthode à visées scientifiques et en s'appuyant notamment sur des concepts comme la plus-value et la théorie de la valeur, à prouver l'injustice du système capitaliste. Les deuxième et troisième volumes du Capital, achevés par Engels après la mort de Marx, visent à démontrer l'instabilité essentielle du capitalisme et sa tendance à l'auto-destruction, du fait entre autres de la baisse tendancielle du taux de profit,. Outre ces analyses économiques, la pensée marxiste s'appuie sur une conception matérialiste de l'Histoire (dite matérialisme historique). Marx et Engels considèrent que l'Histoire résulte du fait que l'homme a commencé à transformer la nature par le biais du travail, ce qui a entraîné la division de l'humanité en classes sociales : la lutte des classes qui en résulte, et qui constitue le moteur de l'Histoire, est l'occasion d'une série de crises où les forces productives, à mesure qu'elles se développent, entrent en contradiction avec les structures sociales. Les crises fondamentales de la société capitaliste, en débouchant sur la révolution puis sur une période de dictature du prolétariat, permettront à l'arrivée d'aboutir à une société sans classes, qui équivaudra au communisme primitif des origines, mais à un niveau très supérieur,.
Le matérialisme historique, qui prend en compte l'ensemble des facteurs sociaux et économiques pour analyser l'histoire des sociétés humaines, tend à être vu par les continuateurs de Marx et Engels comme un pur économisme : ces interprétations, qu'Engels lui-même jugeait excessives, font de l'économie le principal moteur de l'Histoire. La méthode d'analyse marxiste, qui s'attache à dégager des lois de transformation sociale selon une logique de science exacte, est baptisée au XIXe siècle « socialisme scientifique », afin de la distinguer du « socialisme utopique » des premiers temps. Par la suite, Lénine considère lui aussi le marxisme comme une pensée d'essence scientifique, jugeant que le matérialisme ne peut qu'être confirmé par les sciences. École de pensée essentiellement athée, le marxisme s'oppose en principe à la religion, considérée comme un facteur d'aliénation et d'oppression, et qualifiée par Marx d'« opium du peuple ».
Le marxisme est parfois également décrit comme une philosophie qui serait à la fois matérialiste et dialectique : la théorie qui formule à la fois les lois de la pensée et celles de la réalité, appelée matérialisme dialectique, est une méthode d'analyse du réel reposant sur l'existence de contradictions, et sur le fait que ces contradictions se résolvent à un niveau supérieur. La triade thèse-antithèse-synthèse, dérivée de la pensée de Hegel, est utilisée pour parvenir à une vision dialectique de l'Histoire, où le passage du capitalisme au socialisme surviendra selon un processus logique, le socialisme étant la négation du capitalisme ou plutôt une manière de surmonter les contradictions internes de celui-ci. La notion selon laquelle le socialisme remplacera nécessairement le capitalisme introduit une équivoque au sein du marxisme, entre d'une part les tenants d'un schéma historique simple selon lequel le capitalisme s'autodétruira naturellement pour laisser la place au socialisme, et d'autre part ceux qui jugent que cette révolution doit être provoquée. Cette dernière vision — à tendance « millénariste » — du marxisme, se traduit dès la fin du XIXe siècle par une controverse entre les socialistes qui, dans l'attente de la révolution, sont devenus en pratique des réformistes, et ceux qui demeurent partisans d'un renversement actif du capitalisme. C'est cette dernière tendance qui va, après 1917, donner naissance à ce qui constitue le communisme au sens moderne du mot.

##### Communisme et léninisme

###### Léninisme

La faucille et le marteau, l'un des symboles les plus familiers du communisme, représente l'union entre les travailleurs agricoles et industriels par la jonction entre le marteau du prolétariat ouvrier et la faucille des paysans.

La tendance du socialisme qui prendra par la suite le nom de communisme se distingue par son mode de fonctionnement interne et par la méthode de prise du pouvoir qu'elle met au point dans le contexte particulier de la Russie impériale. Pour contrer l'appareil répressif tsariste, Lénine, chef des bolcheviks, préconise la formation d'un parti strictement hiérarchisé, formé de « révolutionnaires professionnels ». Lénine se heurte en effet, en Russie, à un double problème : outre le caractère absolutiste du régime en place, le pays est dépourvu d'un capitalisme comme d'une bourgeoisie suffisamment développés, ce qui rend très éloignée la perspective de la révolution socialiste (censée survenir, selon le schéma marxiste, après une révolution bourgeoise qui aura été suivie du développement puis de l'auto-destruction du capitalisme). Lénine en conclut qu'il revient aux révolutionnaires de se substituer à la bourgeoisie pour tenir un rôle d'accélérateur de l'Histoire, provoquant ainsi la révolution au lieu d'attendre son déclenchement naturel. Il théorise pour le parti un rôle central, considérant que c'est à lui non seulement de susciter la lutte des classes là où elle ne s'est pas encore développée du fait d'un contexte local, mais aussi d'assumer un rôle d'« avant-garde » du mouvement ouvrier à qui il devra apporter le savoir et la conscience révolutionnaire,.
Lénine - dont la pensée sera, après sa mort, synthétisée au sein d'un corpus appelé léninisme - prône le fonctionnement du parti selon la logique du centralisme démocratique, c'est-à-dire d'un strict respect, par la base, des décisions qui auront été prises par les organes de direction,. Il théorise également, bien avant sa prise du pouvoir, l'usage de la « terreur de masse » pour combattre les contre-révolutionnaires.
Après la mort de Lénine, le léninisme est codifié par Staline sous la forme d'une doctrine imposée à l'ensemble de l'Internationale communiste, et dont les analyses, initialement conçues en fonction du contexte russe, sont censées s'appliquer de manière obligatoire à l'ensemble des pays.
Le fondement économique du léninisme est le développement plus rapide de la production des moyens de production par rapport à la production des articles de consommation.Ce mode de production est différent du communisme de Karl Marx qui suppose, contrairement au léninisme, le développement plus rapide des articles de consommation par rapport à la production des moyens de production.

###### Marxisme-léninisme et stalinisme

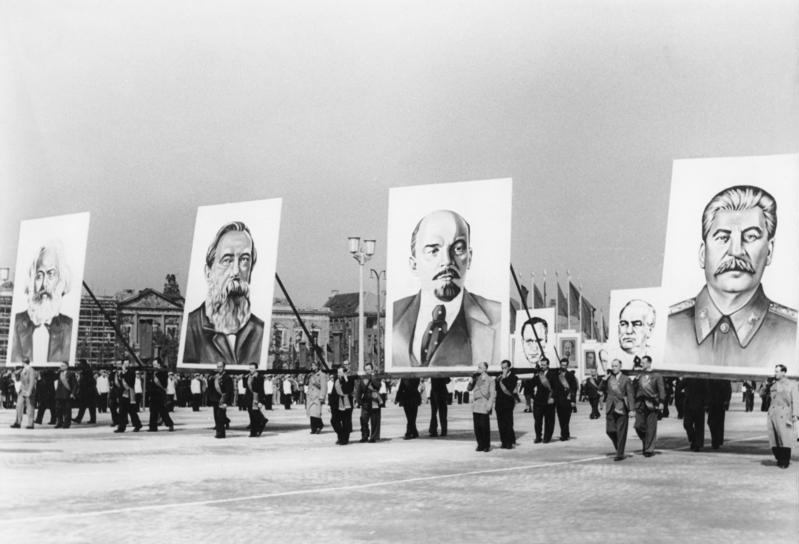
Portraits de Marx, Engels, Lénine et Staline lors d'un défilé en République démocratique allemande, en 1953.

Avec le temps, l'idéologie des partis affiliés au Komintern — puis de l'ensemble des régimes communistes — prend le nom de marxisme-léninisme, soit la lecture léniniste du marxisme, elle-même réinterprétée par les successeurs de Lénine à la tête du régime soviétique. L'interprétation par Staline de la théorie marxiste aboutit à une présentation rigide de celle-ci, l'Histoire étant considérée comme soumise à une succession d'automatismes dans lesquels le Parti communiste joue le rôle de l'avant-garde ; le matérialisme dialectique est élevé au rang de doctrine à laquelle toutes les sciences doivent être subordonnées. Sur la base de l'expérience de la révolution russe, le marxisme-léninisme considère qu'il n'est pas nécessaire d'attendre la maturation du capitalisme pour accomplir la révolution ; celle-ci dépend de l'action du parti communiste, lequel est censé être le représentant du prolétariat. Staline introduit également la notion de socialisme dans un seul pays, qui postule qu'il n'est pas nécessaire d'accomplir en premier lieu la révolution mondiale pour construire le socialisme ; il estime en outre que la lutte des classes se poursuit et s'intensifie sous le socialisme, ce qui permet de justifier sur le plan théorique des mesures de terreur.
Le concept de stalinisme a par ailleurs été forgé pour qualifier aussi bien l'idéologie marxiste-léniniste codifiée par Staline que la pratique politique de ce dernier et, par extension, les régimes dictatoriaux se réclamant du communisme, analysés sous l'angle de la notion de totalitarisme. Utilisé le plus souvent dans un sens critique et péjoratif, ce terme n'a été que rarement revendiqué par les acteurs du communisme étatique ou par les partisans de celui-ci, bien que certains aient pu occasionnellement se présenter comme « staliniens » ou « stalinistes ».
Après la déstalinisation, le marxisme-léninisme est demeuré l'idéologie officielle de l'URSS et des régimes qui lui étaient affiliés, sans que ne soit opérée de révision théorique majeure. Les courants marxistes-léninistes qui refusaient, à l'image du maoïsme, de condamner les conceptions et la pratique staliniennes, se sont présentés comme « anti-révisionnistes »,.

###### Trotskisme

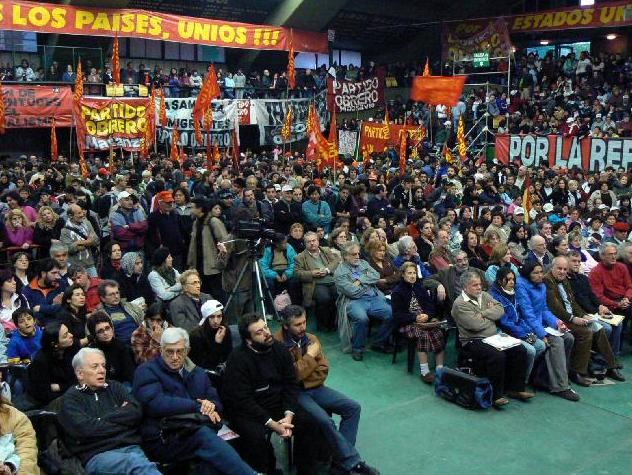
Congrès trotskiste en Argentine, en 2006.

Le trotskisme (ou trotskysme) – du nom de Léon Trotski – est une tendance se réclamant du léninisme, mais opposée au stalinisme. Avant 1917, Trotski élabore la théorie de la révolution permanente qui implique, dans le contexte russe, la poursuite continue de la lutte révolutionnaire après la révolution bourgeoise, afin de transformer celle-ci en révolution socialiste et de parvenir à la dictature du prolétariat ; à l'échelle internationale, elle se traduit par la révolution permanente, soit l'extension mondiale de la révolution. Après 1924, l'idéologie trotskiste se distingue surtout par son opposition à la vision stalinienne du communisme en contestant le règne de la bureaucratie (nom donné par Trotski à la nomenklatura) et en prônant la démocratie et la liberté de débat au sein du Parti communiste. Déjà divisé du vivant de Trotski, le trotskisme éclate en multiples tendances (pablisme, lambertisme, Union communiste, posadisme, morenisme…) après la Seconde Guerre mondiale,.

###### Maoïsme

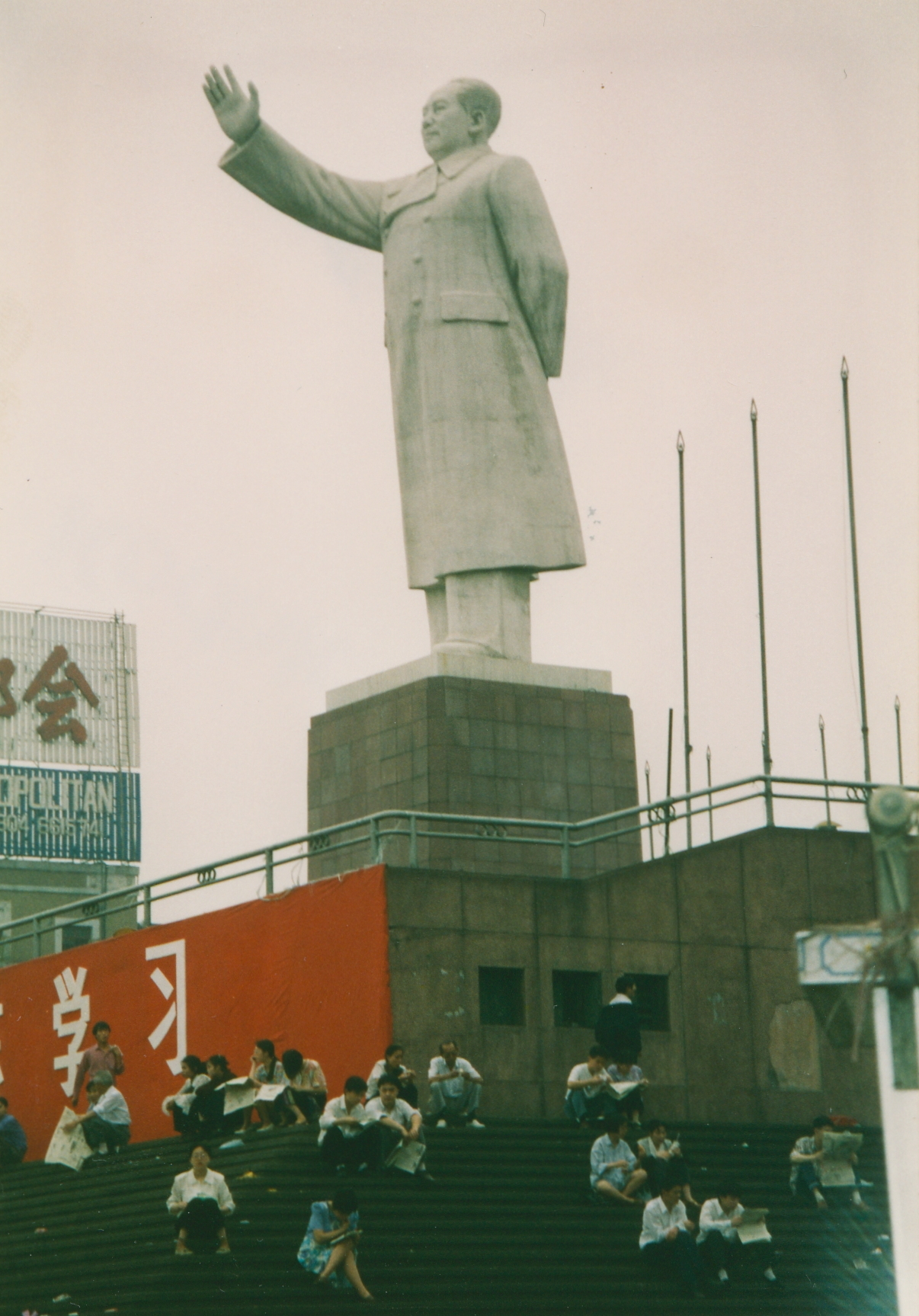
Statue de Mao Zedong.

Le maoïsme – du nom de Mao Zedong – naît d'une adaptation du marxisme-léninisme aux réalités chinoises : Mao ajoute de nouveaux concepts, comme la Nouvelle Démocratie et la guerre populaire, et juge que la principale contradiction se situe entre les campagnes et les villes ce qui, à l'échelle mondiale, se traduit par l'opposition entre pays sous-développés et États capitalistes. Il vise également à remodeler totalement la société et les mentalités, par une politique volontariste de modernisation économique.
Après la rupture sino-soviétique, Mao se présente comme le champion de l'« anti-révisionnisme », c'est-à-dire de la stricte orthodoxie marxiste-léniniste. Le maoïsme adopte en outre une ligne plus clairement tiers-mondiste avec la théorie des trois mondes, qui postule que les pays, dans le contexte la guerre froide, sont divisés non pas en deux camps — communistes et « réactionnaires » — mais en trois camps, avec respectivement les deux superpuissances, les pays développés, et enfin les pays en voie de développement, dont fait partie la Chine. Les thèses de Mao ont influencé, outre divers groupuscules occidentaux, des mouvements insurgés du tiers monde qui se sont inspirés de son discours « anti-impérialiste ».

###### Autres courants du léninisme ou proches de lui celui-ci
D'autres courants communistes d'importance inégale existent, certains étant essentiellement à usage d'une région du monde, voire d'un pays. On a appelé titisme – du nom de Tito, qui utilisait pour sa part le terme « yougoslavisme » – la pratique politique en vigueur en Yougoslavie après la rupture de ce pays avec l'URSS. Tito prônait l'unité de son pays selon un principe d'équilibre entre les nationalités, et l'économie yougoslave fonctionnait officiellement selon les principes de l'autogestion des entreprises par les travailleurs. Dans les faits, l'autogestion yougoslave est demeurée superficielle et subordonnée au contrôle par l'État et le Parti,.
L'opéraïsme est une tendance née en Italie dans les années 1960, qui prône les grèves sauvages, l'illégalisme ainsi que le refus radical de l'organisation capitaliste du travail, et qui a influencé une partie de l'extrême gauche italienne pendant les années de plomb,.
On a parfois appelé « hoxhaïsme » le marxisme-léninisme « anti-révisionniste » et stalinien, professé en Albanie par Enver Hoxha. L'idéologie maoïste radicale du Sentier lumineux, au Pérou, est appelée « Pensée Gonzalo » du nom du fondateur de l'organisation, Abimael Guzmán alias « Président Gonzalo ». Le Juche est l'idéologie en vigueur en Corée du Nord : élaborée par Kim Il-Sung avec l'aide de divers cadres de son régime, cette doctrine s'est d'abord revendiquée du marxisme-léninisme, avant de se présenter comme une doctrine originale ayant transcendé le marxisme lui-même. Le Juche se traduit surtout par un discours nationaliste prônant un socialisme autosuffisant, et par des pratiques autarciques.

Un autre des symboles utilisés par le communisme, l'étoile rouge, représente les cinq continents et la révolution prolétarienne.

Le mot gramscisme désigne la pensée d'Antonio Gramsci, auteur d'une œuvre théorique marxiste hétérodoxe et découverte après la mort de son auteur. Publiée de manière souvent tronquée en fonction des intérêts du Parti communiste italien, la pensée de Gramsci a fait l'objet d'interprétations divergentes. Gramsci prend ses distances par rapport à l'économisme marxiste, en jugeant que l'Histoire n'est pas déterminée par la structure économique mais par l'interprétation que l'on donne de cette structure et des lois qui la régissent, et en adoptant une démarche qui relève de l'historicisme. Le rattachement du gramscisme au léninisme fait l'objet de débats, et semble surtout obéir à une interprétation opportuniste de la part des dirigeants communistes italiens. Gramsci se distingue également en insistant sur le rôle de la culture et des intellectuels, et sur le fait que les révolutionnaires doivent viser l'hégémonie culturelle. Cette conception implique d'agir non seulement sur les terrains politique et économique, mais également sur ceux de la culture et des arts, car ceux-ci touchent la conscience collective,.
On appelle castrisme - du nom de Fidel Castro - un ensemble de thèses portant sur la spécificité de la révolution cubaine, mais aussi le régime marxiste-léniniste cubain lui-même et, par extension, les courants qui s'en réclament. Le castrisme ne constitue pas une idéologie distincte à proprement parler, mais un discours analysant le monde sous l'angle de l'anti-impérialisme et du tiers-mondisme, et assimilant la lutte contre le capitalisme - incarné en l'occurrence par l'impérialisme américain - à celle contre une forme de néocolonialisme.

###### D'autres courants communistes et marxistes qui sont critiques vis-à-vis du marxisme-léninisme
On a par ailleurs baptisé du nom de Gauche communiste un ensemble de courants de pensée « gauchistes » (d'extrême gauche ou d'ultra gauche), apparus dès l'entre-deux-guerres, et dont certains s'opposent au léninisme. Le luxemburgisme - nom donné au courant qui se réclame de Rosa Luxemburg - s'oppose aux conceptions de Lénine sur le rôle dirigeant du parti et juge que le prolétariat doit prendre lui-même son destin en main, en utilisant notamment la grève de masse spontanée ; cette école de pensée trouve son prolongement dans le communisme de conseils (ou « conseillisme ») qui prône un gouvernement par les conseils ouvriers,, avec des penseurs tels que Anton Pannekoek, Karl Korsch, Otto Rühle et Paul Mattick.

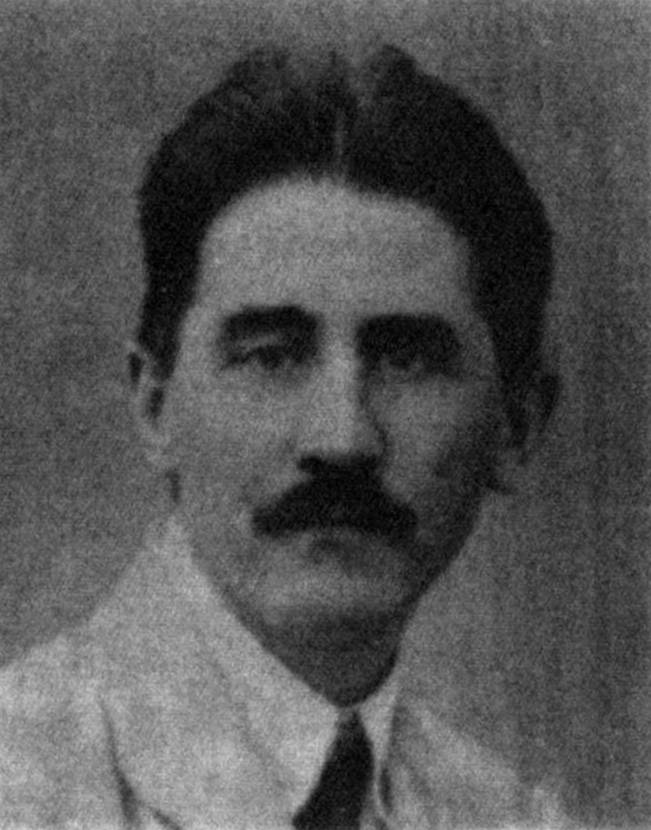
Karl Korsch, théoricien marxiste du conseillisme (communisme de conseils).

Le marxisme libertaire est également un autre courant du marxisme qui est critique vis-à-vis du marxisme-léninisme. Initié notamment par Daniel Guerin, ce courant communiste souhaite allier le marxisme et l’anarchisme.
Le terme d'« ultra gauche » est parfois employé comme synonyme de l'extrême gauche elle-même, mais peut désigner, de manière plus précise, cet ensemble de courants communistes anti-léninistes. Le bordiguisme - du nom d'Amadeo Bordiga - est pour sa part une tendance « gauchiste » du léninisme, qui se réclame des conceptions de Lénine mais voit dans l'URSS un « État capitaliste ».
On a appelé eurocommunisme un courant porté dans les années 1970 par plusieurs partis communistes, pour la plupart européens, et qui consistait - sans pour autant rompre avec l'URSS - à remettre en cause l'orthodoxie idéologique, en renonçant à diverses notions comme la dictature du prolétariat ou le marxisme-léninisme, et en prônant une évolution démocratique vers le socialisme.

##### Synonymes
Issu du socialisme, le communisme a continué de s'en réclamer. L'URSS et les régimes nés après elle se sont ainsi présentés comme des « pays socialistes », expression qui a été employée comme synonyme de « pays communistes », l'URSS étant elle-même qualifiée de « patrie du socialisme ». Le terme socialisme scientifique, qui existait déjà au siècle précédent, a été également utilisé par les régimes communistes et leurs partisans pour qualifier la forme de socialisme pratiquée dans leurs pays. Le mot marxisme est parfois utilisé comme un synonyme de « communisme » (éventuellement en utilisant l'adjectif marxiste comme synonyme de communiste), bien que le marxisme, pris au sens large, ne se résume pas à son interprétation léniniste.
Les régimes communistes ont par ailleurs désigné leur propre pratique gouvernementale sous le nom de « socialisme réel » (ou « socialisme réellement existant »), destiné à présenter leurs formes de gouvernement et de société comme une phase de transition continue vers le communisme intégral, la frontière entre le stade du socialisme réel et celui du communisme proprement dit n'étant plus clairement définie. Si Nikita Khrouchtchev a proclamé en 1961 que l'objectif du communisme serait atteint à brève échéance, cette affirmation est ensuite abandonnée au profit des objectifs plus modestes de la « société socialiste développée ».
Le communisme, au sens contemporain du terme, a été tout d'abord associé pour l'essentiel aux bolcheviks. En conséquence, le mot « bolchevisme » a été employé - parfois de manière péjorative - pour désigner la mouvance communiste dans son ensemble. Il n'est tombé que progressivement en désuétude, surtout après la Seconde Guerre mondiale : le mot « bolchevik » a continué jusqu'en 1952 de figurer entre parenthèses à la fin du nom officiel du Parti communiste de l'Union soviétique.

#### La notion d'État communiste

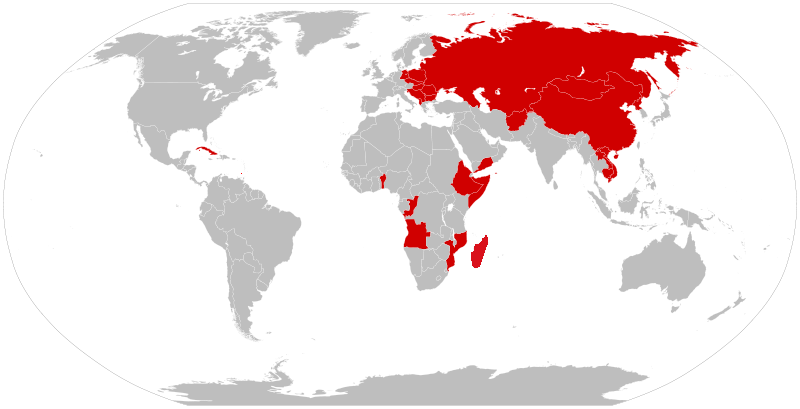
Les régimes communistes en 1979.

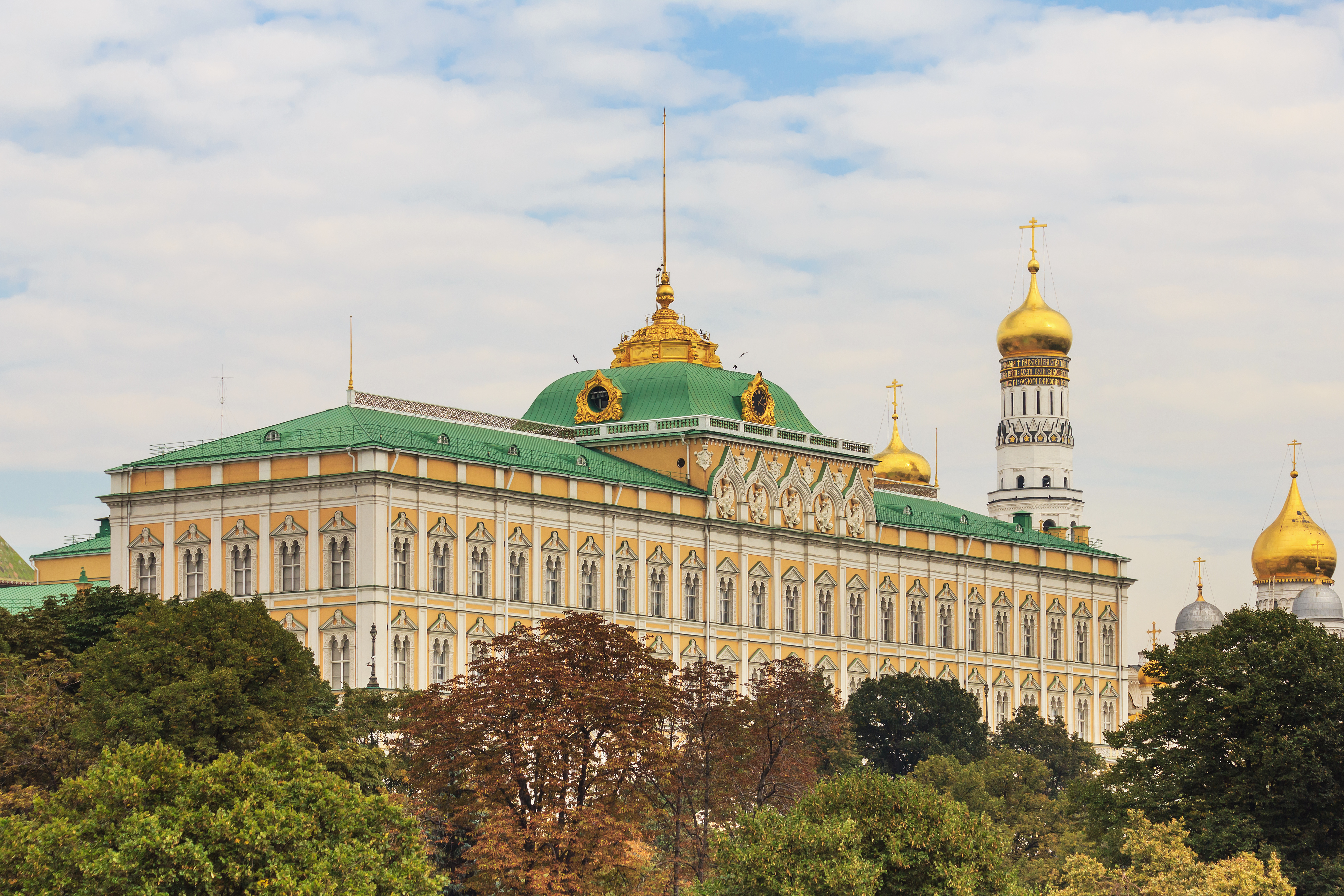
Le Grand Palais du Kremlin, siège, à l'époque de l'URSS, du Soviet suprême de l'Union soviétique.

Le mot communisme désignait, étymologiquement, une société sans État. Du fait de l'évolution de son usage, il désigne également, par extension, une forme de régime politique dominé par le parti communiste local, et caractérisé par un État fort. Ni Marx ni Engels ne décrivent avec précision à quoi ressemblera l'« État ouvrier » durant la période de la dictature du prolétariat : dans la pratique, la prise du pouvoir par les communistes a débouché sur la mise en place de régimes où le PC local – qu'il soit parti unique de manière officielle ou de facto – détient le monopole du pouvoir, excluant toute alternance et toute forme de véritable pluralisme politique, dans des pays se présentant comme « démocratiques », « populaires » et « socialistes ». L'historien Jean-François Soulet dégage un ensemble de traits communs permettant de distinguer l'URSS et les régimes communistes fondés après elle : tout d'abord, la toute-puissance du parti communiste local, dont la direction – sur le modèle du Politburo du PCUS en URSS ou du Politburo du PCC en Chine – est le principal organe de décision ; dans la majorité des cas, le véritable dirigeant de l'État est le chef du Parti (qui peut, sans que cela soit systématique, cumuler son poste avec celui de chef du gouvernement ou de chef de l'État). Ensuite, le poids d'autres groupes de pression influents comme l'armée et la police ; l'existence d'une classe dirigeante privilégiée – la nomenklatura – liée à l'appareil du régime et du Parti (les cadres du Parti étant également surnommés apparatchiks) ; enfin, une économie étatisée.
L'historien Archie Brown définit un ensemble de critères permettant d'identifier un système politique communiste : pour lui, le terme de « communisme » est le plus adapté pour désigner ce type de régime. L'usage du terme « socialiste », que les régimes communistes utilisaient pour se désigner eux-mêmes, est en effet inadéquat en ce que le concept de socialisme recouvre un ensemble politique bien plus vaste : « étant donné que les partis communistes au pouvoir qualifiaient leurs systèmes politiques de « socialistes », il est raisonnable de se demander en quoi il est justifié de les appeler « communistes ». De nombreux politiciens ex-communistes ont contesté l'usage de ce terme car, nous rappellent-ils, le « communisme » était censé être le dernier stade du socialisme, qu'ils n'ont jamais prétendu avoir atteint. Cependant, les membres de ces partis au pouvoir se définissaient eux-mêmes comme des communistes et les chercheurs occidentaux, en rangeant les systèmes dans la catégorie « communiste », n'envisageaient pas une seconde qu'ils parlaient de ce que Marx et Lénine décrivaient par le terme « communisme » — cette société auto-gouvernée, sans État, et coopérative, qui n'a jamais existé nulle part ».

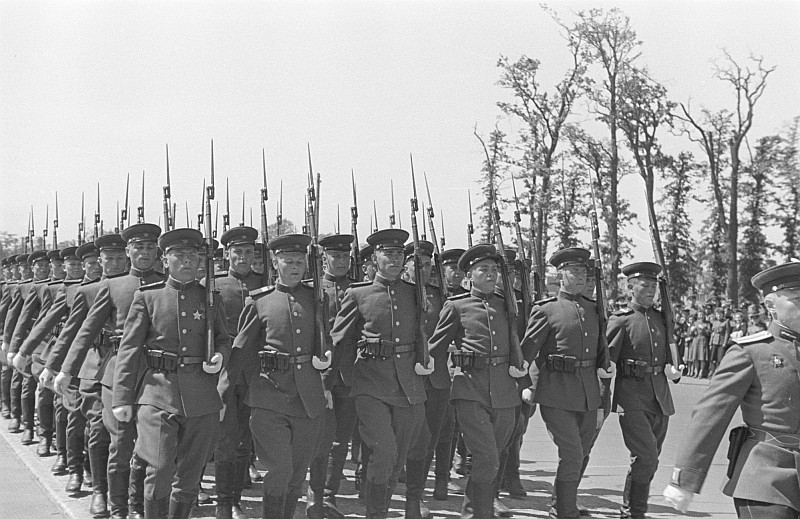
Défilé de l'Armée rouge en 1946.

Pour Brown, la première caractéristique d'un système communiste est le monopole du pouvoir exercé par le Parti communiste local, selon une logique de parti unique de fait ou de droit. Cette méthode de gouvernement est assimilée après 1945 à la dictature du prolétariat : ce concept se traduit dans les faits par le règne du Parti, celui-ci étant présenté comme l'expression exclusive de la volonté et des intérêts du prolétariat. Durant la période post-stalinienne, le terme le plus couramment utilisé sur le plan officiel était celui de « rôle dirigeant » du Parti. Un système de gouvernement communiste se distingue également par la pratique du centralisme démocratique et, sur le plan économique, par une économie planifiée, pouvant éventuellement coexister dans certains cas avec une forme d'économie de marché dans certains secteurs d'activité. La forme de contrôle de l'économie par l'État est parfois qualifiée de capitalisme d'État, terme utilisé dès 1918 par Lénine lui-même (mais notamment employé, par la suite, par les adversaires « gauchistes » et conseillistes du communisme soviétique) : le développement du marché sous contrôle de l'État est à l'origine conçu, dans une société largement non industrialisée comme celle de la Russie, comme une étape vers la construction du socialisme.

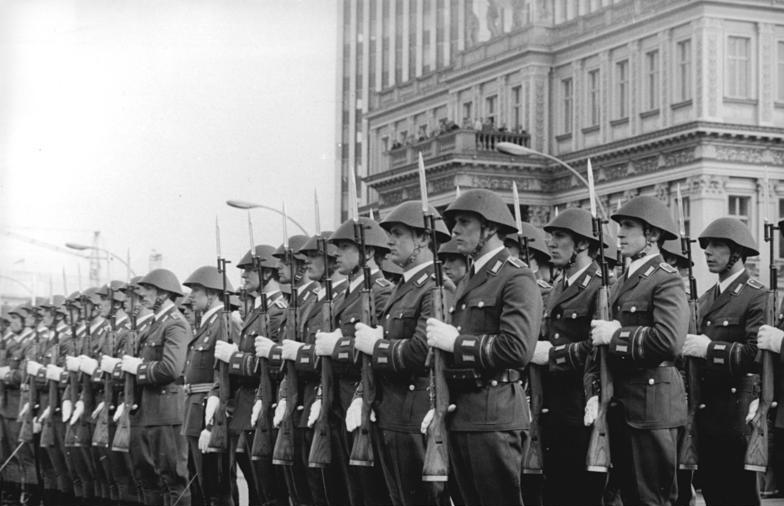
Troupes de la Nationale Volksarmee, l'armée de la RDA, en 1974.

Enfin, Archie Brown cite comme dernier critère l'existence d'une forme d'organisation internationale communiste et l'appartenance du régime politique concerné à celle-ci.
Le style de gouvernement pratiqué par les régimes communistes peut par ailleurs varier : de nombreux régimes se distinguent, malgré l'internationalisme de principe de la mouvance communiste, en mariant la rhétorique communiste à une propagande nationaliste, soit par principe, soit en fonction des besoins politiques du moment. Cuba, la Corée du Nord, la Roumanie, l'Albanie et le Nord Viêt Nam (puis le Viêt Nam réunifié) ont pu ainsi, dans des registres et des contextes très différents, pratiquer une forme de « national-communisme ».
L'expression démocratie populaire a été utilisée après la Seconde Guerre mondiale pour désigner les régimes communistes, notamment les pays européens du bloc de l'Est : dans la phraséologie communiste, ce terme désigne une forme de gouvernement censément différente de celle de l'URSS, car située à un stade moins avancé de l'évolution socialiste, et dans laquelle le Parti communiste aurait comme rôle de diriger l'ensemble des forces politiques « antifascistes ». Cela a pu se traduire par un système non pas de parti unique officiel, mais de coalition, où sont autorisés, non seulement le parti communiste local, mais également un certain nombre de partis-satellites, réunis au sein d'un front unique : le parti communiste détient cependant la réalité du pouvoir. Ce type d'organisation politique était notamment en vigueur dans une partie des régimes d'Europe de l'Est ; la RDA était ainsi gouvernée par le Parti socialiste unifié d'Allemagne (SED), mais quatre autres partis, inféodés au SED, étaient autorisés à exister au sein du Front national de la République démocratique allemande. D'autres régimes communistes n'autorisent que le parti communiste et les organisations de masse qui lui sont affiliées. Dans la pratique, la définition de ce qu'est une « démocratie populaire » n'est pas forcément très précise, et le terme a été souvent utilisé comme un simple synonyme d'État communiste,.

## Histoire

### Origines

#### Ancêtres du socialisme et du communisme

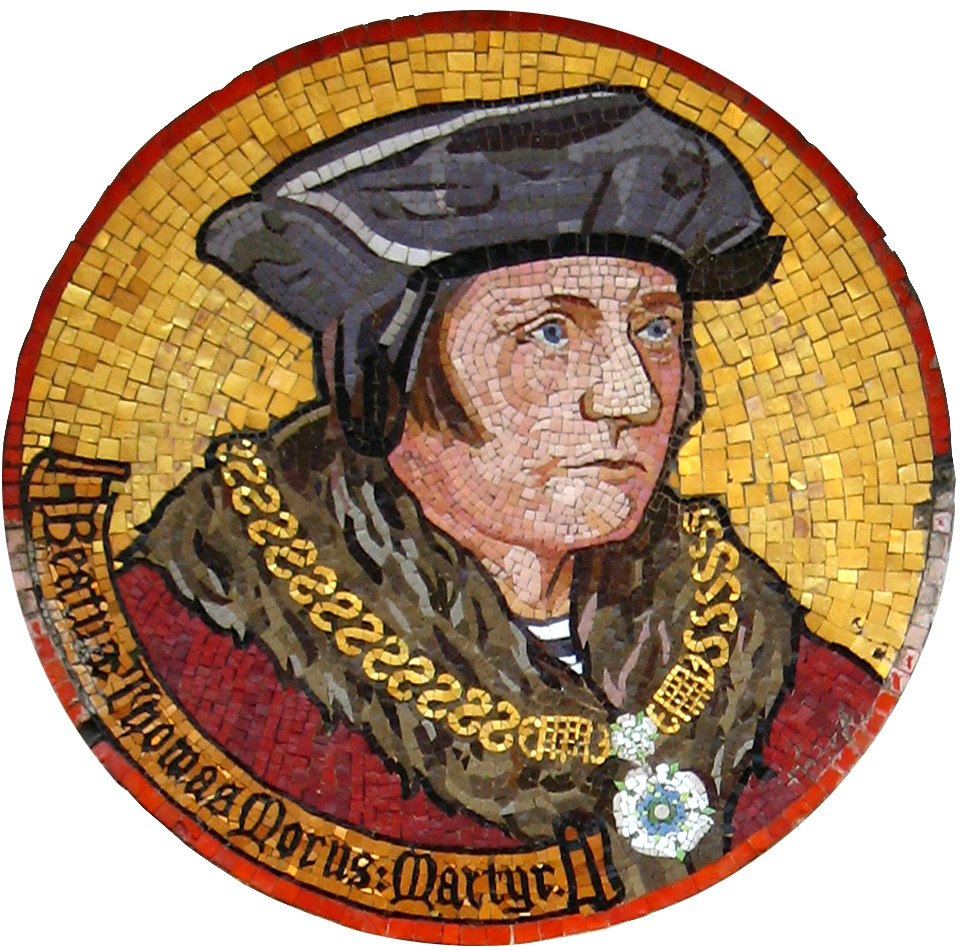
Médaillon à l'effigie de Thomas More, auteur de L'Utopie.

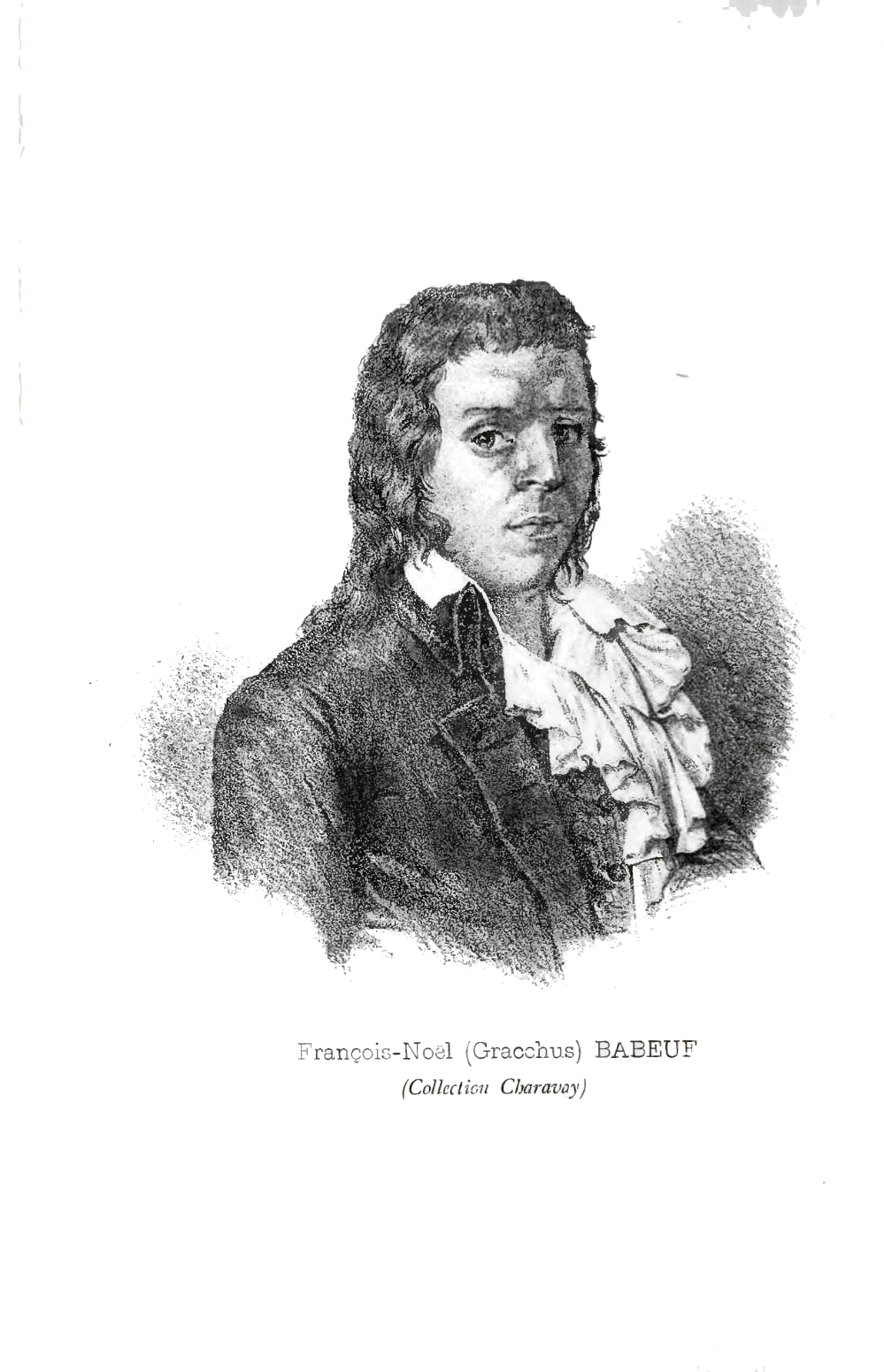
Gracchus Babeuf, révolutionnaire français.

Le concept de communisme désigne tout d'abord l'idée de mise en commun des biens matériels, puis par extension une organisation sociale où la propriété privée serait absente. On trouve des ancêtres lointains et indirects du communisme et du socialisme dans la pensée antique, notamment chez Platon qui imagine dans La République une cité idéale, divisée en trois classes, et dont les dirigeants mettraient leurs biens en commun. Il ne s'agit nullement d'une société égalitaire, seule l'élite de la cité étant concernée. Sparte qui, selon Plutarque aurait mis en place un régime de communauté de biens au sein de sa classe dirigeante, est un autre exemple de cette forme de « communisme » antique. Le concept de partage des biens est également présent dans la pensée chrétienne, et tout particulièrement, sous la Renaissance, dans des hérésies issues notamment de l'anabaptisme. Au XVIe siècle, durant la guerre des Paysans allemands, l'idéologue millénariste Thomas Münzer prône la constitution de « communautés de saints », où tout serait partagé. Par la suite, des anabaptistes, inspirés par les idées de Münzer, animent à Münster en 1534-1536 un régime théocratique fondé sur la communauté des biens.
Durant les siècles suivants, l'idée d'une société égalitariste basée sur le partage des biens constitue un élément essentiel du courant de pensée utopiste. Le philosophe Thomas More signe en 1516 le livre L'Utopie qui constitue le modèle de la littérature utopiste : il y décrit un pays idéal où les biens sont partagés. En 1602, le moine Tommaso Campanella publie La Cité du Soleil, autre ouvrage fondateur du courant. More comme Campanella s'inspirent nettement de La République de Platon,,. L'imaginaire utopique continue de nourrir la critique sociale radicale, avec comme point commun le fait de considérer la propriété privée comme une source d'injustice : on retrouve cette idée chez des auteurs des Lumières comme le curé Meslier, Morelly, Dom Deschamps ou Godwin,.
En France, sous le Directoire, Gracchus Babeuf mène en 1796 la conjuration des Égaux. Très proche, sur le plan des idées, du communisme au sens contemporain du terme, Babeuf préconise une société égalitaire, fondée sur l'abolition de la propriété particulière. Il prône par ailleurs la prise du pouvoir via un coup de force organisé par un état-major secret incarnant l'avant-garde révolutionnaire. Pour l'historien Michel Winock, la méthode de Babeuf annonce celles de Blanqui et de Lénine ; plus largement, Winock voit dans la Révolution française la prémisse de divers éléments du socialisme et du communisme, sur les plans des idées et de la pratique,,. Philippe Buonarroti, camarade de Babeuf, s'emploie par la suite à diffuser les idées « babouvistes ». Restif de la Bretonne, à la même époque, contribue à donner son sens contemporain au mot communisme, qu'il rattache à la pensée de Babeuf.

#### Le communisme au sein du mouvement socialiste

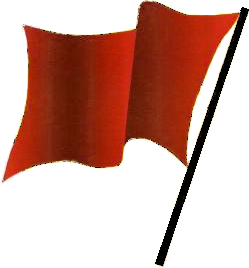
Le drapeau rouge, utilisé comme symbole du mouvement ouvrier à partir du XIXe siècle.

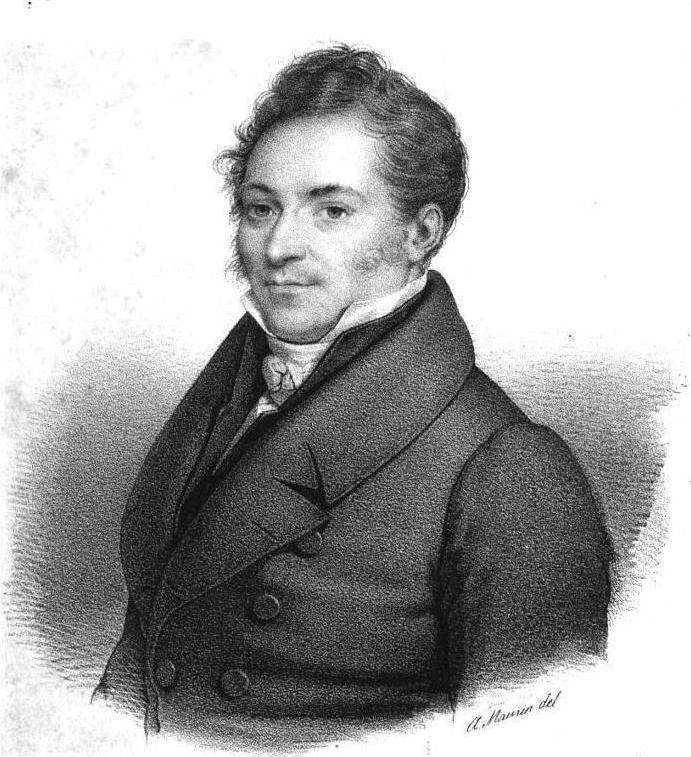
Étienne Cabet.

Durant les premières décennies du XIXe siècle, l'idée communiste se rattache au courant socialiste, qui se développe alors dans le contexte de la révolution industrielle et des bouleversements sociaux et économiques qui l'accompagnent. Le socialisme naît sous la forme d'une école de pensée anticapitaliste, qui vise à résoudre la question sociale en améliorant le sort de la classe ouvrière : il devient une expression politique du mouvement ouvrier. L'idée d'une société fondée sur le partage des biens matériels est très présente dans le courant pré-marxiste du « socialisme utopique » : le Britannique Robert Owen, inspirateur du courant dit « oweniste », prône l'auto-suffisance des ouvriers au sein de communautés coopératives et tente de mettre ses idées en pratique dans des expériences comme celle de New Harmony aux États-Unis,.

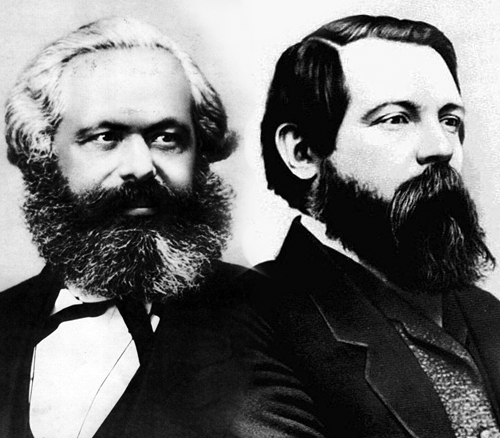
Karl Marx et Friedrich Engels.

Au sein du mouvement socialiste, le terme communistes tend à désigner, dans les années 1840, un ensemble de tendances radicales, principalement celles qui insistent sur notion de lutte des classes et qui ne comptent pas sur la bonne volonté des classes dominantes pour changer la société. Babeuf demeure une « figure mythique » et une référence commune pour les tout premiers « communistes », bien que certains se démarquent de son œuvre et de son action. Auguste Blanqui, notamment, envisage une révolution violente, qui se traduirait par une dictature du prolétariat avant le passage à une société communiste,,.
L'échec de la tentative d'insurrection de Blanqui, en 1839, sonne le glas d'une certaine mythologie révolutionnaire. Il amène les intellectuels socialistes à considérer que la réalisation d'une nouvelle société ne peut plus dépendre d'une action purement « militaire ». En France, on voit alors se développer un ensemble de courants cherchant à analyser la société de manière « scientifique », ou s'orientant vers des formes de mysticisme. Le mot « communisme » lui-même est popularisé par des écrivains comme le Français Étienne Cabet. Ce dernier, auteur du livre Voyage en Icarie dans la tradition de More et de Campanella, rejette l'idée de lutte des classes et se réclame d'une forme de communisme chrétien. Il attire autour de lui de nombreux disciples avec qui il se lance, aux États-Unis, dans une expérience de vie communautaire sur le modèle de l'Icarie, qui tourne cependant au désastre,,.
En Allemagne, le socialisme se diffuse d'abord dans les milieux intellectuels, sous l'influence des Français. En 1836, à Paris, des socialistes allemands en exil fondent, à l'initiative de Wilhelm Weitling, la Ligue des justes, qui prône un communisme empreint de mysticisme chrétien, comparable à celui des anabaptistes. Cette idéologie de type religieux, apparentée à l'« icarisme » de Cabet, est empreinte de principes non-violents. En juin 1847, la Ligue des justes prend le nom de Ligue des communistes sous l'impulsion de Karl Marx et de Friedrich Engels. D'abord liée à la Société des saisons blanquiste, elle se veut internationaliste et adopte comme devise le mot d'ordre « Prolétaires de tous les pays, unissez-vous ! ». En février 1848, Marx et Engels écrivent anonymement la « profession de foi » du mouvement, intitulée Manifeste du parti communiste. Les auteurs posent les bases d'une conception à visée scientifique du socialisme ; ils affirment en outre une orientation nettement révolutionnaire et rejettent tant le « socialisme utopique » que les conceptions chrétiennes du communisme. L'idée communiste, telle que la conçoivent Marx et Engels, est désormais associée à l'athéisme,.

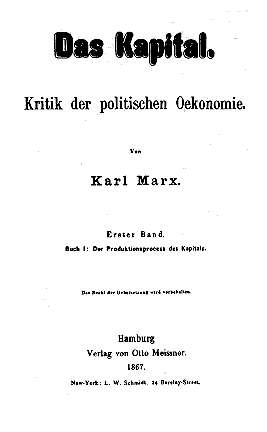
Le Capital, principal ouvrage d'économie politique de Karl Marx.

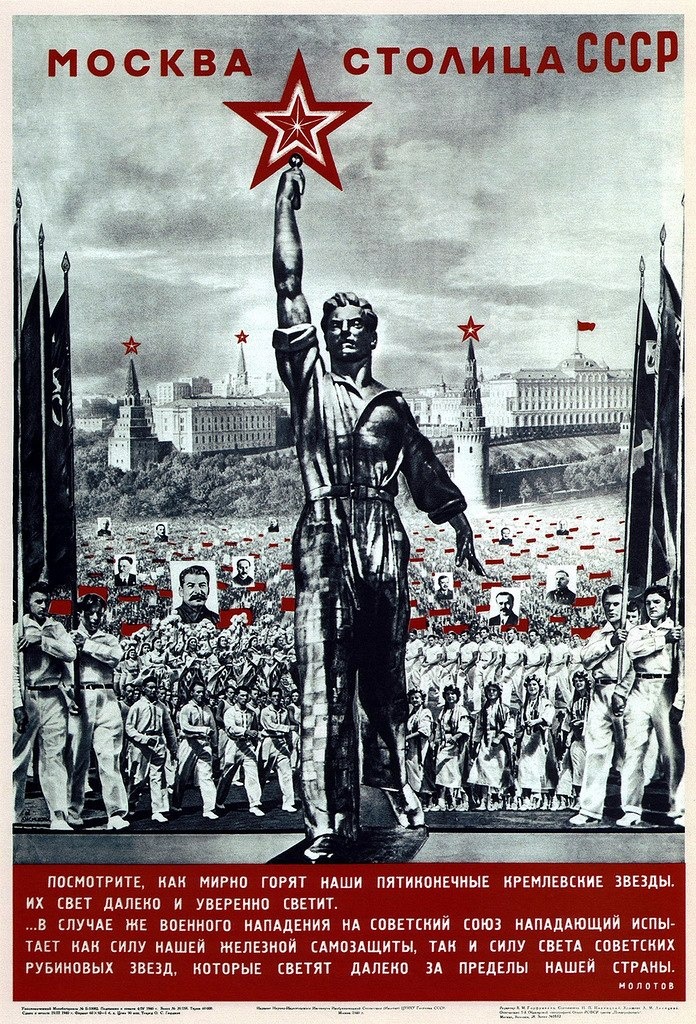
Affiche de propagande soviétique (1940).

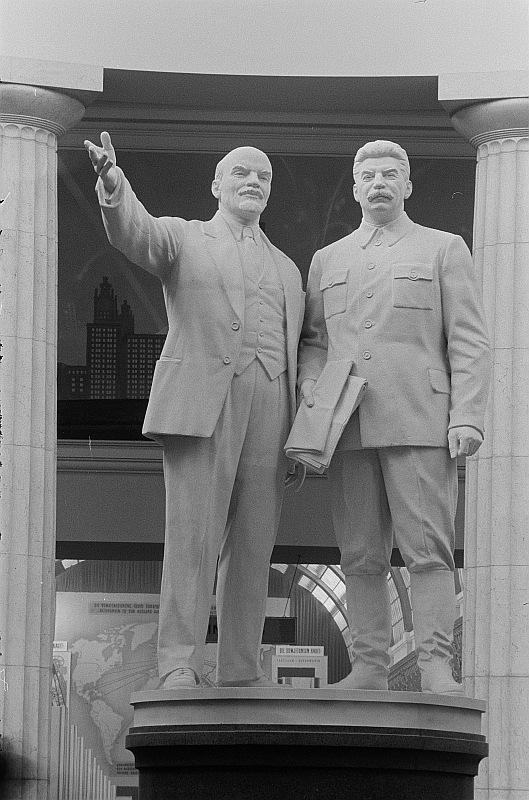
Statues de Lénine et Staline à Leipzig (RDA).

Les idées socialistes apparaissent au premier plan de la politique européenne lors du Printemps des peuples. L'échec des insurrections de 1848 ne donne qu'un coup d'arrêt provisoire à la diffusion du socialisme, qui continue de se développer en Europe parallèlement au syndicalisme. En 1864, plusieurs organisations socialistes se réunissent au sein de l'Association internationale des travailleurs, dont Marx rédige les statuts. L'Internationale se défait avec le temps, du fait notamment des divisions entre les partisans de Marx et ceux de l'anarchiste Mikhaïl Bakounine, mais les idées socialistes continuent de progresser,. L'épisode de la Commune de Paris de 1871 contribue à entretenir une mythologie révolutionnaire dans l'imaginaire socialiste et, plus tard, communiste.
Le marxisme acquiert durant le dernier quart du XIXe siècle une position dominante au sein du socialisme européen, bien que son degré d'influence soit inégal selon les pays,. En France, le marxisme est surtout présent chez les guesdistes. Au Royaume-Uni, il a peu de poids chez les travaillistes. Les idées marxistes sont au contraire dominantes chez les sociaux-démocrates allemands, autrichiens et russes.
À la fin du XIXe siècle, dans la majorité des pays européens, le socialisme évolue sensiblement vers le réformisme. Le conflit entre réformistes et révolutionnaires se déclare notamment en Allemagne. Malgré la défaite apparente des révisionnistes lors de la « querelle réformiste » (Reformismusstreit), le socialisme européen n'en continue pas moins de se recentrer, avec comme conséquence un décalage croissant entre un discours toujours officiellement révolutionnaire et une pratique de plus en plus réformiste. Il conserve néanmoins une aile d'extrême gauche, qui compte en Allemagne Rosa Luxemburg et Karl Liebknecht parmi ses représentants.

Lénine, vers 1900.

L'Empire russe, qui est toujours, à la fin du XIXe siècle, une monarchie absolue, connaît contexte particulier. Les militants socialistes y sont réprimés, et le courant révolutionnaire est particulièrement fort. Le Parti ouvrier social-démocrate de Russie (POSDR), formé en 1898 lors d'un congrès clandestin, est contraint de s'organiser dans l'illégalité et l'exil. De nombreux révolutionnaires russes sont dispersés à travers l'Europe et, jusqu'en 1905, le mouvement socialiste russe demeure illégal,,. C'est dans ce contexte qu'en 1902, Vladimir Oulianov, dit « Lénine », publie le traité politique Que faire ?, dans lequel il prône notamment l'organisation de la révolution par un parti clandestin, hiérarchisé et discipliné, qui constituerait l'avant-garde du prolétariat,. Léon Trotski rejoint à la même époque les milieux socialistes exilés. Le mouvement socialiste russe connaît, dans les premières années du XXe siècle, de profondes divisions et conflits incessants : dès le second congrès du POSDR, en 1903, les partisans de Martov s'opposent à ceux de Lénine. Les premiers reçoivent le nom de mencheviks (« minoritaires »), et les seconds de bolcheviks (« majoritaires »),.
La révolution russe de 1905 éclate en janvier ; à partir du mois de mai, des travailleurs et soldats russes s'organisent en conseils (en russe : Soviets). Les émigrés politiques, parmi lesquels Trotski et Lénine, rentrent progressivement en Russie pour tenter de profiter de cette révolte spontanée. Une tentative d'insurrection est écrasée à Moscou et le mouvement révolutionnaire décline ensuite dans l'ensemble de la Russie,. Si les principaux chefs révolutionnaires sont à nouveau contraints à l'exil, les partis socialistes sont cependant légalisés : bolcheviks et mencheviks ont désormais des députés à la Douma. Des militants bolcheviks demeurés en Russie contribuent à financer le mouvement par des activités illégales,. Le parti socialiste russe demeure en outre irrémédiablement divisé entre bolcheviks et mencheviks.
Lorsque la Première Guerre mondiale éclate, l'Internationale ouvrière apparait impuissante et discréditée. La majorité des partis socialistes européens soutiennent en effet la politique belliciste de leurs pays respectifs. Lénine espère pour sa part une défaite de la Russie, car cela pourrait y faciliter la révolution. Mais sa ligne demeure minoritaire en Europe, y compris chez les socialistes opposés à la guerre. Les bolcheviks — dont beaucoup de militants et l'ensemble des députés sont alors arrêtés en Russie — semblent éloignés, à l'époque, de toute perspective d'accès au pouvoir,.

### Naissance du régime bolchevik et de l'URSS

#### Révolution en Russie
Durant le conflit mondial, l'Empire russe souffre durement des combats sur le Front de l'Est. L'économie du pays s'effondre, portant le coup de grâce au régime tsariste, déjà politiquement discrédité. En 1917, au début du mois de mars (fin février selon le calendrier julien) éclate la révolution de Février, premier acte de la révolution russe. Des députés de la Douma créent un comité destiné à servir de gouvernement provisoire ; dans le même temps est formé le Soviet des députés ouvriers et des délégués des soldats de Petrograd, sur le modèle des conseils de la révolution de 1905. Le tsar Nicolas II abdique. Si certains mencheviks et socialistes révolutionnaires ont participé à cette révolution spontanée, les bolcheviks n'y ont jusqu'ici tenu aucun rôle. Alors que la Russie est toujours en guerre, le gouvernement provisoire, dirigé par Gueorgui Lvov puis par Aleksandr Kerenski, préfère attendre la convocation d'une assemblée constituante pour mener les réformes comme la redistribution des terres. En outre, le Soviet de Petrograd lui dispute la réalité du pouvoir,.

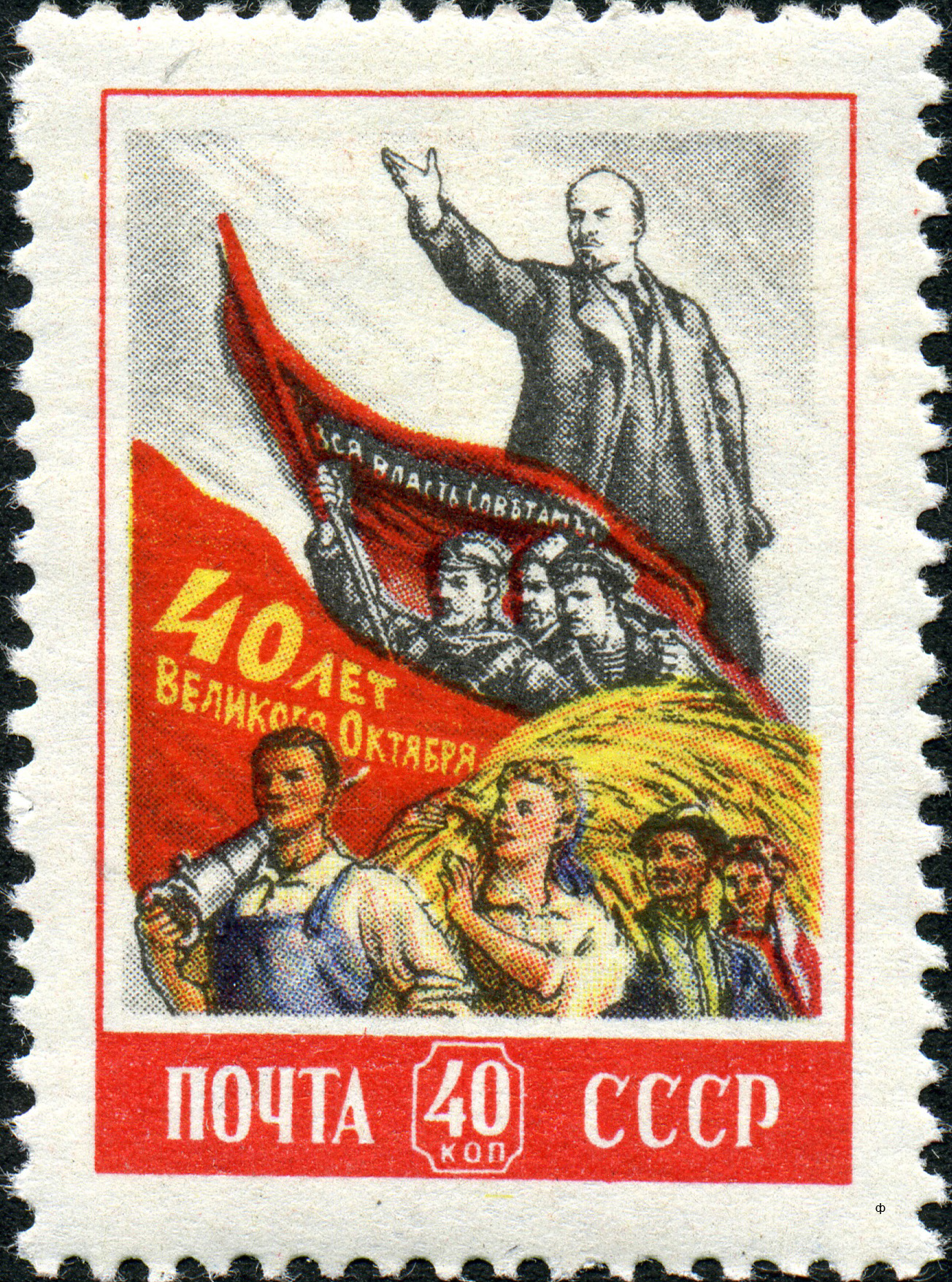
Timbre soviétique commémorant la révolution d'Octobre.

Avec l'aide du commandement allemand qui souhaite contribuer à déstabiliser la Russie en y faisant entrer des fauteurs de trouble potentiels, Lénine et d'autres révolutionnaires exilés retournent sur le sol russe. En chemin, Lénine rédige les Thèses d'avril, qu'il présente dès son arrivée à la réunion des bolcheviks, : il y préconise le remplacement du gouvernement provisoire par un cabinet socialiste, ainsi que la redistribution des terres aux paysans, l'arrêt de la guerre, l'auto-détermination des peuples et la transformation des Soviets de travailleurs en organes de gouvernement ; il prône également « la création d'une Internationale révolutionnaire (…) contre les social-chauvins et contre le « centre » », et le contrôle des Soviets par le Parti. Les bolcheviks, qui entretiennent l'agitation, prennent le contrôle des détachements armés des Soviets, bientôt baptisés gardes rouges. Mais l'insurrection des journées de juillet est un échec total ; Lénine doit se réfugier en Finlande. En son absence, les bolcheviks continuent de profiter du chaos politique et gagnent des élus aux Soviets, aux comités d'usine et dans les syndicats. En août, la contre-offensive sur le front de l'Est, décidée par Kerenski, est un désastre qui discrédite le gouvernement provisoire. En septembre, Trotski, désormais rallié aux bolcheviks, est élu président du Soviet de Petrograd.

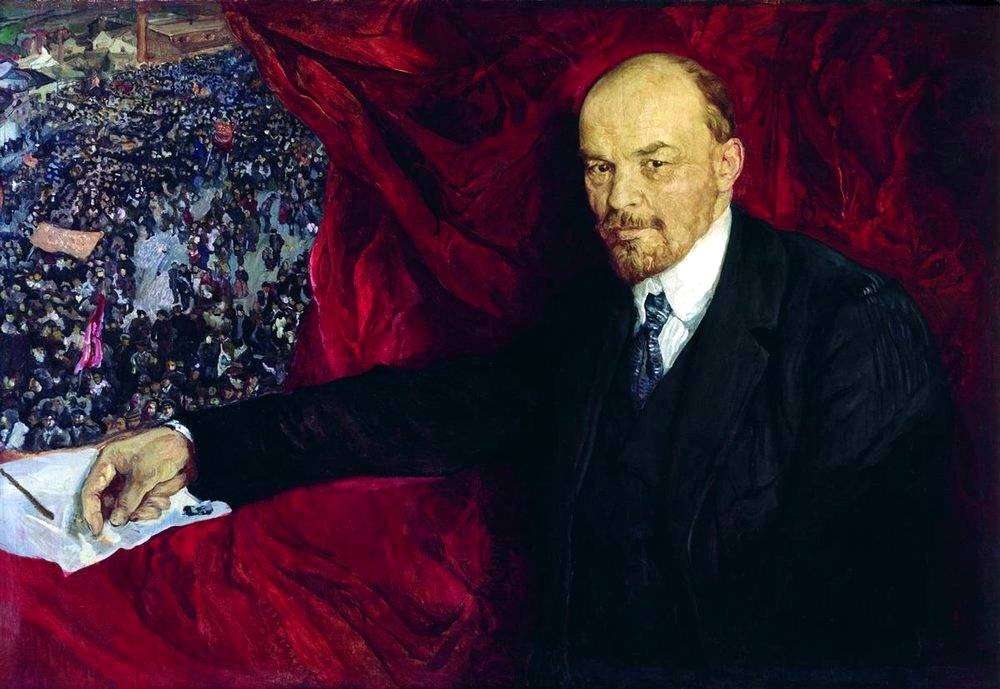
Portrait de Vladimir Ilitch Lénine par Isaak Brodsky.

Durant son séjour en Finlande, Lénine rédige L'État et la Révolution, ouvrage dans lequel il théorise le passage du stade d'un État bourgeois à celui d'un « État prolétarien », il suppose qu'il ne faudra qu'une petite portion de violence pour réprimer qu'une « minorité d'exploiteurs »,.
Au début du mois d'octobre, Lénine revient clandestinement en Russie. Il plaide auprès de son parti pour une prise du pouvoir par la force, avant que le deuxième congrès panrusse des Soviets puisse se réunir et former un gouvernement de coalition qui priverait les bolcheviks du monopole du pouvoir. L'insurrection est décidée : Trotski se charge de créer un Comité militaire révolutionnaire du Soviet de Petrograd. Dans la nuit du 24 au 25 octobre (7 novembre du calendrier grégorien), les troupes du Soviet s'emparent des bâtiments stratégiques de la capitale et Kerenski prend la fuite. Au matin du 25 octobre, Lénine proclame le renversement du gouvernement provisoire,. Quelques heures plus tard, le deuxième congrès des Soviets s'ouvre : les trois autres partis socialistes s'en retirent pour protester contre le coup de force des bolcheviks. Ils laissent ainsi les mains libres à Trotski, qui fait adopter un texte condamnant les partis socialistes socialistes-révolutionnaires et mencheviks. Peu après, le congrès adopte un texte rédigé par Lénine, qui attribue « tout le pouvoir aux Soviets », donc détenu par les bolcheviks, puis interdit des journaux d'opposition.
Fin novembre, lors de l'élection de l'assemblée constituante, les socialistes-révolutionnaires remportent la majorité, devançant largement les bolcheviks ; en janvier 1918, la constituante est déclarée dissoute par le Sovnarkom dès le lendemain de sa première session. Le Congrès des Soviets et l'ensemble des Soviets sont mis sous contrôle du gouvernement bolchevik. Un décret sur la terre, qui légitime les confiscations des terres de grands propriétaires survenues depuis 1917, permet aux bolcheviks d'obtenir, pendant un temps, le soutien d'une grande partie de la paysannerie.

#### Survie du pouvoir soviétique
Le régime des bolcheviks est encore très instable : la Russie reste en guerre contre les empires centraux, et le nouveau gouvernement est incapable de se défendre malgré des réformes internes. Pour éviter l'effondrement, Lénine décide en mars de signer une paix séparée avec les empires centraux : le traité de Brest-Litovsk sauve le nouveau régime, au prix de la perte de la Biélorussie, de l'Ukraine et des pays baltes. En interne, Lénine doit composer avec l'opposition de personnalités comme Trotski et Nikolaï Boukharine, qui souhaitaient une « guerre révolutionnaire » que le nouveau régime n'a pas les moyens de mener. Après la paix coûteuse avec les empires centraux, les bolcheviks doivent encore se battre sur plusieurs fronts, des conflits sociaux éclatent sous l'impulsion de plusieurs groupes, amenant à la guerre civile russe. Pour survivre, le gouvernement bolchevik improvise une organisation militaire, et un mode de fonctionnement économique appelé plus tard « communisme de guerre ». Trotski professionnalise et réorganise l'Armée rouge au prix d'une discipline impitoyable, et fait encadrer les troupes par des commissaires politiques garants de la ligne idéologique. Les partis d'opposition sont interdits, et un vaste programme de nationalisations permet d'étatiser et de mobiliser l'économie. Des réquisitions agricoles sont pratiquées pour assurer le ravitaillement, provoquant des insurrections dans la paysannerie : Lénine, qui les attribue aux seuls paysans riches (« koulaks »), ordonne de les réprimer avec la plus grande violence,.
Les institutions autonomes nées de la révolution (Soviets, comités d'usine, syndicats) sont subordonnées au Parti : le régime s'emploie ensuite à dominer l'ensemble de la société civile, via une bureaucratie grandissante dont les membres reçoivent le nom d'apparatchiks. Le monde du travail est mis sous contrôle : les ouvriers, censés être au pouvoir par l'entremise du Parti, se voient refuser le droit de grève. Le régime s'appuie également sur une police politique, la Tchéka, dirigée par Félix Dzerjinski : la peine de mort, abolie quelques mois plus tôt, est rétablie. La famille du tsar est massacrée, et les opposants réprimés. La répression à grande échelle ne débute vraiment qu'après que Lénine réchappe, le 30 août 1918, à une tentative d'assassinat par la SR Fanny Kaplan. Le 5 septembre, le Conseil des commissaires du peuple décrète une politique de Terreur rouge visant les contre-révolutionnaires et les « ennemis de classe » avec des campagnes de répression d'une violence et d'un arbitraire extrêmes, en parallèle de pogroms notamment lors de la Terreur blanche, et d'un système de camps de manière préventive et sans jugement,,.

Contre-offensive de l'Armée rouge contre l'Armée blanche de Koltchak, à l'hiver 1919.

En 1919-1920, les bolcheviks parviennent à triompher du gros des armées blanches, auxquelles les Alliés, tout juste sortis de la guerre mondiale, n'ont apporté qu'une aide limitée. Ils doivent cependant toujours affronter les divers gouvernements indépendantistes notamment les anarchistes de Nestor Makhno, ou encore les « armées vertes » des paysans révoltés,. Les bolcheviks reprennent le contrôle d'une majorité des anciens territoires impériaux, où sont proclamées des Républiques socialistes soviétiques. Les pays baltes, la Finlande et la Pologne orientale leur échappent cependant. Né dans des circonstances très précaires, le premier « État communiste » de l'Histoire survit in fine au chaos politique et à la guerre civile.
L'économie de la Russie soviétique est, à la fin de la guerre civile, dans un état désastreux, du fait notamment de l'application improvisée du communisme de guerre. Les insurrections paysannes, dont la révolte de Tambov est l'une des plus importantes, redoublent d'intensité. Une terrible famine sévit dans plusieurs régions. Le Parti communiste connaît de vifs débats internes : l'Opposition ouvrière réclame que la gestion de l'industrie soit confiée aux syndicats, une position que Lénine dénonce comme de l'« anarcho-syndicalisme ». Trotski, lui, souhaite la fusion des syndicats avec l'appareil d'État et une gestion militarisée de l'économie.

Premier blason de l'URSS.

En mars 1921, le gouvernement bolchevik doit affronter la révolte de Kronstadt. Sur ordre de Trotski, l'insurrection est écrasée ; la répression fait plusieurs milliers de victimes et de condamnations à mort ou à la déportation. Cet épisode achève de sonner le glas de l'anarchisme en Russie où les libertaires, initialement ralliés au régime bolchevik, ont été réprimés dès 1918. Les bolcheviks se consacrent ensuite à la chasse aux opposants socialistes-révolutionnaires et mencheviks, et à la lutte contre les grèves et le « laisser-aller » ouvrier, au combat contre les insurrections paysannes, et à la répression contre l'église.
C'est dans ce contexte que le Xe congrès du Parti communiste entreprend de réorganiser le fonctionnement du régime et de l'économie du pays. Les factions au sein du Parti sont interdites, tandis qu'une résolution, impulsée par Lénine, élève le rôle dirigeant du parti unique au rang de composante du marxisme. Au vu de la nécessité urgente d'appliquer des réformes et d'améliorer les conditions de vie de la population, Lénine parvient à faire adopter par le Parti son projet de Nouvelle politique économique (NEP), qui met fin au communisme de guerre. Le commerce extérieur est libéralisé et la création de petites entreprises privées autorisée. Lénine entend ainsi assurer une transition vers le socialisme,. Le XIe congrès, en 1922, poursuit la réorganisation du Parti : Joseph Staline devient Secrétaire général, fonction apparemment technique mais qui lui permet de contrôler les nominations de cadres et de constituer un réseau. Le 30 décembre 1922, l'Union des républiques socialistes soviétiques (URSS) naît d'un traité qui réunit au sein d'une fédération la république socialiste fédérative soviétique de Russie et les autres Républiques socialistes soviétiques issues de l'ex-Empire russe.
Le nouvel État normalise progressivement ses relations internationales, en particulier avec les pays occidentaux. À partir de 1924, Staline s'oppose à la ligne de Trotski, en particulier son idée de « révolution permanente ». Staline impose au contraire la politique du « socialisme dans un seul pays », qui vise à consolider en priorité le « socialisme » dans la seule URSS afin de se donner les moyens de réaliser plus tard la révolution mondiale.

### Essor international et premiers revers

#### De la naissance du Komintern au reflux de la vague révolutionnaire

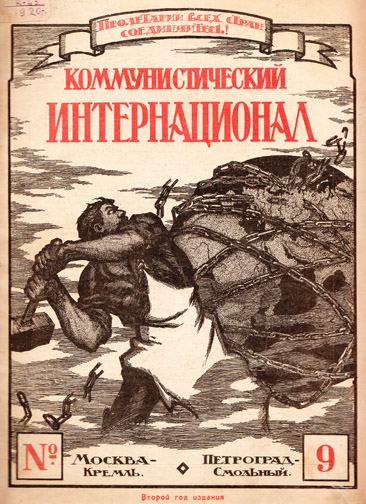
Publication de l'Internationale communiste.

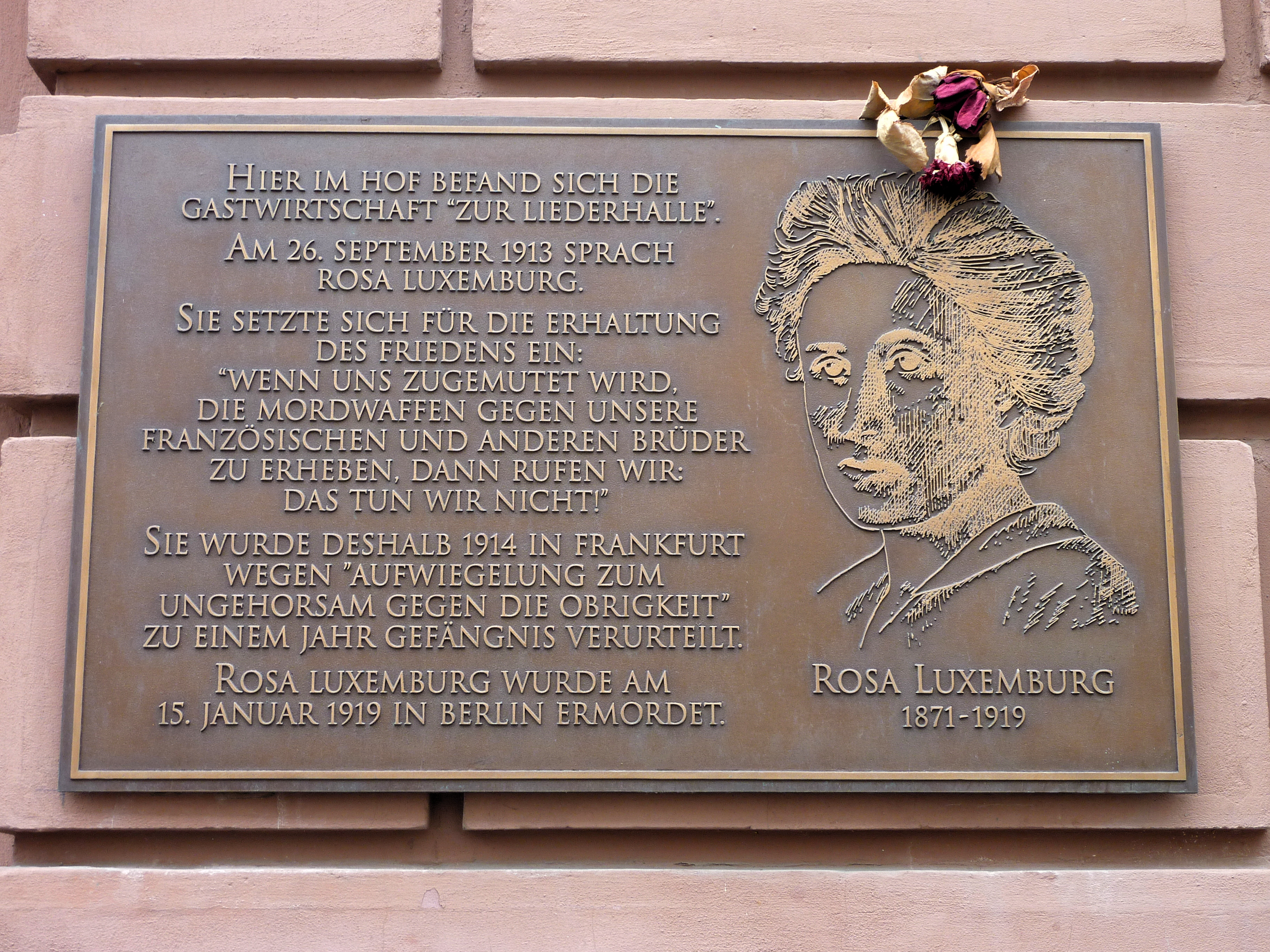
Plaque commémorative à l'effigie de Rosa Luxemburg.

Dans l'ensemble de l'Europe, les partis socialistes et sociaux-démocrates sont divisés entre partisans et adversaires de la révolution d'Octobre. En Allemagne, la chute de l'Empire est accompagnée par une vive opposition entre les sociaux-démocrates réformistes et les révolutionnaires spartakistes, dont les dirigeants Karl Liebknecht et Rosa Luxemburg prônent une « République des Conseils » soit un régime dirigé par les conseils ouvriers. Le 1er janvier 1919, les spartakistes fondent le Parti communiste d'Allemagne (KPD). Le lendemain, une manifestation ouvrière provoque des affrontements à Berlin : Liebknecht, emporté par le mouvement, appelle à renverser le gouvernement. Le soulèvement berlinois de janvier 1919 est vite écrasé par le gouvernement social-démocrate appuyé par les Corps francs. La répression est sanglante ; Karl Liebknecht et Rosa Luxemburg sont eux-mêmes assassinés par des militaires.
D'autres mouvements favorables à la révolution russe apparaissent en Europe, qu'ils prennent d'emblée ou non le nom de « communistes ». Le Parti socialiste italien, entre autres, passe dans les rangs révolutionnaires.
Le 2 mars 1919 se tient à Moscou le congrès fondateur de l'Internationale communiste (ou Komintern, ou « Troisième Internationale »), qui ambitionne de supplanter la « Deuxième internationale » discréditée par les soutiens des socialistes à la guerre. D'emblée contrôlée par les Russes, elle a pour tâche de coordonner et d'impulser des mouvements révolutionnaires dont on pense alors qu'ils vont s'étendre et soutenir la Russie soviétique,. Plusieurs partis communistes apparaissent alors en Europe, comme en Bulgarie ou en Pologne. Dès le 22 mars 1919, le Parti socialiste italien rejoint l'Internationale communiste.
La forte présence de Juifs, non seulement en Russie au sein de la direction des bolcheviks et de l'appareil de la Tchéka, mais aussi dans les gouvernements hongrois et bavarois, contribue à alimenter la thèse antisémite du judéo-bolchevisme en Europe comme sur le continent américain, durant tout l'entre-deux-guerres,.
Au début des années 1920, Lénine critique vivement les stratégies « gauchistes » au sein du mouvement communiste, qu'il juge stériles et inaptes à accéder au pouvoir : il expose ses vues sur la « Gauche communiste » — représentée notamment par Bordiga en Italie, ou par Anton Pannekoek aux Pays-Bas — dans le livre La Maladie infantile du communisme (le « gauchisme »), publié en mai 1920.
Au-delà des désaccords stratégiques, les communistes s'interrogent sur la meilleure manière pour exporter la révolution. Quand la Pologne tente d'annexer l'ouest du territoire ukrainien, Lénine y voit l'occasion de passer à la « guerre révolutionnaire » préconisée dès 1918 par les « communistes de gauche ». L'Armée rouge parvient en effet à repousser les troupes polonaises : le second congrès de l'Internationale communiste a lieu le 9 juillet 1920 durant l'offensive soviétique en direction de Varsovie, alors que les conditions d'une révolution mondiale semblent être réunies. Ce congrès définit également 21 conditions d'admission pour les partis souhaitant rejoindre le Komintern, stipulant notamment que les PC doivent être organisés et hiérarchisés selon les principes du centralisme démocratique. Plusieurs Asiatiques participent à ce second congrès sous l'impulsion de Lénine afin de miner les arrières des puissances coloniales qui lui sont hostiles.
Les espoirs d'extension de la révolution en Europe sont cependant éphémères : dès le mois d'août 1920, la contre-attaque des troupes polonaises arrête l'Armée rouge devant Varsovie. La Russie soviétique doit ensuite reconnaître sa défaite. Quelques mois plus tôt, en Allemagne, le soulèvement de la Ruhr, lancé en réaction à une tentative de putsch nationaliste, est mis en échec par l'armée. En mars 1921, une nouvelle tentative d'insurrection allemande débouche sur un échec complet. Lors de son troisième congrès en 1921, l'Internationale communiste reconnaît que la phase révolutionnaire née en 1917 est terminée.

#### Échecs et divisions du mouvement communiste

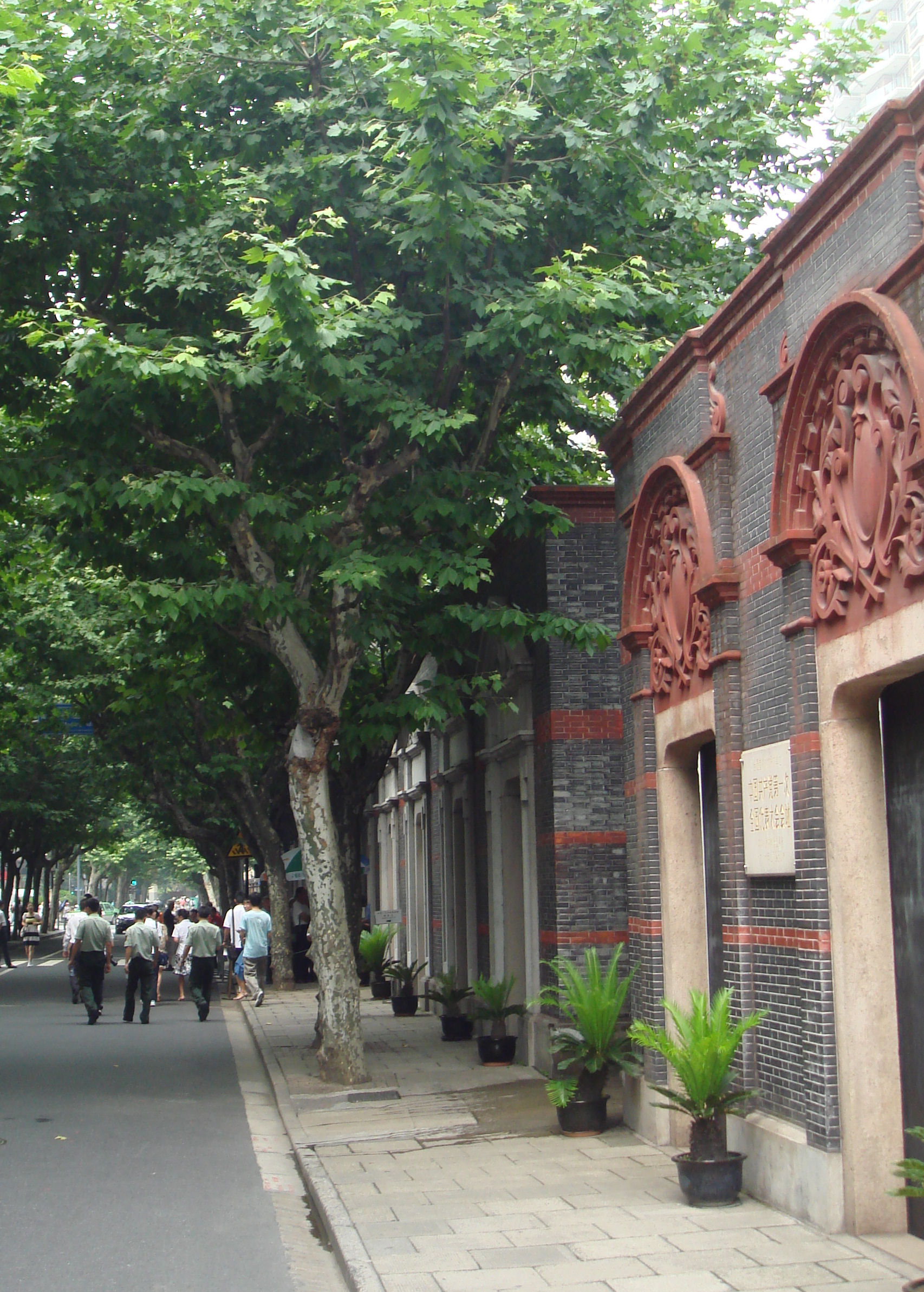
Musée du premier congrès du Parti communiste chinois, à Shanghai.

Au cours des années 1920 et 1930, des partis communistes continuent d'apparaître sur tous les continents, en Europe, en Asie, sur le continent américain et jusqu'en Océanie. En France, lors du congrès de Tours de 1920, la SFIO se scinde : les partisans de la Russie soviétique fondent le Parti communiste français. En Italie, alors que le fascisme est en pleine ascension, les partisans d'Antonio Gramsci et Amadeo Bordiga quittent en 1921 le Parti socialiste italien et fondent le Parti communiste d'Italie,,. Les dimensions des PC sont très inégales selon les pays : certains ont de nombreux militants, d'autres ne sont que des groupuscules. La direction de l'Internationale communiste est assurée jusqu'en 1934 par des Soviétiques mais les cadres communistes exilés de leur propre pays occupent une place importante dans sa hiérarchie.
Aux Indes orientales néerlandaises, le Parti communiste indonésien, indépendantiste, attire de nombreux militants. C'est cependant en Chine que le communisme connaît son développement le plus lourd de conséquences pour l'avenir de l'Asie. Alors que la république de Chine est en plein chaos depuis 1916, des groupes marxistes apparaissent dans la mouvance du nationalisme chinois. Différents groupes encadrés par le Komintern s'unissent pour former en juillet 1921 le Parti communiste chinois (PCC), qui s'allie au Kuomintang au sein d'un Front uni,. En Asie du Sud-Est, le Vietnamien Nguyên Ai Quôc (futur Hô Chi Minh), est chargé d'encadrer les organisations locales. Il fonde en 1930 le Parti communiste indochinois, qui vise l'indépendance des pays de l'Indochine française.
À l'échelle internationale, la mouvance communiste est parcourue de divisions. La tendance dite de la gauche communiste s'oppose à l'autoritarisme des conceptions léninistes : des militants et intellectuels se réclament en effet du luxemburgisme et prônent la prise en main du prolétariat par lui-même, via notamment des conseils ouvriers, plutôt que par des partis politiques. Les principales figures du communisme de conseils sont rapidement exclues du Komintern et le courant conseilliste est marginalisé dès 1921,. Paul Levi tente de préserver l'héritage politique de Rosa Luxemburg au sein du KPD, mais y est finalement exclu.
En 1924 commence la phase dite de « bolchevisation » des partis communistes, afin de les réorganiser après l'échec des révolutions européennes. Des organisations de masse animées par des cadres spécialistes de l'agitprop, sont fondées pour concurrencer celles de la social-démocratie. Le syndicalisme communiste progresse surtout en France, grâce au contrôle de la CGTU,.
Au cours des années 1920 et 1930, le Komintern ne parvient guère à concrétiser ses ambitions. Aucun soulèvement communiste ne réussit, comme en Allemagne (coup de force de mars 1921, Octobre allemand de 1923), en Bulgarie (Insurrection de 1923), au Brésil, au Salvador,, et en Indochine française. Les PC échouent par ailleurs à endiguer la montée des mouvements fascistes et assimilés. Divers PC, en Europe ou ailleurs, sont réduits à la clandestinité ou à l'exil, que ce soit en Yougoslavie, en Hongrie, en Finlande, au Portugal, en Espagne, en Italie ou au Japon,,. L'Internationale communiste subit un revers particulièrement cuisant en Chine, pays sur lequel elle fondait d'importants espoirs. Le Parti communiste chinois, qui infiltre les rangs de son allié le Kuomintang, s'est beaucoup renforcé ; mais, en avril 1927, Tchang Kaï-chek, chef militaire du Kuomintang, rompt avec les communistes lors du massacre de Shanghai. Les communistes chinois ne désarment cependant pas et lancent une série d'insurrections qui marquent le début de la guerre civile chinoise.

### Le régime de Staline en URSS

#### De la mort de Lénine à l'ascension de Staline

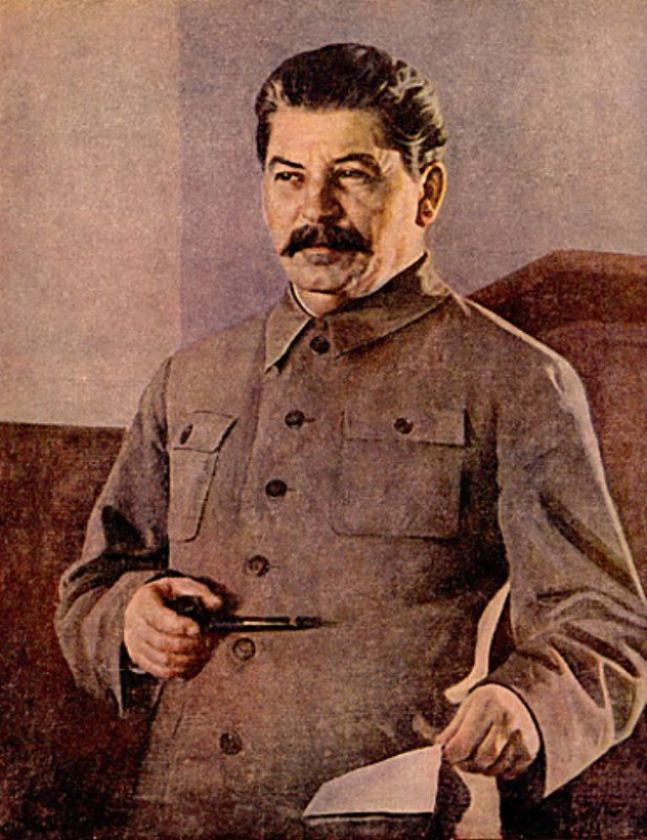
Portait de Joseph Staline par Isaak Brodsky.

Alors que le mouvement communiste se développe dans le monde, le pouvoir change de mains en URSS du fait de la maladie de Lénine. Victime d'une attaque en mai 1922, le chef du gouvernement soviétique ne peut reprendre ses fonctions qu'à l'automne. Dans l'intervalle, il s'inquiète du comportement « brutal » de Staline, nommé peu de temps auparavant secrétaire général du Parti communiste. Jugeant que Staline détient désormais un pouvoir excessif, Lénine envisage de le faire remplacer, mais le 10 mars 1923, une nouvelle attaque le met définitivement hors jeu. Trotski, rival de Staline, attend l'automne 1923 pour l'attaquer de front : en octobre, les partisans et alliés de Trotski (les « trotskistes »), regroupés au sein de l'opposition de gauche, dénoncent dans une lettre ouverte la « dictature de l'appareil » et la bureaucratisation du Parti communiste. Inquiétés, le secrétaire général du Politburo et ses alliés font condamner en janvier 1924 par le Parti le « révisionnisme anti-bolchevique » et la « déviation anti-léniniste » de l'opposition de gauche,.
Lénine meurt le 21 janvier 1924. Son corps est embaumé et exposé au sein d'un mausolée construit à cet effet : sa personnalité et ses écrits sont désormais présentés dans des termes quasiment religieux, tandis que le léninisme, codifié par Zinoviev et Staline, est proclamé « idéologie légale exclusive de l'État soviétique ». Le terme marxisme-léninisme apparaît ensuite pour désigner la lecture léniniste du marxisme, mise en orthodoxie par Staline,,.
Après la défaite de l'opposition de gauche et le départ de Trotski du gouvernement en 1925, l'alliance entre Staline, Kamenev et Zinoviev se délite. Zinoviev critique notamment la conception de la NEP par Staline et Boukharine ; Kamenev dénonce quant à lui la « gestion dictatoriale » de Staline. Ce dernier entreprend alors de réduire le pouvoir de ses opposants : Zinoviev, chef du Parti à Leningrad, est démis de son poste. Zinoviev et Kamenev s'allient alors à Trotski et à d'autres adversaires du secrétaire général. Staline parvient cependant à réorganiser le Politburo à son avantage et fait surveiller ses opposants par le Guépéou, la police secrète qui a succédé à la Tchéka. Fin 1926, il fait exclure Trotski et Kamenev du Politburo. En décembre, Zinoviev est remplacé par Boukharine à la tête de l'Internationale communiste. L'année suivante, Trotski et Zinoviev sont exclus du Parti, et Kamenev du Comité central. En janvier 1928, Trotski et d'autres opposants sont exilés à Alma-Ata. Staline devient donc le seul chef de l'URSS en 1928.

#### Famines et répressions en URSS

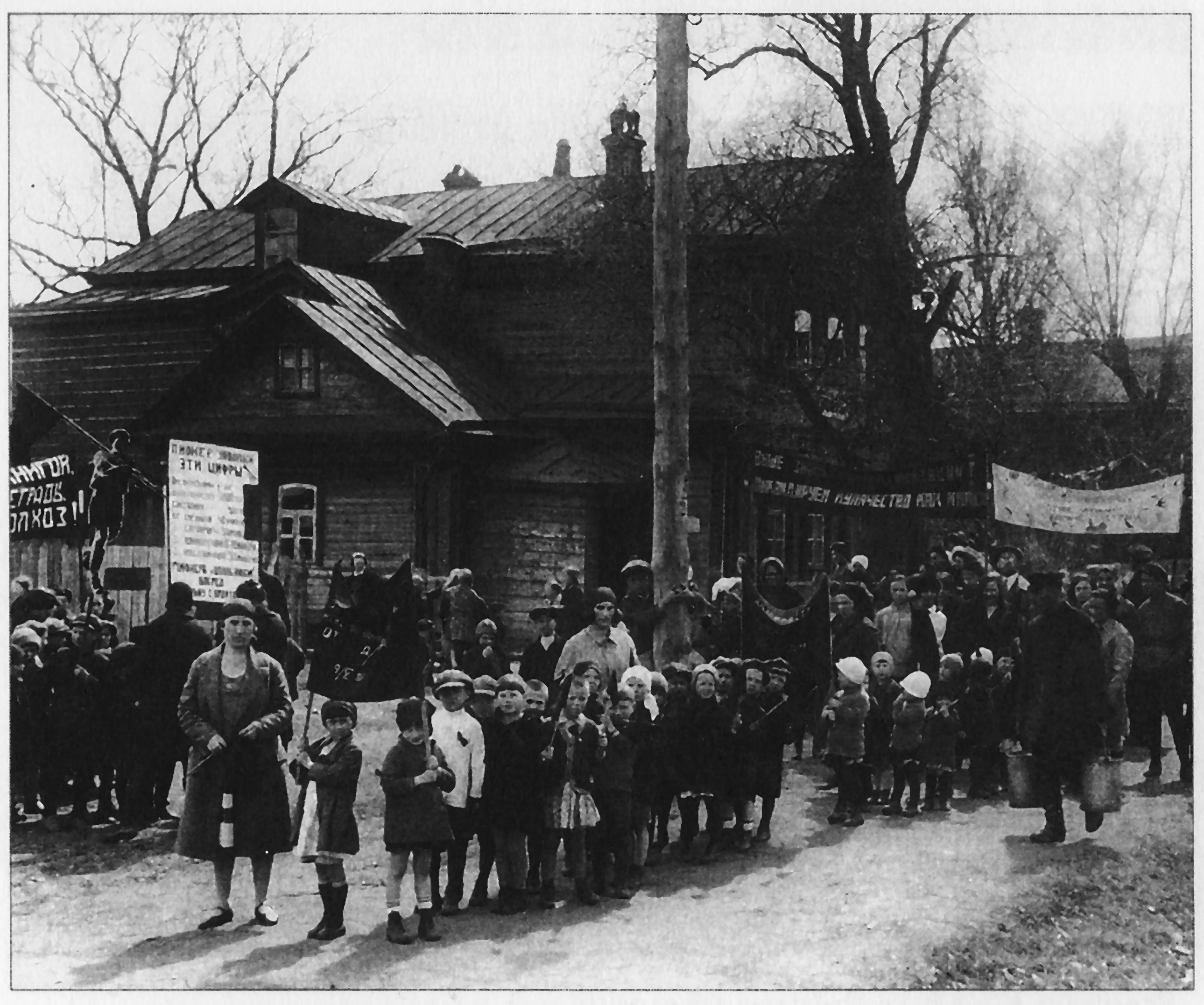
Manifestation organisée contre les koulaks.

À l'hiver 1927-1928, confronté à un effondrement des livraisons de produits agricoles, Joseph Staline a recours à des réquisitions d'urgence. Jugeant la paysannerie responsable de la crise, il décide de mettre un terme à la NEP et de réorganiser le monde rural sous la forme d'exploitations collectives censées être des « forteresses du socialisme », les kolkhozes (coopératives agricoles) et les sovkhozes (fermes d'État). Il achève ensuite d'évincer ses rivaux et de réprimer les contestataires de ces mesures. En janvier 1929, il fait expulser Trotski de l'URSS,, ; il élimine ensuite l'« opposition de droite » de Boukharine, Rykov et Tomski, qui sont démis de leurs fonctions, soumis à une violente campagne de presse, qui fustige leur collusion avec les « capitalistes » et les « trotskistes », et remplacés par des partisans de ses idées. Staline fait adopter un plan quinquennal prévoyant la collectivisation de 20 % des foyers paysans et une industrialisation accrue. Un culte de la personnalité se développe autour de lui ; toute liberté de critique disparaît au sein du Parti.
Staline, ayant désormais les mains libres, se lance dans une politique de collectivisation intensive, au plan irréaliste, censée débarrasser l'URSS des « capitalistes ruraux ». Face aux résistances paysannes, le dirigeant soviétique préconise la « liquidation des koulaks en tant que classe ». Les paysans sont massivement arrêtés et déportés, officiellement « dékoulakisés » : entre fin 1929 et début 1932, près de deux millions de personnes sont envoyées dans des régions inhospitalières ou sur des grands chantiers,. Le système concentrationnaire soviétique, désormais baptisé Goulag, devient un véritable « État dans l'État ». Les réquisitions massives dans l'agriculture ont des conséquences catastrophiques : une terrible famine ravage plusieurs régions du pays et fait environ 6 millions de victimes. En Ukraine, au cours de l'Holodomor, la famine est particulièrement meurtrière, causant la mort d'environ 30 % du groupe ethnique ukrainien.

#### Apogée des campagnes de terreur
Au milieu des années 1930, Staline affermit encore son contrôle sur le Parti ; le culte de la personnalité dont il s'entoure est de plus en plus marqué. Lors du XVIIe congrès du PC, en 1934, il est qualifié de « chef des classes ouvrières du monde entier », d'« incomparable génie de notre époque » et de « plus grand homme de tous les temps et de tous les peuples ». Le 1er décembre de la même année, l'assassinat de Sergueï Kirov, chef du Parti à Leningrad, donne à Staline l'occasion de lancer une vaste campagne de terreur, pour purger l'appareil du PC et la société soviétique en vue d'éliminer définitivement toute forme d'opposition réelle ou potentielle. Zinoviev et Kamenev sont arrêtés pour « complicité idéologique » avec les assassins de Kirov,. Le NKVD, police politique qui a pris la succession du Guépéou, lance ensuite une vaste campagne d'arrestations de cadres du Parti, censés être des « trotskistes » ou des « zinoviévistes ». Des dizaines de milliers de personnes « peu sûres » ou présumées « antisoviétiques » sont déportées, notamment sur des critères ethniques. La propagande s'exerce tant dans le monde du travail, avec la campagne en faveur du « stakhanovisme », que dans l'historiographie du bolchevisme, dans les arts, avec le « réalisme socialiste », ou encore dans les sciences, avec le courant lyssenkiste.
La période 1936-1938 marque l'apogée de la terreur stalinienne. En août 1936 s'ouvre une parodie de procès - le premier des « procès de Moscou » - qui permet de liquider 16 vétérans bolcheviks, parmi lesquels Lev Kamenev, Grigori Zinoviev et Mikhaïl Tomski. Les accusés sont contraints à des « aveux » humiliants,, reconnaissant avoir comploté contre Staline en liaison avec Trotski et participé à l'assassinat de Kirov ; ils sont tous condamnés à mort. En septembre 1936, Nikolaï Iejov est nommé à la tête du NKVD avec pour mission d'achever de démasquer le « bloc trotskiste-zinoviéviste ». En janvier, un second procès de Moscou aboutit à la condamnation de 17 accusés, pour participation à un « centre trotskiste antisoviétique » en liaison avec l'Allemagne nazie et l'empire du Japon. Entre février 1937 et mars 1938, la purge du Parti atteint son apogée : des dizaines, voire des centaines de milliers de responsables sont destitués ou arrêtés puis remplacés. L'état-major de l'Armée rouge est décimé.
Le NKVD, sous la direction de Iejov, se livre à une campagne sans précédent de terreur, d'arrestations et de déportations visant les « ennemis » et les éléments « socialement dangereux » au sein de la population. Les militaires, les scientifiques, l'intelligentsia, le clergé, les « koulaks » ou supposés tels, ainsi que diverses minorités ethniques, sont ciblés à une grande échelle. Les « Grandes Purges » de Staline, également appelées « Grande Terreur », se soldent par des centaines de milliers d'exécutions, passées ensuite sous silence durant des décennies.
Lors du troisième procès de Moscou, 21 personnalités, parmi lesquelles Nikolaï Boukharine et Alexeï Rykov (mais également Guenrikh Iagoda qui dirigeait le NKVD au moment du premier procès), sont condamnées pour un ensemble de complots. Un grand nombre de communistes étrangers présents en URSS et de cadres du Komintern, sont arrêtés et exécutés, à l'image de Béla Kun,,. La situation devenant chaotique, Staline met fin aux purges de l'appareil à la fin de 1938. Iejov, blâmé pour les « excès » de la terreur, est remplacé,.
L'historien Robert Conquest, en cumulant les exécutions et les personnes mortes en prison ou en déportation, évalue le bilan humain de la période stalinienne des années 1930 à environ 20 millions de victimes.

### Le communisme international, de la stalinisation à l'approche de la guerre

#### De la ligne«classe contre classe»aux fronts populaires
Le contrôle sur l'Internationale communiste est également renforcé, et les partis communistes nationaux soumis à une stricte surveillance de la part des envoyés de Moscou : l'appareil du Komintern est repris en main par des fidèles de Staline comme Dmitri Manouïlski et Viatcheslav Molotov. La « bolchevisation » des PC nationaux, entamée dès 1924, s'accompagne de l'épuration de l'appareil dirigeant de nombreux PC. Les personnalités jugées trop indépendantes ou ne suivant pas d'assez près la ligne dominante sont évincées : c'est le cas de Boris Souvarine, exclu du Komintern pour avoir pris la défense de Trotski. Le Parti communiste français est réorganisé au profit d'un nouveau secrétariat, composé de Maurice Thorez, Jacques Duclos et Benoît Frachon. La ligne du Komintern, donc de l'URSS et plus précisément de Staline, prime désormais largement sur les intérêts des partis nationaux.

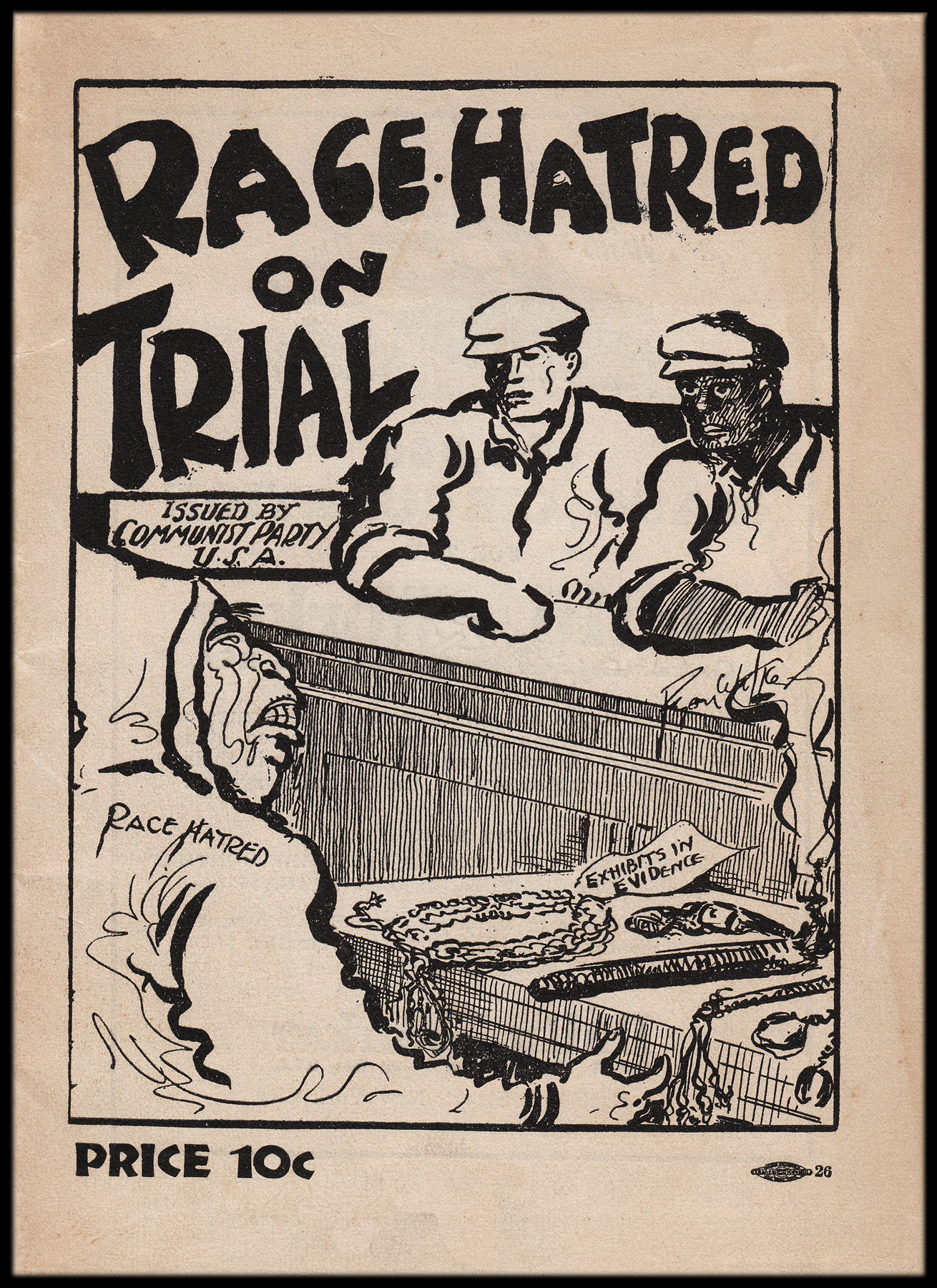
Couverture d'une brochure antiraciste éditée en 1931 par le Parti communiste USA.

Des communistes opposés à Staline créent de nouvelles organisations dissidentes, qui tentent de rivaliser avec les partis du Komintern. En 1929, des exclus du Parti communiste d'Allemagne forment le Parti communiste d'Allemagne - opposition ; en Espagne, différents groupes opposés au Parti communiste d'Espagne fusionnent en 1935 au sein du Parti ouvrier d'unification marxiste (POUM). Mais malgré les tentatives de constituer une internationale rivale du Komintern, les dissidences demeurent très minoritaires et le communisme reste dominé par le parti soviétique.
Dans les pays occidentaux, la dimension électorale des PC est très inégale au tournant de la décennie 1930. Le Parti communiste d'Allemagne est alors le plus puissant d'Europe de l'Ouest ; le Parti communiste français et le Parti communiste tchécoslovaque disposent d'une réelle assise électorale. D'autres, comme le Parti communiste de Grande-Bretagne, le Parti communiste USA ou le Parti communiste du Canada, demeurent très minoritaires,,. Les PC fonctionnent souvent comme des « contre-sociétés », à la profonde ferveur militante.
À compter de 1929, l'Internationale communiste, se conformant aux instructions de l'URSS, prévoit l'effondrement rapide du capitalisme, ce que la Grande Dépression paraît dans un premier temps confirmer. Les PC sont tenus d'adopter une ligne « classe contre classe », qui consiste à s'opposer radicalement aux partis de gauche modérés. Les socialistes sont désormais accusés de « social-fascisme » ou qualifiés de « sociaux-traîtres », tandis que les communistes considèrent comme secondaires les périls posés par le fascisme et, en Allemagne, par le nazisme,,. Le résultat de cet aveuglement est catastrophique : après l'arrivée au pouvoir d'Adolf Hitler en Allemagne, le KPD est interdit, et des milliers de communistes déportés ou tués, dans le pays qui aurait théoriquement du être le fer de lance de la révolution européenne,,,.
En 1934, l'URSS change de ligne et envisage désormais une alliance avec la France et le Royaume-Uni contre l'Allemagne nazie[à vérifier]. L'Allemagne nazie conclut quant à elle avec l'empire du Japon un traité d'alliance anticommuniste, le pacte anti-Komintern — auquel adhèrent ensuite l'Italie, la Hongrie, puis l'Espagne franquiste. L'antifascisme devient un élément clé de la propagande communiste en tant que lutte contre une forme tardive du capitalisme.
Les partis communistes gagnent, grâce à la cause antifasciste, de nombreux sympathisants. En outre, la méconnaissance des réalités soviétiques permet alors à l'économie planifiée soviétique d'apparaître à beaucoup comme une alternative souhaitable aux incertitudes de l'économie de marché dont le monde a souffert à la suite du krach de 1929. Le communisme séduit tout particulièrement les milieux artistiques et intellectuels occidentaux,,.
Le Parti communiste français, dirigé par Maurice Thorez, profite pleinement de la nouvelle stratégie du Komintern : un Front populaire est formé avec les anciens ennemis socialistes et radicaux. Le PCF parvient en outre à accroître considérablement son influence syndicale grâce à la réunification de la CGTU avec la CGT, qui entre dans l'orbite communiste. Le Front populaire remporte les législatives de mai 1936. Le PCF, transformé en mouvement de masse, devient le deuxième parti de France derrière la SFIO ; il soutient, sans y participer, le gouvernement de Léon Blum et s'associe aux acquis du Front populaire (accords Matignon, congés payés), sans avoir à se soumettre aux risques de l'exercice du pouvoir.
Le Parti communiste d'Espagne (PCE) forme lui aussi un Front populaire avec le Parti socialiste ouvrier espagnol (PSOE) et divers partis de gauche comme le Parti ouvrier d'unification marxiste (POUM, PC anti-stalinien). En février 1936, le Front populaire espagnol remporte les élections générales mais doit, quelques mois plus tard, affronter un soulèvement militaire qui marque le début de la guerre d'Espagne.
En Amérique latine, la nouvelle politique du Komintern porte aussi ses fruits : au Chili, le Front populaire formé par le Parti communiste du Chili, le Parti socialiste du Chili et le Parti radical, accède au pouvoir en 1938. L'entente entre socialistes et communistes chiliens ne résiste cependant pas au déclenchement de la Seconde Guerre mondiale et à la polémique sur la politique suivie par l'URSS. Toujours en Amérique latine, le parti communiste de Cuba s'allie avec l'homme fort du pays, Fulgencio Batista. La stratégie des fronts populaires est également appliquée en Asie : le Parti communiste d'Inde, qui militait jusque-là pour une révolution immédiate contre les Britanniques, modère son discours et s'allie avec les nationalistes du Congrès dans la lutte pour l'indépendance. Cette nouvelle ligne permet aux communistes indiens de gagner en influence, notamment dans les syndicats.

#### Conflits armés de l'entre-deux-guerres

##### En Chine

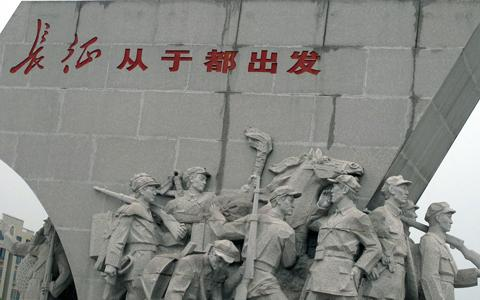
Monument à la Longue Marche devant le mausolée de Mao Zedong.

En Chine, la situation est particulière, le pays étant depuis 1927 le théâtre d'une guerre civile entre communistes et nationalistes. Le 7 novembre 1931, le Parti communiste chinois, fédérant l'ensemble discontinu de territoires qu'il contrôle, proclame la République soviétique chinoise, avec Mao Zedong comme président. Dès 1930, le chef nationaliste Tchang Kaï-chek lance de nouvelles campagnes contre les « bandits communistes » et tente, d'abord sans succès, d'anéantir leurs bases.
Le Komintern, trouvant Mao trop indépendant, entreprend de favoriser à ses dépens le groupe des « 28 bolcheviks » formés à Moscou, mais à la fin 1934, les troupes nationalistes parviennent à prendre la principale base communiste, dans le Jiangxi : Mao Zedong et plusieurs dizaines de milliers de communistes doivent entamer la Longue Marche, qui les mène un an plus tard dans la base du Shaanxi. Mao établit alors son nouveau quartier général à Yan'an et bénéficie d'un leadership renforcé sur le Parti communiste, grâce notamment au prestige personnel retiré de la Longue Marche,. Parallèlement, l'empire du Japon poursuit ses visées expansionnistes en Chine. En 1936, le camp nationaliste et le Komintern font respectivement pression sur Tchang Kaï-chek et Mao Zedong pour qu'ils unissent leurs forces contre les Japonais : l'accord de Xi'an aboutit à la formation d'un deuxième front uni entre le Kuomintang et le PC chinois, ce qui constitue l'application en Chine de la stratégie des fronts populaires.
Bénéficiant de cette trêve, Mao met au point une version « sinisée » du marxisme, qu'il mêle à la philosophie chinoise et adapte aux réalités locales. Il en résulte une doctrine connue en Occident sous le nom de maoïsme et en Chine sous celui de « pensée Mao Zedong » : pour conquérir le pouvoir, Mao mise sur la mobilisation permanente de la population et les tactiques de guérilla,. En 1937, l'empire du Japon envahit la république de Chine, déclenchant la seconde guerre sino-japonaise. Les troupes communistes participent aux combats contre les Japonais aux côtés des nationalistes, mais privilégient la consolidation de leurs propres forces afin de pouvoir vaincre plus tard leurs alliés du moment. La résistance anti-japonaise permet aux communistes d'affermir leur influence dans les campagnes où vit la majorité de la population chinoise. Entre-temps, Mao consolide son autorité sur le PCC ; le PCC est soumis à partir de 1942 à une purge interne, baptisée « campagne de rectification », qui permet à Mao d'achever d'en prendre le contrôle. En 1943, Mao devient Président du Parti communiste chinois ; il s'affirme ensuite comme le chef absolu du Parti, dont sa pensée devient la doctrine officielle,.

##### En Espagne
En Espagne, la guerre civile voit l'alliance antifasciste préconisée par le Komintern affronter de manière directe les « fascistes » et assimilés. Durant les premiers mois du conflit, plusieurs régions espagnoles connaissent une « révolution sociale » : les milices « prolétariennes », anarchistes, socialistes, communistes et « poumistes » prennent le contrôle de nombreuses localités, notamment en Catalogne et en Aragon. Des terres agricoles sont expropriées et l'économie « socialisée » de manière spontanée, plus ou moins contre le gré des directions des organisations ouvrières.
Parallèlement à cette période d'euphorie révolutionnaire, les zones républicaines sont le théâtre d'une « terreur rouge », commise à la fois par les communistes et les anarchistes contre les catégories sociales suspectées de « fascisme » (clergé, monarchistes, personnes « de droite »…). Le gouvernement républicain est dépassé et la terreur rouge - qui se déroule en parallèle à la terreur nationaliste exercée par les troupes de Franco - choque l'opinion internationale, poussant la France et le Royaume-Uni à choisir la non-intervention,. Les nationalistes sont de leur côté soutenus par Hitler et Mussolini ; l'URSS, officiellement neutre, envoie en renfort des républicains des « volontaires » (pilotes de guerre, mais aussi agents du NKVD et du GRU). Des groupes de combattants venus de divers pays, les Brigades internationales, sont recrutés et encadrés par des agents du Komintern,. Le gouvernement espagnol, entretemps, rétablit l'ordre et revient sur le décret de collectivisation des terres confisquées, avec l'appui des communistes qui en profitent pour régler leurs comptes avec leurs adversaires d'extrême-gauche. La guerre d'Espagne connaît alors au sein du camp républicain une « guerre civile dans la guerre civile », lors des purges sanglantes lancées par les communistes contre les anarchistes et le POUM. Le conflit s'achève en 1939 par la victoire des franquistes. Les communistes espagnols sont réduits à la clandestinité ou à l'exil,,.

#### La dissidence trotskiste

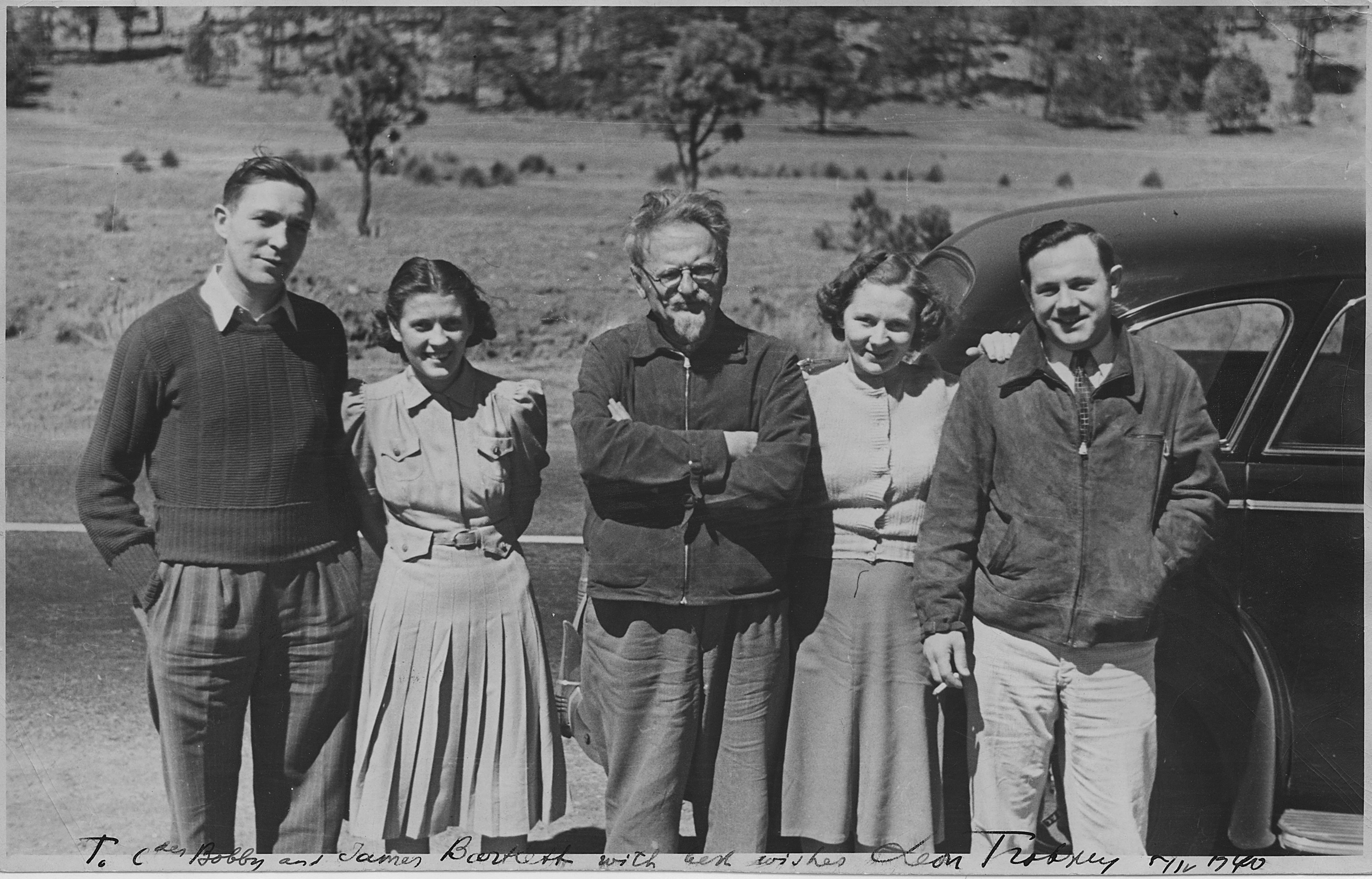
Léon Trotski en exil au Mexique, entouré de militants trotskistes américains.

Exilé d'URSS et établi dans divers pays successifs, Léon Trotski tente de définir une stratégie contre la politique stalinienne, dont il conteste d'ailleurs souvent moins les principes que la pratique. Il correspond avec un réseau de sympathisants, dont la Ligue communiste française est l'un des principaux foyers. Des groupes trotskistes apparaissent également très tôt en Amérique latine.
D'abord réticent à créer une nouvelle internationale, Trotski prend acte de l'absence de réel sursaut anti-stalinien au sein de la IIIe Internationale et entreprend de réorganiser les groupes trotskistes. Dans le cadre d'une alliance antifasciste, il préconise par ailleurs l'« entrisme » au sein des partis sociaux-démocrates. Une première réunion destinée à préparer la création d'une Quatrième Internationale se tient en février 1934 à Bruxelles, en présence de quatorze délégués.
Le trotskisme entreprend dès cette époque de se positionner comme un « autre communisme », qui s'oppose à la version en vigueur en URSS tout en revendiquant l'héritage léniniste. La formation de la IVe Internationale est cependant lente et laborieuse, tandis que les trotskistes font l'objet de campagnes de dénigrement et de persécutions politiques en URSS : Staline, dénonce à l'époque Trotski comme le maître d'un complot anti-soviétique. La famille de Trotski, restée en URSS, est décimée ; son fils Lev Sedov, qui contribuait à coordonner les groupes trotskistes à travers le monde, meurt à Paris en février 1938 dans des circonstances obscures, à la suite d'une opération. La Quatrième Internationale est finalement fondée en septembre 1938 en région parisienne, en présence de 21 délégués venus de 11 pays, dont un agent infiltré du NKVD.
À l'approche de la Seconde Guerre mondiale, les trotskistes demeurent divisés, notamment au sujet du soutien qu'il conviendrait d'apporter ou non à l'URSS. Le 21 août 1940, Trotski lui-même est assassiné dans son exil mexicain par un agent du NKVD.

### Le communisme durant la Seconde Guerre mondiale

#### Du pacte germano-soviétique à la guerre contre l'Axe

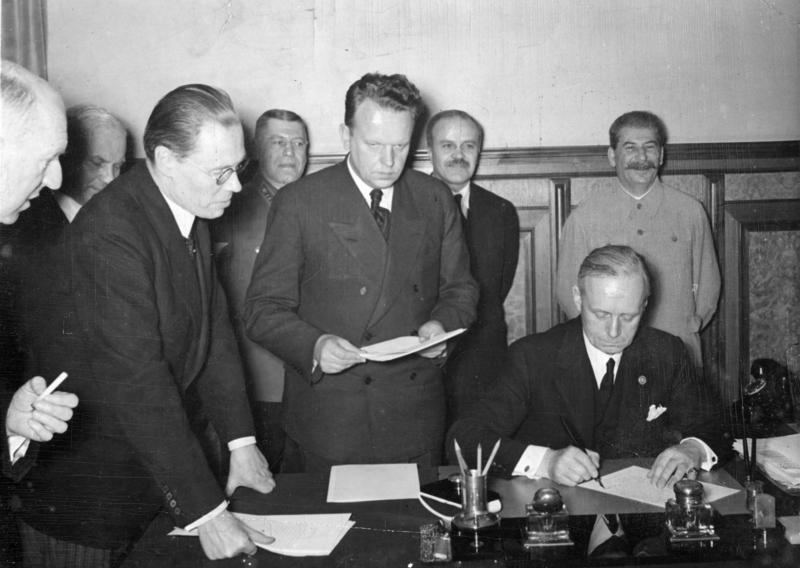
Signature du pacte germano-soviétique.

Face à l'expansionnisme de Hitler en Europe, préoccupée par la signature du pacte anti-Komintern et n'ayant plus confiance en la politique de sécurité collective à la suite des accords de Munich, l'URSS cherche à éviter d'être prise en tenaille entre l'Allemagne et le Japon. En 1938 et 1939, plusieurs incidents opposent l'Armée rouge à l'Armée impériale japonaise à la frontière mongole ; ce conflit aboutit à une trêve, mais Staline est, à l'été 1939, plus décidé que jamais à éviter l'encerclement. Ne comptant plus sur une alliance avec les Britanniques et les Français, il prend, avec Viatcheslav Molotov, la décision de conclure un pacte de non-agression avec l'Allemagne nazie. Le 23 août 1939, Molotov et le ministre allemand Joachim von Ribbentrop signent le pacte germano-soviétique, créant la stupeur dans le monde entier. Une clause secrète délimite les zones d'influence allemande et soviétique en Europe de l'Est, prévoyant entre autres le partage de la Pologne. Plusieurs centaines de communistes allemands réfugiés en URSS sont livrés aux nazis,.
L'Internationale communiste donne l'ordre aux PC de rester neutres en cas de guerre en Europe de l'Ouest, qui devra être considérée comme un conflit « impérialiste ». Le pacte provoque un choc profond au sein du mouvement communiste mondial ; de nombreux PC connaissent une hémorragie de militants. En France, un mois après la signature du pacte, le gouvernement dissout le PCF,.
Le 1er septembre, l'Allemagne envahit la Pologne, déclenchant la Seconde Guerre mondiale. Le 17, l'Armée rouge pénètre à son tour en Pologne. Plus de 30 000 prisonniers polonais, en majorité des officiers, fonctionnaires et policiers, sont tués par les Soviétiques au printemps 1940 : le massacre de Katyń, dans lequel périssent plus de 20 000 militaires polonais, reste par la suite emblématique de cette vague d'assassinats dont l'URSS ne reconnaît la responsabilité que plusieurs décennies plus tard. En application du protocole secret, l'URSS impose peu après des « traités d'assistance mutuelle » aux pays baltes. La Finlande ayant repoussé les exigences soviétiques, l'URSS l'attaque le 29 novembre, déclenchant la « guerre d'Hiver » : cela lui vaut d'être exclue de la SDN. Sur les territoires qu'ils occupent, les Soviétiques créent une « République démocratique finlandaise », mais les Finlandais opposent une résistance inattendue. En mars 1940, par le traité de Moscou, la Finlande cède finalement à l'URSS Vyborg et l'isthme de Carélie, mais le conflit a été, pour les Soviétiques, une opération bien plus difficile que prévu. Coûteux en hommes, il révèle en outre l'impréparation de l'Armée rouge. Pendant l'été, l'URSS envahit et annexe l'Estonie, la Lituanie et la Lettonie.

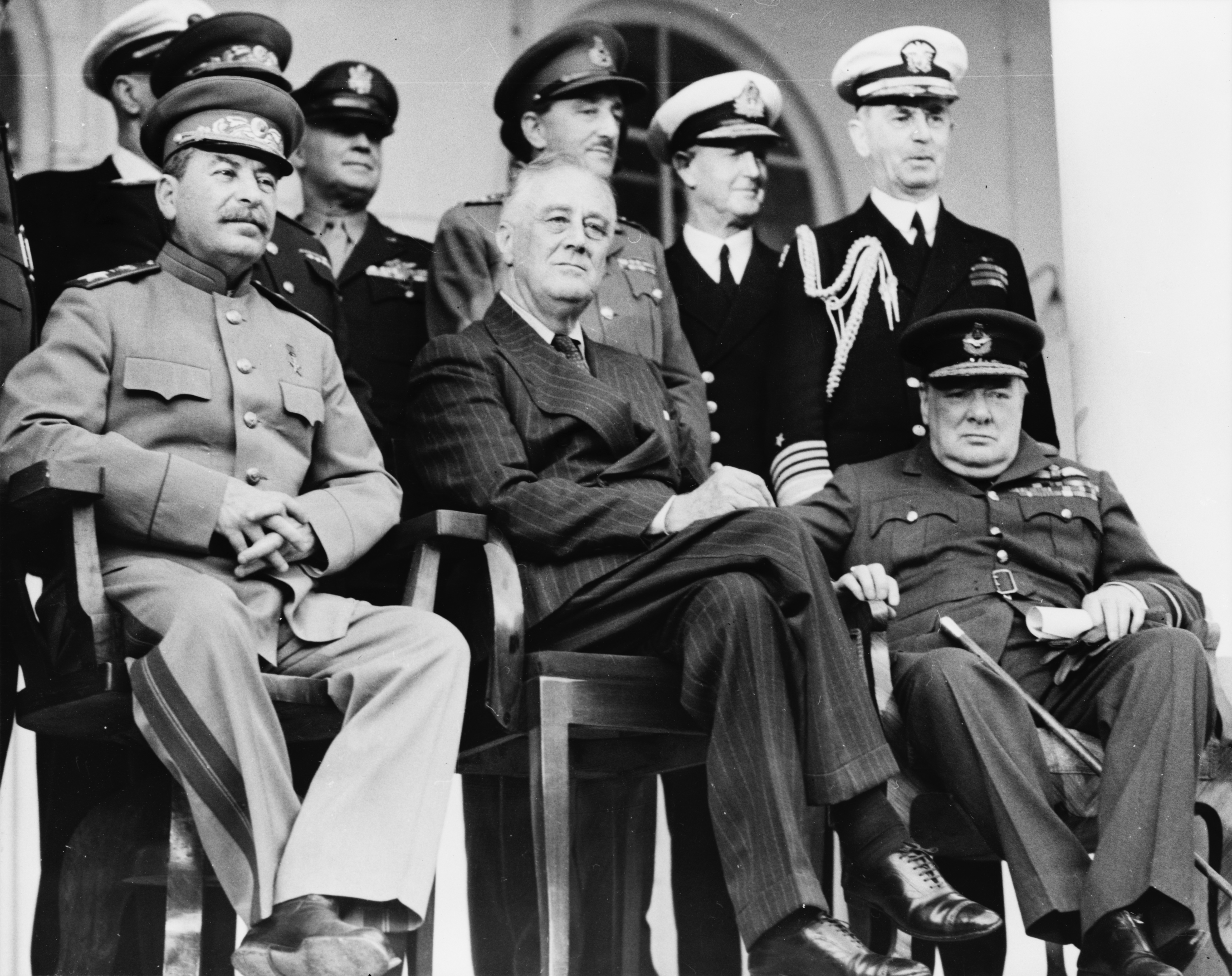
Joseph Staline, Franklin Delano Roosevelt et Winston Churchill à la conférence de Téhéran.

Dès l'été 1940, les relations germano-soviétiques se dégradent. L'URSS joue l'apaisement en proposant d'adhérer au pacte tripartite ; en avril 1941, elle se prémunit contre une invasion sur son flanc asiatique en signant un pacte de neutralité avec le Japon. Staline, s'il pense la guerre avec le Reich inévitable à terme, refuse cependant de croire à l'imminence de l'attaque allemande et se montre sourd aux avertissements. Le 22 juin 1941, l'Allemagne déclenche l'opération Barbarossa, invasion à grande échelle du territoire de l'URSS, prenant les Soviétiques de court,,.

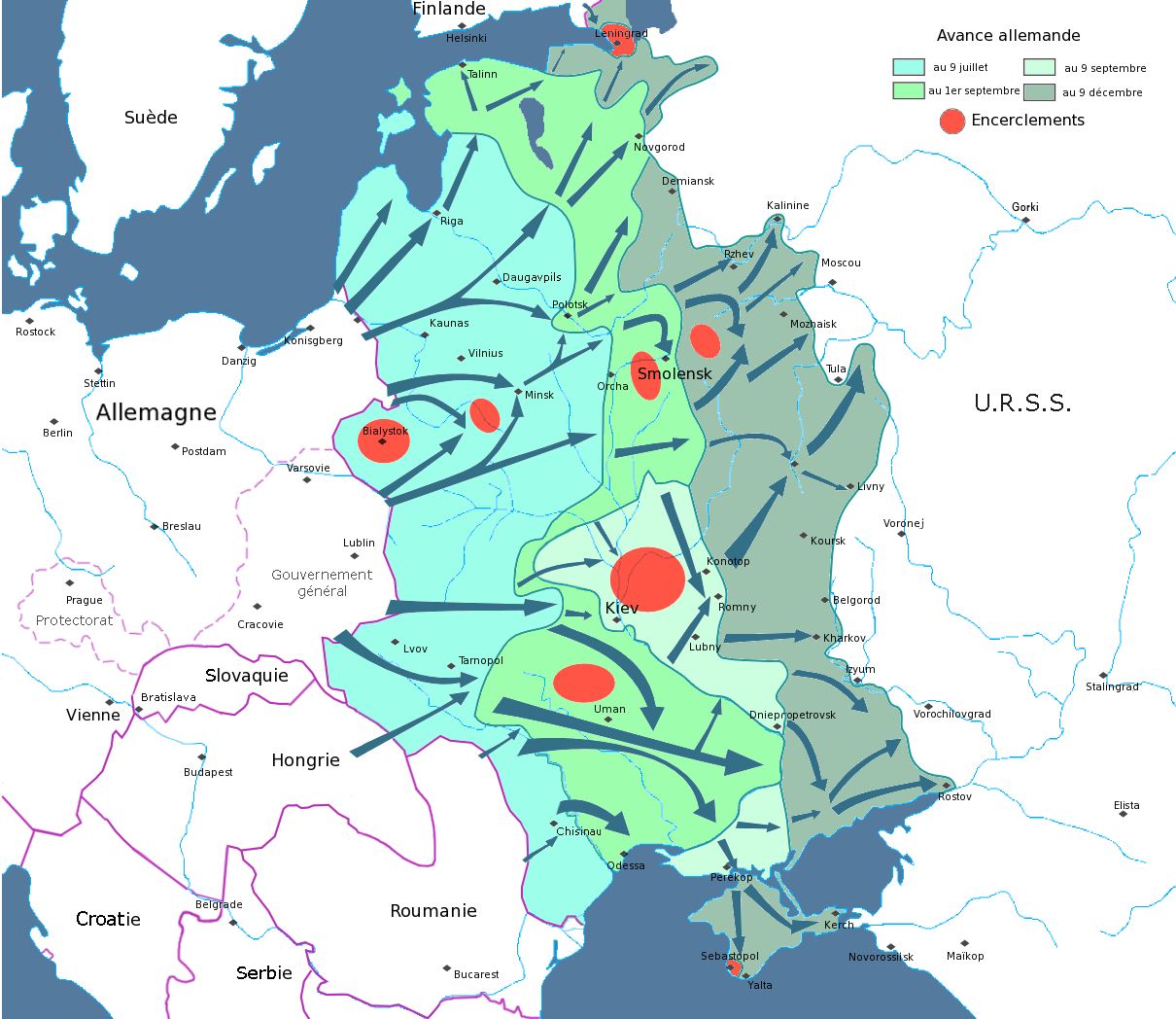
Carte de l'opération Barbarossa, qui marque le début de la Grande Guerre patriotique.

L'Armée rouge subit des pertes terribles durant les premiers mois du conflit. Mais l'URSS, moins isolée que ne l'escomptait Hitler, bénéficie rapidement du soutien matériel et financier du Royaume-Uni, ainsi que de celui des États-Unis dans le cadre du programme Lend-Lease. La résistance des troupes soviétiques parvient à ralentir l'avance des Allemands et de leurs alliés européens de l'Axe. Les Soviétiques sont en outre aidés par les méthodes nazies : accueillis de manière relativement favorable en Ukraine ou en Biélorussie, voire parfois comme des libérateurs dans les pays baltes, les occupants se livrent bientôt à des exactions atroces qui retournent les populations contre eux. Le conflit est d'une rare violence : l'URSS voit perdre environ neuf millions de militaires et de quinze à dix-huit millions de civils,.
Pour galvaniser la population soviétique, Staline fait appel dans sa propagande non plus uniquement à l'idéologie communiste, mais aussi à la fibre patriotique et nationaliste : il s'emploie à susciter un consensus social dans la « Grande Guerre patriotique », et multiplie les mesures de libéralisation. L'URSS contribue plus que tout autre pays à la défaite allemande en Europe,. Désormais fêté pour sa résistance par la propagande alliée, Staline entreprend de rassurer Britanniques et Américains en dissociant l'URSS de la révolution mondiale : en mai 1943, l'Internationale communiste est dissoute, ce qui permet de supprimer en apparence la subordination des PC envers l'URSS. Dans les faits, les fonctions du Komintern sont transférées au Département international du Comité central du Parti communiste de l'Union soviétique, dirigé par Dimitrov, ancien chef de l'Internationale.
À partir de l'invasion de l'URSS en juin 1941, les communistes européens entrent en résistance dans tous les pays occupés. Ils prennent, dans certains pays, une part essentielle au combat anti-nazi : la libération nationale est présentée comme liée au sort de l'URSS, dans le cadre d'une lutte antifasciste mondiale. Dans les pays occupés par l'Allemagne, les communistes sont réprimés et déportés. En France, où plusieurs cadres du PCF avaient envisagé, au début de l'occupation allemande, de faire légaliser le parti, les communistes entament la lutte contre les occupants après Barbarossa. La politique des Allemands et de Vichy provoque à partir de 1942 un afflux de volontaires dans les rangs des Francs-tireurs et partisans (FTP). Les communistes, devenus un pilier de la résistance intérieure française, se rapprochent de la France libre : à la mi-1943, le Front national, l'organisation créée pour chapeauter les actions du PCF, participe au Conseil national de la Résistance et au commandement des Forces françaises de l'intérieur. La résistance italienne se développe après la chute de Mussolini et l'invasion allemande : les communistes tiennent un rôle de premier plan dans la lutte contre les Allemands et la République sociale italienne. Palmiro Togliatti, revenu d'exil, prêche la modération et convainc les partisans que la révolution ne sera pas à l'ordre du jour après-guerre.

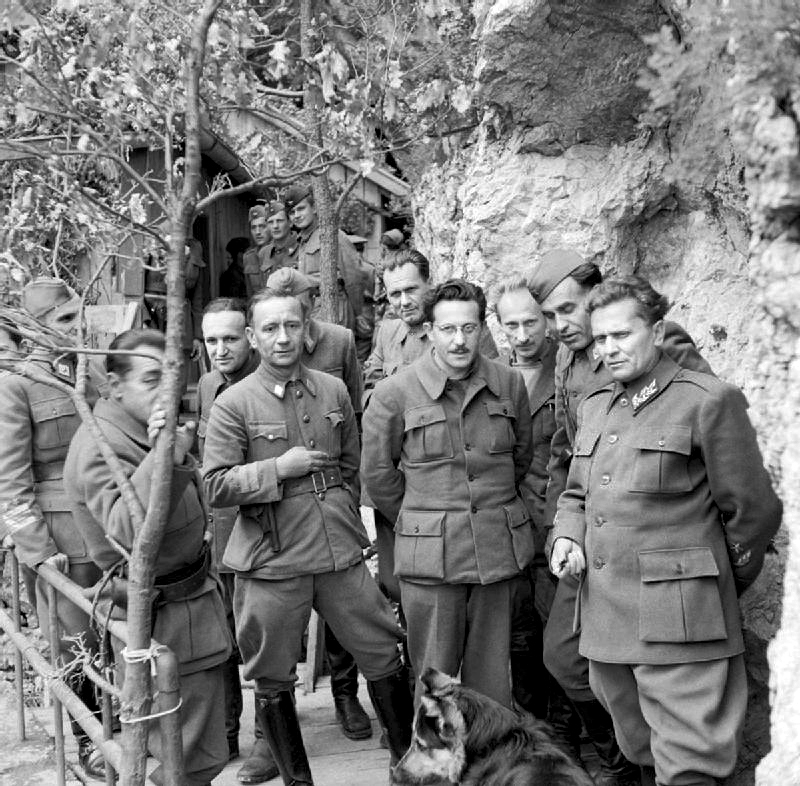
Des membres de la direction des Partisans yougoslaves en 1944 ; Tito se trouve à droite.

Dans les Balkans occupés, les factions communistes et non communistes de la résistance en arrivent à s'affronter. Le Parti communiste de Grèce forme le Front de libération nationale (EAM) dont l'Armée populaire de libération nationale grecque (ELAS) est la branche armée : l'EAM-ELAS, de loin le mouvement le plus puissant de la résistance grecque, s'attaque aussi bien aux résistants anticommunistes qu'aux occupants. Josip Broz alias Tito, chef du Parti communiste de Yougoslavie clandestin, met sur pied les Partisans et entame le conflit contre les occupants, dans l'espoir de l'arrivée de l'Armée rouge. Les communistes yougoslaves se trouvent bientôt en conflit avec les Tchetniks, résistants nationalistes serbes. La guerre de résistance en Yougoslavie se double bientôt d'une véritable guerre civile : divers chefs tchetniks s'allient aux Italiens, puis aux Allemands, en privilégiant le combat contre les communistes. Fin 1943, Churchill décide de soutenir les Partisans, considérés comme plus fiables dans la lutte contre les nazis, au détriment des Tchetniks. L'organe de direction des Partisans, le Conseil antifasciste de libération nationale de Yougoslavie (AVNOJ), se proclame alors gouvernement légitime du pays,,. Dans l'Albanie annexée par l'Italie, Enver Hoxha organise une force de résistance et crée, en novembre 1941, le Parti communiste d'Albanie.
En Asie également, que ce soit en Chine, en Malaisie ou aux Philippines, des communistes participent au combat contre les Japonais. Le poids décisif de l'URSS dans le conflit mondial, ainsi que la contribution des communistes aux mouvements de résistance nationaux, permettent au régime soviétique et aux PC de bénéficier, dans le monde entier, d'une vague de sympathie. Des partis dont l'image avait souffert du pacte germano-soviétique peuvent ainsi revenir sur le devant de la scène, et bénéficier d'un afflux de militants,.

#### Le communisme dans le camp des vainqueurs

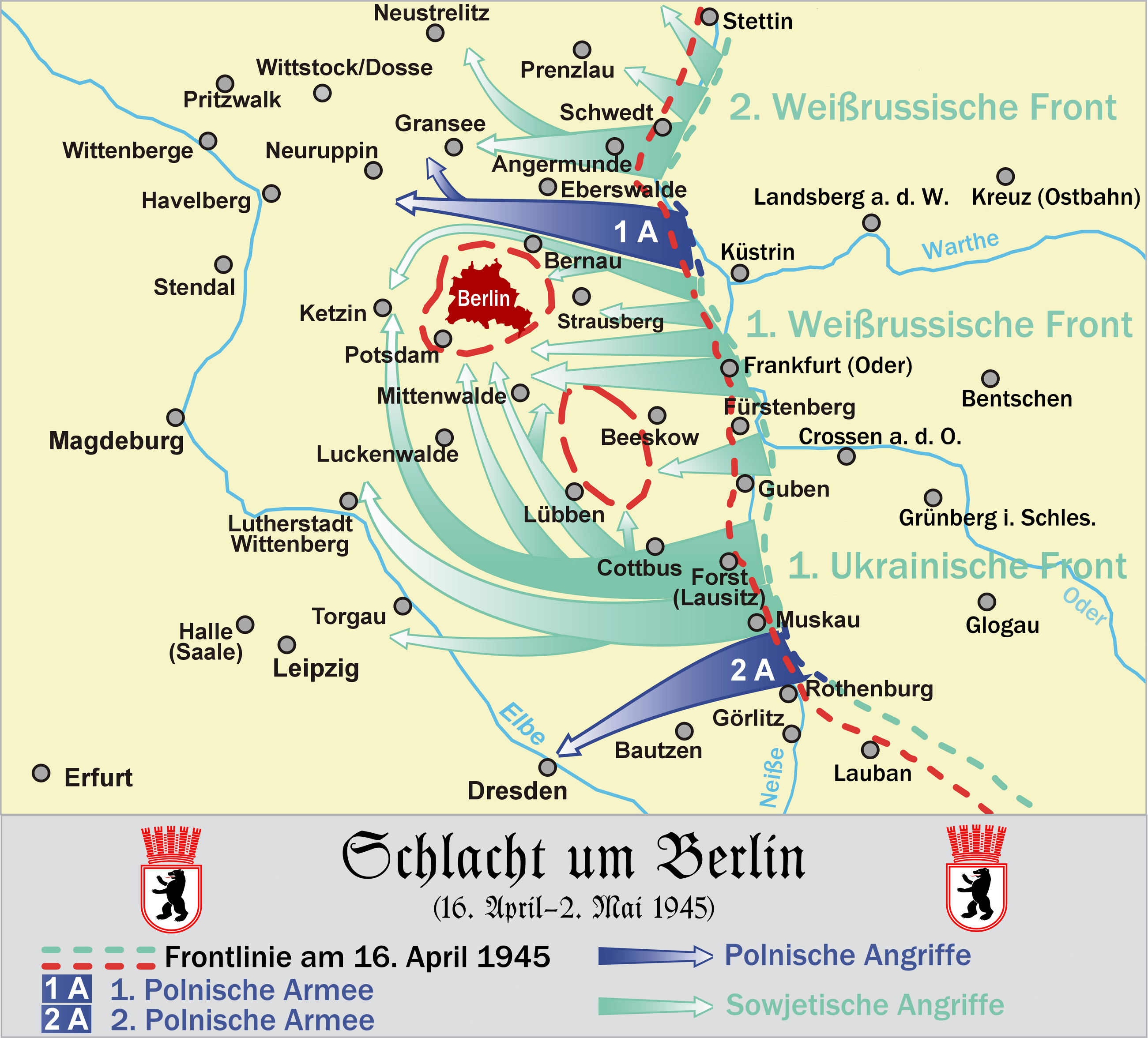
Offensive sur Berlin en 1945.

En 1943-1944, les Soviétiques prennent face aux Allemands un avantage militaire décisif : ils remportent les batailles de Stalingrad et de Koursk, mettent fin au siège de Leningrad et réalisent une grande offensive vers l'Ouest, atteignant la Pologne à l'été 44. Lors du soulèvement de Varsovie mené pour l'essentiel par la résistance polonaise non communiste, l'Armée rouge arrête son avance sur la capitale, laissant l'Armia Krajowa, favorable au gouvernement polonais de Londres, se faire écraser par les Allemands. L'Armia Ludowa (Armée du Peuple) et le Comité polonais de Libération nationale (dit « Comité de Lublin ») des communistes polonais peuvent alors occuper le terrain, avec le soutien des Soviétiques. L'Armée rouge envahit également la Roumanie, la Bulgarie et la Hongrie, pays alliés du Reich : des gouvernements de coalition, dominés par les communistes locaux ou incluant ceux-ci, sont formés dans tous ces pays. En Yougoslavie, l'Armée rouge effectue une incursion qui permet à Tito de prendre Belgrade,. Les pays baltes, reconquis par l'URSS, redeviennent des républiques soviétiques. En Albanie, le Mouvement de libération nationale d'Enver Hoxha prend le pouvoir à la faveur du retrait allemand. En octobre 1944, les Allemands évacuent la Grèce tandis que les Britanniques débarquent. La situation politique grecque se dégrade très vite : les ministres communistes démissionnent dès décembre du gouvernement d'union nationale, et l'ELAS combat les Britanniques durant plusieurs semaines avant de déposer les armes. En Yougoslavie, Tito prend en mars 1945 la tête d'un gouvernement provisoire.
En octobre 1944, alors qu'une partie de l'Est de l'Europe est déjà occupée par l'URSS, Churchill propose à Staline un plan de partage des zones d'influence : la Roumanie serait à 90 % sous influence soviétique et 10 % sous influence britannique, la Grèce à 90 % sous influence britannique, la Bulgarie à 75 % réservée aux Soviétiques, la Hongrie et la Yougoslavie étant partagées à 50/50 %. La conférence de Yalta, en février 1945, règle à l'avantage des Soviétiques plusieurs points fondamentaux de la situation européenne, dont le tracé des frontières polonaises. L'URSS s'engage également à déclarer la guerre au Japon en échange de l'annexion du sud de Sakhaline et des îles Kouriles. En avril et mai, les Soviétiques entrent dans Berlin, puis dans Prague. À la fin de la guerre en Europe, l'Est de l'Allemagne et l'essentiel de l'Europe orientale sont occupés par l'Armée rouge. Dans le reste de l'Europe, malgré un contexte fort différent qui ne permet pas aux PC locaux d'espérer prendre le pouvoir, l'influence des communistes est également renforcée. Au sortir de la guerre, de nombreux partis communistes français participent à des gouvernements de coalition,.
Après la fin de la guerre en Europe, et entre les deux bombardements atomiques américains, l'URSS envahit la Mandchourie, les îles Kouriles, la Mongolie-Intérieure, Sakhaline et la Corée, accélérant la reddition du Japon et la fin du conflit mondial. Les communistes chinois ne bénéficient pas d'une aide très active de la part des Soviétiques, mais gagnent de précieuses bases d'opération en Mandchourie et s'emparent des armes des Japonais. Le Nord de la Corée est occupé par les Soviétiques, tandis que les Américains occupent le Sud. En Indochine française où l'Armée impériale japonaise stationnait à sa guise, Nguyễn Ái Quốc alias Hô Chi Minh, chef du Parti communiste indochinois revenu au pays après trente ans d'exil et de missions pour le compte du Komintern, a créé en mai 1941 le Việt Minh, qui se veut un large « front national » indépendantiste et bénéficie durant la guerre de l'aide des Américains. Les Japonais anéantissent l'administration française en Indochine en mars 1945 ; en août, le Việt Minh profite du vide politique qui suit leur reddition, et prend le pouvoir dans le Nord du territoire vietnamien. Le 2 septembre, Hô Chi Minh proclame l'indépendance de la « république démocratique du Viêt Nam »,.

### Le communisme durant la guerre froide

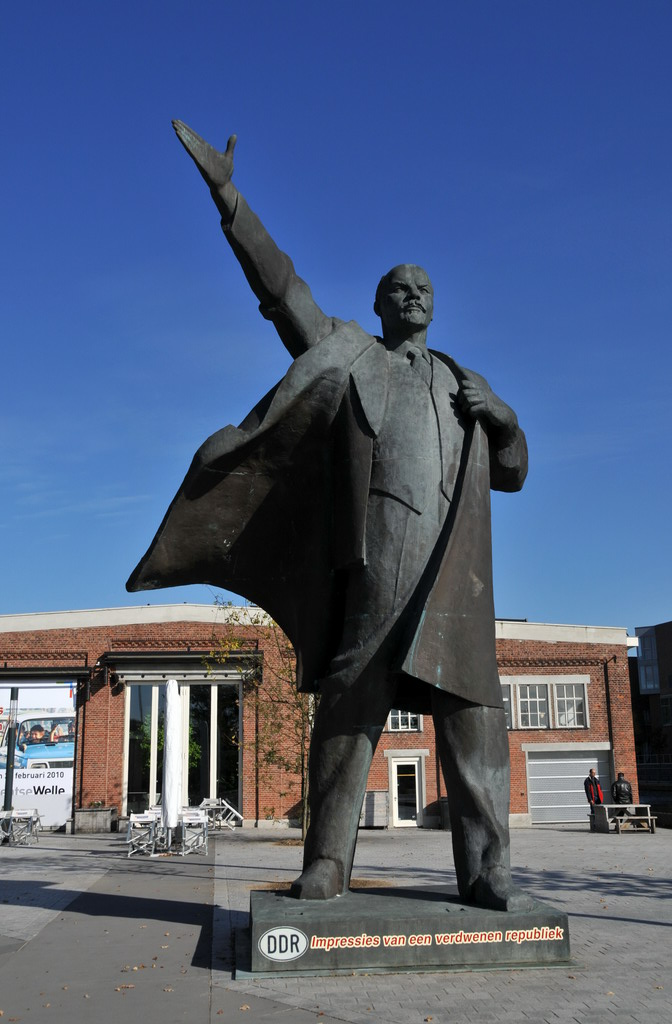
Statue de Lénine.

Après la fin de la Seconde Guerre mondiale les troupes soviétiques occupent la majeure partie de l'Europe de l'Est : Winston Churchill déclare dès mars 1946 qu'« un rideau de fer s'est abattu à travers le continent ». Les relations entre l'URSS et ses anciens alliés, le Royaume-Uni et les États-Unis, se dégradent très rapidement alors que l'URSS et les États-Unis, qui apparaissent comme les deux superpuissances majeures de l'après-guerre, entreprennent tous deux de consolider et d'étendre leur influence internationale. Le président américain Harry Truman est convaincu de la nécessité de mettre en place une politique de « containment » (endiguement) de l'expansion communiste, sa position prenant le nom de doctrine Truman,. De son côté, Staline est convaincu par le plan Marshall que la confrontation entre pays communistes et non-communistes est inévitable : en 1947, l'URSS met en place un nouvel organisme, le Kominform, pour assurer la liaison entre les partis communistes européens. Lors de la première réunion du Kominform, le délégué soviétique Andreï Jdanov présente le monde comme divisé entre un camp « anti-démocratique et impérialiste » et un autre « anti-impérialiste et démocratique » ; cette conception prend le nom de doctrine Jdanov. La « guerre froide » oppose désormais les pays communistes dans leur ensemble au « monde libre », entendu comme l'ensemble des pays non-communistes.
La période 1949-1950 marque le point culminant de la première phase de la guerre froide, avec la fin du blocus de Berlin, la création de deux États allemands distincts, la formation de l'OTAN que l'URSS interprète comme une menace directe. En août 1949, l'URSS fait exploser sa première bombe A : Staline réussit ainsi dans son projet de rattraper le retard militaire sur les États-Unis, en faisant de son pays une puissance nucléaire. Enfin, la Chine communiste naît en octobre 1949, et la guerre de Corée est déclenchée l'année suivante,.

#### Extension du communisme en Europe et en Asie

##### Division de l'Europe par le Rideau de fer

Division de l'Europe au temps du Rideau de fer.

En URSS, le caractère autoritaire du régime est réaffirmé de manière souvent brutale, décevant les espoirs de réformes nourris pendant la guerre par une partie de la population. Plus de 40 % des prisonniers de guerre soviétiques rapatriés sont renvoyés à l'armée, voire au goulag. Dans les territoires conquis en 1939-1940 puis réintégrés à l'URSS à la fin de la guerre les résistances à l'annexion et à la collectivisation doivent être écrasées. Des centaines de milliers de récalcitrants, de collaborateurs réels ou supposés et plus généralement d'éléments de « classes hostiles » sont déportés. Le système concentrationnaire atteint son apogée. Le régime stalinien entreprend en outre à partir de 1946 de reprendre le contrôle de la vie intellectuelle, qui s'était quelque peu relâché durant la guerre, notamment avec l'aide de Andreï Jdanov dans le domaine culturel et de Lyssenko dans le domaine biologique.
Entre 1945 et 1949, des régimes communistes sont mis en place dans l'ensemble des pays d'Europe de l'Est et d'Europe centrale : ces nouveaux « pays frères » de l'URSS constituent l'ensemble connu sous le nom de bloc de l'Est. Dans tous les pays de l'Est, les seuls partis politiques autorisés sont désormais soit le PC local en tant que parti unique officiel, soit la coalition formée par le PC et les partis qui lui sont subordonnés. Les régimes ainsi constitués se présentent comme des « démocraties populaires », terme emprunté par Staline à la propagande des Partisans yougoslaves pendant la guerre et imposé ensuite aux dirigeants communistes est-européens. Dans les démocraties libérales d'Europe occidentale, la plupart des partis communistes sont marginalisés dès le début de la guerre froide : certains d'entre eux conservent cependant un électorat important, notamment en Italie et en France,. Le seul pays d'Europe de l'Ouest à avoir - de 1945 à 1957 - un gouvernement à majorité communiste est le micro-État de Saint-Marin, enclavé en Italie et très influencé par la vie politique italienne.

###### Formation du Bloc de l'Est
Dans l'ensemble des pays d'Europe de l'Est, occupés pour la plupart par l'Armée rouge, des régimes aux structures calquées sur celles de l'URSS apparaissent. Aidés par des conseillers soviétiques, les communistes locaux s'arrogent - immédiatement ou progressivement - le monopole du pouvoir et mettent en place des États policiers ; l'Europe de l'Est est placée sous l'étroite influence du gouvernement de Moscou, dont les nouveaux régimes apparaissent comme des dépendances directes. Dans plusieurs pays, des maquis de résistance anticommuniste mènent la lutte durant plusieurs années, notamment en Pologne, en Bulgarie et en Roumanie, mais aussi dans certains territoires réannexés par l'URSS comme les pays baltes, la Biélorussie et l'Ukraine.

Emblème de la Stasi, le service de renseignements de la RDA.

Les dirigeants est-européens sont dans leur majorité directement subordonnés à Staline ; des milliers de conseillers militaires et économiques soviétiques sont envoyés pour seconder les États du Bloc. En janvier 1949 est créé le Conseil d'assistance économique mutuelle, structure liant l'URSS et les différents « pays frères ». Les régimes du bloc de l'Est, très dépendants politiquement et économiquement de l'URSS, s'inspirent étroitement du modèle soviétique. L'armée et les services de police sont des piliers des nouveaux régime. Des économies planifiées sont mises en place, et les populations embrigadées,. Bien que d'importantes inégalités demeurent, notamment du fait de l'existence de la nomenklatura, des mesures destinées à favoriser le progrès social sont prises. Les régimes communistes s'emploient à garantir le droit à l'éducation gratuite pour tous, l'accès à la culture, aux frais médicaux et à la retraite, et à réduire les écarts de salaire.

###### Dans les autres pays européens

Emblème du Parti communiste italien.

En Europe de l'Ouest et en Europe du Nord, les PC déclinent rapidement au début de la guerre froide : ils ne demeurent des forces de premier plan que dans trois des principaux pays européens, la France, l'Italie et la Finlande.
Le Parti communiste français réalise une percée historique lors des élections de 1945 et atteint son apogée avec celles de novembre 1946 avec 28,3 % des suffrages, devenant le premier parti de France en nombre de voix particulièrement en milieux ouvrier et rural, mais aussi dans le monde intellectuel où les communistes gagnent de nombreux « compagnons de route » prestigieux. La situation intérieure française se tend, notamment du fait du contexte international et en particulier de la guerre d'Indochine : en octobre 1947, les communistes sont exclus du gouvernement Ramadier. Tout en restant très implanté sur le plan électoral, le PCF se trouve désormais dans l'opposition pour plusieurs décennies. Les communistes français usent par ailleurs de l'argument pacifiste et pour réclamer l'interdiction de l'arme atomique, ce qui leur permet de s'approprier en partie, en France et ailleurs, la thématique pacifiste. Le culte de la personnalité de Maurice Thorez atteint son apogée à la fin des années 1940, tandis que le PCF connaît plusieurs purges de son appareil,.
Le Parti communiste italien tire un grand prestige de sa participation à la résistance contre l'occupant allemand et les fascistes. En 1946, le nombre de ses adhérents dépasse deux millions, en comptant les Jeunesses communistes. Le PCI participe jusqu'en mai 1947 au gouvernement de coalition d'après-guerre, mais en est ensuite évincé sous la pression des États-Unis. Le Front démocratique populaire, coalition du PCI et du PSI, remporte plus de 30 % des voix lors des élections de 1948, mais est nettement battu par la Démocratie chrétienne. Rejeté dans l'opposition sur le plan national, le PCI conserve néanmoins une position dominante au sein de la gauche italienne et reste implanté dans tout le pays.
Le Parti communiste de Finlande participe au gouvernement de coalition jusqu'en 1948. Battu aux élections législatives et relégué dans l'opposition, il entretient une culture politique ouvriériste qui lui permet de conserver de nombreux électeurs : en 1958, la coalition qu'il dirige, la Ligue démocratique du peuple finlandais, remporte 23,3 % des suffrages aux élections législatives et constitue le groupe parlementaire le plus important à la Diète nationale.
La Grèce représente en Europe un cas particulier : la situation politique, déjà explosive à la fin de la guerre mondiale, débouche en 1946 sur une guerre civile qui dure jusqu'en 1949. Staline, qui juge que l'insurrection en Grèce n'a aucune chance de réussir et souhaite éviter un conflit direct avec les pays occidentaux, n'accorde pas d'aide aux insurgés grecs,. Les communistes grecs, qui réalisent en leur propre sein des épurations sanglantes, sont finalement défaits par l'armée régulière : entre 80 000 et 100 000 d'entre eux doivent se réfugier dans les pays du bloc de l'Est, où une partie sont ensuite victimes des purges mises en œuvre soit par les pays qui les accueillent, soit par l'appareil du Parti communiste de Grèce exilé.

##### L'anticommunisme aux États-Unis
Aux États-Unis, le début de la guerre froide suscite une vaste campagne anticommuniste, nouvel avatar de la « peur rouge » qui avait suivi la révolution d'Octobre. Le parti communiste américain est presque réduit à néant : ses dirigeants sont arrêtés en 1948 et condamnés à des peines de prison pour « conspiration » contre le gouvernement. À la même époque, le sénateur Joseph McCarthy dénonce avec outrance les infiltrations communistes au sein du gouvernement, des médias et des milieux culturels : de nombreuses personnalités sont interrogées à ce titre par le Comité des activités anti-américaines de la Chambre des représentants. La période dite du maccarthysme s'accompagne de certaines affaires retentissantes comme la condamnation à mort des époux Rosenberg pour espionnage au profit de l'URSS. McCarthy lui-même est finalement discrédité du fait de ses abus de pouvoir, mais sa campagne contribue à marginaliser totalement les idées communistes aux États-Unis,.

##### Le cas du trotskisme
En dehors du camp stalinien, le trotskisme, privé de son chef assassiné en 1940, est très affaibli au sortir de la guerre mondiale. Le courant continue néanmoins d'exister, tout en ayant de grandes difficultés à rester uni. Le militant d'origine grecque Michel Pablo entreprend de rassembler la majorité des trotskistes français au sein du Parti communiste internationaliste. En 1946, une conférence se tient à Paris pour reconstituer la Quatrième Internationale dispersée durant la guerre. L'Internationale trotskiste connaît avec le temps de très nombreux départs et dissensions, dus aux querelles d'idéologie et de personnes comme aux désillusions des militants. En 1952, le trotskisme se scinde entre le courant « pabliste » (du nom de Pablo) qui prône la fin de l'opposition systématique envers l'URSS, et le courant lambertiste (du nom de Pierre Boussel alias « Lambert ») : les groupes du monde entier se divisent ou scissionnent. Malgré une aura parfois mythique, due en partie à l'idéalisation de la figure de Trotski mais aussi au culte du secret pratiqué par beaucoup de ses organisations, le trotskisme reste divisé et marginal,,,. Ce n'est qu'en 1963, après plus de dix ans de déchirements, qu'est fondé le Secrétariat unifié de la Quatrième Internationale, sans que le courant trotskiste ne soit durablement réunifié.

##### Progrès du communisme en Extrême-Orient

###### La naissance de la Chine communiste

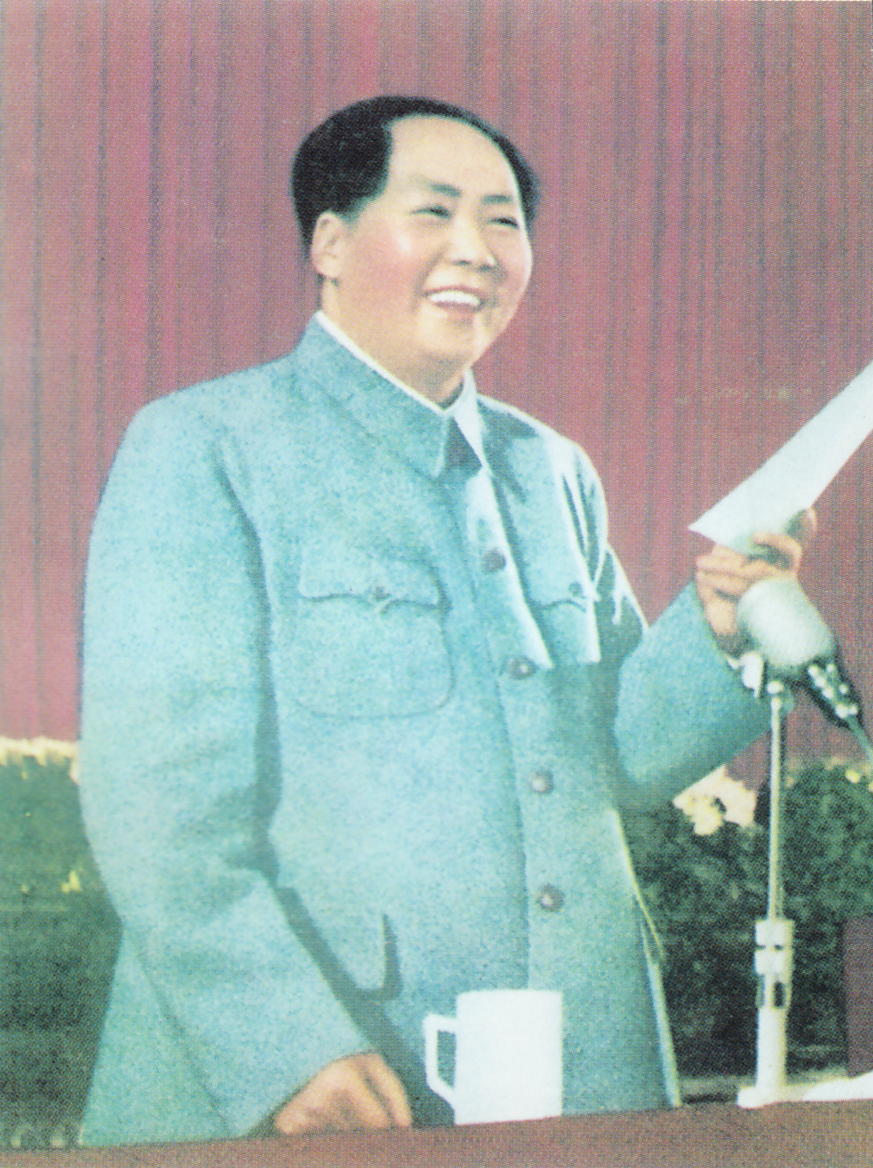
Portrait de Mao Zedong, fondateur de la république populaire de Chine.

Hors d'Europe, le communisme connaît notamment une progression spectaculaire en Extrême-Orient, ce qui donne par la suite naissance à l'expression « rideau de bambou », équivalent asiatique du rideau de fer. Au sortir de la guerre mondiale, la tension entre les nationalistes du Kuomintang et le Parti communiste chinois est à nouveau à son maximum : les États-Unis tentent en vain une médiation. Le régime de Tchang Kaï-chek gère l'économie du pays - ruinée par le conflit - de manière désastreuse, ce qui profite aux communistes. Dès 1946, la guerre civile chinoise reprend. En promettant une réforme agraire, les communistes obtiennent l'appui crucial des campagnes. En janvier 1949, l'Armée populaire de libération des communistes encercle Pékin. Le 1er octobre 1949, Mao Zedong proclame la république populaire de Chine, dont il est le président.
Les Soviétiques sont circonspects face à ce nouvel allié ; ce n'est que le 14 février 1950 que le pacte sino-soviétique est signé. Mao, qui apprécie peu l'attitude de Staline à l'égard de son pays, a néanmoins besoin de l'appui des Soviétiques pour rebâtir la Chine. Par ailleurs, dès octobre 1950, le Tibet, qui échappait au contrôle chinois depuis 1912, est envahi par l'armée de Mao : en mai 1951, le 14e dalaï-lama doit signer l'accord en 17 points sur la libération pacifique du Tibet qui reconnaît la souveraineté chinoise. La Chine populaire s'emploie à purger les cadres et partisans du Kuomintang, puis met en œuvre une réforme agraire qui détruit les élites villageoises : des millions d'« ennemis du peuple » sont envoyés dans des camps. Après avoir, par des campagnes répressives, réussi à restaurer l'ordre et à rendre à l'économie un cours normal, le régime de Mao s'emploie à « soviétiser » la Chine en renforçant le pouvoir du Parti, en collectivisant l'agriculture et en développant l'industrialisation.
La naissance de la république populaire de Chine a de profondes répercussions : en faisant basculer le pays le plus peuplé du monde dans le camp communiste, elle bouleverse les équilibres géopolitiques et influe sur d'autres conflits en cours en Asie, que ce soit en Indochine française ou en Corée,.

###### La guerre de Corée

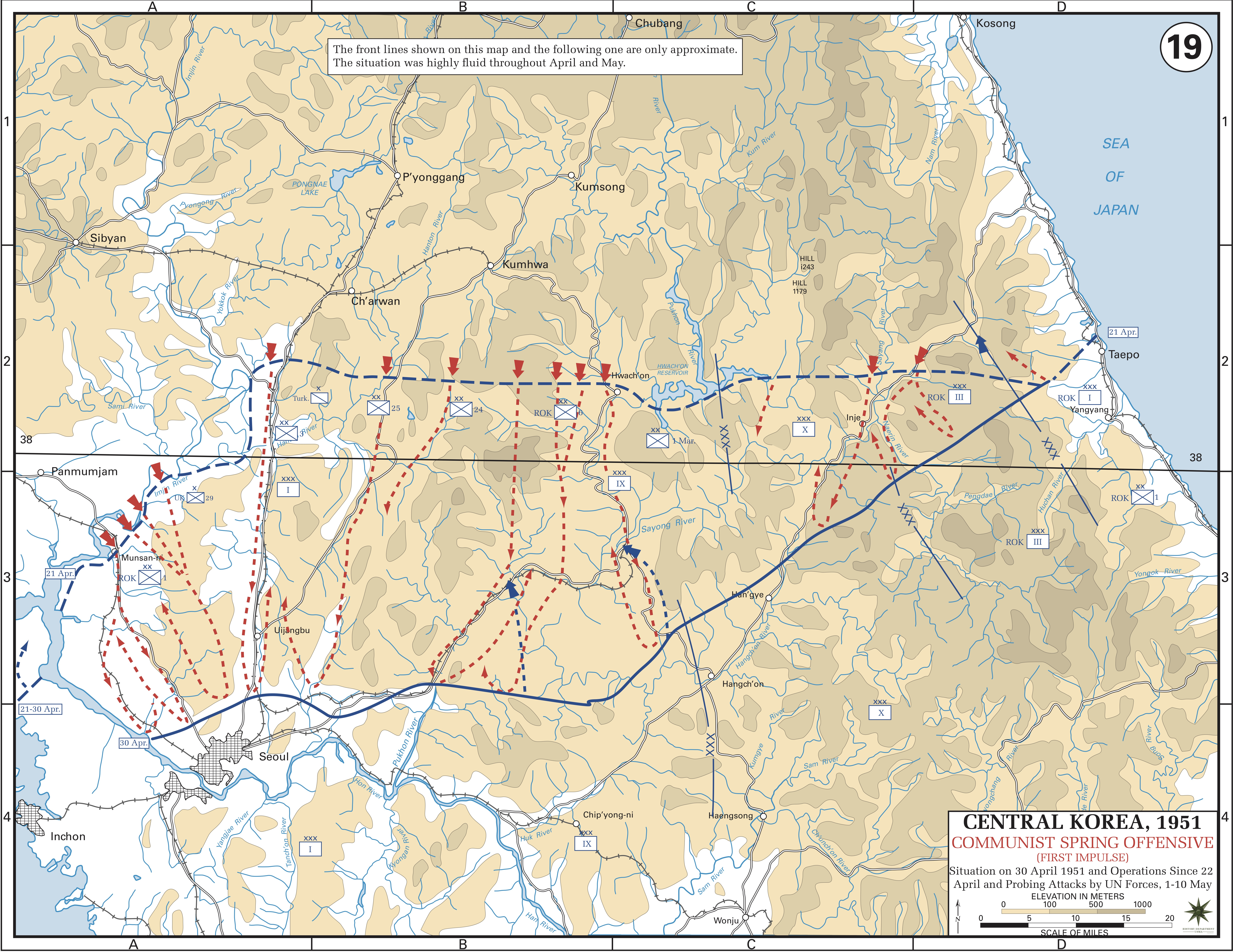
Offensive des communistes durant la guerre de Corée, au printemps 1951.

Dans le nord de la Corée libérée des Japonais, les occupants soviétiques soutiennent en février 1946 la formation d'un gouvernement provisoire dirigé par le jeune chef communiste Kim Il-sung - tout juste revenu de son exil en URSS - qui crée le Parti du travail de Corée. En 1948, Kim Il-sung proclame la république populaire démocratique de Corée (Corée du Nord) qui dispute aussitôt la souveraineté à la république de Corée (Corée du Sud). Kim parvient à convaincre Staline de l'opportunité d'une attaque contre le Sud, afin de réunifier toute la Corée sous sa bannière : en juin 1950, l'attaque du Nord contre le Sud déclenche la guerre de Corée. L'ONU autorise alors l'intervention d'une force militaire - principalement américaine - pour défendre le Sud. L'avancée des troupes nord-coréennes est arrêtée net par les Américains, qui les repoussent vers le Nord. Staline convainc alors Mao d'intervenir en Corée : trois millions de soldats chinois viennent soutenir Kim Il-sung. L'URSS n'intervient pas officiellement, mais équipe les troupes chinoises et nord-coréennes.
La Chine paie un lourd tribut au conflit — plus de 800 000 soldats tués, dont le fils de Mao — mais elle modernise son armée tandis que le Parti communiste chinois renforce son unité dans la lutte contre l'« ennemi numéro un du peuple chinois ». La Chine y gagne également le maintien d'un régime ami à sa frontière. Après une contre-attaque américaine en 1951, le front se stabilise. L'armistice de Panmunjeom, en juillet 1953, met un terme au conflit, scellant la division de la Coréen, séparée par une zone coréenne démilitarisée. Ce conflit marque un tournant dans la guerre froide, le président américain Harry S. Truman ayant refusé de recourir à l'arme nucléaire, dont l'emploi lui semblait trop risqué et qui aurait pu conduire à une Troisième Guerre mondiale. Elle renforce également la cohésion du monde occidental et de l'atlantisme,.

###### La guerre d'Indochine

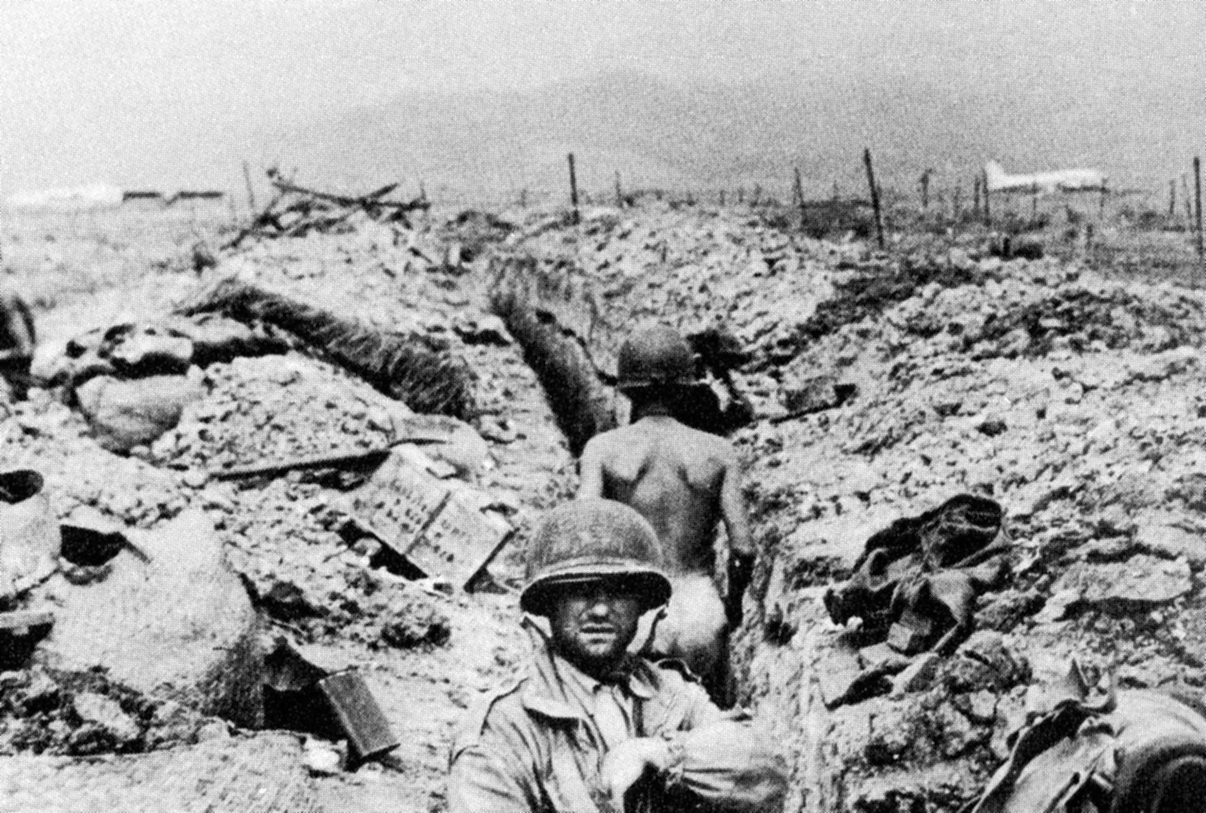
Image de la bataille de Diên Biên Phu.

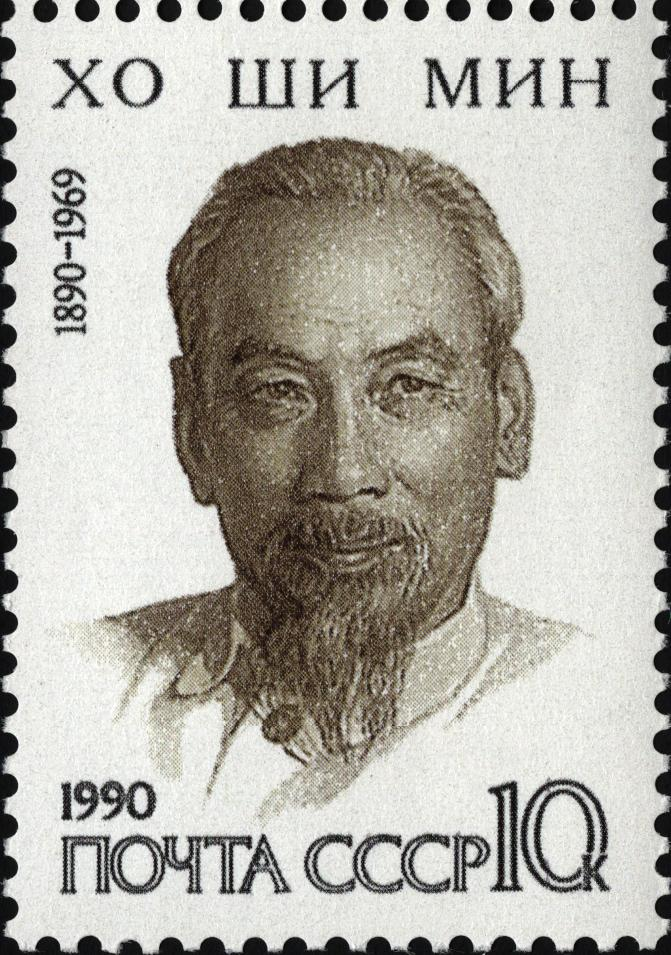
Timbre soviétique à l'effigie de Hô Chi Minh.

En Indochine française, le Corps expéditionnaire français en Extrême-Orient débarque en octobre 1945 et reprend progressivement possession de la colonie, que le Việt Minh continue de contrôler au Nord. En novembre, le Parti communiste indochinois proclame, afin de rassurer les partenaires du Việt Minh, son autodissolution : dans les faits, les chefs communistes restent aux commandes. En mars 1946, les accords Hô-Sainteny, conclus par Hô Chi Minh avec le commissaire du GPRF Jean Sainteny, prévoient la reconnaissance par la France d'un État vietnamien au sein de l'Union française. Le général Leclerc, chef du Corps expéditionnaire, peut alors rentrer dans Hanoï. Mais la conférence de Fontainebleau, censée définir le statut du Viêt Nam, tourne court durant l'été. En novembre, les Français bombardent Hải Phòng ; le 19 décembre, le Việt Minh tente un coup de force sur tout le territoire vietnamien. L'insurrection est contenue et Hô prend le maquis, déclenchant la guerre d'Indochine. Ce soulèvement communiste s'identifie totalement à une lutte nationaliste et indépendantiste : Hô Chi Minh peut dès lors apparaître, dans le contexte de la décolonisation, comme un symbole du tiers-monde émergent. À l'origine, le conflit est essentiellement vietnamien : les indépendantistes laotiens (Pathet Lao) et cambodgiens (Khmers Issarak) sont très dépendants du Việt Minh. Avec la naissance de la république populaire de Chine, Hô gagne une importante base arrière en territoire chinois, ainsi qu'une aide logistique et des stocks d'armes ; les Français reçoivent de leur côté l'aide des États-Unis. En février 1951, l'ancien PC indochinois renaît officiellement sous le nom de Parti des travailleurs du Viêt Nam : les insurgés vietnamiens affichent désormais ouvertement leurs couleurs communistes ; la création des « partis frères » laotien et cambodgien est décidée.
Dès 1953, face à une situation insoluble, la France envisage une « sortie honorable » d'Indochine. Des négociations sont prévues à Genève ; le chef militaire du Việt Minh, Võ Nguyên Giáp, décide alors de prendre coûte que coûte la base de Ðiện Biên Phủ pour être en position de force lors des pourparlers. La bataille de Diên Biên Phu, qui dure près de deux mois, s'achève par la victoire de l'Armée populaire vietnamienne, mettant la France en situation de faiblesse alors que s'ouvre la conférence. Pierre Mendès France signe les accords de Genève, qui permettent à la France de sortir du conflit et mettent fin à l'Indochine française. Le Viêt Nam est coupé en deux : le Nord revient à la république démocratique du Viêt Nam, dont Hô Chi Minh est le président et Phạm Văn Đồng le premier ministre, et le Sud à l'État du Viêt Nam, remplacé l'année suivante par la république du Viêt Nam. La séparation du pays est censée être provisoire en attendant des élections mais, au Sud, le gouvernement anticommuniste de Ngô Đình Diệm refuse d'organiser le scrutin prévu par les accords. Le Royaume du Laos doit négocier avec le Pathet lao, tandis que Norodom Sihanouk, roi du Cambodge, réussit à éviter toute concession aux Khmers issarak. Les États-Unis augmentent leur présence en Asie du Sud-Est pour y contenir l'avancée du communisme ; ils remplacent rapidement les derniers conseillers français au Sud Viêt Nam.

###### Dans le reste de l'Extrême-Orient
D'autres insurrections communistes ont lieu, avec moins de succès, dans divers pays d'Extrême-Orient tout juste décolonisés ou en passe de l'être : en Birmanie, peu après l'indépendance, le Parti communiste de Birmanie lance un soulèvement sans parvenir à renverser le gouvernement ; en Indonésie, le Parti communiste indonésien participe à la révolution nationale indonésienne contre le retour des colonisateurs néerlandais, mais échoue ensuite en 1948 en voulant se soulever contre le leader nationaliste Soekarno : les communistes sont écrasés lors de l'« affaire de Madiun ». Aux Philippines, les Hukbalahap, résistants communistes qui avaient combattu les Japonais, refusent de déposer les armes : ils lancent en 1946 un soulèvement qui dure jusqu'en 1954. En Malaisie britannique, l'Armée de libération des peuples de Malaisie, dirigée par le Parti communiste malais, déclenche en 1948 une insurrection ; ce soulèvement a cependant un caractère essentiellement ethnique - le PC local regroupant surtout la minorité chinoise - ce qui réduit son attrait au sein de la population et contribue à son échec quelques années après l'indépendance.

#### De la déstalinisation au Printemps de Prague

##### Dernières années et succession de Staline

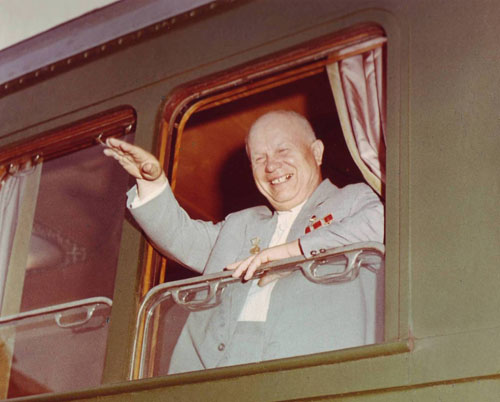
Nikita Khrouchtchev.

Au début des années 1950, Staline prépare une nouvelle purge du Parti et de la société soviétiques, en usant cette fois d'une propagande à la tonalité nettement antisémite : c'est dans ce contexte que se déroulent les procès de Prague et l'élimination d'Ana Pauker en Roumanie. En janvier 1953, la Pravda révèle ainsi l'affaire du complot des blouses blanches : c'est l'occasion d'une campagne de propagande contre les « nationalistes juifs », pour préparer l'épuration prévue par Staline. Mais, le 1er mars 1953, ce dernier est victime d'une attaque cardiaque ; il meurt le 5 mars et Gueorgui Malenkov lui succède à la tête du Conseil des ministres.
Une « troïka » de dirigeants, composée de Malenkov, Nikita Khrouchtchev et Lavrenti Beria, prend la tête de l'URSS, qui connaît une période de détente sur le plan intérieur. Les « médecins assassins » de l'affaire des « blouses blanches » sont réhabilités dès avril ; une amnistie est prononcée pour tous les détenus dont la peine ne dépasse pas cinq ans. En juillet, Beria, qui tentait de se poser en successeur, est arrêté ; il est ensuite exécuté. Les services de sécurité, qu'il avait centralisés sous son autorité, sont réorganisés en 1954 : la police politique prend alors le nom de KGB,.
Khrouchtchev sort bientôt vainqueur de la lutte d'influence qui l'oppose à Malenkov : en septembre, il devient Premier secrétaire du Parti communiste de l'Union soviétique (PCUS). Il lance des réformes économiques qui améliorent les conditions de vie des citoyens soviétiques, tout en écartant ses rivaux, d'abord Malenkov puis les conservateurs comme Kaganovitch et Molotov.
Quelques mois après la mort de Staline a lieu le premier bouleversement politique au sein du bloc de l'Est. Le 16 juin 1953, une insurrection populaire éclate en République démocratique allemande ; elle est finalement écrasée par l'intervention des troupes soviétiques. Le no 1 est-allemand Walter Ulbricht obtient ensuite une aide économique accrue de la part de l'URSS pour améliorer le niveau de vie de la population de la RDA; les événements de 1953 ont cependant pour conséquence de souligner le peu de légitimité populaire dont jouit alors le régime est-allemand.

##### Première période de détente et dénonciation posthume de Staline
La politique étrangère de l'URSS est marquée, après la mort de Staline, par une première phase de détente Est-Ouest : en juillet 1953, les Soviétiques favorisent la fin de la guerre de Corée. Les relations internationales demeurent néanmoins rythmées par l'opposition entre les deux superpuissances. Les États-Unis demeurent attachés à leur doctrine d'endiguement. En Amérique latine - où plusieurs PC gagnent en influence, notamment en Bolivie, en Argentine ou au Brésil -, ils incitent les gouvernements locaux à réprimer les communistes,. Au Guatemala, le Parti guatémaltèque du travail s'allie - d'ailleurs contre l'avis des Soviétiques, qui jugent la démarche imprudente - au président Arbenz : la CIA soutient alors un coup d'État qui renverse Arbenz en 1954. À partir de 1955, l'URSS revient à une politique plus dynamique en Europe : le 15 mai 1955 naît le Pacte de Varsovie, une alliance militaire entre l'Union soviétique et les pays du bloc de l'Est, destinée à faire pendant à l'OTAN.
L'URSS impose des réformes aux régimes est-européens, dont les dirigeants sont contraints à cesser de cumuler les postes de chefs du gouvernement et du Parti. En république populaire de Hongrie, Mátyás Rákosi se voit imposer en 1953 Imre Nagy comme chef du gouvernement avant d'être remis au pouvoir en 1955. En république populaire de Bulgarie, Valko Tchervenkov cède la tête du Parti communiste bulgare à Todor Jivkov, qui l'évince ensuite tout à fait. En mai 1955, Nikita Khrouchtchev se rend à Belgrade et l'URSS se réconcilie avec la Yougoslavie. Tito, réhabilité dans le camp communiste, conserve cependant son indépendance ; il maintient de bonnes relations avec les États occidentaux qui soutiennent financièrement son pays et adopte sur le plan international une position neutraliste. En 1955, la Yougoslavie participe à la conférence de Bandung, qui donne par la suite naissance au Mouvement des non-alignés. L'État yougoslave décentralise ses institutions de manière croissante ; le régime de Tito devient au fil des ans le plus ouvert et le plus prospère des pays communistes européens,,.
En février 1956, lors du XXe congrès du Parti communiste de l'Union soviétique, Khrouchtchev lit un « rapport secret » révélant une petite partie des crimes de Staline, ce qui cause un choc considérable à l'étranger. Les PC occidentaux perdent de très nombreux adhérents et sympathisants,. Khrouchtchev rompt également avec la doctrine Jdanov et prône la coexistence pacifique entre systèmes politiques différents. Le Kominform est supprimé, en vue de ne plus faire apparaître de lien de subordination entre les partis communistes et le régime soviétique.

##### Poursuite de la déstalinisation et rupture avec la Chine

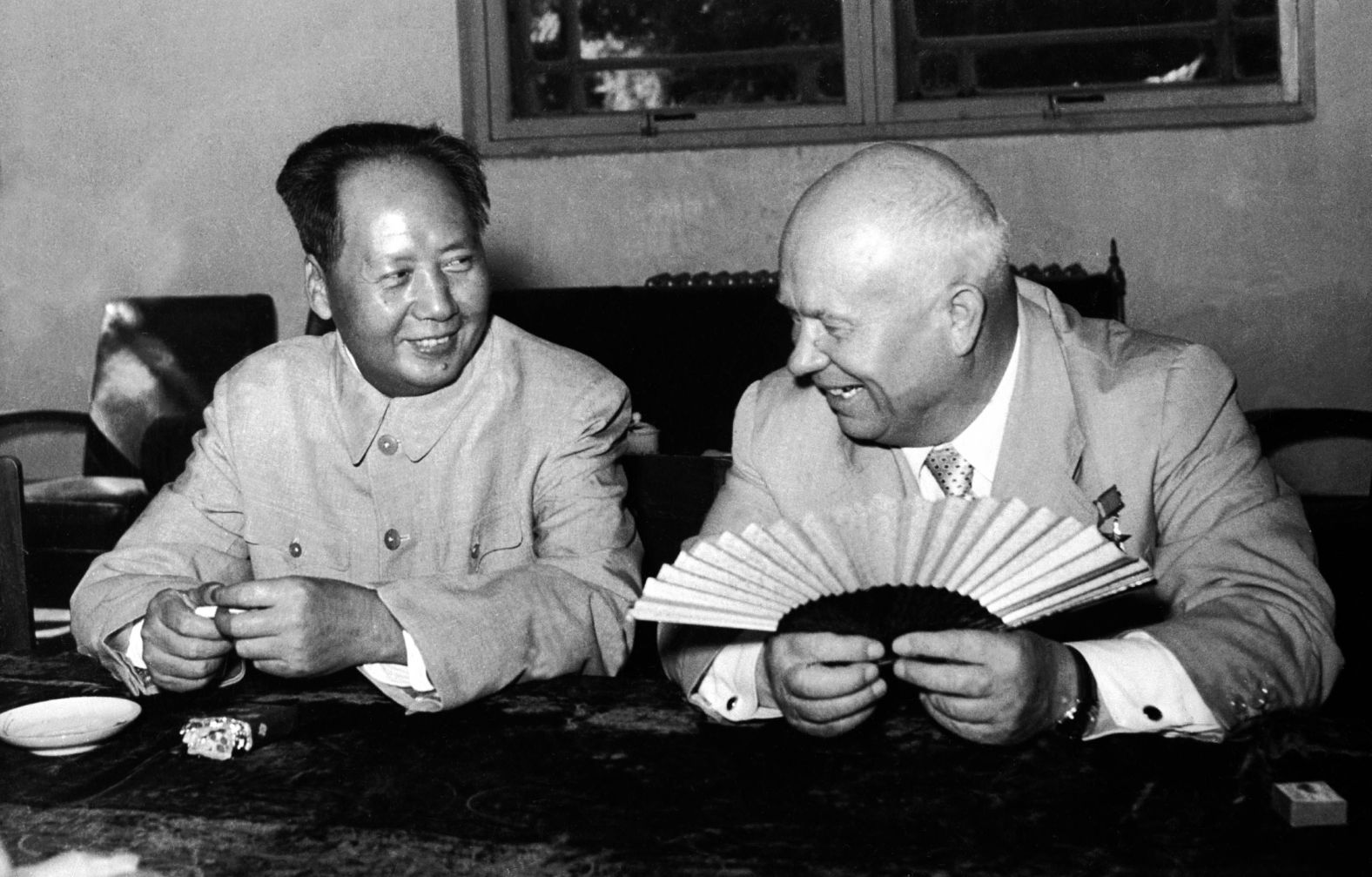
Mao Zedong et Nikita Khrouchtchev en 1958.

Les événements de Hongrie ont un effet désastreux sur l'image de l'URSS, qui se trouve encore dégradée dans le monde entier, quelques mois après la révélation des crimes de Staline. Dans le monde entier, les partis communistes perdent à nouveau de nombreux militants et sympathisants ; certains, comme le PCF et le PCI conservent cependant un poids électoral important. Le PCF, initialement décontenancé, se convertit à la déstalinisation ; le PCI affirme progressivement une liberté de ton et une autonomie accrues,.

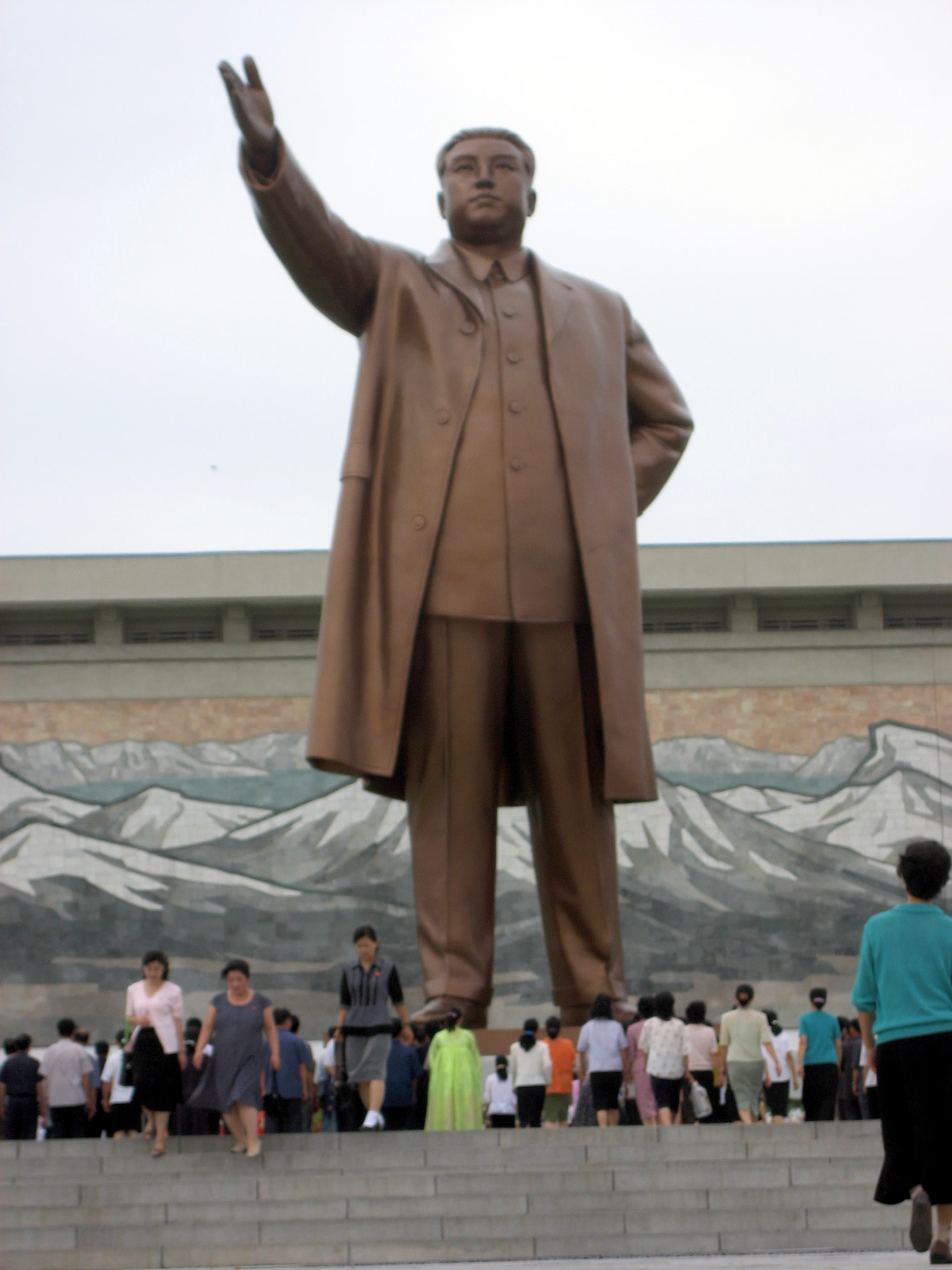
Statue du Grand leader Kim Il-sung à Pyongyang, Corée du Nord.

La déstalinisation a également des conséquences en république populaire de Chine : le Parti communiste chinois adopte en 1956 un mode de fonctionnement plus collégial ; la pensée Mao Zedong disparaît temporairement des statuts officiels. Deng Xiaoping devient secrétaire général du Parti, dont Mao demeure le président. Le contrôle policier de la population demeure cependant rigide. Le laogai, un système de camps comparable au goulag, est créé : selon des estimations très approximatives, plusieurs dizaines de millions de prisonniers y auraient transité au fil des décennies. La collectivisation agricole est accélérée, mais la logique productiviste conduit à un échec économique ; le malaise social et politique s'accroît en Chine. Mao prend acte des difficultés et décrète, en février 1957, la « campagne des cent fleurs » en encourageant la critique sur l'action du Parti. Cette initiative aboutit cependant, dans les milieux intellectuels et étudiants, à un nombre trop important de critiques, que Mao est contraint de réprimer par des purges,.
En Corée du Nord, Kim Il-sung, lui aussi en désaccord avec la déstalinisation, entreprend de développer l'identité propre de son régime. Il élabore une idéologie à usage national, le Juche. La Corée du Nord, gouvernée selon une logique militariste, pratique un culte de la personnalité exacerbé autour du « Grand leader » Kim Il-sung.
En URSS, Nikita Khrouchtchev affirme son pouvoir en éliminant ses adversaires qu'il fait exclure en 1957 du Comité central lors de l'« affaire du groupe anti-parti ». Le no 1 soviétique encourage une certaine libéralisation culturelle et s'efforce d'améliorer les conditions de vie en URSS. La recherche spatiale fait l'objet, notamment pour des raisons de prestige, d'une attention particulière. La déstalinisation, si elle apporte en URSS et dans le reste du bloc un réel relâchement politique, demeure finalement d'une ampleur relative. Les abus les plus criants sont supprimés du code pénal, mais celui-ci conserve des articles permettant de punir toute forme d'opposition. Aucune étude en profondeur de la période stalinienne n'est menée. La censure est maintenue, bien qu'elle devienne plus souple et permette la publication d'ouvrages comme Une journée d'Ivan Denissovitch d'Alexandre Soljenitsyne,. Sur le plan international, Khrouchtchev adopte une posture délibérément agressive. Il donne la priorité à l'armement nucléaire, considérant la dissuasion atomique comme le meilleur moyen de prévenir un conflit avec l'Ouest. Il innove en outre par rapport à Staline en jouant la carte tiers-mondiste : soutenant les mouvements de décolonisation, il entreprend de se rapprocher des pays « progressistes » du tiers-monde, même non communistes, afin d'affaiblir l'Occident et de faire progresser la cause communiste hors d'Europe.
Après la dissolution du Kominform, le mouvement communiste international est incarné pour l'essentiel par les relations bilatérales des partis : entre 1957 et 1969, cinq conférences mondiales des Partis communistes sont organisées. Elles mettent cependant en évidence des divisions grandissantes. La déstalinisation contribue en effet à provoquer une crise entre l'URSS et la Chine. Mao Zedong est hostile à un rapprochement avec les États-Unis comme à toute forme de coexistence pacifique : en novembre 1957, lors de la conférence des PC à Moscou, il choque son auditoire en déclarant qu'une guerre nucléaire pourrait se justifier, les victimes étant un prix à payer pour la victoire du socialisme. En 1958, l'URSS montre des signes d'irritation quand la politique chinoise provoque la deuxième crise du détroit de Taïwan. Les rapports sino-soviétiques se tendent et, en avril 1960, la presse chinoise condamne avec virulence le « révisionnisme » soviétique. En juin de la même année, le congrès des partis communistes à Bucarest est le lieu de violentes disputes entre Soviétiques et Chinois ; les coopérants soviétiques de l'industrie chinoise sont rappelés,.
À la faveur de la rupture sino-soviétique, la république populaire d'Albanie s'éloigne elle aussi de l'URSS. En 1961, après que l'URSS a suspendu son aide économique, l'Albanie choisit de s'aligner sur la Chine et se tient désormais à l'écart du bloc de l'Est. Différents PC à travers le monde connaissent des scissions ou comportent des fractions maoïstes : le Parti communiste du Brésil, scission du Parti communiste brésilien pro-soviétique, s'aligne ainsi sur la Chine ; le Parti communiste d'Inde (marxiste) naît en 1964 en tant que dissidence pro-chinoise du Parti communiste d'Inde. L'ambition de la Chine de constituer un pôle communiste concurrent à celui de l'URSS n'a finalement guère de succès, et rien n'est fait pour créer une véritable « internationale » maoïste. La Corée du Nord et le Nord Viêt Nam se rapprochent de la Chine, sans rompre pour autant avec l'URSS,,,. Dans les années 1960, la Chine reste isolée : le seul État réellement aligné sur elle est l'Albanie, pays éloigné et de dimensions modestes. Un conflit avec l'Inde à propos de territoires frontaliers entraîne une brève guerre entre les deux pays, privant la Chine de son principal allié en Asie. Zhou Enlai entretient des contacts diplomatiques en Asie et en Afrique, et la Chine se pose en champion des peuples opprimés du tiers-monde ; elle ne parvient cependant pas à susciter autour d'elle un « front uni » cohérent.

##### Le désastre du Grand Bond en avant en Chine
Après la reprise en main des villes frondeuses en 1957, Mao souhaite promouvoir la « voie chinoise au socialisme », en visant l'autosuffisance du pays et en développant un modèle spécifiquement chinois. Sur son injonction, la Chine tente de rattraper à marche forcée son retard économique en mobilisant la population dans le cadre d'un effort productiviste et d'une collectivisation accrue. Des objectifs de production totalement irréalistes sont fixés. Toutes les activités sont collectivisées dans le cadre du « Grand Bond en avant ». Cette campagne, en grande partie improvisée et inadéquate, désorganise totalement l'agriculture chinoise, affamant les campagnes. Mao, face aux critiques, opère en 1959 une retraite stratégique, sans pour autant arrêter le Grand bond en avant, qu'il décide au contraire de relancer, transformant une politique dangereuse en véritable désastre économique et humain. Mao provoque ainsi l'une des pires famines de l'histoire chinoise, causant en 14 et 43 millions de morts. À l'automne 1960, le gouvernement chinois est contraint, dans l'urgence, de mettre fin à l'expérience,,,.
En parallèle, la Chine doit également gérer, en 1959, le soulèvement au Tibet : la répression de l'insurrection fait entre 2000 et 20 000 morts, tandis que le dalaï-lama se réfugie en Inde. En 1965, l'administration du Tibet est réorganisée, donnant naissance à la région autonome du Tibet.

##### Cuba, théâtre de la guerre froide
À la même époque, un nouveau régime politique vient bouleverser les équilibres internationaux lorsque Fidel Castro prend le pouvoir à Cuba : le Mouvement du 26-Juillet, auquel participe, outre Fidel Castro et son frère Raul, le médecin argentin Che Guevara, mène une insurrection contre le régime de Fulgencio Batista. La guérilla de Castro, bénéficie initialement d'une bonne image aux États-Unis, lassés par les méthodes de Batista[Pas dans la source] ; le Parti socialiste populaire, le PC cubain, ne se rapproche que progressivement des rebelles. L'URSS, qui juge alors l'insurrection sans espoir, est réservée devant cette alliance. Fin décembre 1958, l'armée gouvernementale se débande et Batista prend la fuite. D'emblée, les Américains dénoncent la violente répression exercée contre les partisans de Batista : la CIA, qui soupçonne un « péril communiste », envisage rapidement une intervention militaire à Cuba. En mai 1959, une réforme agraire touche la plupart des domaines sucriers possédés par des intérêts américains : alors que ses rapports avec les États-Unis se dégradent, Cuba se rapproche de l'URSS, avec laquelle elle conclut en février 1960 des accords économiques. La même année, Cuba exproprie 192 sociétés nord-américaines : les États-Unis répliquent en décrétant un embargo sur les exportations vers l'île. Che Guevara devient ministre de l'industrie et responsable de la banque centrale cubaine,.

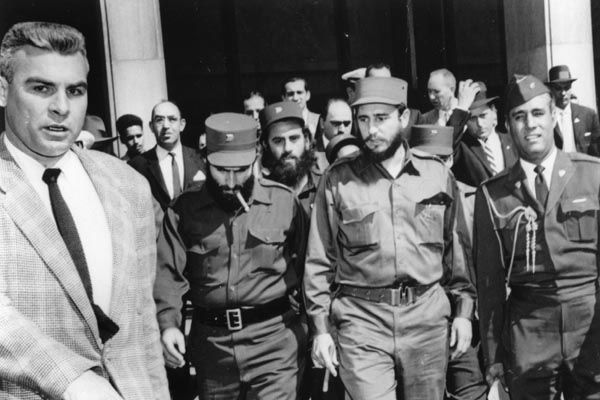
Fidel Castro en visite à Washington, en 1959.

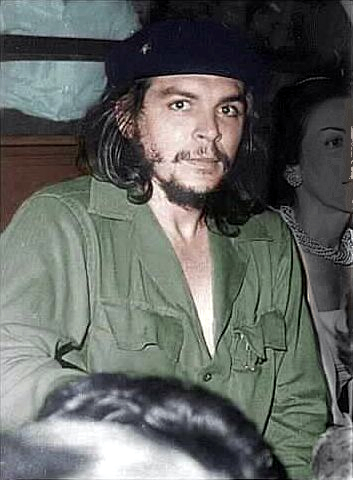
Che Guevara en 1959.

Castro se prépare désormais à une possible invasion et crée les Comités de défense de la révolution, destinés à encadrer la population. Devenu président des États-Unis en janvier 1961, John Fitzgerald Kennedy trouve des plans, préparés sous Eisenhower, qui prévoient l'invasion de l'île par une troupe d'opposants cubains exilés. En avril, le débarquement de la baie des Cochons, mal préparé, tourne à la débâcle : les 1 500 Cubains anti-castristes débarqués sont accueillis par des miliciens en surnombre et vite mis en déroute. L'opération accélère le rapprochement soviéto-cubain : Castro proclame Cuba « État socialiste », se déclare marxiste-léniniste et annonce la formation d'un parti unique. Le PSP et le mouvement du 26‑Juillet s'unissent au sein d'un Parti unifié de la révolution socialiste, rebaptisé en 1965 Parti communiste de Cuba,,,.
L'URSS entame rapidement des échanges secrets avec Cuba en vue de prévenir une autre invasion : Khrouchtchev propose à Castro d'installer des missiles à Cuba, pour intimider les États-Unis. En septembre 1962, les batteries de missiles soviétiques sont mises en place, mais leur présence est découverte et Kennedy exige leur démantèlement. La crise des missiles entraîne une tension internationale extrême et fait craindre une guerre nucléaire ; Castro va jusqu'à proposer à Khrouchtchev d'utiliser l'arme atomique contre les États-Unis en cas d'attaque sur Cuba. Des négociations américano-soviétiques, dont Castro est tenu à l'écart, aboutissent finalement au démantèlement des missiles. Les États-Unis promettent de leur côté de renoncer à envahir Cuba,. La CIA tente ensuite à plusieurs reprises de faire assassiner Castro, qui affirmera avoir échappé à 600 complots.
Le régime cubain accélère la collectivisation de l'économie, tandis que Che Guevara mène un ambitieux programme d'industrialisation. Mais le développement industriel et agricole à marche forcée, joint au manque d'expertise, dégrade bientôt l'économie du pays ; l'embargo américain aggrave encore la situation. Guevara, supplanté par des technocrates soutenus par l'URSS, quitte le gouvernement pour se consacrer à la propagation de la révolution dans d'autres pays,.
Cuba s'efforce d'exporter son modèle révolutionnaire dans le reste de l'Amérique latine. Guevara, s'inspirant de Mao Zedong et Hô Chi Minh, appelle ainsi à créer « deux, trois, de nombreux Viêt Nam » et théorise une insurrection qui serait provoquée par le foco (feu), une guérilla d'ampleur réduite représentant l'avant-garde révolutionnaire. De multiples groupes insurgés, formés ou non par les Cubains, apparaissent en Amérique latine. Guevara tente d'implanter ses méthodes en Afrique durant la crise congolaise : son aventure dans l'ex-Congo belge tourne cependant au fiasco. La première vague de guérillas latino-américaines suscite l'agacement de l'URSS, qui considère la politique de Castro comme irréaliste, et gênante dans le cadre de la politique de détente avec les États-Unis. Certaines guérillas, comme les FARC et l'ELN en Colombie, parviennent à s'inscrire dans la durée, mais la plupart disparaissent avec le temps. Guevara lui-même, revenu d'Afrique, lance une petite guérilla en Bolivie : il est tué le 8 octobre 1967,.

##### Évolutions du Bloc communiste

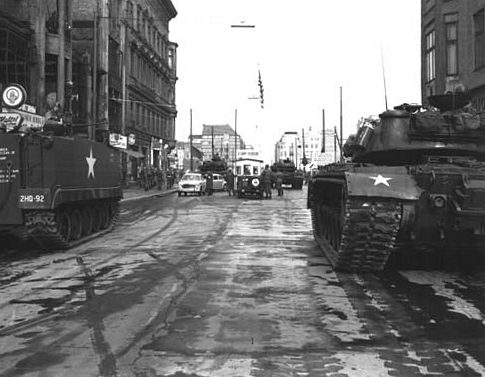
Chars soviétiques et américains se faisant face sur Checkpoint Charlie, à la limite entre Berlin-Est et Berlin-Ouest.

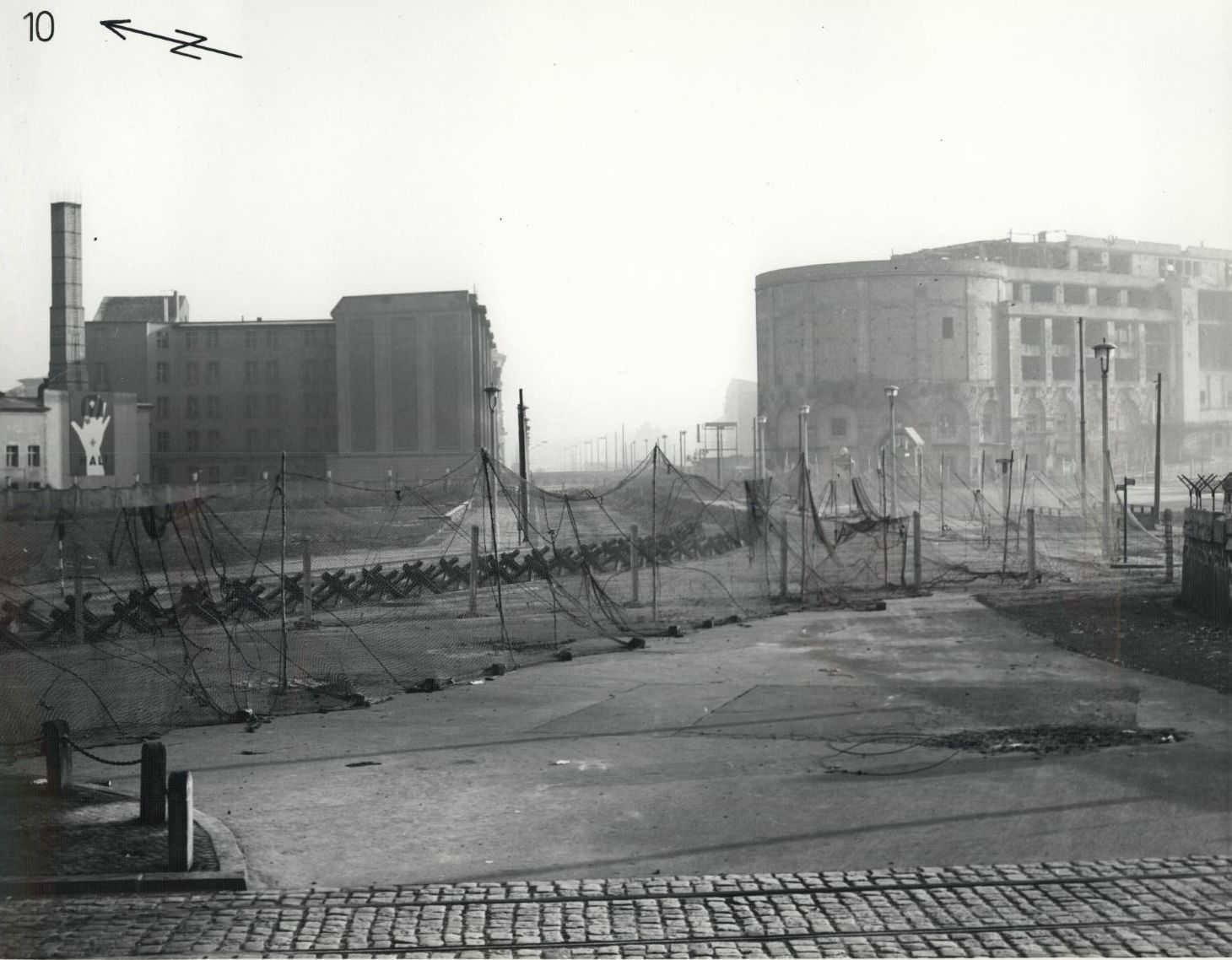
Fortifications sur la Potsdamer Platz, au moment de la construction du mur de Berlin en 1961.

En Europe, les pays du bloc de l'Est connaissent des évolutions contrastées. En république populaire de Hongrie, János Kádár se livre, dans les années qui suivent l'écrasement de l'insurrection de Budapest, à une politique de libéralisation modérée. Grâce à des réformes économiques, la Hongrie communiste connaît une période de relative prospérité, qualifiée de « socialisme du goulash »,.
En République démocratique allemande, le régime se consolide, mais demeure handicapé par l'enclave de Berlin-Ouest : cette vitrine du monde occidental permet aux Est-allemands de constater l'écart avec leurs propres conditions de vie, mais aussi de partir s'installer en Allemagne de l'Ouest. Le nombre important de départs vers l'Ouest aggrave les tensions diplomatiques à Berlin, qui atteignent un point culminant durant la crise de 1961. Finalement, dans la nuit du 12 août 1961, la construction d'un mur séparant Berlin-Ouest de Berlin-Est est lancée : le mur de Berlin constitue désormais le symbole le plus visible du rideau de fer en Europe. La crise diplomatique est exacerbée par la construction du mur, mais elle s'apaise à la fin de 1961 : s'il met fin à l'exode des Est-allemands, le mur constitue un désastre en termes d'image pour la RDA et l'ensemble du camp communiste,.

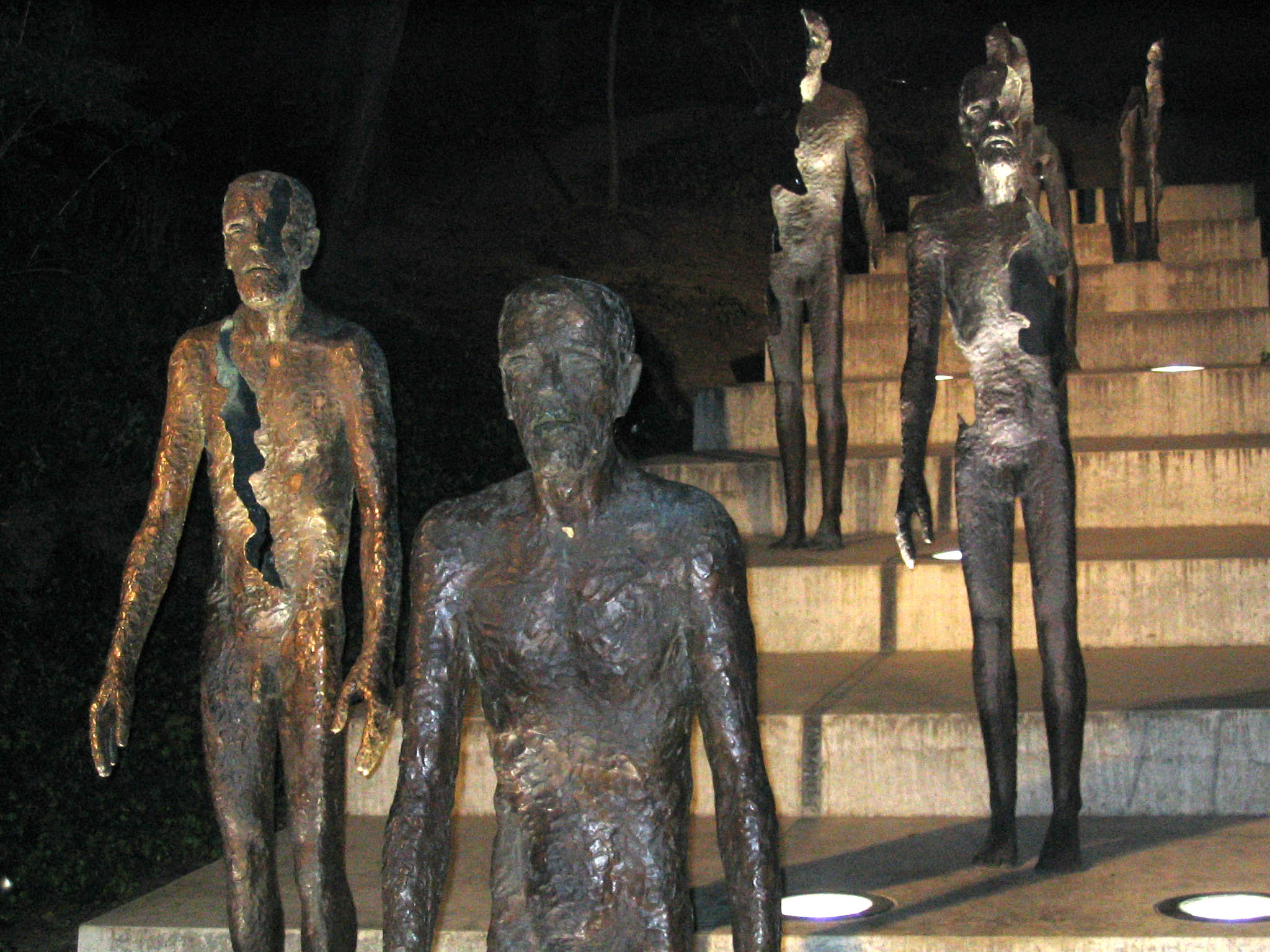
Le Mémorial des victimes du communisme à Prague.

La République populaire roumaine, quant à elle, se distingue en recherchant plus d'indépendance vis-à-vis de l'URSS : Gheorghe Gheorghiu-Dej adopte une position conciliatrice avec la Chine, noue des relations cordiales avec l'Occident, introduit une relative libéralisation culturelle et proclame en avril 1964 l'« autonomie » de son pays au sein du bloc. L'Union soviétique s'accommode de la situation, la Roumanie ne cherchant pas à rompre avec elle.
En URSS, la politique économique de Nikita Khrouchtchev marque le pas dès la fin des années 1950. Les résistances à la déstalinisation demeurent fortes au sein de l'appareil. L'accumulation de crises diplomatiques et les résultats décevants de la politique vis-à-vis du tiers-monde contribuent à nourrir l'opposition envers Khrouchtchev, dont les réformes et le style personnel suscitent la fronde au sein du PCUS. En 1962, la crise des missiles de Cuba porte un coup supplémentaire au prestige du no 1 soviétique. Le 14 octobre 1964, Khrouchtchev est démis de toutes ses fonctions : Léonid Brejnev le remplace à la tête du Parti,.

##### La Guerre du Viêt Nam et les autres conflits en Asie du Sud-Est
L'Asie du Sud-Est reste dans les années 1960 un foyer de tensions et de conflits meurtriers. Après la guerre d'Indochine, le Viêt Nam a été divisé entre deux États autoritaires, la République démocratique du Viêt Nam (Nord Viêt Nam) communiste et le république du Viêt Nam (Sud Viêt Nam) ; au Laos, le Pathet lao, dirigé secrètement par le Parti du peuple lao communiste, cohabite difficilement avec la droite pro-américaine et les neutralistes. Norodom Sihanouk s'efforce de préserver la neutralité du Cambodge mais sa volonté d'échapper à l'influence américaine, de plus en plus lourde dans la région, le conduit à se rapprocher des pays communistes ; il noue des relations amicales avec la république populaire de Chine, tout en réprimant sur le plan intérieur les communistes cambodgiens (surnommés « Khmers rouges »). Le Nord Viêt Nam soutient la rébellion au Sud Viêt Nam, tandis que les États-Unis soutiennent financièrement le régime de Ngô Đình Diệm et tentent en vain de lui faire amender ses pratiques autoritaires. La répression anticommuniste s'intensifiant, les mouvements de guérilla sudistes forment en 1960 le Front national de libération du Sud Viêt Nam (FNL, surnommé par ses adversaires Việt Cộng, abréviation de communistes vietnamiens).
La guerre civile laotienne ayant repris et la contre-insurrection donnant peu de résultats au Sud Viêt Nam, les États-Unis craignent un basculement de la région dans le camp communiste, selon la logique de la théorie des dominos. L'impopularité de Diệm pousse des généraux de son armée à organiser un putsch contre lui : le président sud-vietnamien est tué le 1er novembre 1963. Le chaos politique au Sud tandis que la piste Hô Chi Minh permet au Nord Viêt Nam de ravitailler le Việt Cộng. En 1964, la guerre du Viêt Nam est réellement lancée ; l'incident du golfe du Tonkin permet au président Lyndon B. Johnson de faire passer une résolution qui lui donne toute latitude pour régler la situation en Asie du Sud-Est. Les États-Unis interviennent massivement au Viêt Nam. Des bombardements intensifs du territoire nord-vietnamien ne parviennent cependant pas à éviter l'enlisement du conflit, tandis que le Việt Cộng et l'Armée populaire vietnamienne misent sur une guerre d'usure. Avec les années, la guerre du Viêt Nam suscite dans le monde une contestation grandissante qui finit par s'étendre à l'opinion publique américaine. Le conflit touche le reste de la péninsule indochinoise : le Pathet lao, soutenu par le Nord Viêt Nam, poursuit sa lutte contre la monarchie et en 1967, les Khmers rouges lancent une insurrection au Cambodge contre Sihanouk. En 1968, l'offensive du Tết prend de court les Américains : si le FNL n'obtient que des résultats mitigés et sort décimé des combats, l'ampleur de l'attaque inquiète les États-Unis qui perdent espoir de terminer rapidement la guerre,.
La guerre froide a également des conséquences en Indonésie : le Parti communiste indonésien, réconcilié avec le président Soekarno et qui participe désormais au gouvernement, demeure le PC le plus important d'Asie du Sud-Est. L'Indonésie se rapproche de la Chine, préoccupant les Américains, tandis que le poids des communistes suscite une tension croissante avec l'armée indonésienne. Les communistes indonésiens craignent un coup d'État militaire, et tentent dès lors de réaliser, le 30 septembre 1965, un soulèvement préventif. Le général Soeharto obtient alors les pleins pouvoirs et mène, avec l'aide des groupes musulmans conservateurs et le soutien de la CIA, une répression extrêmement sanglante : 700 000 personnes sont arrêtées, et plusieurs centaines de milliers de communistes ou supposés tels massacrés en quelques mois. Le Parti communiste indonésien, dont les principaux cadres sont assassinés ou exécutés, est anéanti,,.

##### La révolution culturelle

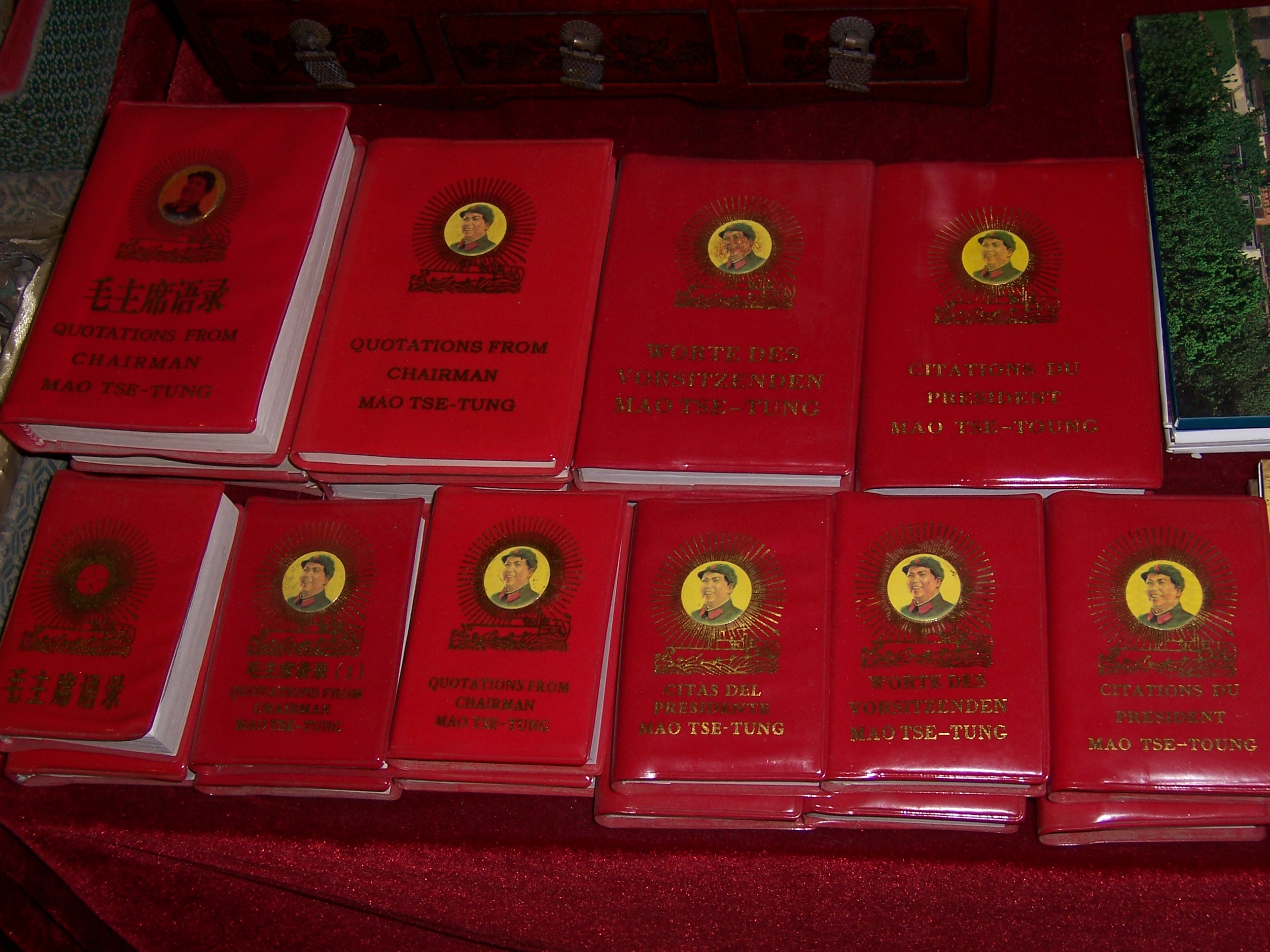
Exemplaires du Petit Livre rouge.

En république populaire de Chine, après le désastre du Grand Bond en avant la Chine suit une politique de « réajustement économique ». Mao Zedong, relativement mis à l'écart, décide de récupérer son influence, en s'en prenant au Parti communiste chinois lui-même et aux cadres qui discutent ses orientations. À l'automne 1962, il pose le principe que les classes et la lutte des classes subsistent à l'intérieur du socialisme ; le PCC lance dans les campagnes un « mouvement d'éducation socialiste » afin d'éliminer les « pratiques capitalistes » réapparues depuis 1960. À partir de 1964, Mao en appelle à une « guerre d'extermination » contre les « bourgeois » au sein de la bureaucratie du PCC, dont des cadres sont contraints de faire leur autocritique publique.

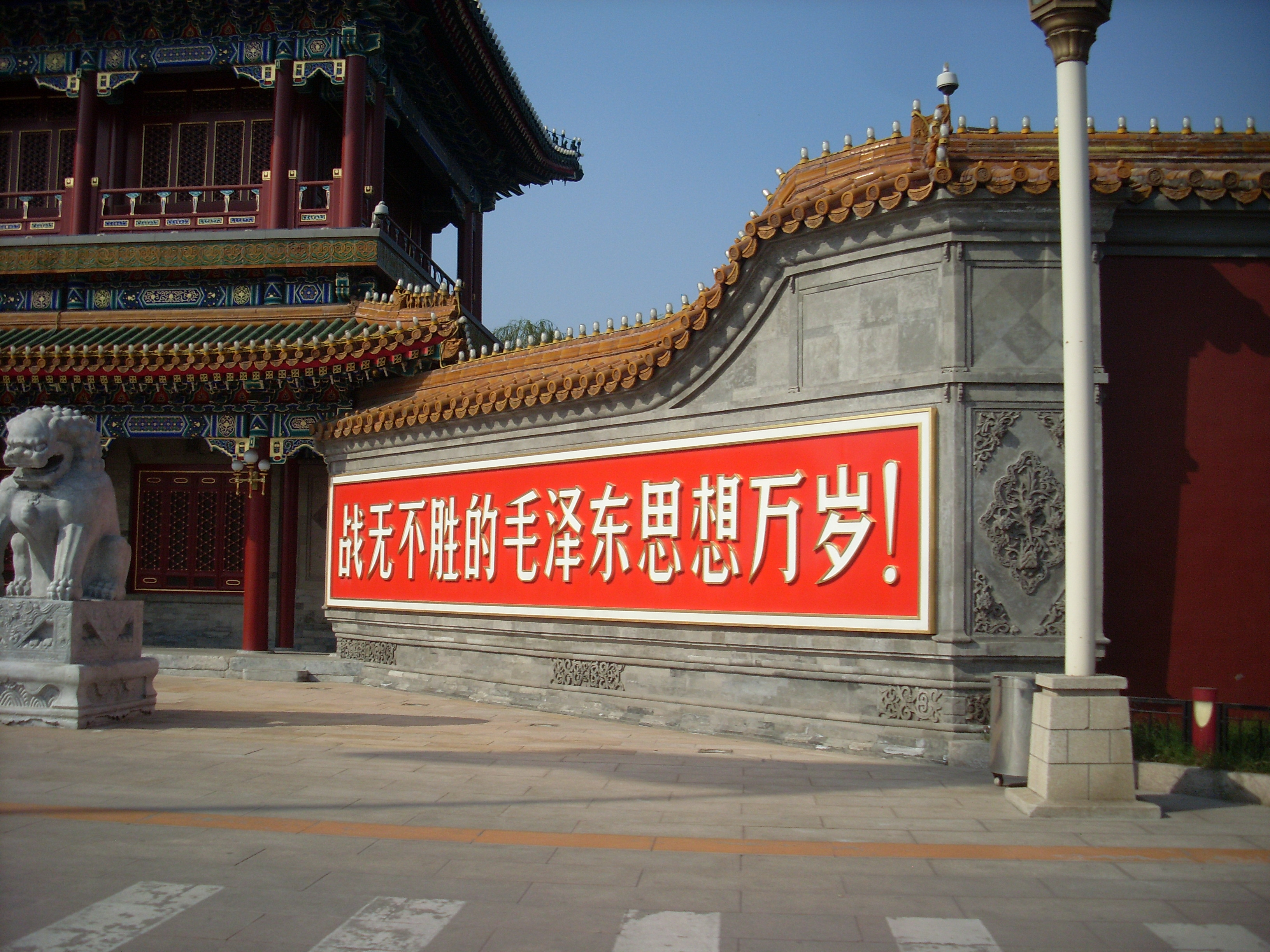
Slogan sur un mur à Pékin : Vive l'invincible pensée Mao Zedong !

S'étant assuré de l'appui de l'armée et des services de sécurité, Mao fait lancer de violentes attaques contre les intellectuels. Il entretient sa propagande en diffusant par centaines de millions d'exemplaires un recueil de ses citations, le « Petit Livre rouge ». En août 1966, il proclame officiellement la « grande révolution culturelle prolétarienne », en jouant des frustrations de la jeunesse qu'il mobilise contre le Parti. Des milliers de jeunes Chinois sont embrigadés pour constituer les gardes rouges, font régner un climat de terreur et organisent de nombreuses manifestations au cours desquels des « intellectuels droitiers » et des responsables locaux du Parti sont publiquement humiliés. Les appareils du PCC sont démantelés, Mao se servant de la révolution culturelle pour épurer le régime. Face à un désordre dont il ne semblait pas avoir prévu l'ampleur, il décide cependant de mettre le mouvement sous tutelle militaire : l'aile la plus radicale doit se soumettre à l'Armée populaire de libération. Les gardes rouges, devenus trop indépendants, sont finalement démantelés et nombre d'entre eux sont envoyés dans les campagnes pour être « rééduqués ». En 1969, au IXe congrès du PCC, la pensée du « Grand Timonier » Mao est réintroduite dans les statuts du Parti. Destitué, le président de la République Liu Shaoqi meurt en prison. La révolution culturelle se termine officiellement en 1969 ; le Parti communiste chinois, épuré, revient ensuite au premier plan, et son rôle dirigeant est à nouveau mis en avant,,.

##### En Afrique et au Moyen-Orient
En Afrique noire, la pénétration du communisme est laborieuse : l'URSS accroit après-guerre son intérêt pour l'Afrique et joue dans la carte du soutien à la décolonisation. L'URSS fonde quelque espoir sur ses alliances avec quelques pays comme la Guinée, mais ceux-ci, bien que se réclamant du socialisme, ne revendiquent pas une identité strictement marxiste-léniniste et montrent peu de cohérence idéologique,. Le communisme gagne cependant en influence en Afrique lusophone durant les guerres coloniales portugaises : parmi les mouvements indépendantistes, le Front de libération du Mozambique, le Mouvement populaire de libération de l'Angola et le Parti africain pour l'indépendance de la Guinée et du Cap-Vert évoluent, à des degrés divers, vers le marxisme. En Afrique du Sud, le Parti communiste sud-africain, interdit depuis les années 1950, s'allie avec l'ANC dans la lutte contre l'Apartheid.
L'alliance entre Israël et les États-Unis amène l'URSS à soutenir les pays arabes contre l'État hébreu. Cependant, l'influence de l'URSS dans la région ne se traduit pas par des progrès spectaculaires de l'idéologie communiste dans le monde arabo-musulman. Aucun État arabe ne rejoint le « camp socialiste ». Ce n'est qu'en 1967, après la défaite durant la guerre des Six Jours, que l'idéologie communiste fait de véritables progrès dans les pays arabes, avec l'apparition de mouvements marxistes-léninistes comme le Front populaire de libération de la Palestine et la proclamation au sud du Yémen de la république démocratique populaire du Yémen (Yémen du Sud), seul régime communiste du Moyen-Orient. Bien que gagnant du terrain, le communisme n'acquiert cependant aucune prééminence dans le monde arabe. En Syrie, le Parti communiste est allié au Baas, mais lui demeure subordonné. En Irak, après le retour au pouvoir du Baas en 1968, le Parti communiste irakien se rapproche du nouveau régime, mais il est ensuite violemment réprimé sous la présidence de Saddam Hussein,.

##### Le Printemps de Prague
En Europe, le bloc de l'Est connaît une nouvelle crise importante du fait de la situation en République socialiste tchécoslovaque. La déstalinisation y a en effet conduit à un relâchement du contrôle sur la vie intellectuelle. Au sein du Parti communiste tchécoslovaque, les réformateurs gagnent en audace, grâce notamment à Alexander Dubček, chef de la branche slovaque du Parti. À partir de 1967, Dubček s'oppose ouvertement au président Antonín Novotný, que Léonid Brejnev s'abstient de soutenir,.
En janvier 1968, Dubček remplace Novotný à la tête du PCT. Le climat politique change alors radicalement en Tchécoslovaquie, ouvrant la période dite du printemps de Prague : la censure se relâche et les critiques du système s'expriment plus ouvertement dans les médias. Dubček, qui prône un « socialisme à visage humain » mais n'envisage tout d'abord qu'une réforme modérée du système, se trouve bientôt amené à soutenir les réformateurs les plus audacieux. Les autres régimes du bloc de l'Est s'inquiètent et Brejnev lui-même doit intervenir : en août 1968, lors d'une réunion du Pacte de Varsovie, est formulée la « doctrine Brejnev » qui interdit aux partis communistes de s'écarter des « principes du marxisme-léninisme et du socialisme », limitant explicitement la souveraineté des pays du bloc. Les armées du Pacte - à l'exception de la Roumanie qui a refusé de participer - envahissent la Tchécoslovaquie, mettant un terme au printemps de Prague. Dubček est maintenu un temps au pouvoir, puis doit céder son poste à Gustáv Husák. La Tchécoslovaquie est soumise à une politique de « normalisation ». L'opposition continue néanmoins d'exister malgré la censure et les pressions policières : c'est notamment le cas du mouvement de la Charte 77, dont Václav Havel est l'un des principaux animateurs,,.

#### Apogée et crises du communisme

##### Stagnation politique en URSS

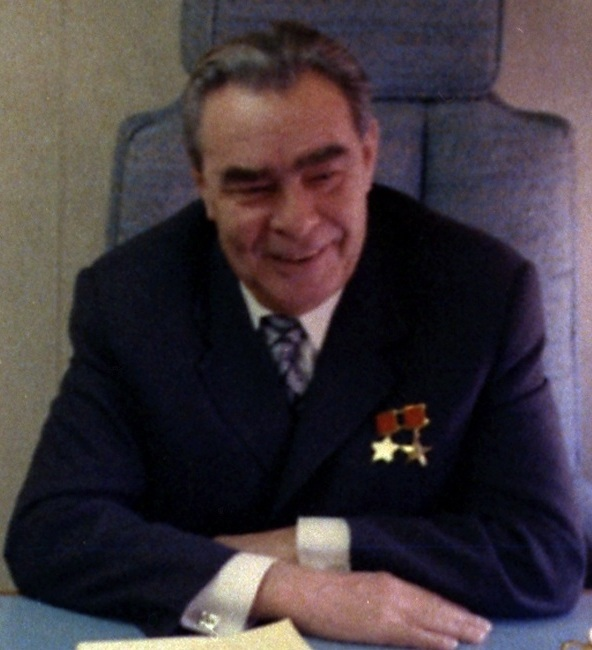
Léonid Brejnev en 1973.

En URSS, l'ère Brejnev se traduit par une certaine stagnation politique : Brejnev lui-même, qui s'appuie sur un système de clientélisme, apparaît avant tout au sein du PCUS comme une figure consensuelle et conservatrice. Les réformes économiques marquent progressivement le pas et l'industrie comme l'agriculture s'essoufflent. Sur le plan international, l'URSS poursuit la politique de détente avec l'Occident et tente une réconciliation avec la république populaire de Chine tout en s'efforçant de consolider ses positions dans le tiers-monde. Des négociations sur la limitation des armements stratégiques sont poursuivies avec les États-Unis : l'accord SALT-1 de 1972 consacre la reconnaissance de l'URSS comme grande puissance. Malgré ses succès diplomatiques, l'URSS souffre en interne du faible taux de renouvellement de son élite dirigeante, quasi immuable et de plus en plus vieillissante, comme de ses lourdeurs bureaucratiques. Des dissidences se développent en URSS, à des degrés très divers : Alexandre Soljenitsyne, expulsé d'Union soviétique après avoir publié en 1973 L'Archipel du Goulag, en est l'exemple le plus célèbre. Au sein même de l'appareil soviétique, de nombreux cadres souhaitent des réformes, sans pouvoir exprimer ouvertement leurs opinions,.

##### Politiques du régime castriste à Cuba

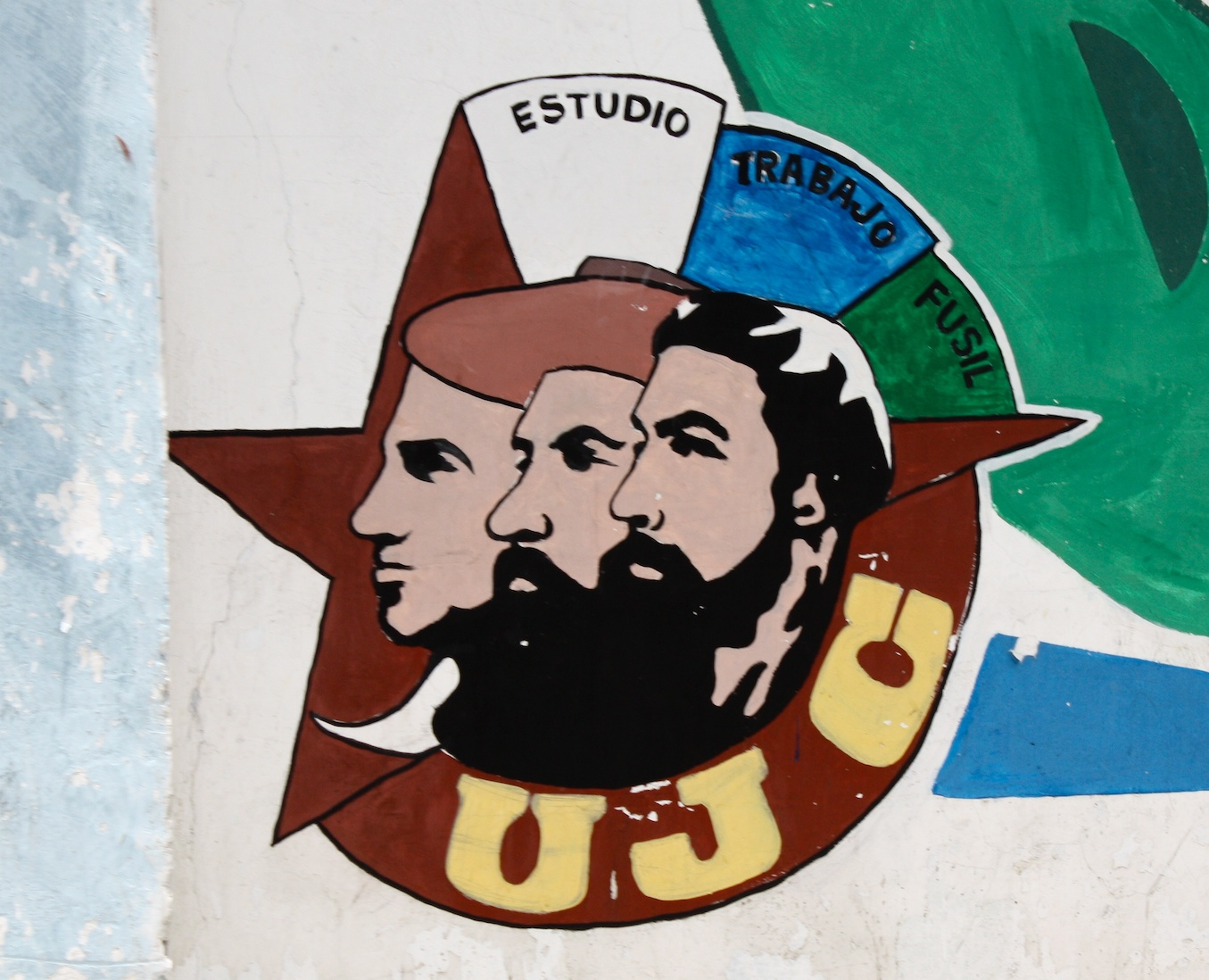
Logo de l'Union des jeunes communistes, l'organisation de jeunesse du Parti communiste de Cuba.

L'URSS continue par ailleurs de bénéficier d'un allié en Amérique latine avec Cuba, qui intègre en 1972 le Conseil d'assistance économique mutuelle et devient le fournisseur officiel en sucre du bloc de l'Est. Massivement aidée par l'URSS, dont elle est très dépendante économiquement, l'île accumule une importante dette extérieure.
Le régime de Fidel Castro réalise des avancées sociales en créant un système de santé performant et en améliorant l'éducation. Mais si les inégalités de niveau de vie ont été réduites, les problèmes économiques demeurent profonds. La population est encadrée par un ensemble d'organisations et de lois répressives - visant entre autres les homosexuels ou les « hippies » - et par une surveillance policière à grande échelle. Les compagnons de route de Castro rétifs au virage marxiste tombent en disgrâce et sont souvent emprisonnés. Le Parti communiste de Cuba reste parti unique, les frères Castro et leur entourage refusant tout pluralisme.
Sur le plan international, Cuba, qui se présente comme une tête de pont du combat tiers-mondiste contre l'impérialisme américain, prône l'exportation de la révolution, jouant un jeu de balancier entre son alliance étroite avec le bloc de l'Est et son appartenance au Mouvement des non-alignés. De nombreux coopérants civils et militaires sont envoyés en Afrique : dans les années 1970, les troupes cubaines viennent soutenir le MPLA dans la guerre civile angolaise,. En septembre 1979, Castro est élu à la présidence du Mouvement des non-alignés. Au sommet de son rayonnement international, il ambitionne de faire du Mouvement un nouvel axe anti-américain et pro-soviétique : mais, quelques mois après son élection, sa position est affaiblie par l'invasion soviétique de l'Afghanistan. Forcé de prendre position alors que l'URSS attaque un pays non-aligné, Castro choisit de soutenir les Soviétiques, ce qui le décrédibilise durant son mandat.

##### Basculements du Viêt Nam, du Laos et du Cambodge

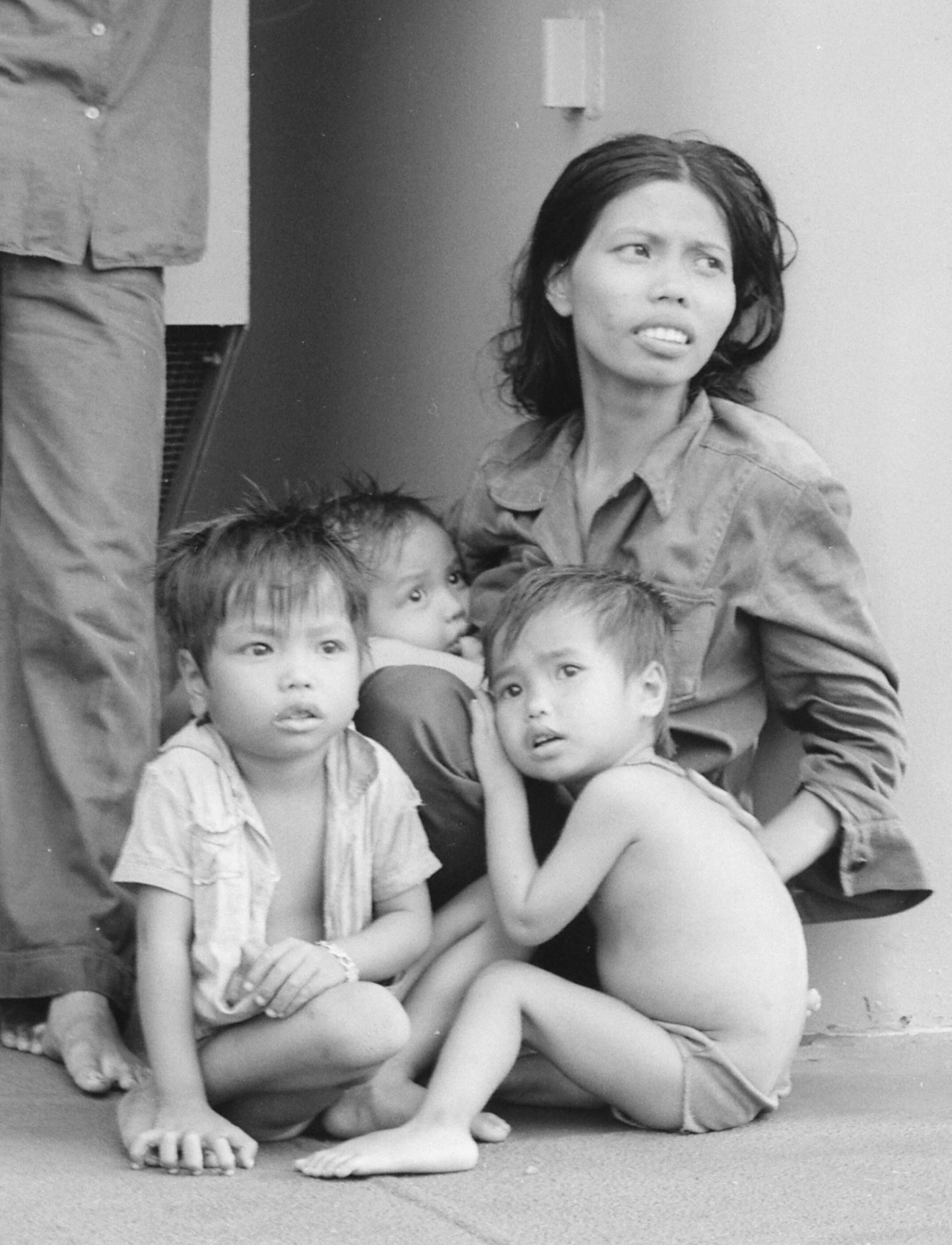
Boat-people vietnamiens en 1979.

En 1975, la fin de la guerre du Viêt Nam et des conflits annexes au Laos et au Cambodge entraîne une avancée spectaculaire du communisme en Asie du Sud-Est. En 1969, l'enlisement du conflit vietnamien contribue à la décision du président américain Lyndon B. Johnson de ne pas se représenter. Le nouveau président, Richard Nixon, vise à mettre un terme à la guerre mais, en attendant de pouvoir ouvrir des négociations, continue de vouloir contenir les communistes dans la péninsule : les territoires laotien, puis cambodgien, sont massivement bombardés pour tenter de couper la piste Hô Chi Minh. Au Cambodge, où l'insurrection progresse, Sihanouk est renversé par un coup d'État avec l'approbation des États-Unis ; en parallèle, les bombardements américains poussent de nombreux Cambodgiens à rejoindre les Khmers rouges. Sihanouk, réfugié à Pékin, forme avec les Khmers rouges, sur le conseil des Chinois, un « Front uni national » sans connaître réellement ses nouveaux alliés,. En janvier 1973, les négociations entre Américains et Nord-Vietnamiens aboutissent à la signature des accords de paix de Paris, qui prévoient le retrait des troupes américaines. Au Laos, le Pathet lao obtient de former un gouvernement d'union nationale avec les monarchistes. Les Khmers rouges, soutenus par la Chine, refusent en revanche de participer aux pourparlers. Au printemps 1975, les communistes prennent le pouvoir au Viêt Nam, au Cambodge et au Laos. Les Khmers rouges s'emparent de la capitale cambodgienne, tandis que les Nord-Vietnamiens repassent à l'offensive contre le Sud Viêt Nam et prennent Saïgon. Au Laos, le Pathet Lao réalise un coup d'État et abolit la monarchie. En 1976, le Gouvernement révolutionnaire provisoire du FNL et le Nord Viêt Nam fusionnent : le Viêt Nam est réunifié sous le nom de république socialiste du Viêt Nam et le Parti communiste vietnamien devient parti unique,.

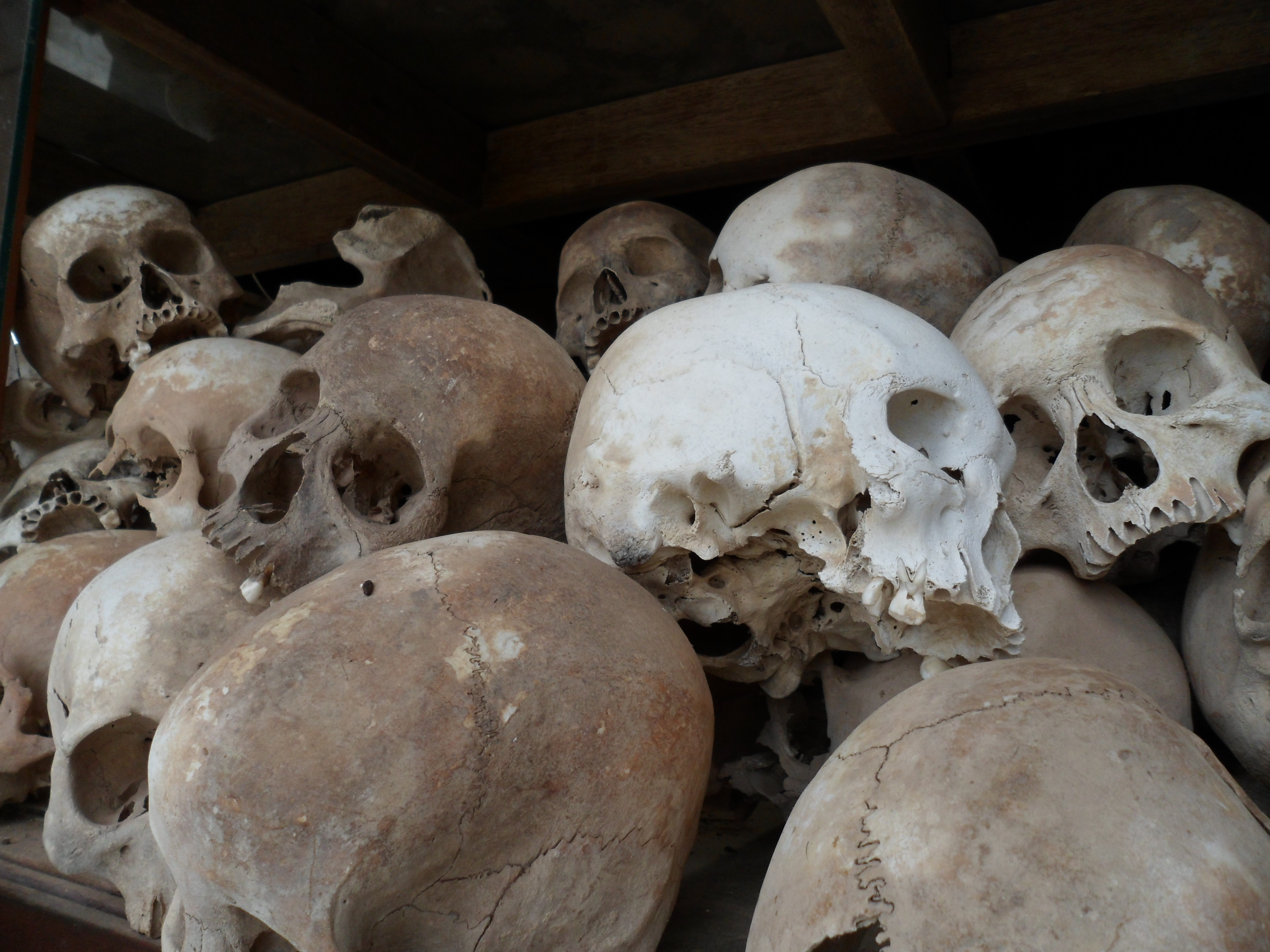
Crânes des victimes des Khmers rouges dans la prison de Tuol Sleng.

Plusieurs centaines de milliers de « boat-people » fuient au fil des années le Viêt Nam. Au Laos, la prise de pouvoir par les communistes provoque la fuite à l'étranger, en quelques années, d'environ 400 000 Laotiens, soit 10 % de la population,. Le Laos devient un satellite du Viêt Nam et les deux pays s'alignent sur l'URSS ; le Viêt Nam rejoint en 1978 le Conseil d'assistance économique mutuelle.
Au Cambodge, dès leur victoire, les Khmers rouges appliquent une politique particulièrement extrémiste : ils font évacuer toutes les villes du pays et obligent la population à s'installer dans les campagnes, dans des conditions désastreuses qui causent la mort de milliers de personnes. Norodom Sihanouk, officiellement chef de l'État, ne revient au pays qu'au bout de plusieurs mois : il réalise tardivement la situation, puis est mis en résidence surveillée. Le pays est rebaptisé Kampuchéa démocratique en janvier 1976 ; en avril, le secrétaire de l'Angkar, Saloth Sâr alias « Pol Pot », véritable maître du pays depuis avril 1975, devient Premier ministre,,. Le régime, qui tente de faire passer directement le pays au stade du communisme intégral, fonctionne dans l'arbitraire le plus total. La population, mise au travail forcé aux champs, survit dans des conditions relevant de l'esclavage, sans droit à la propriété privée ni même à la vie privée. L'incompétence des Khmers rouges contribue à provoquer au Cambodge une terrible famine : s'y ajoutent les exécutions gratuites — tout peut devenir prétexte à l'application immédiate de la peine de mort — les persécutions ethniques et religieuses et les purges sanglantes de l'appareil, ce qui entraîne la mort entre 1975 et 1979, de centaines de milliers de personnes. Les estimations du nombre de victimes varient beaucoup : le chiffre le plus crédible se monte à 1,7 million, soit 21 % de la population cambodgienne de l'époque,,.
Les mauvaises relations des Khmers rouges avec le Viêt Nam voisin tournent bientôt au conflit ouvert : le 25 décembre 1978, l'Armée populaire vietnamienne envahit le Cambodge et les Khmers rouges sont chassés du pouvoir en moins de deux semaines. Un nouveau régime communiste cambodgien, la république populaire du Kampuchéa, est mis en place avec le soutien du Viêt Nam et de l'URSS,,.

##### Progrès du communisme dans le tiers-monde

Premières armoiries de la république populaire du Mozambique.

Entre la fin des années 1960 et le milieu des années 1970, le communisme fait également d'importants progrès en Afrique noire. La République démocratique somalie, présidée par le général Mohamed Siad Barre, est proclamée en octobre 1969, et la république populaire du Congo, le 31 décembre de la même année. En novembre 1974, Mathieu Kérékou, président du Dahomey, proclame l'adhésion au marxisme-léninisme de son pays, rebaptisé l'année suivante république populaire du Bénin. La monarchie éthiopienne est renversée en septembre 1974 par la junte militaire du Derg, qui forme le Gouvernement militaire provisoire de l'Éthiopie socialiste. Un vieux conflit territorial entre la Somalie et l'Éthiopie débouche, en 1977, sur la guerre de l'Ogaden : l'URSS et Cuba choisissent de soutenir l'Éthiopie de Mengistu Haile Mariam, pays plus développé et qui leur paraît un allié plus intéressant. La Somalie rompt alors avec l'URSS : tout en continuant de se dire « marxiste-léniniste », elle se rapproche de l'Occident et des monarchies arabes. Le soutien à l'Éthiopie cause cependant des problèmes aux Soviétiques, le régime de Mengistu n'ayant ni institutions stables ni vraie idéologie. Le dirigeant éthiopien mène par ailleurs une répression extrêmement meurtrière, tandis que le pays est ravagé par une série de guerres,,,. En décembre 1975, Didier Ratsiraka devient le président de la république démocratique de Madagascar, régime d'inspiration nettement marxiste-léniniste.
Dans les colonies portugaises, l'indépendance est accélérée par la révolution des Œillets en métropole, elle-même provoquée en partie par les guerres coloniales. En 1975, la victoire des indépendantistes marxistes est suivie de l'apparition de nouveaux régimes communistes : le FRELIMO proclame l'indépendance de la république populaire du Mozambique mais doit par la suite mener une guerre civile contre la RENAMO ; le MPLA proclame quant à lui la république populaire d'Angola mais se trouve lui aussi en guerre civile avec l'UNITA, mouvement indépendantiste concurrent. Le MPLA est soutenu par l'URSS et Cuba, tandis que l'UNITA reçoit l'appui des États-Unis et de l'Afrique du Sud,,,. Les régimes communistes africains n'ont guère de cohérence idéologique, le marxisme-léninisme professé par leurs dirigeants étant assez superficiel : l'URSS a quelque difficulté à classer politiquement ses alliés africains, pour lesquels elle crée l'appellation « États d'orientation socialiste »,.
En Inde, les deux PC locaux, le Parti communiste d'Inde et le Parti communiste d'Inde (marxiste), s'implantent durablement, bien que leurs électorats restent concentrés dans certaines régions. Le PCI oscille entre l'opposition au Congrès et l'alliance avec celui-ci. Le PCI(m), initialement proche de la Chine, s'en éloigne au moment de la révolution culturelle. Les maoïstes radicaux, qui multiplient les actions violentes, sont exclus en 1968 du PCI(m) : constituant la tendance dite naxalite, ils se lancent dans la lutte armée contre le gouvernement. Le PCI(m) recentre quant à lui ses positions et s'en tient, comme le PCI, à la voie parlementaire ; à partir des années 1970, ses scores électoraux dépassent ceux du PC d'origine qui s'allie de plus en plus avec le Congrès. À la même époque, le PCI(m) gagne les élections au Kerala et au Bengale-Occidental, où il gouvernera ensuite durant plusieurs décennies. Les PC indiens adoptent cependant tous deux des positions de plus en plus réformistes,,.

##### Évolution politique en Chine

Deng Xiaoping rencontrant le président américain Jimmy Carter en 1979.

En république populaire de Chine, Mao Zedong, vieillissant, délègue de plus en plus ses responsabilités ; il se contente pour l'essentiel de tenir l'équilibre entre ses partisans, regroupés autour de son épouse Jiang Qing, et les cadres plus modérés dirigés par Zhou Enlai et Deng Xiaoping, ce dernier étant revenu sur le devant de la scène en 1973. Peu à peu, la balance penche en faveur des modérés tandis que la Chine se remet lentement de la révolution culturelle. Les relations avec l'URSS demeurent très mauvaises et dégénèrent même, en 1969, en un bref conflit frontalier. Zhou Enlai mène alors une politique d'ouverture en direction des États-Unis : la épublique populaire peut sortir de l'isolement diplomatique et, en 1971, récupère le siège de la Chine à l'ONU au détriment de Taïwan. En 1972, la visite en Chine du président Nixon scelle le rapprochement sino-américain,.
Zhou Enlai meurt en janvier 1976, et Mao Zedong en septembre de la même année. Dès octobre, le camp des radicaux est décapité avec l'arrestation de la « Bande des Quatre » (la veuve de Mao, Jiang Qing, et trois de ses alliés). Deng Xiaoping, chef de file des réformateurs du Parti communiste chinois, devient ensuite l'homme fort du régime, évinçant Hua Guofeng qui avait succédé à Mao et Zhou Enlai. Tout en maintenant le caractère autoritaire du régime et la domination du PCC, Deng réorganise l'économie chinoise. Recherchant avant tout l'efficacité, il prône le passage à une « économie socialiste de marché ». Sur le plan international, la république populaire de Chine cultive ses bons rapports avec l'Occident. Le communisme chinois est progressivement vidé de sa substance idéologique et subsiste essentiellement en tant que régime dictatorial.

##### Dans le monde occidental

###### Les principaux partis européens

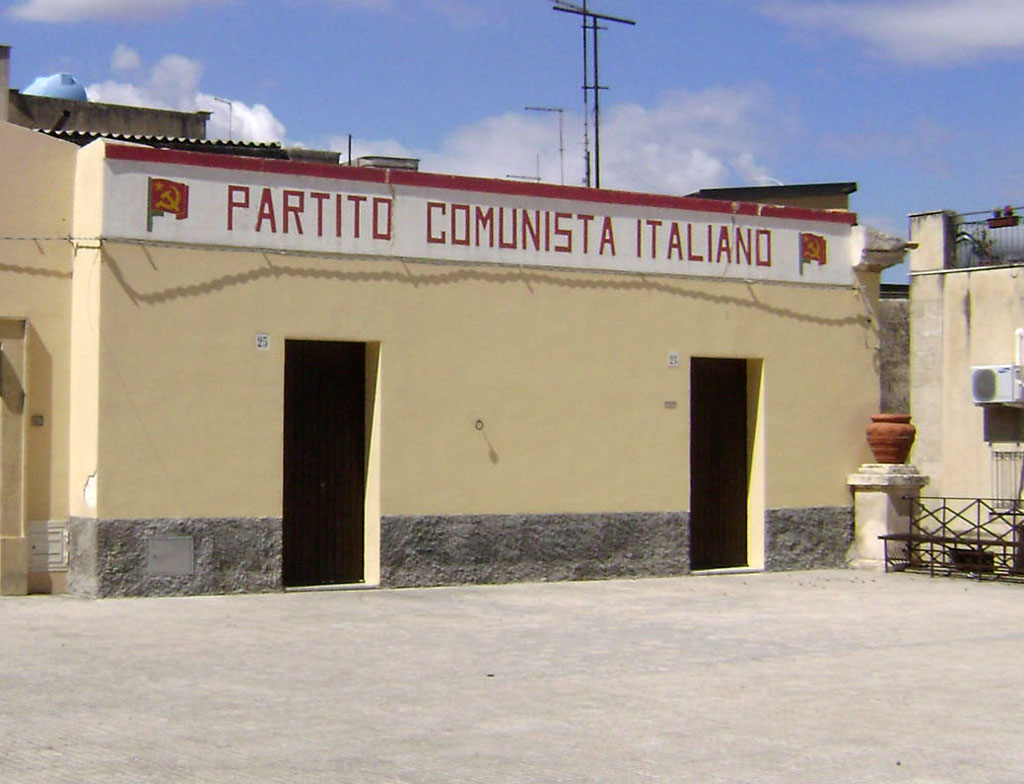
Siège historique de la section du Parti communiste italien, à Mineo (Sicile).

Dans la majorité des démocraties d'Europe de l'Ouest, les partis communistes sont des mouvements très minoritaires, à l'influence limitée : ils demeurent cependant puissants dans plusieurs pays. En Finlande, en vertu de la politique d'amitié avec l'URSS du président Kekkonen, le Parti communiste de Finlande participe à plusieurs gouvernements de coalition entre 1966 et 1983.
En France, le Parti communiste français conserve, jusque dans les années 1970, une position dominante à gauche. Il se rapproche du Parti socialiste avec lequel il signe en juin 1972 un programme commun de gouvernement : l'alliance PCF-PS frôle la victoire lors de la présidentielle de 1974. Georges Marchais, chef du PCF, oscille cependant entre des influences antagonistes, privilégiant selon le contexte son alliance avec le PS ou l'état des relations avec l'URSS.
En Italie, la nouvelle génération de cadres du Parti communiste italien, comme Enrico Berlinguer ou Giorgio Napolitano, prône un recentrage. Tout en demeurant allié de l'URSS, le PCI, qui conserve d'importants bastions et gagne même des électeurs, devient avec les années l'un des partis communistes occidentaux les plus modérés et les plus indépendants, jusqu'à s'apparenter dans les faits à un parti social-démocrate.
La chute de plusieurs dictatures durant les années 1970 permet à des divers PC de sortir de la clandestinité, mais pas d'accéder au pouvoir. Après la chute de la dictature des colonels, le Parti communiste de Grèce est autorisé. Toujours strictement aligné sur l'URSS, il continue d'attirer environ 10 % de l'électorat sans être en tête de la gauche grecque. Au Portugal, la chute du régime de l'Estado Novo en 1974 est favorisée par les guerres coloniales : après la révolution des Œillets, le Parti communiste portugais dirigé par Álvaro Cunhal, est autorisé et rejoint la coalition au pouvoir. Son activisme fait un temps croire à un possible basculement du Portugal dans le camp communiste, mais le PCP est largement distancé par la gauche modérée lors des élections constituantes de 1975 ; une nouvelle révolution au Portugal apparaît bientôt improbable. Le Parti communiste d'Espagne connaît une situation comparable : autorisé après la fin du franquisme, le PCE ne parvient pas à prendre le contrôle de la gauche espagnole, qui revient aux socialistes. Saint-Marin constitue à nouveau une exception : le Parti communiste saint-marinais, qui avait déjà gouverné entre 1945 et 1957, revient en effet au pouvoir en 1978. En 1986, ne disposant plus d'une majorité suffisante, il forme une coalition avec les démocrates-chrétiens locaux.

###### L'extrême-gauche en Occident

Emblème des Brigades rouges.

Les années 1960-1970 sont marquées en Occident par le développement d'une mouvance « gauchiste » hétéroclite, qui se réclame souvent à titres divers du communisme ou du marxisme tout en s'opposant aux partis communistes pro-soviétiques et à l'URSS. Che Guevara, Hô Chi Minh, Léon Trotski et Mao Zedong font figure d'icônes, y compris chez ceux qui critiquent les régimes communistes : la rhétorique « marxiste-léniniste » est un temps à la mode chez des contestataires, souvent radicalisés par l'opposition à la guerre du Viêt Nam, y compris chez certaines personnalités de l'intelligentsia comme Jean-Paul Sartre.
Au cours de la période des « années de plomb » qui se déroule principalement durant les années 1970, divers groupes d'extrême gauche passent, dans des pays occidentaux ou occidentalisés, à l'action violente en commettant attentats et assassinats. C'est le cas des Brigades rouges en Italie, de la Fraction armée rouge en Allemagne de l'Ouest, ou encore de l'Armée rouge japonaise sur le Front populaire de libération de la Palestine. Parmi ces groupes terroristes, certains reçoivent l'aide des services secrets de l'Est, comme la Fraction armée rouge soutenue par la Stasi est-allemande,.

###### La période de l'eurocommunisme
Plusieurs partis communistes occidentaux entreprennent en juillet 1975 de se recentrer, au sein du courant de l'« eurocommunisme », lancée par le Parti communiste italien d'Enrico Berlinguer et le Parti communiste d'Espagne de Santiago Carrillo : les dirigeants italien et espagnol réfutent le concept d'idéologie officielle d'État et remettent en question l'orthodoxie soviétique. Le Parti communiste français, pour des raisons essentiellement tactiques, se joint à l'eurocommunisme : en 1976, il abandonne la notion de dictature du prolétariat. Très critiqué par les PC des pays de l'Est, l'eurocommunisme, auquel se joint également le Parti communiste japonais, tourne finalement court : il contribue cependant à semer le trouble au sein de l'appareil soviétique, où il influence des cadres aux idées réformatrices.
En 1978, l'assassinat d'Aldo Moro par les Brigades rouges contribue à faire échouer le projet de compromis historique de Berlinguer : le PCI doit rester dans l'opposition. Le PCF est quant à lui rejeté dans l'isolement par la fin, en 1977, de son alliance avec le PS. Georges Marchais revient à des positions pro-soviétiques plus orthodoxes, mais ce revirement stratégique s'avère désastreux, du fait de la dégradation de l'image de l'URSS dans l'opinion française.

##### La fausse victoire des Soviétiques à Helsinki

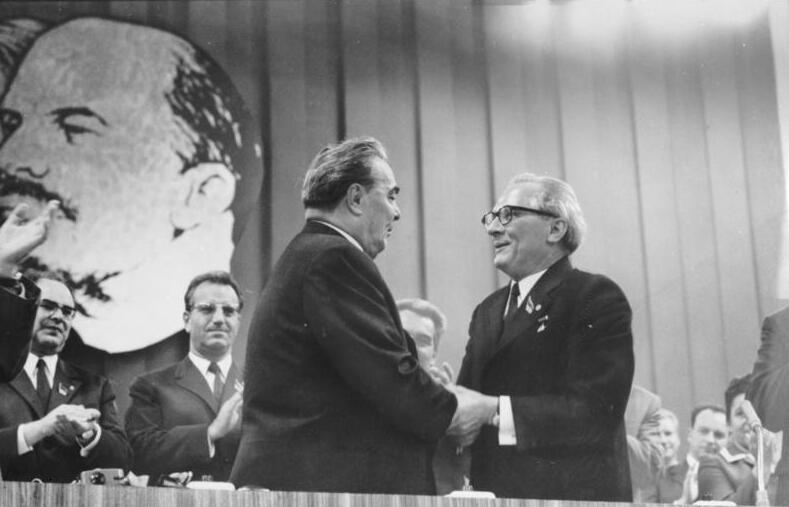
Léonid Brejnev rencontrant en 1971 Erich Honecker, dirigeant de la RDA.

En 1975, dans un contexte international où les États-Unis sont affaiblis politiquement par la guerre du Viêt Nam et l'affaire du Watergate et alors que le nombre de régimes communistes dans le monde est plus élevé que jamais, l'URSS et ses alliés du bloc de l'Est remportent ce qui apparaît alors comme un grand succès diplomatique. Les accords d'Helsinki reconnaissent en effet de manière définitive les frontières européennes issues de la Seconde Guerre mondiale, les signataires s'engageant à ne pas les modifier par la force. Les accords contiennent cependant en germe des problèmes futurs pour le bloc de l'Est, et certains éléments de sa future dissolution : les textes affirment en effet les principes des droits de l'homme et du droit à la libre information, et précisent que les frontières peuvent être modifiées par des voies pacifiques, en accord avec la loi internationale.

##### Crises en Amérique latine
En 1970, l'influence communiste semble s'accroître en Amérique latine quand le socialiste Salvador Allende est élu président du Chili. Si Allende plaide pour une transition démocratique vers le socialisme, le soutien que lui apporte Fidel Castro brouille l'image de son gouvernement, tandis que sa politique de nationalisations contribue à causer une crise économique dans le pays. Le général Augusto Pinochet, soutenu par la CIA, renverse le gouvernement lors d'un coup d'État le 11 septembre 1973 ; pour ne pas être capturé, Allende se suicide lors du coup,.
Après cet échec d'une conquête démocratique du pouvoir, les mouvements de guérilla latino-américains (d'inspiration castriste, guévariste, ou maoïste) connaissent un regain d'activité durant le reste des années 1970, tout particulièrement en Amérique centrale. Le succès de la révolution sandiniste au Nicaragua leur apporte un second souffle décisif, : en 1979, le Front sandiniste de libération nationale, d'inspiration castriste, parvient à renverser le régime en place. Soutenus par les pays communistes et notamment par Cuba, les sandinistes entreprennent de mettre en œuvre un projet « révolutionnaire » et connaissent une dérive autoritaire, mais sans pour autant interdire l'opposition ni procéder à une étatisation totale de l'économie, n'allant pas au bout de la transformation du Nicaragua en pays communiste. Ils doivent en outre affronter la guérilla des Contras, soutenue par les États-Unis,.

##### Tensions et divisions dans les pays communistes
En Asie, le Cambodge devient, après son invasion par le Viêt Nam, un théâtre de la rivalité sino-soviétique en Asie du Sud-Est. En février 1979, peu après le renversement des Khmers rouges avec lesquels elle était alliée, la république populaire de Chine attaque le Viêt Nam en représailles : le bref conflit sino-vietnamien s'achève par le retrait des troupes chinoises. Dans les années qui suivent, les Khmers rouges, qui ont reconstitué leurs forces en Thaïlande, reprennent le combat contre les Vietnamiens. Le conflit au Cambodge, qui oppose d'une part les Khmers rouges et les Sihanoukistes soutenus aussi bien par la Chine que par les États-Unis, et d'autre part le Viêt Nam et la république populaire du Kampuchéa soutenus par l'URSS, s'enlise et pèse sur les finances vietnamiennes et soviétiques.

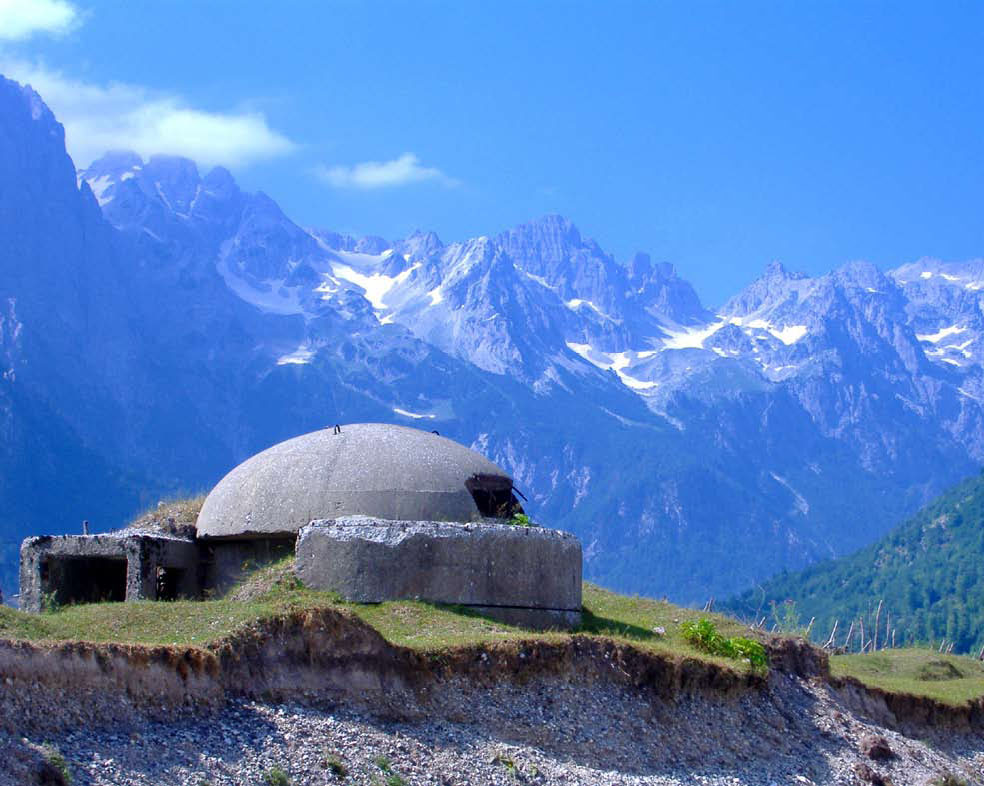
L'un des 700000 bunkers albanais construits sous le régime d'Enver Hoxha : l'Albanie communiste fonctionnait selon une logique de fermeture et d'autarcie.

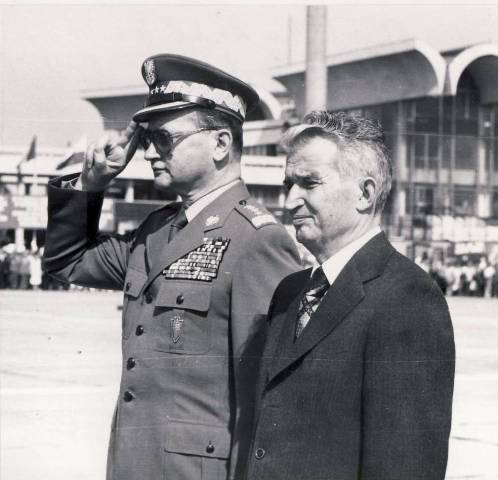
Wojciech Jaruzelski, dirigeant de la république populaire de Pologne et Nicolae Ceaușescu, dirigeant de la république socialiste de Roumanie.

En Europe de l'Est, plusieurs régimes communistes suivent des voies particulières. En dehors du bloc de l'Est, la république fédérative socialiste de Yougoslavie adopte une organisation de plus en plus décentralisée la personne du maréchal Tito, président à vie, demeurant le principal ciment politique du pays. La république populaire socialiste d'Albanie demeure au contraire gouvernée de manière stalinienne et professe un marxisme-léninisme dogmatique. La république socialiste de Roumanie sous Ceaușescu intensifie les politiques autoritaires et le culte de la personnalité jusqu'à des proportions aberrantes. À titre personnel le mécontement populaire en république populaire de Pologne devient de plus en plus intense, débouchant sur des mouvements de grève et des répressions violentes de 1970 à 1983.
En 1978, les communistes du Parti démocratique populaire d'Afghanistan prennent le pouvoir lors de la révolution de Saur et proclament la république démocratique d'Afghanistan. Mais le nouveau régime dresse rapidement contre lui une partie de la population, tout en étant parcouru de conflits internes. La situation chaotique pousse Moscou à intervenir : l'Armée rouge envahit l'Afghanistan en 1979. L'invasion amplifie la révolte contre le régime avec notamment l'implication de combattants islamiques étrangers. L'URSS se trouve dès lors impliquée dans une guerre d'Afghanistan désastreuse pour son image dans le monde. Le conflit, qui devient bientôt un gouffre financier et humain, suscite un mécontentement soviétique croissant ; il a également pour conséquence d'aggraver brutalement les tensions avec l'Occident, mettant un terme à la détente et favorisant l'élection de Ronald Reagan, candidat au discours vivement anticommuniste.

##### Le contexte au tournant des années 1980
L'URSS et les pays du bloc de l'Est abordent les années 1980 dans un contexte difficile, sous les effets conjugués du conflit afghan, de la situation en Pologne, de la détérioration des relations avec les États-Unis, et de problèmes intérieurs. L'économie soviétique stagne et ne parvient à atteindre aucun des objectifs fixés par le pouvoir, notamment en termes agricoles. Les économies des pays du bloc, lourdement déficitaires, sont très endettés auprès du système bancaire occidental. L'appareil soviétique, handicapé par sa bureaucratie envahissante, est de plus en plus sclérosé ; l'élite politique prend, sous Brejnev, l'allure d'une « gérontocratie ».
Dans les pays occidentaux, les principaux PC déclinent. En France, le PCF est désormais dépassé dans les urnes par le Parti socialiste. En 1981, après l'élection de François Mitterrand, il participe au gouvernement d'union de la gauche mais ne parvient guère à peser sur les décisions ; il rompt avec ses alliés socialistes en 1984 et, à nouveau dans l'opposition, poursuit son déclin électoral. En Italie, le PCI, très recentré, reste le principal parti à gauche mais s'essouffle dans les années 1980, faute de rénovation en profondeur de son projet et du fait de la concurrence du PSI,.
En 1979, un parti communiste prend le pouvoir à la Grenade, dans la Caraïbe : le New Jewel Movement, parti pro-castriste dirigé par Maurice Bishop, prend le pouvoir et proclame le Gouvernement révolutionnaire populaire de la Grenade. Soutenu par Cuba, le régime grenadien se rapproche de l'URSS et des autres pays communistes. Mais, en 1983, Bishop est renversé et tué par ses rivaux au sein du Parti. Les États-Unis saisissent l'occasion pour envahir la Grenade, mettant un terme au gouvernement communiste.

#### De la perestroïka à la chute des régimes communistes

##### Mouvement de réformes en URSS

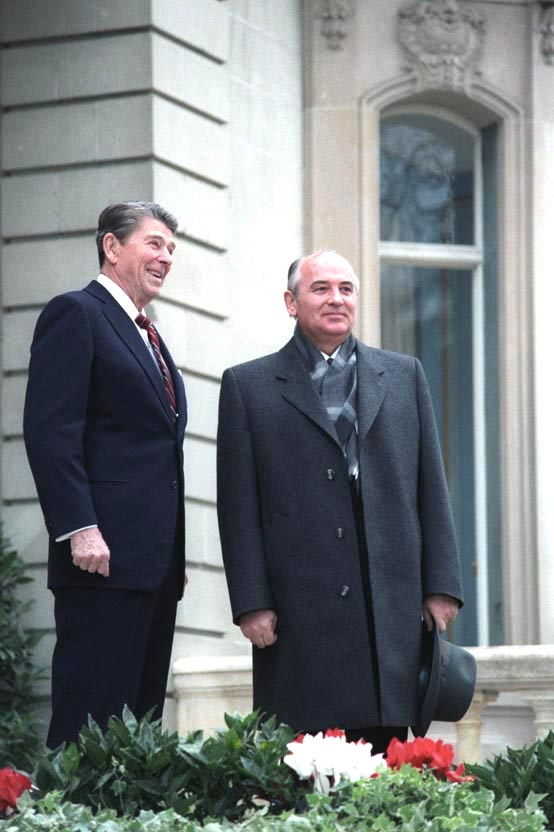
Ronald Reagan et Mikhaïl Gorbatchev en 1985.

Léonid Brejnev, malade depuis plusieurs années, meurt en novembre 1982 ; Iouri Andropov, jusque-là directeur du KGB, lui succède. La tension avec les États-Unis est à l'époque particulièrement forte : elle atteint des sommets lors de la crise des euromissiles et de la destruction par l'aviation soviétique du vol Korean Airlines 007. Andropov montre des intentions réformatrices, mais sa mauvaise santé ne lui laisse pas le temps de les concrétiser ; il meurt en février 1984 et est remplacé par un conservateur proche de Brejnev, Konstantin Tchernenko, qui meurt lui-même en mars 1985,. Mikhaïl Gorbatchev, un membre de l'entourage d'Andropov, succède à Tchernenko à la tête du PCUS. Décidé à débarrasser le système politique de l'Union soviétique de ses scléroses, Gorbatchev adopte les mots d'ordre uskorenie (accélération), perestroïka (reconstruction) et glasnost (ouverture, ou transparence, soit une « critique saine des insuffisances ») ; sa politique, qui lui vaut des tensions avec les conservateurs, constitue dans les faits une poursuite de la déstalinisation. Des pans cachés de l'histoire soviétique sont rendus publics, et l'URSS connaît un important dégel culturel,.
Entre 1985 et 1987, les rapports Est-Ouest s'améliorent de façon spectaculaire. Mikhaïl Gorbatchev rencontre à plusieurs reprises le président américain Ronald Reagan, avec qui il signe en décembre 1987 le traité sur les forces nucléaires à portée intermédiaire, engageant un réel processus de désarmement. Il met en outre un terme à la guerre d'Afghanistan en annonçant en 1988 le retrait des troupes soviétiques. Les relations de l'URSS avec la république populaire de Chine sont également normalisées. Gorbatchev procède à de nombreux limogeages de cadres conservateurs, s'efforce de faire de l'URSS un État de droit, allège la censure et facilite les voyages à l'étranger des citoyens soviétiques. En 1988, un important projet de réforme constitutionnelle est lancé. La perestroïka ne règle cependant pas la question du multipartisme. Les mesures de libéralisation se révèlent en outre insuffisantes pour redresser l'économie soviétique, gangrénée par la coercition et la corruption.
La glasnost, en libérant la mémoire historique et en encourageant la critique des défauts du système, contribue également à déstabiliser en profondeur l'URSS. Une réflexion sur la période stalinienne est entamée, mais c'est bientôt le rôle historique de Lénine lui-même qui est remis en cause. Des revendications identitaires se manifestent dans presque toutes les Républiques soviétiques, tout particulièrement dans les pays baltes. En mars 1990, la Lituanie défie le pouvoir central en proclamant son indépendance ; elle est imitée par la Lettonie et l'Estonie.

##### Conséquences sur les autres pays communistes
Les réformes politique et structurelles en URSS ont un effet décisif sur les « pays frères ». Mikhaïl Gorbatchev encourage les États satellites d'Europe de l'Est à mener leur propre « perestroïka » et diminue l'assistance matérielle à l'ensemble des alliés du camp communiste dans le monde. Les régimes africains précipitent leur abandon du communisme. En Amérique latine, Gorbatchev encourage à des solutions négociées aux conflits, ce qui conduit la plupart des guérillas à déposer les armes et, pour certaines, à se transformer en partis politiques. La diminution, puis l'arrêt, de l'aide soviétique, plongent Cuba dans une très grave crise économique à partir de 1989. Le rapprochement avec la Chine conduit également l'URSS à cesser de soutenir l'occupation du Cambodge par les Vietnamiens, qui retirent alors leurs troupes ; des négociations débutent pour mettre un terme au conflit cambodgien. Le Viêt Nam lance lui aussi, à partir de 1986, un mouvement de réforme de son économie, le Đổi mới, et s'intègre de manière croissante à l'économie de marché mondialisée. Le Laos s'engage dans la même voie en 1989.
En république populaire de Chine, les tensions s'accroissent au sein du PCC, dont les dirigeants sont en désaccord quant à la portée des réformes à mener. Un important mouvement de contestation étudiante, aux origines plus sociales que politiques, se déclenche en 1989 à Pékin, encore galvanisé par la visite en Chine de Mikhaïl Gorbatchev. Deng Xiaoping choisit finalement l'épreuve de force : les manifestations de Pékin sont écrasées par la troupe en juin 1989, faisant plus de 1 000 victimes dans la capitale ; de nombreuses personnes sont arrêtées. Malgré l'indignation internationale suscitée par la répression, les liens de la Chine avec l'Occident ne sont pas rompus et le camp de Deng Xiaoping peut maintenir le cap de ses réformes économiques, tout en conservant un régime politique autoritaire.

##### Effondrement du bloc soviétique

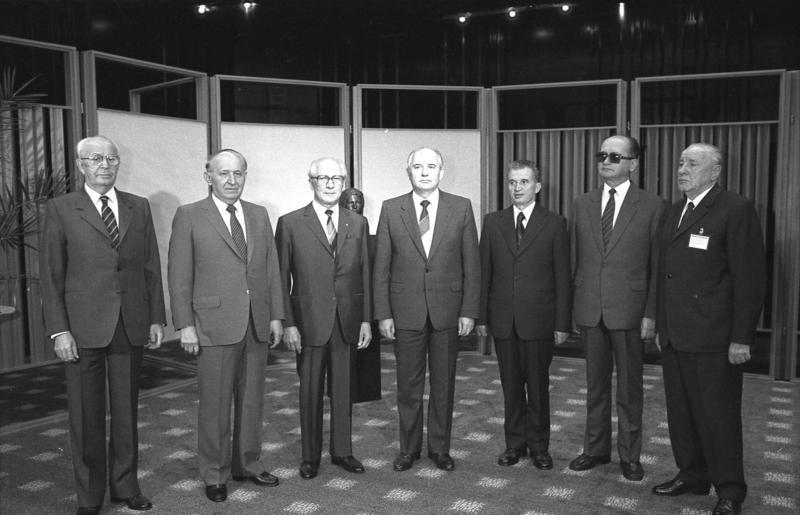
Les dirigeants des pays du Pacte de Varsovie en 1987 : de gauche à droite, Gustáv Husák (Tchécoslovaquie), Todor Jivkov (Bulgarie), Erich Honecker (Allemagne de l'Est), Mikhaïl Gorbatchev (URSS), Nicolae Ceaușescu (Roumanie), Wojciech Jaruzelski (Pologne), János Kádár (Hongrie).

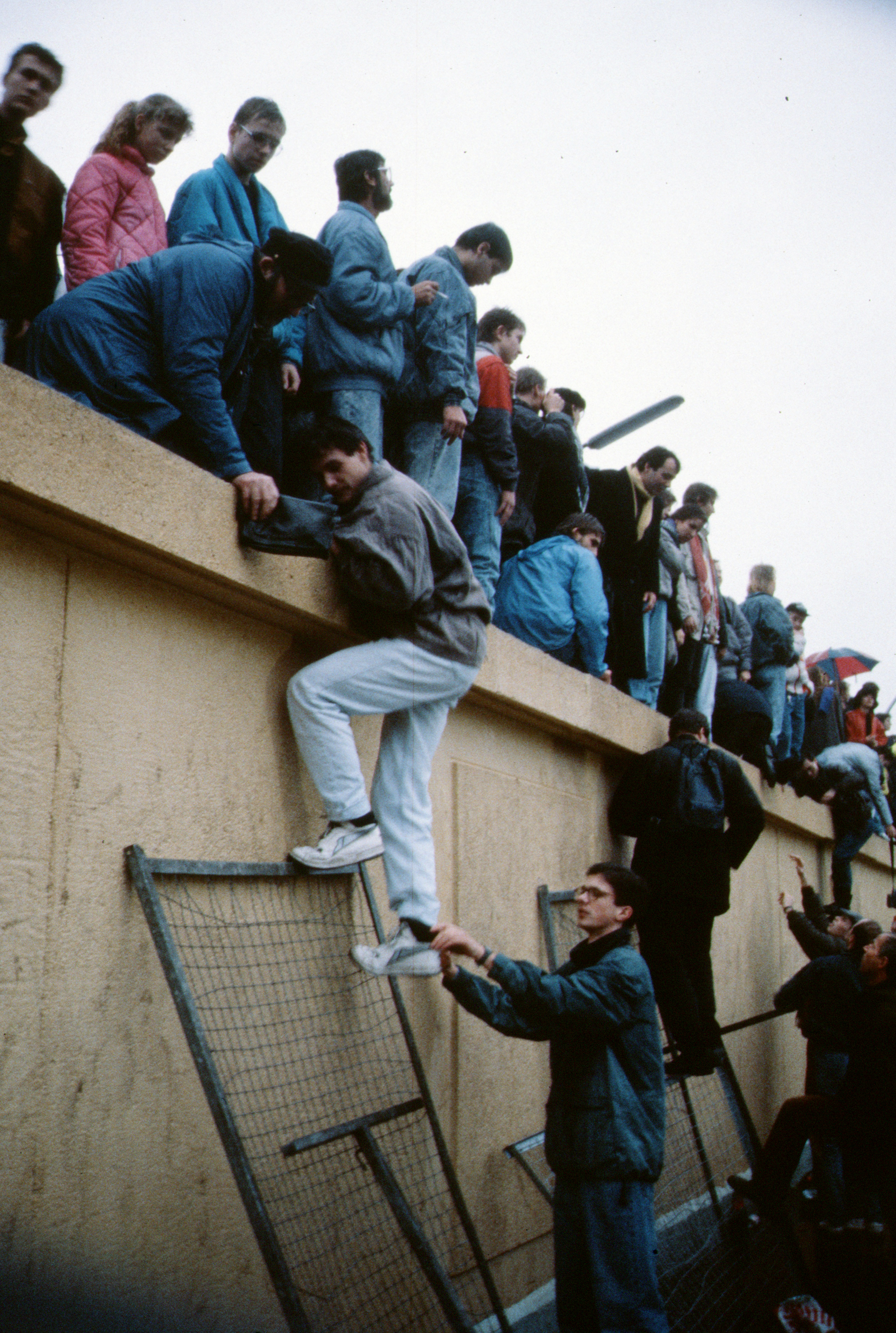
Chute du mur de Berlin en novembre 1989.

Dans les « démocraties populaires » du bloc de l'Est, politiquement sclérosées et économiquement déficientes, les réformes en URSS ont des répercussions profondes, jusqu'à provoquer l'écroulement généralisé des régimes à partir de 1989. Les PC locaux, privés du soutien soviétique et dépassés par les contestations internes, abandonnent le pouvoir et, pour la plupart, renoncent à leurs identités communistes ; entre 1989 et 1992, des nouvelles constitutions sont adoptées dans tous les pays, mettant fin aux régimes marxistes-léninistes. En république populaire de Hongrie, János Kádár quitte le pouvoir en 1988, et les cadres réformateurs du Parti socialiste ouvrier hongrois prennent bientôt le dessus. L'insurrection de Budapest et la mémoire d'Imre Nagy sont réhabilitées l'année suivante. En république populaire de Pologne, le pouvoir entame des négociations avec Solidarność. En mai, des élections législatives partiellement libres sont organisées : Solidarność remporte quasiment tous les sièges ouverts à la compétition électorale. En août, Tadeusz Mazowiecki devient le premier Premier ministre non communiste de la république populaire de Pologne : une nouvelle constitution entre en vigueur le 31 décembre,. En mai 1989, la Hongrie démantèle la barrière du rideau de fer le long de sa frontière avec l'Autriche. La RDA est confrontée à la fuite de ses citoyens et à une opposition interne qui s'exprime de plus en plus ouvertement, notamment via les manifestations du lundi. En octobre, le chef du SED Erich Honecker démissionne. Le gouvernement de la RDA, dépassé, se résout en novembre à faire abattre le mur de Berlin. Le SED s'autodissout et le régime est-allemand se délite totalement : l'Allemagne est réunifiée en octobre 1990,. En République socialiste tchécoslovaque, la contestation débouche en novembre 1989 sur la révolution de velours ; devant l'ampleur des manifestations contre le régime, l'ensemble du bureau politique du Parti communiste tchécoslovaque démissionne. Gustáv Husák quitte ses fonctions le 10 décembre ; le 28 décembre, Alexander Dubček devient président de l'assemblée et, le lendemain, Václav Havel est élu président de la République,. En république populaire de Bulgarie, Todor Jivkov, au pouvoir depuis 1954, est démis de ses fonctions par les réformateurs du Parti communiste bulgare ; le PC devient le Parti socialiste bulgare et remporte les premières élections libres en juin 1990, mais perd le pouvoir lors d'un nouveau scrutin en octobre 1991,. Si la plupart des révolutions au sein du bloc de l'Est sont pacifiques, en Roumanie le régime de Nicolae Ceaușescu est, au contraire, renversé par un soulèvement et Ceausescu est fusillé.
La vague de changements atteint également l'Albanie et la Yougoslavie, situées en dehors du bloc de l'Est. En république fédérative socialiste de Yougoslavie, les problèmes de stabilité politique et d'équilibre entre nationalités n'ont jamais été résolus depuis la mort de Tito ; au début de 1990, les membres de la Ligue des communistes de Yougoslavie se séparent en plein congrès, pour ne plus jamais se réunir. Des élections libres sont organisées en Slovénie et en Croatie, portant au pouvoir l'opposition séparatiste. Dès 1991, les problèmes territoriaux commencent à déboucher sur des conflits armés entre les États de la fédération, déclenchant la série des guerres civiles yougoslaves. La Yougoslavie abandonne toute référence communiste et cesse ensuite d'exister en tant qu'État,. En république populaire socialiste d'Albanie, la contestation se développe également, et le Parti du travail d'Albanie accepte d'autoriser les partis d'opposition. Les communistes, qui continuent de contrôler les campagnes, gagnent les premières élections libres en 1991, puis abandonnent l'idéologie marxiste-léniniste ; en 1992, de nouvelles élections, organisées dans des conditions plus libres, sont remportées par l'opposition,.
Hors d'Europe, la plupart des pays communistes abandonnent également leur idéologie. La République populaire mongole connaît sa propre « révolution démocratique » ; les communistes gagnent les premières élections libres, puis renoncent au marxisme-léninisme et se convertissent à l'économie de marché. Au Cambodge, les accords de Paris de 1991 mettent fin au conflit ; une transition politique est lancée, les différentes factions se partageant le pouvoir. Le pays supprime toute référence marxiste-léniniste et la monarchie est restaurée en 1993 : les anciens cadres communistes de la république populaire du Kampuchéa demeurent en place tandis que les Khmers rouges, sont exclus du jeu politique après avoir tenté de saboter les élections. La république démocratique d'Afghanistan parvient à résister un temps après le départ des troupes soviétiques mais cesse d'exister en 1992, au bout de trois années supplémentaires de guerre civile. Le Yémen du Sud communiste se réunifie en 1990 avec le Yémen du Nord. Les régimes communistes africains cessent également d'exister ; les guerres civiles du Mozambique et de l'Angola prennent fin (provisoirement pour ce qui est de l'Angola) et le Front de libération du Mozambique comme le Mouvement populaire de libération de l'Angola, convertis au libéralisme, demeurent au pouvoir. Le Bénin, la république du Congo et Madagascar adoptent également le multipartisme et les élections libres. Dans la corne de l'Afrique, le régime de la république démocratique populaire d'Éthiopie de Mengistu est renversé militairement, comme celui de la République démocratique somalie de Mohamed Siad Barre.

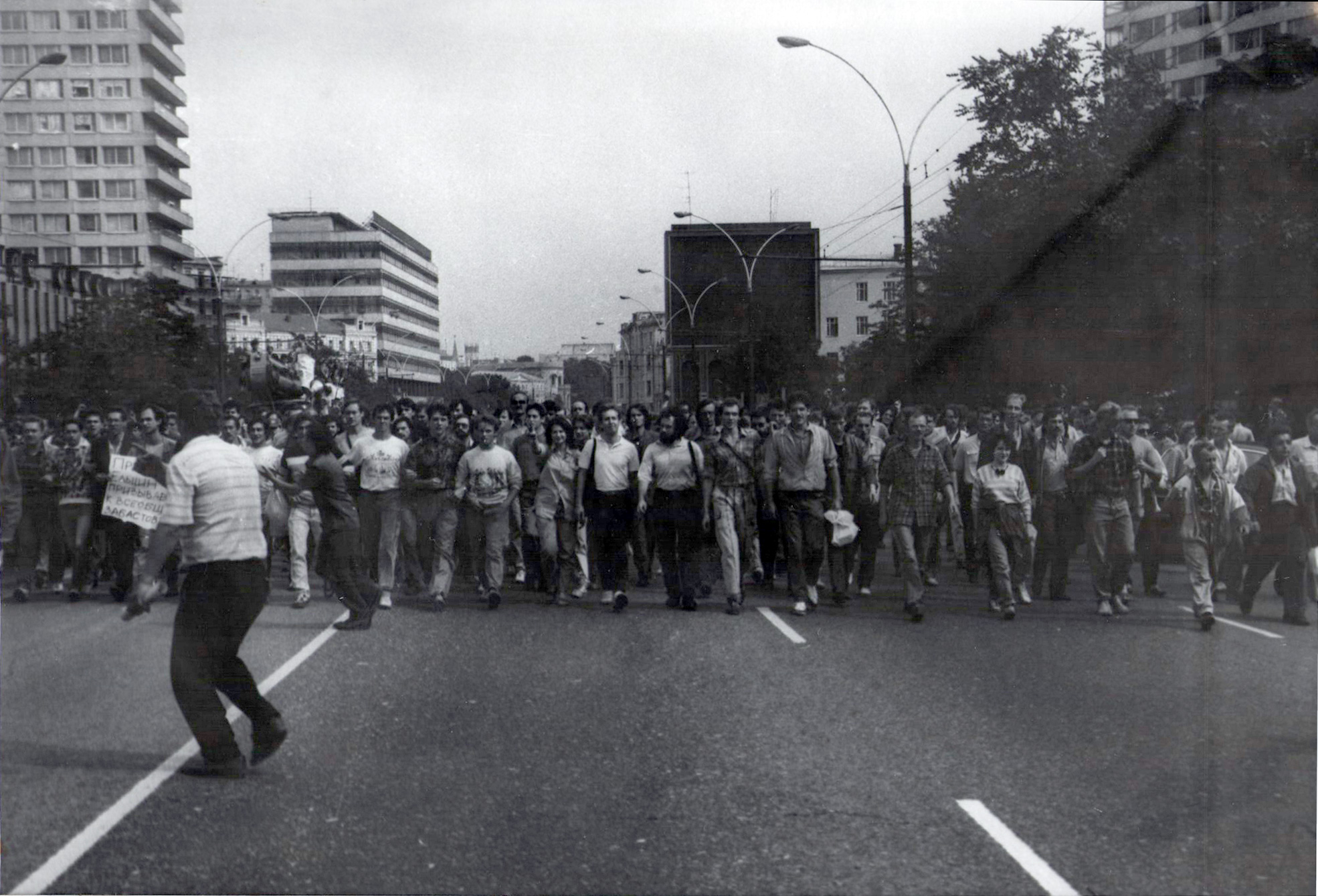
Manifestation contre le putsch de Moscou en août 1991.

En URSS même, les réformes politiques mènent à un délitement du système : dans les pays baltes et en Géorgie, les premières élections législatives libres sont remportées par les nationalistes et indépendantistes. En juin 1991, Boris Eltsine, ancien cadre communiste limogé et passé à l'opposition, est élu président de la république socialiste fédérative soviétique de Russie, battant largement le candidat du PCUS et menaçant désormais l'autorité de Gorbatchev,.
Les conservateurs soviétiques, face à la déliquescence du pouvoir central et de l'autorité du Parti, réagissent et mènent en août un putsch contre Mikhaïl Gorbatchev, qui est placé en résidence surveillée. Le coup de force, très mal préparé, échoue totalement : le président russe Boris Eltsine défie aussitôt les putschistes, soutenu à Moscou par des dizaines de milliers de manifestants. Les conspirateurs sont arrêtés et Gorbatchev libéré. Eltsine se trouve en position de force et, dans les jours qui suivent l'échec du putsch, huit des républiques de l'URSS proclament leur indépendance. Le Parti communiste de l'Union soviétique et le KGB sont dissous. Le 21 décembre, un sommet entre chefs d'État de l'Union entérine la fin de l'URSS. Gorbatchev, qui n'avait même pas été convié au sommet, démissionne de ses fonctions de président le 25 décembre, et l'URSS cesse d'exister,.

### Le communisme après la guerre froide
Le communisme continue d'exister en tant que courant politique après la chute de la majorité des régimes. De nombreux partis, de dimensions très variables, s'en revendiquent à titres divers. Cinq régimes communistes, en république populaire de Chine, au Viêt Nam, au Laos, en Corée du Nord et à Cuba, existent encore à ce jour[Quand ?].
La république populaire de Chine, toujours gouvernée par le Parti communiste chinois, a acquis depuis les années 1990 une place essentielle au sein de l'économie mondiale, apparaissant bientôt comme une superpuissance émergente. La Chine contemporaine est désormais très éloignée des principes du collectivisme économique et s'est au contraire pleinement intégrée au capitalisme international. Le PCC n'en demeure pas moins fermement aux commandes de l'État chinois, et son rôle dirigeant est encore réaffirmé et renforcé sous la présidence de Xi Jinping. Le Viêt Nam et le Laos ont eux aussi libéralisé leurs économies, sans laisser davantage d'espace aux libertés publiques.

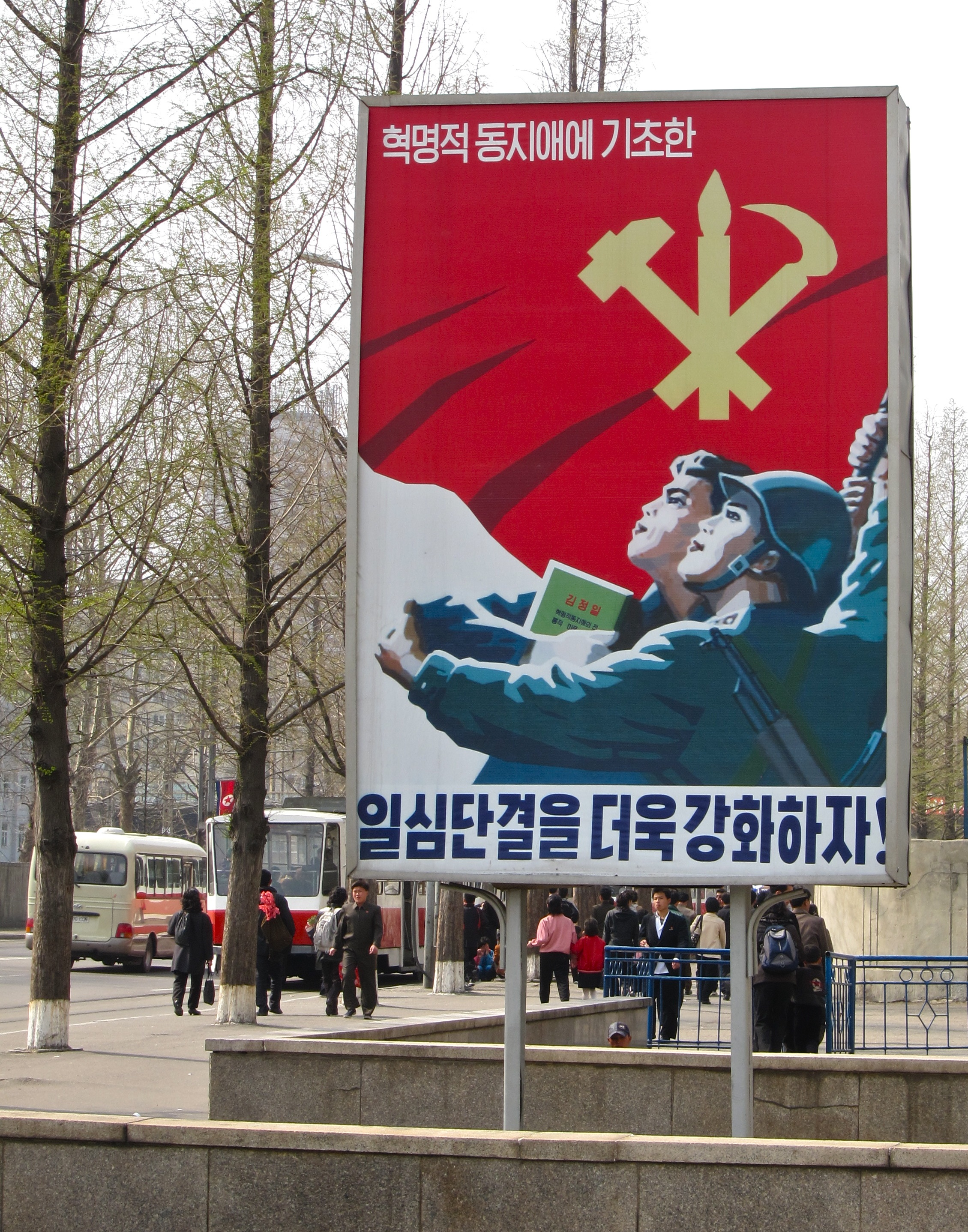
Affiche de propagande en Corée du Nord.

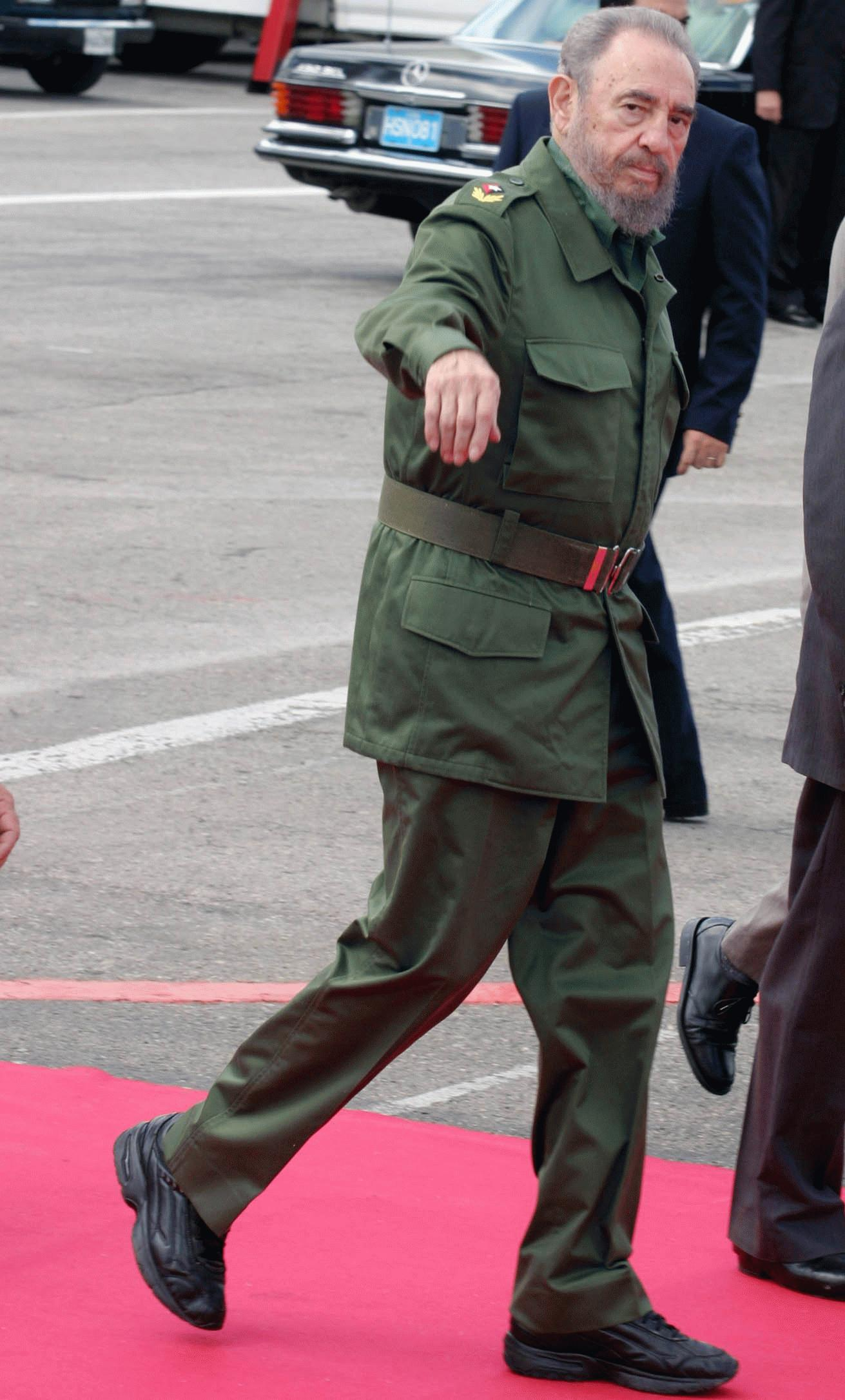
Fidel Castro en 2003.

La Corée du Nord demeure au contraire un pays très fermé et rétif à toute démocratisation, au point de faire figure de « dernier régime stalinien de la planète » : les difficultés causées par l'arrêt de l'aide soviétique n'ont fait que convaincre le régime de persister dans ses choix idéologiques. Victime dans les années 1990 d'une terrible famine qui a nécessité le recours à l'aide internationale, le pays demeure soutenu par la Chine. Il se maintient également par le biais du chantage à la guerre, en développant son armement. Après la mort de Kim Il-sung en 1994, son fils Kim Jong-il devient le numéro un du régime et gouverne en fonction d'une doctrine militariste, la politique de songun. En 2011, Kim Jong-un, fils de Kim Jong-il, succède à ce dernier et demeure dans la même logique militariste, notamment en intensifiant le programme nucléaire nord-coréen.
À Cuba, malgré les graves difficultés économiques dues entre autres à la fin de l'aide soviétique et à l'embargo américain, Fidel Castro refuse en 1989 tout passage au multipartisme et réaffirme l'orthodoxie communiste la plus stricte. Pour redresser son économie, Cuba mise principalement sur le tourisme,. Fidel Castro, octogénaire et malade, cède le pouvoir à son frère Raúl Castro. Un ensemble de mesures de libéralisation économique est annoncé en 2011. En décembre 2014, Cuba et les États-Unis entament un rapprochement diplomatique.

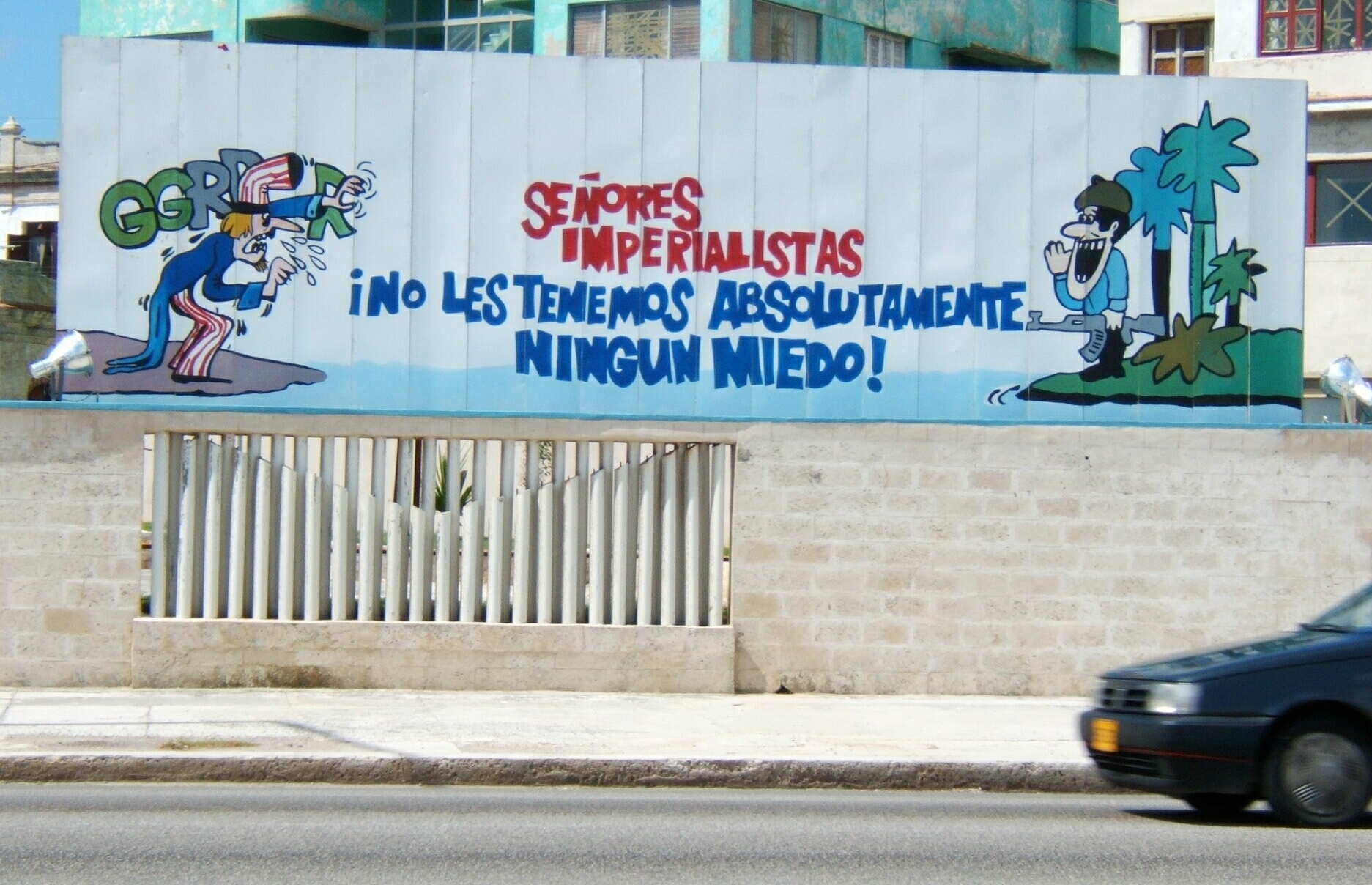
Messieurs les impérialistes, nous n'avons absolument pas peur de vous ! : panneau de propagande anti-américaine à La Havane (Cuba) installé devant les locaux de la Section des intérêts des États-Unis.

En Amérique latine, de nombreux leaders politiques de gauche ou de centre-gauche, plus ou moins proches de l'esprit marxiste sans se réclamer communistes, arrivent au pouvoir dans les années 2000. Hugo Chávez, président du Venezuela de 1999 à sa mort en 2013, et partisan d'une « révolution bolivarienne » d'inspiration socialiste, multiplie volontiers les références à Fidel Castro dont il est personnellement proche, voire à Mao Zedong. Sous les présidences de Chávez et de son successeur Nicolás Maduro, le régime castriste bénéficie des largesses économiques du Venezuela, et acquiert une influence grandissante sur les affaires internes de ce pays,,.
Dans les pays anciennement communistes, de nombreux cadres des anciens régimes demeurent actifs en politique. Le Parti communiste de la fédération de Russie conserve un poids électoral, mais reste dans l'opposition. Dans la majorité des anciens pays du bloc de l'Est, les anciens PC au pouvoir ont, à l'exception du Parti communiste de Bohême et Moravie héritier du PCT, renoncé à l'identité communiste ; beaucoup se sont rebaptisés Parti socialiste. D'anciens cadres des PC sont revenus au pouvoir dans leur pays à la faveur d'élections libres, mais aucun de ces dirigeants « post-communistes » des ex-satellites soviétiques ne s'est plus présenté comme communiste ou n'a tenté de restaurer les anciens régimes. La « décommunisation » des anciens pays du bloc s'est déroulée dans des conditions difficiles : les réformes de libéralisation économique et les privatisations, menées à un rythme souvent trop rapide, ont parfois durement affecté une population longtemps tenue à l'écart de l'économie de marché, entraînant des phénomènes de nostalgie — dite en Allemagne Ostalgie — sinon des anciens régimes, du moins de la sécurité économique qu'ils garantissaient. Le passage à la démocratie s'est souvent accompagné du maintien d'une partie de l'ancienne élite à de nombreux postes-clés et la libéralisation économique a souvent aggravé la corruption. Malgré de graves imperfections et inégalités, la transition démocratique et économique s'est cependant poursuivie dans les anciens pays communistes,,,,.
Dans les pays démocratiques où les PC locaux bénéficiaient d'un électorat important, le communisme connaît des fortunes inégales après 1989. Le Parti communiste de Finlande historique cesse d'exister en 1992, remplacé par l'Alliance de gauche. Le Parti communiste italien disparaît en 1991 pour devenir un parti de centre gauche. Ses anciens cadres qui refusent d'abandonner l'identité communiste créent alors le Parti de la refondation communiste. Le PRC et une scission de ce dernier, le Parti des communistes italiens, participent ensuite en diverses occasions à des coalitions de gauche au pouvoir, mais dans des positions subalternes. De nombreux anciens cadres du PC italien font partie de mouvements de centre gauche, et ont adopté des positions social-démocrates ou social-libérales très éloignées de celles du PCI historique,.

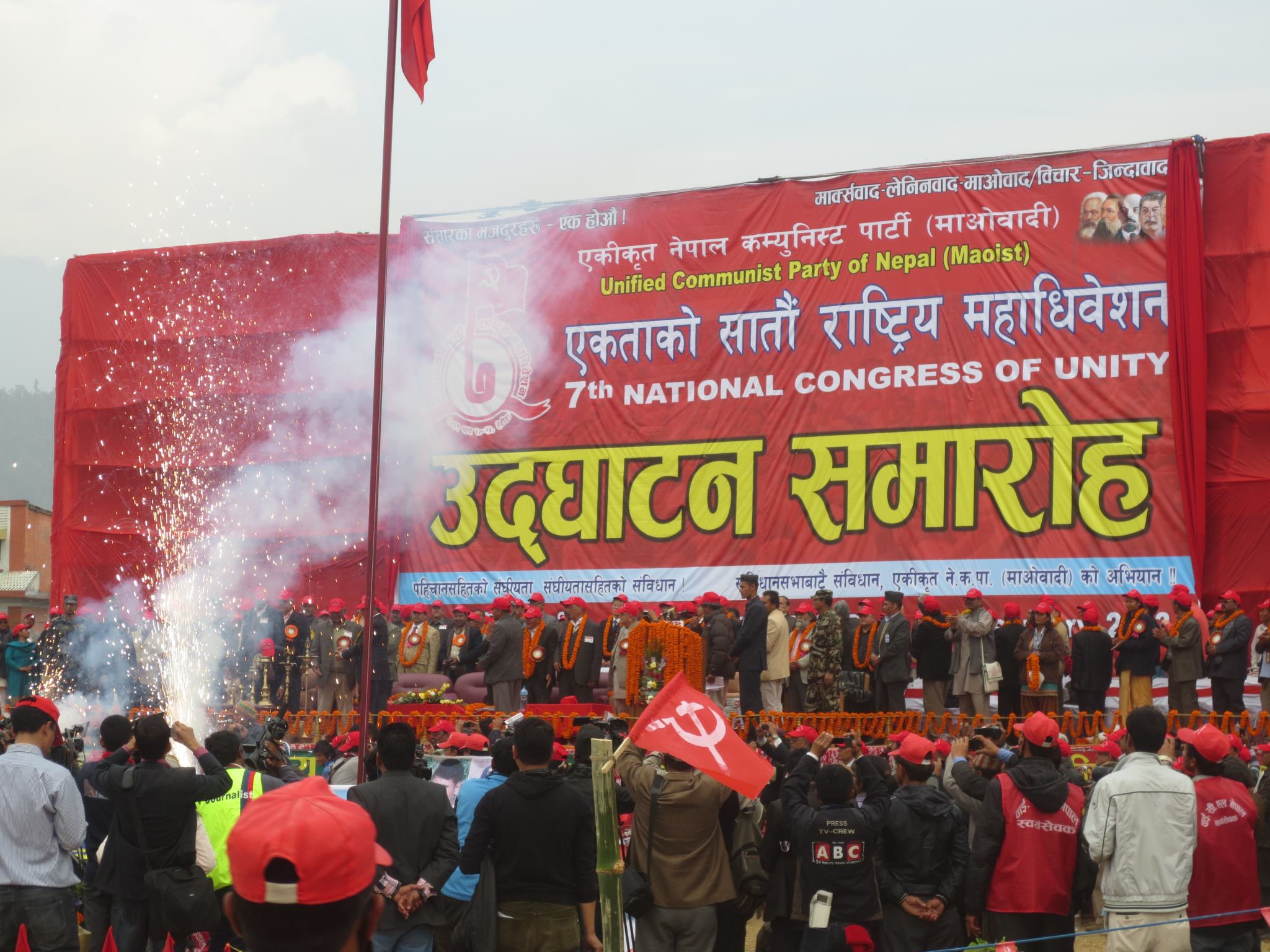
Convention du Parti communiste unifié du Népal (maoïste) en 2013.

A contrario, le Parti communiste français ne change pas d'identité politique et continue de décliner, le PCF subit une série d'humiliations électorales dans les années 2000. Il ne trouve un nouveau souffle qu'en tant que composante du Front de gauche, dont le principal dirigeant est le leader du Parti de gauche, l'ancien socialiste Jean-Luc Mélenchon, et qui s'appuie l'appareil militant du PCF,,, avant que celui-ci rompt avec les communistes en 2017 et se présente sous l'étiquette de La France insoumise. Le courant trotskiste français bénéficie par ailleurs d'un certain poids électoral, lors de la présidentielle de 2002 les partis trotskistes cumulent environ 10 % des suffrages. Les résultats des élections suivantes sont cependant décevants et lors de la présidentielle de 2012, les candidats trotskistes sont marginalisés par le Front de gauche.
Outre les cas de la France et de l'Italie, plusieurs PC sont ou ont été associés au pouvoir dans des démocraties, comme le Parti communiste sud-africain, allié à l'ANC, après la chute de l'apartheid ou le Parti communiste du Brésil, allié au PT, à partir de 2003. À Chypre, le Parti progressiste des travailleurs (AKEL) est au pouvoir de 2008 à 2013, période durant laquelle ce pays est le seul État de l'Union européenne à avoir un président communiste. Chypre n'en est pas moins resté acquise à l'économie de marché et l'élection de 2013 est remportée, sur fond de crise économique, par le candidat conservateur,.
Au niveau européen, divers PC se réunissent depuis 2004 au sein du Parti de la gauche européenne, qui ne se limite cependant pas aux seuls partis communistes et compte également des formations socialistes et écologistes relevant de la gauche radicale, comme SYRIZA en Grèce. Au niveau international, les Conférences internationales des partis communistes et ouvriers (réseau Solidnet) réunissent depuis 1999 des PC de plusieurs continents.
En Inde, le Parti communiste d'Inde (marxiste) et le Parti communiste d'Inde sont unis au sein de la coalition du Front de gauche. Ils sont associés au gouvernement central à deux reprises, en participant aux coalitions du Front uni (1996-1998) et de l'Alliance progressiste unie (2004-2008) : les PC indiens demeurent cependant des partis minoritaires et ont rompu en 2008 leur alliance avec le Congrès. Le Parti communiste d'Inde (marxiste) perd des bastions dans les années 2000-2010. La guérilla naxalite est par ailleurs toujours en cours depuis les années 1960.
Au Népal, le Parti communiste du Népal (maoïste), dirigé par Pushpa Kamal Dahal dit « Prachanda », mène durant plusieurs années une guerre civile contre le gouvernement monarchique ; la transition politique qui suit les accords de paix permet ensuite aux maoïstes de remporter le scrutin de 2008. Le Népal, pays très pauvre et dépendant des échanges avec l'Inde, n'est pas pour autant devenu un pays communiste, conservant un système d'économie mixte et des élections libres. Entre 2008 et 2013, le Parti communiste unifié du Népal (maoïste) alterne au pouvoir avec une coalition formée par le Parti communiste du Népal (marxiste-léniniste unifié) et le Congrès népalais : lors de l'élection de 2013, le Congrès arrive en tête, battant nettement les maoïstes.

## Théories et courants

### Après 1917: domination du courant léniniste

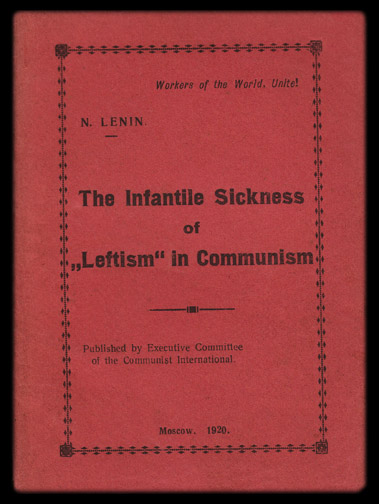
Couverture d'une édition en langue anglaise du livre de Lénine, La Maladie infantile du communisme (le « gauchisme »).

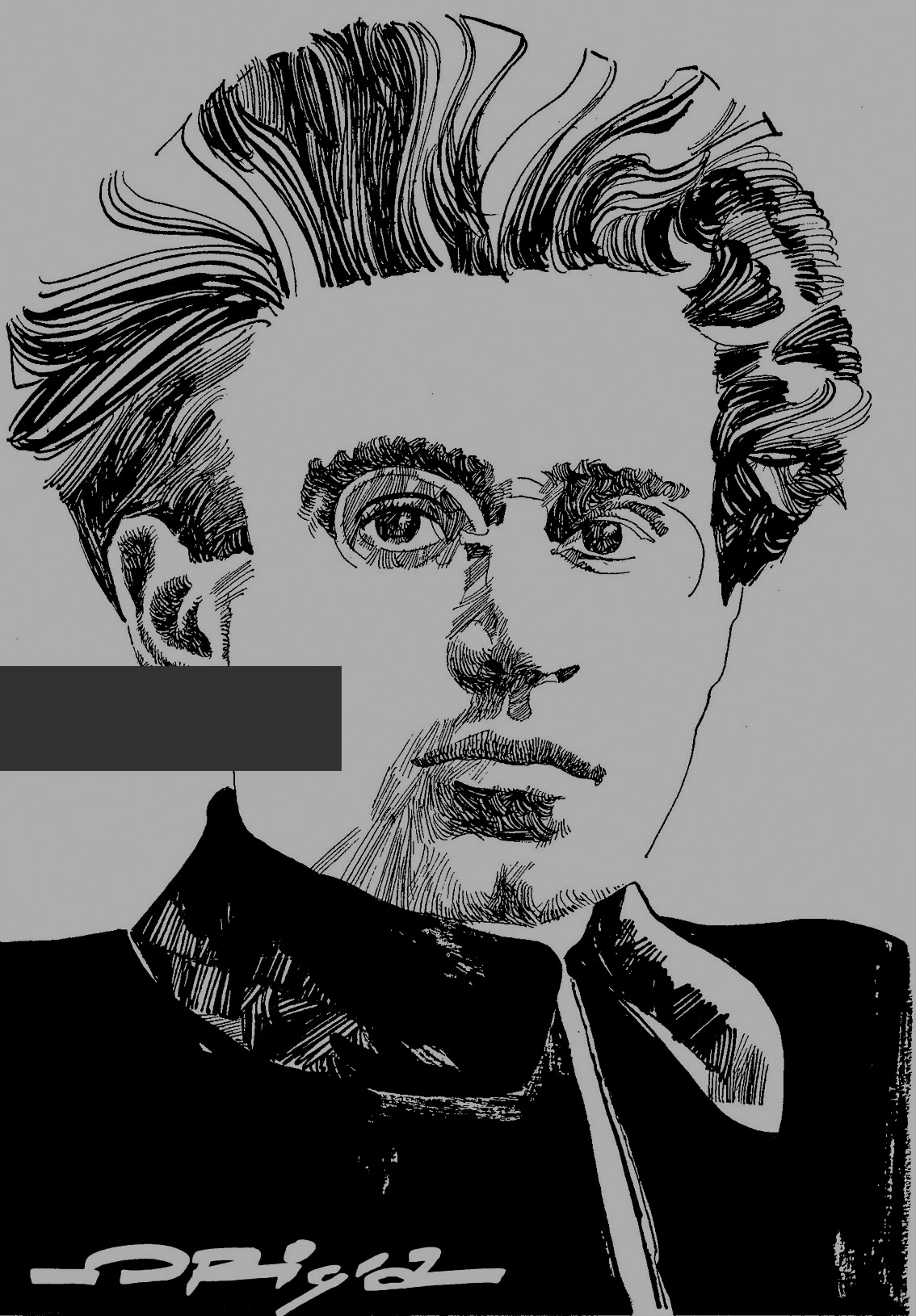
Portrait d'Antonio Gramsci.

Le concept de communisme et les idées qui y sont associées ont connu, au cours de l'histoire, de nombreuses transformations, depuis les formes de communisme chrétien prônées par Wilhelm Weitling ou Étienne Cabet, le blanquisme, les conceptions anarchistes, les premiers temps du marxisme, et jusqu'à l'époque actuelle. À compter de la révolution d'Octobre, et malgré l'existence d'écoles de pensée concurrentes, le principal courant communiste est le léninisme. Les différentes familles de pensée de la Gauche communiste - qui découle en partie du luxemburgisme - sont marginalisées dès les années 1920 : le communisme de conseils (ou « conseillisme », souhaitant instaurer des conseils ouvriers durant le processus révolutionnaire), porté par des théoriciens comme Anton Pannekoek, Herman Gorter ou Karl Korsch, se pose en école de pensée alternative au léninisme, mais n'est pas en mesure de rivaliser avec lui. Le courant léniniste connaît cependant de nombreuses variations en son sein.
Lénine avait pu, de son vivant, faire l'objet de critiques au sein de la direction du Parti communiste, y compris après la révolution d'Octobre. Dès lors que le chef des bolcheviks est écarté par la maladie, sa pensée est exaltée en tant que doctrine officielle du mouvement par les différents cadres dirigeants du Parti, qui cherchent chacun à affirmer leur légitimité dans la perspective de la succession. L'idéologie léniniste, déjà dominante au sein de l'Internationale communiste, s'impose comme une référence indépassable au sein du Parti soviétique. Après la mort de Lénine, Staline remporte la bataille pour la succession de ce dernier et réalise une synthèse doctrinale du léninisme, qu'il systématise, fixant ainsi pour plusieurs décennies l'orthodoxie communiste. Ainsi résumée, la pensée léniniste et les conceptions marxistes de l'Histoire, de l'économie et des rapports sociaux sont codifiées selon une logique de lois historiques rigides et immuables ; le matérialisme dialectique, de simple outil d'analyse philosophique, devient une doctrine à laquelle doivent se conformer l'ensemble des sciences,. Le marxisme-léninisme, qui se présente comme une pensée scientifique englobant la réalité dans son ensemble, demeure la tendance dominante au sein de la mouvance communiste, et le reste jusqu'à la fin de la guerre froide.

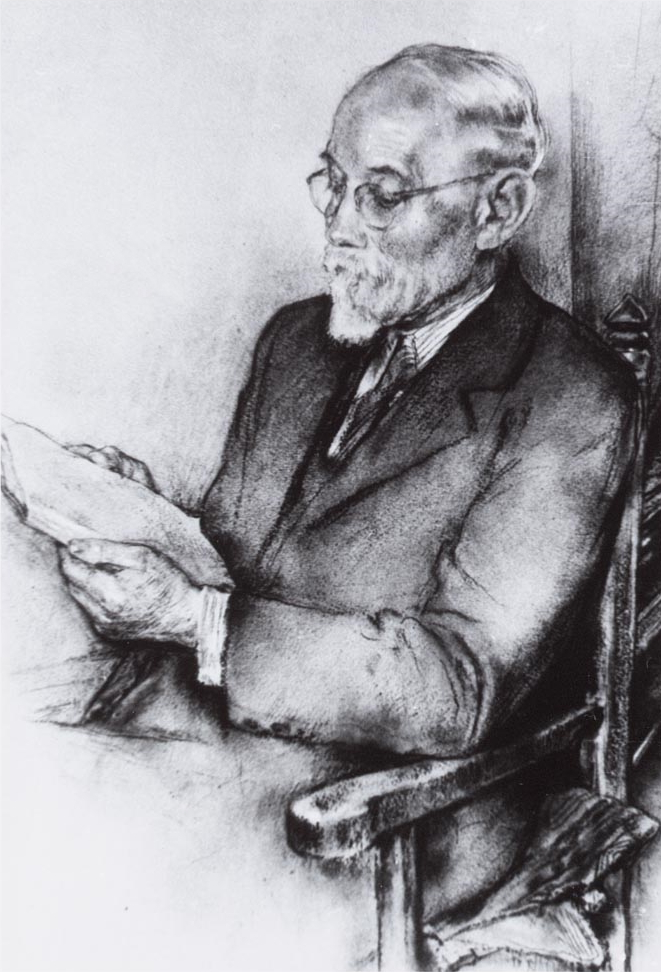
Anton Pannekoek, penseur marxiste du communisme de conseils (conseillisme) et opposé au léninisme.

Dans l'entre-deux-guerres, le trotskisme se réclame également du léninisme : à la différence de la mouvance marxiste-léniniste et stalinienne qui vise avant tout à consolider les acquis révolutionnaires en URSS avant d'envisager une révolution internationale, l'école de pensée trotskiste considère, en vertu du concept de révolution permanente, qu'une révolution mondiale est un préalable indispensable à la réalisation du socialisme. De rares intellectuels communistes liés à la mouvance pro-soviétique continuent de faire preuve dans leurs travaux d'une relative indépendance de pensée, à l'image de Georg Lukács, qui entreprend de nuancer le matérialisme historique et souligne l'importance des aspects subjectifs et culturels du marxisme. Antonio Gramsci suit la même logique en s'écartant de l'économisme dominant chez le marxistes, et en considérant que l'histoire n'est pas déterminée par la structure économique mais par l'interprétation que l'on donne de cette structure et des lois qui la régissent ; il insiste par ailleurs sur l'importance de l'action dans le domaine culturel. Élaborée pour l'essentiel en prison, l'œuvre théorique de Gramsci ne devient cependant réellement influente qu'après la mort de son auteur. Lukács est quant à lui soumis à de nombreuses attaques au sein du mouvement communiste, son hégélianisme l'exposant à des accusations d'idéalisme,,,.
En Chine, toujours durant l'entre-deux-guerres, Mao Zedong commence à élaborer sa propre doctrine d'inspiration léniniste, qui adapte cependant le marxisme-léninisme aux réalités chinoises : Mao insiste sur le rôle déterminant du monde rural et du sentiment nationaliste dans la révolution chinoise et énonce les concepts de la « Nouvelle démocratie » - conçue comme un front uni englobant tous les Chinois qui se rallieraient à la cause du PCC - et de la guerre populaire, c'est-à-dire la victoire de la révolution par le biais d'une mobilisation permanente de la population.

### Après 1945: du stalinisme triomphant à la multiplicité des tendances

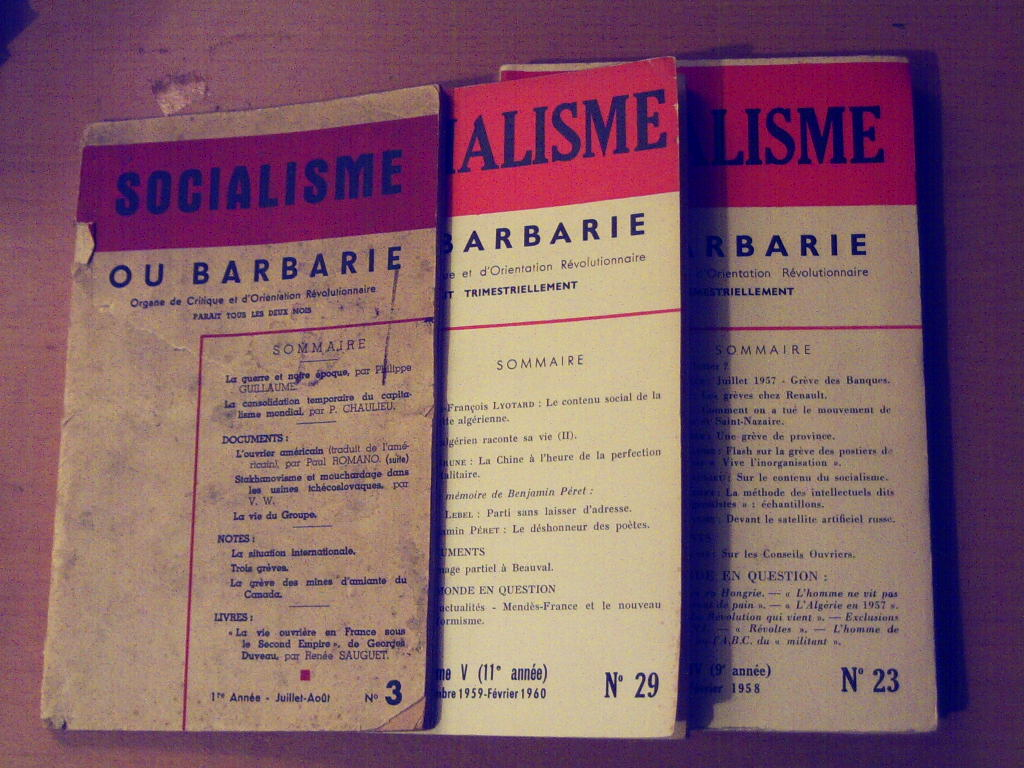
Exemplaires de la revue Socialisme ou barbarie.

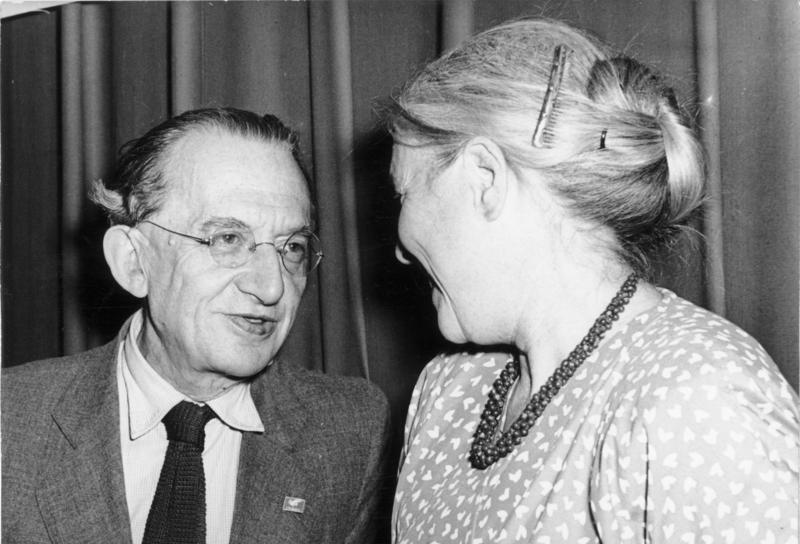
Deux intellectuels communistes, le philosophe hongrois Georg Lukács et la romancière allemande Anna Seghers.

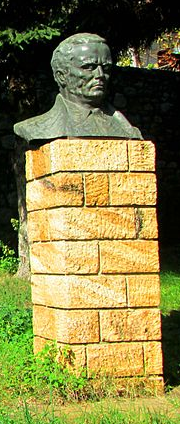
Buste du maréchal Tito, en Macédoine.

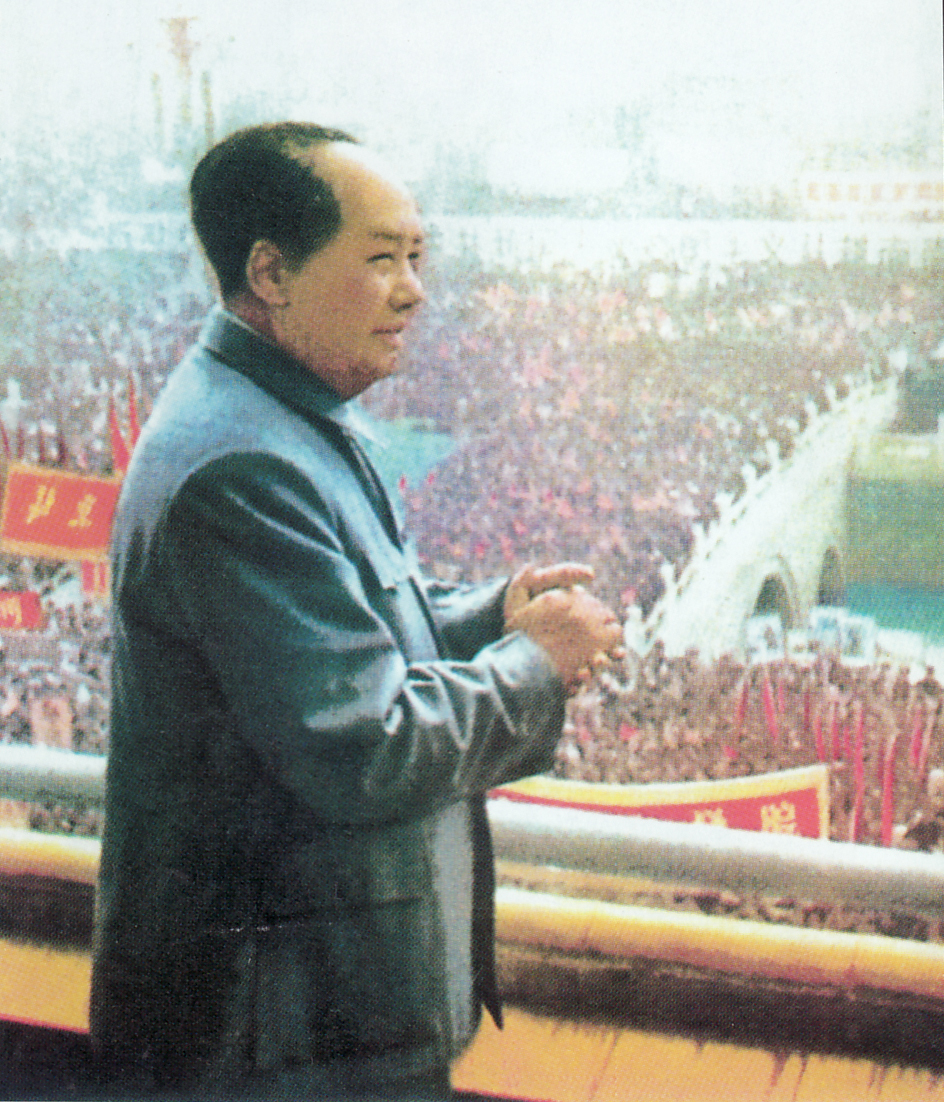
Image de propagande de Mao Zedong.

Au début de la guerre froide, le stalinisme connaît une période d'apogée en URSS comme dans les autres régimes communistes et dans l'ensemble des PC ; dans les années de l'immédiate après-guerre, l'influence communiste atteint des sommets dans les milieux intellectuels de divers pays occidentaux, où ils gagnent de très nombreux « compagnons de route ». Après la rupture Tito-Staline, le titisme, pratique politique davantage que doctrine cohérente, suscite l'intérêt d'une partie de la gauche occidentale qui voit avec sympathie la naissance d'un régime communiste anti-stalinien. Après la mort de Staline, la déstalinisation qui s'ensuit n'est accompagnée d'aucune révision théorique en URSS. Dans le reste du monde, la dénonciation des crimes de Staline diminue l'attrait du communisme soviétique auprès des intellectuels. De nombreux courants se développent qui, tout en se réclamant du communisme, cherchent une alternative au « modèle soviétique », qu'il s'agisse de réfléchir à des formes anti-staliniennes de communisme ou au contraire de dénoncer la déstalinisation et de revenir à l'orthodoxie. La pensée marxiste connaît un renouveau théorique : certaines démarches intellectuelles continuent de se situer dans une ligne stalinienne, mais d'autres au contraire alimentent la démarche du marxisme critique, qui contribue à faire progressivement perdre leur aura d'autorité aux interprétations soviétiques du marxisme.
En république populaire de Chine, Mao se positionne en défenseur d'une conception « anti-révisionniste » du marxisme-léninisme et dénonce toute compromission avec le capitalisme : au moment du Grand Bond en avant, il prône une politique de développement à marche forcée de son pays via une mobilisation de l'ensemble de la population ; durant la révolution culturelle, il se fait l'avocat de la base militante contre la bureaucratie du Parti communiste. En Occident, au sein ou à l'extérieur des appareils militants, des philosophes comme Herbert Marcuse, Lucio Colletti ou Louis Althusser proposent diverses lectures de l'œuvre de Marx et des théories marxistes.
Une partie de l'extrême gauche occidentale {\displaystyle -} en premier lieu le trotskisme {\displaystyle -} continue de se réclamer des théories léninistes tout en s'opposant à l'interprétation qui en est donnée par l'URSS. Divers courants d'« ultragauche » critiquent non seulement le communisme soviétique mais également le léninisme : Cornelius Castoriadis et Claude Lefort, issus du mouvement trotskiste qu'ils quittent par la suite, animent la revue Socialisme ou barbarie, dans laquelle ils se livrent à une critique pointue du système bureaucratique soviétique et cherchent des alternatives dans les pratiques conseillistes,. Guy Debord et l'Internationale situationniste reprennent également le credo du communisme de conseils. Au sein même du PCF, dans les années 1960, les approches philosophiques du communisme divergent : Roger Garaudy, tenant d'un « marxisme humaniste », s'oppose aux partisans d'Althusser, ce dernier se situant dans la mouvance structuraliste et s'attachant à relire les œuvres de Marx pour en dégager le fond « scientifique » ; les disciples d'Althusser se rapprochent ensuite des thèses pro-chinoises.
La redécouverte de l'œuvre de Gramsci, après-guerre, contribue à nourrir en Italie une pensée communiste moins orthodoxe, et plus riche sur le plan théorique, que dans la plupart des autres pays. Ses écrits, recueillis dans ses Cahiers de prison, font de lui, après la Seconde Guerre mondiale, un penseur marxiste de première importance. L'œuvre de Gramsci a cependant été éditée, et apparemment remaniée, par Palmiro Togliatti : tout en faisant du gramscisme la base de sa « voie italienne du communisme », Togliatti s'est efforcé de rattacher le marxisme hétérodoxe de Gramsci au courant léniniste, et semble, sur certains points, en avoir altéré le sens,,. Le gramscisme fait, notamment après 1968, l'objet de nombreux débats et d'interprétations divergentes quant à la portée de son historicisme, à son éventuelle appartenance à la famille du léninisme, et à la nature de ses concepts sociologiques.
L'opéraïsme (soit « ouvriérisme », de l'italien operaio signifiant ouvrier), courant d'origine italienne dont Toni Negri est le théoricien le plus connu, apparaît dans les années 1960, dans le contexte du miracle économique italien et de l'industrialisation du pays. Negri, qui prône l'usage de la lutte armée dans un cadre plus vaste de luttes sociales radicales, exerce une influence sur une partie de l'extrême gauche italienne durant les années de plomb,.
Dans les contextes de la décolonisation, de la révolution cubaine et de la guerre du Viêt Nam, l'association du communisme à un discours tiers-mondiste, puis à une lutte contre l'impérialisme américain, lui permet d'exercer une nouvelle séduction dans les années 1960-70 ; Mao Zedong, Hô Chi Minh, ainsi que Fidel Castro et Che Guevara, font figure d'icônes anti-impérialistes. À l'époque de la révolution culturelle, le maoïsme est considéré par de nombreux militants occidentaux - séduits par son radicalisme verbal et qui ne disposent sur les réalités chinoises que d'informations en provenance du régime - comme une alternative au communisme soviétique. Plus largement, les références communistes se mêlent souvent à l'époque, chez une partie des sympathisants occidentaux d'extrême gauche ou plus largement dans la mouvance de la Nouvelle gauche, à des discours tiers-mondistes et idéalistes, souvent en décalage avec la réalité des régimes politiques ou des personnalités auxquels ils se réfèrent.
Alors que le régime chinois entame sa libéralisation à la fin des années 1970, le maoïsme tombe progressivement en désuétude : toujours officiellement en vigueur en Chine, il est, dans les faits, vidé de son contenu idéologique. Totalement marginalisé en Occident, il conserve néanmoins davantage de partisans dans le tiers-monde. Après sa rupture avec la Chine, l'Albanie d'Enver Hoxha se pose en gardienne de l'orthodoxie ; d'anciens groupes maoïstes et d'autres partis staliniens « anti-révisionnistes », de dimensions généralement modestes, constituent une tendance d'extrême gauche « pro-albanaise ».
La doctrine du Juche, élaborée par Kim Il-sung en Corée du Nord, représente un cas particulier : hostile à la déstalinisation, le dirigeant nord-coréen a progressivement évacué les références au marxisme-léninisme pour développer sa propre idéologie, à usage essentiellement local. Tout en conservant des références au socialisme et au communisme, le Juche se veut une doctrine originale : il constitue avant tout une idéologie nationaliste, fondée sur le concept d'autosuffisance et dans laquelle l'adulation de la personne du dirigeant tient un rôle essentiel.
Le trotskisme demeure quant à lui, durant toute son histoire, un courant très divisé : en France, des organisations comme LO et le courant lambertiste, au discours strictement ouvriériste, se distinguent de la LCR, à l'image plus « libertaire » et tiers-mondiste.

### Après 1989: du déclin de l'idéologie aux résurgences néocommunistes

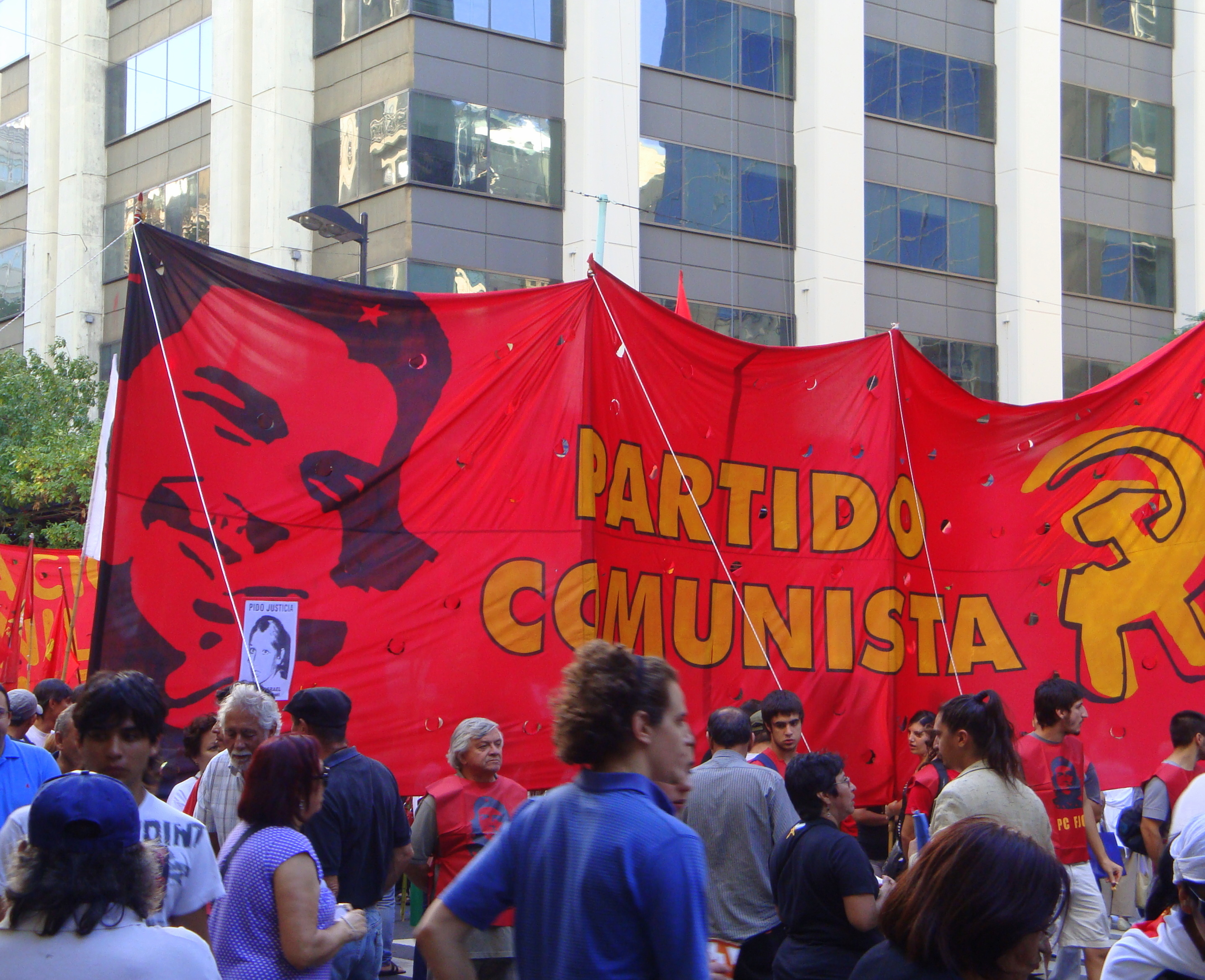
Manifestation du Parti communiste argentin en 2010.

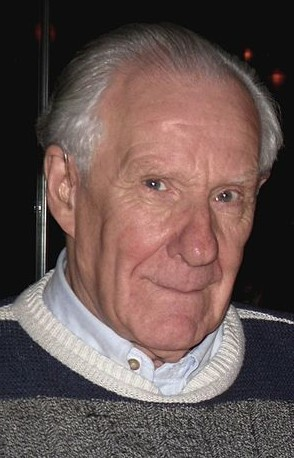
Alain Badiou en 2010.

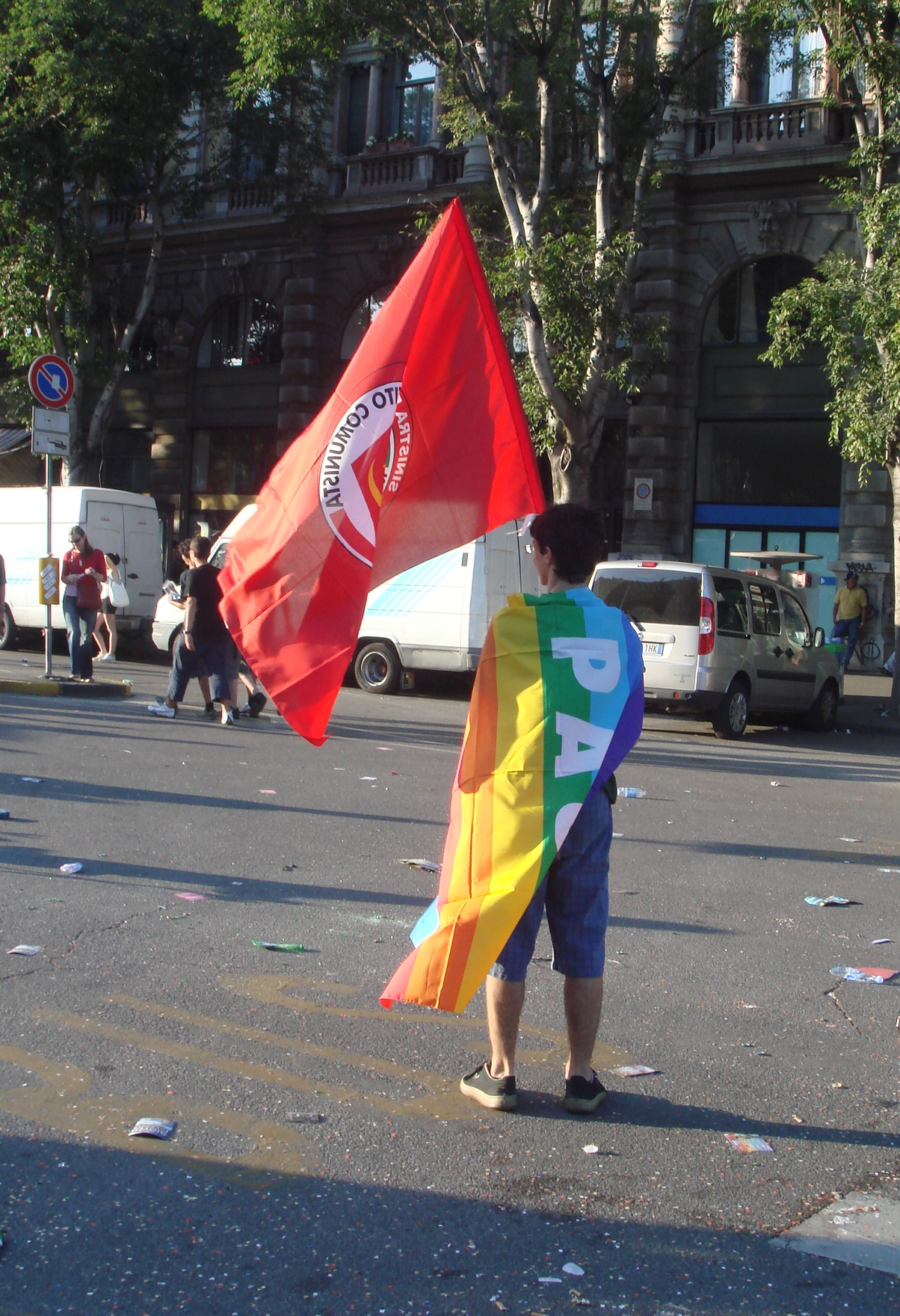
Un militant du Parti de la refondation communiste en 2007, lors de la Pride de Milan.

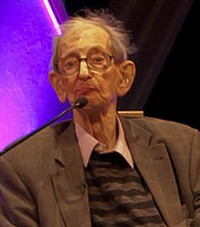
L'historien communiste britannique Eric Hobsbawm.

Après la glasnost, la chute du bloc de l'Est et les avancées considérables de l'historiographie, la réalité historique du communisme est devenue beaucoup plus accessible qu'auparavant ; les visions idéalisées du communisme en tant que phénomène historique, ou en tant qu'alternative politique, n'ont cependant pas totalement disparu. En 1995, François Furet juge, dans Le Passé d'une illusion, que « l'idée de communisme n'a cessé de protéger à toutes ses époques l'histoire du communisme, jusqu'à ce moment ultime où la seconde, par l'arrêt pur et simple de son cours, a entraîné la première dans sa disparition, puisqu'elle l'avait si longtemps incarnée. Mais la fin du monde soviétique ne change rien à la demande démocratique d'une autre société, et pour cette raison même il y a fort à parier que cette vaste faillite continuera à jouir dans l'opinion du monde de circonstances atténuantes, et connaîtra peut-être un renouveau d'admiration. Non que, sous la forme où elle est morte, l'idée communiste puisse renaître : la révolution prolétarienne, la science marxiste-léniniste, l'élection idéologique d'un parti, d'un territoire et d'un Empire ont sans doute terminé leur cours avec l'Union soviétique. Mais la disparition de ces figures familières à notre siècle ferme une époque, plutôt qu'elle ne clôt le répertoire de la démocratie ».
Malgré les crimes commis en son nom, le communisme, en tant qu'idéal voire en tant que système politique, n'a pas fait l'objet de la même condamnation morale unanime que le nazisme : une distinction est en effet couramment faite entre l'idéal du communisme, supposé généreux, et la réalité politique concrète qui s'en est réclamée. L'historien des idées Alain Besançon parle à cet égard d'« amnésie » des crimes du communisme, par opposition à l'« hypermnésie » des crimes du nazisme. Jean-François Revel dénonce pour sa part en 1999 un « négationnisme » pro-communiste qui tendrait à occulter, voire à nier, les dimensions criminelles du communisme en tant que phénomène historique pour en préserver la « couverture utopique ». Certains secteurs d'opinion marqués à gauche ont, suivant un processus que le politologue Philippe Raynaud attribue à « un certain gauchisme », contribué à attribuer la faillite du communisme non au communisme lui-même, mais au « stalinisme ». La figure de Che Guevara conserve une capacité d'attraction en tant que symbole révolutionnaire.
Un phénomène parfois désigné sous le nom de « néocommunisme » tend, depuis la fin de la guerre froide, à se développer ; d'une part avec la permanence ou l'apparition de partis aux références communistes plus ou moins affichées comme Die Linke ; d'autre part avec la récupération, par les tendances les plus diverses de la gauche et de l'extrême gauche, d'une partie de l'univers référentiel, des idéaux et des engagements communistes. Ceux-ci peuvent se manifester dans la mouvance altermondialiste — ou plus largement celle de la gauche antilibérale — ainsi que via divers engagements — qu'il s'agisse de la réduction des inégalités, de la lutte contre le racisme ou de la défense des droits de l'homme — sans qu'aucune de ces causes ne soit réductible à un engagement communiste. Divers partis communistes, comme le PCF en France ou Refondation communiste en Italie, participent à ce courant, en concentrant leur discours sur l'anticapitalisme et la dénonciation du néolibéralisme, ainsi que sur l'antiracisme, l'écosocialisme, le féminisme, la défense des immigrés et des minorités ethniques et sexuelles, et autres thèmes communs à l'ensemble de la gauche radicale, voire à une partie de la gauche modérée. La LCR, en France, connaît une mutation comparable : dans les années 2000, elle évolue vers une rhétorique axée de manière plus large sur la dénonciation des injustices sociales, jusqu'à s'éloigner dans les années 2000 de son identité strictement trotskiste pour devenir le Nouveau Parti anticapitaliste. S'inscrivant dans un contexte global de critique des méfaits du libéralisme et de la mondialisation économique, cette tendance peut s'exprimer à travers des évènements comme le Forum social mondial, autour de nouvelles causes comme celle des zapatistes au Chiapas et, plus largement, dans le contexte de la vague des nouveaux leaders de gauche en Amérique latine dans les années 2000,.
Dans le domaine de la vie intellectuelle, les réflexions autour de thèmes liés au marxisme, au communisme ou à leur univers référentiel demeurent présentes, dans le cadre d'une critique plus vaste du capitalisme et de la mondialisation de l'économie, notamment à l'occasion des crises financières et crises économiques des années 2000,.
Le politologue Philippe Raynaud s'interroge sur l'éventuel « avenir d'une illusion », soit sur une radicalité révolutionnaire toujours présente dans les idéaux et la vie intellectuelle et qui, après la chute du communiste soviétique, adopte de nouveaux visages. Raynaud tend à confirmer le jugement de François Furet quant à l'échec des tentatives de redonner vie au communisme sous son ancienne forme, voire à revitaliser la théorie marxiste ; il souligne cependant, au-delà des écrits de philosophes « néocommunistes », la permanence de l'idée communiste en tant que référence de l'imaginaire social et politique. L'historien Robert Service souligne, pour sa part que les conditions historiques qui ont permis la naissance et le développement de la mouvance communiste, parmi lesquelles les injustices politiques et économiques, sont toujours présentes : si le retour du communisme en tant que régime politique sous la forme qu'il a adopté au XXe siècle lui paraît improbable, il estime néanmoins que son empreinte dans l'histoire et sur les esprits est suffisamment profonde pour permettre à l'idéal communiste de demeurer présent et de ressurgir sous d'autres formes.

## Analyses

### Critiques

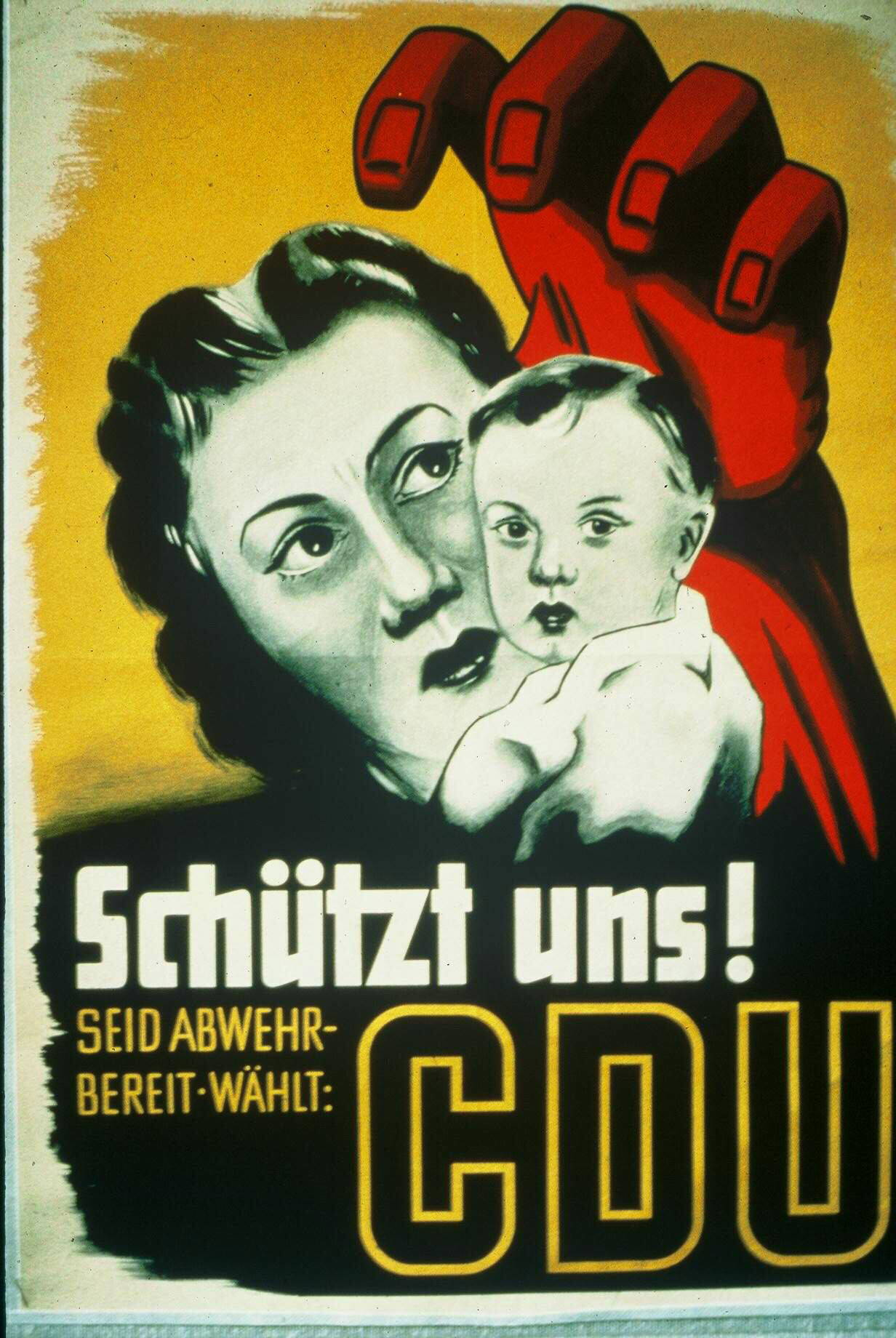
Affiche électorale de la CDU ouest-allemande (1953).

Du fait de la diversité du phénomène, les critiques du communisme peuvent porter tant sur ses aspects théoriques que sur ses réalités politiques concrètes. Au XIXe siècle, le concept de société communiste est critiqué, non seulement par des conservateurs, mais aussi dans les rangs socialistes et anarchistes. Lamennais dénonce ainsi le communisme, au sens de société fondée sur la propriété commune, comme un retour à l'esclavage et au « travail forcé, rétribué au gré de l'État qui l'impose ». Pierre-Joseph Proudhon, théoricien du socialisme libertaire, considère quant à lui dès 1846 que le projet de société communiste débouche sur la « dictature partout ». Max Stirner, l'un des fondateurs de l'anarchisme individualiste, écrit pour sa part : « en abolissant la propriété personnelle, le communisme ne fait que me rejeter plus profondément sous la dépendance d'autrui, autrui s'appelant désormais la généralité ou la communauté ». Un autre théoricien anarchiste, Mikhaïl Bakounine, estime pour sa part en 1866 que « l'État despotique, mis en place par le communisme d'État, fera naître une classe exploitante et privilégiée : la bureaucratie » ; en 1873, il se définit comme « collectiviste et pas du tout communiste », le communisme étant à ses yeux « la négation de la liberté » en ce qu'il « fait absorber toutes les puissances de la société dans l'État [et] aboutit nécessairement à la centralisation de la propriété entre les mains de l'État ».
Yves Guyot qualifie en 1893 le principe de collectivisme de « tyrannique » et juge que le communisme, en rejetant la propriété privée, contredit la déclaration des droits de l'homme et du citoyen de 1789 qui compte la propriété parmi les « droits naturels et imprescriptibles de l'homme ». Commentant l'interprétation soviétique du passage à la société communiste, l'économiste André Piettre écrit en 1966 : « on retrouve là le rêve saint-simonien du « gouvernement des hommes » disparaissant dans « l'administration des choses ». Reste à savoir si, dans cet immense mécanisme social, l'homme lui-même ne risque pas d'être traité comme une chose ? ». Pour le philosophe André Comte-Sponville, le communisme, en tant qu'idée, ne peut déboucher que sur l'utopie ou sur le totalitarisme : les deux seules options étant d'une part la « niaiserie », d'autre part la « dictature ».
Au XXe siècle, la notion de communisme ne se rapporte plus à une forme théorique de société, mais à une réalité politique concrète : les critiques visent désormais des courants de pensée distincts, et des régimes politiques existants. Les régimes communistes ont été critiqués en tant que systèmes dictatoriaux, voire totalitaires, violant à grande échelle les droits de l'homme, réprimant toute forme d'opposition, et surveillant la population suivant des pratiques d'États policiers. Dès la révolution d'Octobre, des critiques se sont élevées, y compris à gauche, contre les méthodes des bolcheviks : en 1920, lors du congrès de Tours, Léon Blum reproche au gouvernement de Lénine de détourner la notion de dictature du prolétariat pour en faire « une dictature exercée par un parti centralisé, où toute l'autorité remonte d'étage en étage et finit par se concentrer entre les mains d'un comité patent ou occulte » alors que la dictature du prolétariat, chez Marx, est conçue comme la « dictature d'une classe » et non la « dictature de quelques individus, connus ou inconnus ». Pour Milovan Djilas, le système de gouvernement communiste ne peut qu'être intrinsèquement totalitaire, car reposant sur la domination sans partage d'une nouvelle oligarchie qui mène une « guerre civile » quotidienne contre sa propre structure sociale et doit, pour subsister, entretenir une militarisation de la société. Boris Souvarine qualifie en 1977 les régimes communistes de « pires oppresseurs des peuples désarmés » et dénonce l'imposture que constitue leur référence à Marx ; il souligne également la responsabilité d'« une prétendue intelligentsia européenne » qui « ne craint pas de justifier les pires brutalités des descendants de Staline et de Mao en se référant à Marx, à Hegel ou à Freud, qui n'en peuvent mais ».
Sur le plan idéologique, le marxisme-léninisme est l'objet de critiques pour ses aspects à la fois dogmatiques et « pseudo-scientifiques » : l'historien Nicholas Riasanovsky juge à cet égard qu'outre son caractère de pseudo-science, l'idéologie officielle de l'URSS et ses autres régimes communistes possède un caractère de pseudo-religion, qui se présente comme une explication à la fois « scientifique » et totalisante de la réalité, tout en s'arrogeant le droit de décréter ce qui est bien et ce qui est mal, et présentant une vision de type religieux, où le prolétariat joue le rôle du Messie, la société sans classes celui du Paradis, le Parti celui de l'Église, et les œuvres de Marx, Engels, Lénine - et, jusqu'à une certaine époque, Staline - celui des Saintes Écritures. Dans les années 1960, le marxologue Kostas Papaïoannou souligne que le marxisme-léninisme, malgré son dogmatisme affiché, est paradoxalement devenu une pensée singulièrement dépourvue de contenu, au point de faire figure d'« idéologie sans doctrine » et d'« orthodoxie sans dogme », l'orthodoxie en vigueur dans les pays communistes n'étant plus définie que par les impératifs idéologiques du moment et les déviances qu'il s'agit de dénoncer : la doctrine s'en trouve dès lors ramenée au rang d'outil servant à dénoncer tel ou tel adversaire, tandis que la théorie marxiste elle-même est réduite à l'état de « catéchisme primaire à l'usage des agitateurs ».
Des intellectuels marxistes critiques de l'URSS, comme Charles Bettelheim, ont jugé que le maintien d'inégalités sociales et la reproduction en tant que telle de la classe bureaucratique aboutissaient à ce que le « socialisme » de type soviétique ne soit en réalité qu'une forme de capitalisme d'État, où la classe sociale dominante était constituée par une bourgeoisie d'État. Selon ces critiques, formulées dans le cadre d'une analyse de type marxien, l'URSS ne pouvait prétendre au titre de pays socialiste,. De manière plus générale, le thème du contraste entre la réalité des sociétés mises en place sous les régimes communistes et l'idéal égalitaire dont ils se réclament revient de manière récurrente. Ainsi, un dicton populaire de l'époque communiste en Roumanie était que dans ce régime « toutes les briques de l'édifice sont théoriquement égales, mais pratiquement celles d'en bas doivent supporter le poids de celles d'en haut ».
Le communisme stalinien est dénoncé dans des romans comme La Ferme des animaux et 1984 de George Orwell, Le Zéro et l'Infini d'Arthur Koestler ou Vie et Destin de Vassili Grossman. Alexandre Zinoviev a pour sa part critiqué la société communiste sur la base de la vie quotidienne en URSS, revendiquant « d'avoir observé la réalité soviétique, d'avoir perçu comment le communiste idéaliste était vaincu par le communisme réel et d'en avoir conclu que la société soviétique excluait toute possibilité de créer le communisme idéal ». Sans nier les progrès sociaux dont des familles comme la sienne avaient bénéficié en URSS, Zinoviev s'est livré, dans des ouvrages comme Les Hauteurs béantes, à une satire du système soviétique. Pour Zinoviev, le « communisme réel » est, contrairement à la théorie marxiste de disparition de l'État, une « organisation générale de toute la population du pays dans un système de commandement et de soumission » au sein d'un « Super-État », où tous les citoyens sont soumis au système de pouvoir du Parti et de la nomenklatura, qui s'accompagne d'un « lavage de cerveau » permanent : à ses yeux, si le « communisme réel » est bien une dictature dont le pouvoir émane « par le haut », le système se différencie du totalitarisme proprement dit en ce que la violence y est également imposée « par le bas », la population, bien que mécontente de son sort, étant incapable d'imaginer un autre système et percevant le régime comme son milieu naturel.

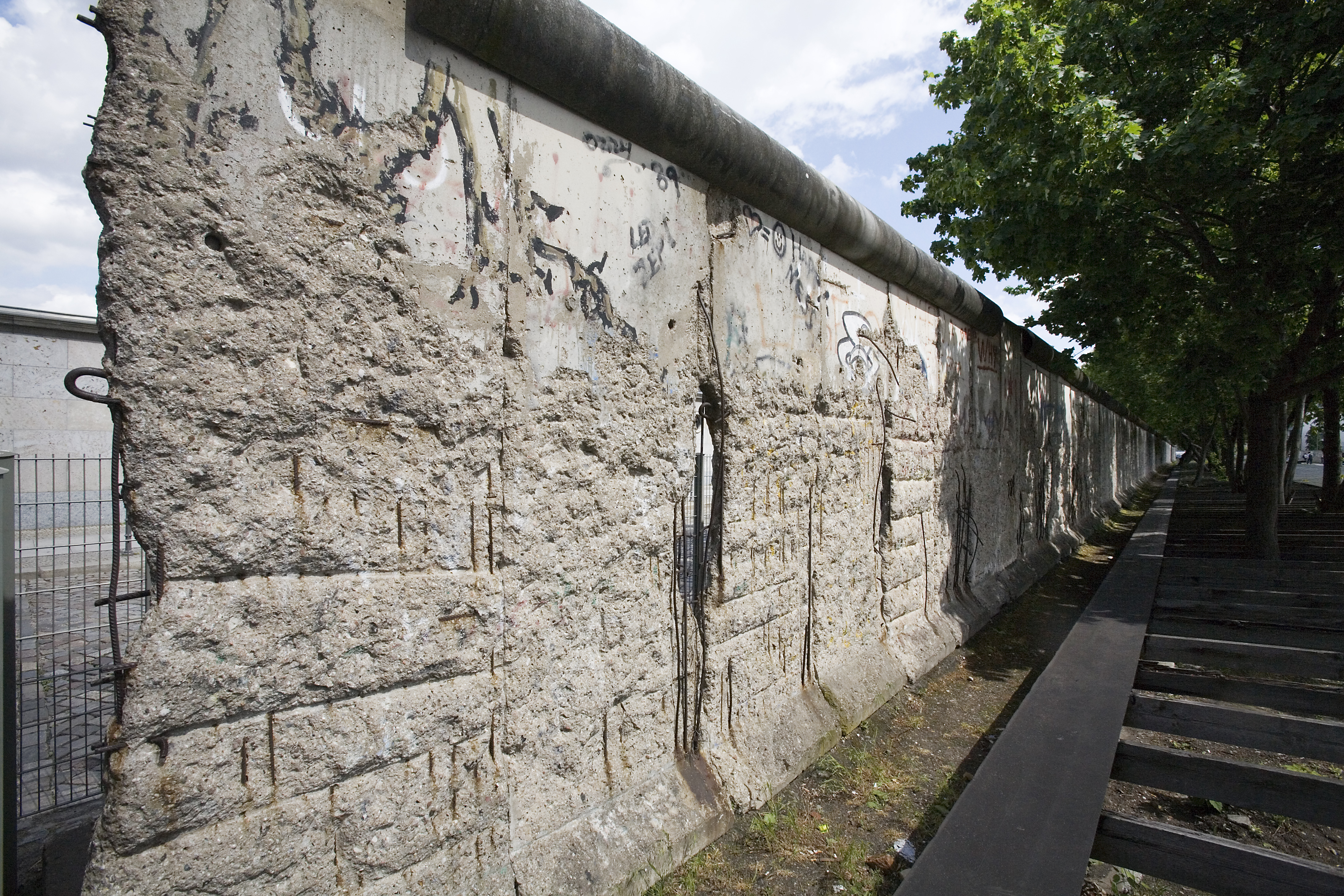
Des restes du mur de Berlin.

Jacques Julliard pointe du doigt, au moment de la chute de l'URSS, « les pleureuses du communisme » qui tendraient, au sein de la gauche, à en regretter la disparition et à en excuser les crimes au nom de l'idéal poursuivi, et écrit : « le phénomène n'est toujours pas entré dans nos esprits avec sa véritable dimension. Quarante millions de morts. Il y faut un peu d'imagination, car nous manquons de références. Depuis le commencement du monde, aucun régime, aucune dynastie, aucun monarque n'avait réussi pareille performance. Même le nazisme qui, sur la fin, fut pris par le temps. Histoire de fixer les idées, constatons que le bilan global du communisme, en matières de massacres, cela fait environ vingt fois Auschwitz. Quarante millions ! Combien de victimes supplémentaires fallait-il aux pleureuses du communisme pour qu'on nous donne le droit d'applaudir à la chute du bourreau ? ». L'écrivain Vladimir Volkoff parle pour sa part, en 1992, de « quelque deux cent millions de morts » imputables au communisme, et juge que « jamais davantage de mal n'a été fait à l'humanité par un groupe d'hommes se voulant expressément solidaires les uns des autres ».

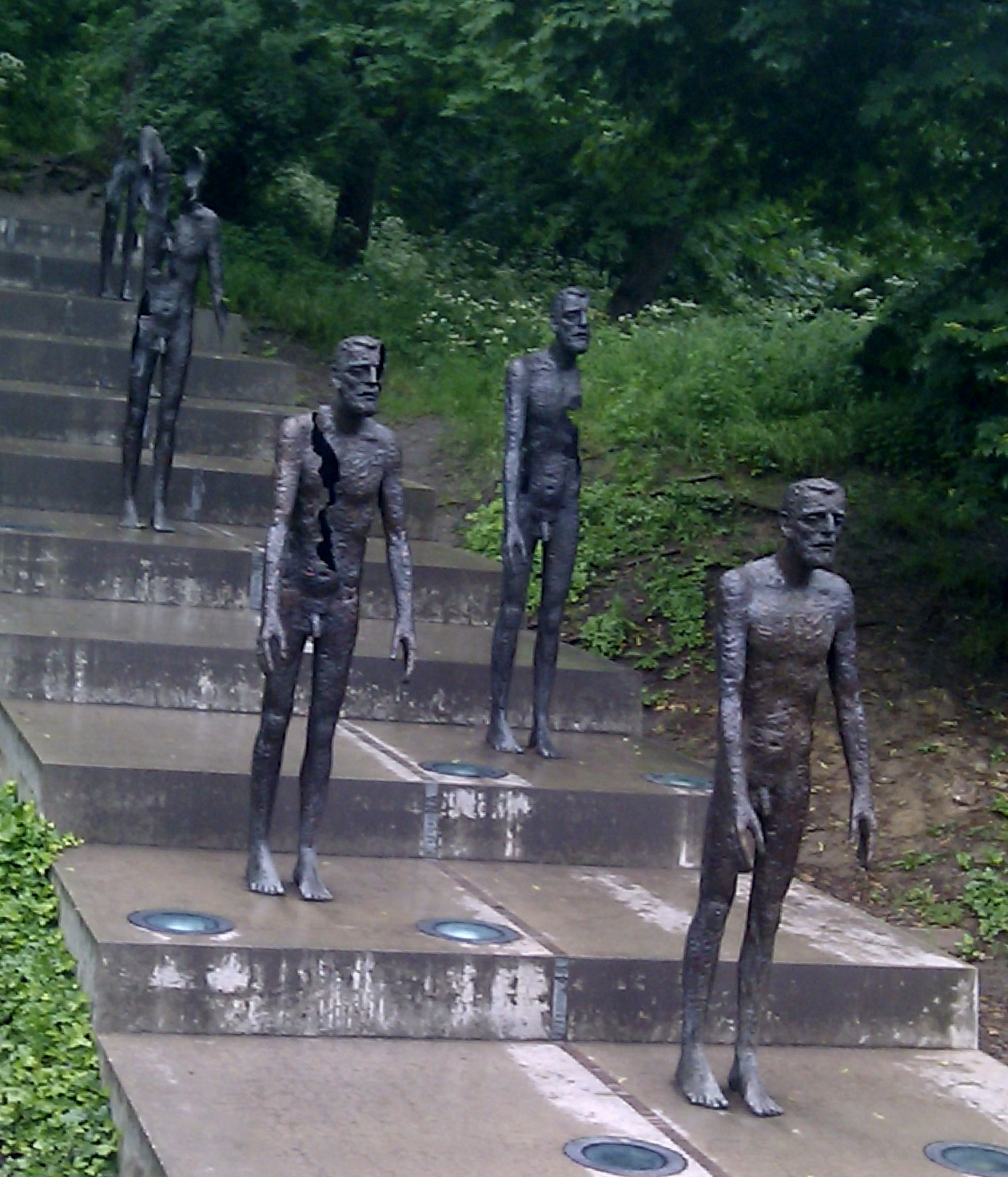
Mémorial des victimes du communisme à Prague.

Les régimes communistes se voient également reprocher l'échec de leurs économies planifiées, qui n'ont jamais réussi à résoudre leurs dysfonctionnements : durant la guerre froide, les organisations économiques des pays communistes se sont traduites par des phénomènes de pénurie et ont contraint les travailleurs et les consommateurs à pallier eux-mêmes aux carences du système en usant de méthodes qui relevaient de la débrouillardise ou de l'économie parallèle.
Une comparaison du communisme avec le nazisme, sous l'angle des pratiques dictatoriales des deux régimes — l'Allemagne de Hitler et l'URSS de Staline étant comparées en tant que régimes à parti unique, gouvernés par un chef tout-puissant — a été pratiquée dès l'entre-deux-guerres, le mot « totalitarisme » ayant lui-même été utilisé dès 1929 pour désigner conjointement les régimes fasciste et communiste. La comparaison entre communisme et nazisme, idéologies s'étant violemment affrontées au cours du XXe siècle, a été, du fait de sa charge politique, l'objet de vives polémiques à la suite de son évocation par François Furet dans Le Passé d'une illusion puis par Stéphane Courtois dans Le Livre noir du communisme. L'historien Serge Wolikow juge pour sa part que, s'agissant de l'étude des pratiques autoritaires et répressives, la comparaison des idéologies fasciste et communiste « est légitime à condition de ne pas l'entendre comme une procédure qui sert à les assimiler ». Pour les chercheurs Bruno Groppo et Bernard Pudal, « constat d'évidence, les études comparatives sont éminemment souhaitables. Elles peuvent faire progresser sérieusement la recherche. On remarque que dans la période récente s'est affirmée une tendance à comparer communisme et nazisme, ou stalinisme et nazisme. Cette tendance n'est pas nouvelle, et s'inscrit au moins partiellement dans la filiation de la théorie du totalitarisme, que ce soit pour la revendiquer ou pour la rejeter. L'intérêt principal de cette démarche est probablement de faire profiter les études sur le communisme des avancées méthodologiques réalisées dans le domaine des études sur le nazisme ».
Dès l'entre-deux-guerres, l'Église catholique a fermement condamné le communisme : dans l'encyclique Divini Redemptoris, publiée le 19 mars 1937, le pape Pie XI dénonce le communisme comme « intrinsèquement pervers », estimant que « l'on ne peut admettre sur aucun terrain la collaboration avec lui de la part de quiconque veut sauver la civilisation chrétienne ».
Dans plusieurs anciens pays du bloc de l'Est, comme la Hongrie, la Lituanie, l'Estonie et la Lettonie, l'usage des symboles du communisme est désormais puni par la loi,,,,.

### Crimes de masse et violation des droits de l'homme

Carte indiquant la localisation des principaux camps du système concentrationnaire soviétique - puis du Goulag - ayant existé en URSS entre 1923 et 1961.

La grande famine en URSS ; scène de rue à Kharkiv durant l'Holodomor en Ukraine (1933).

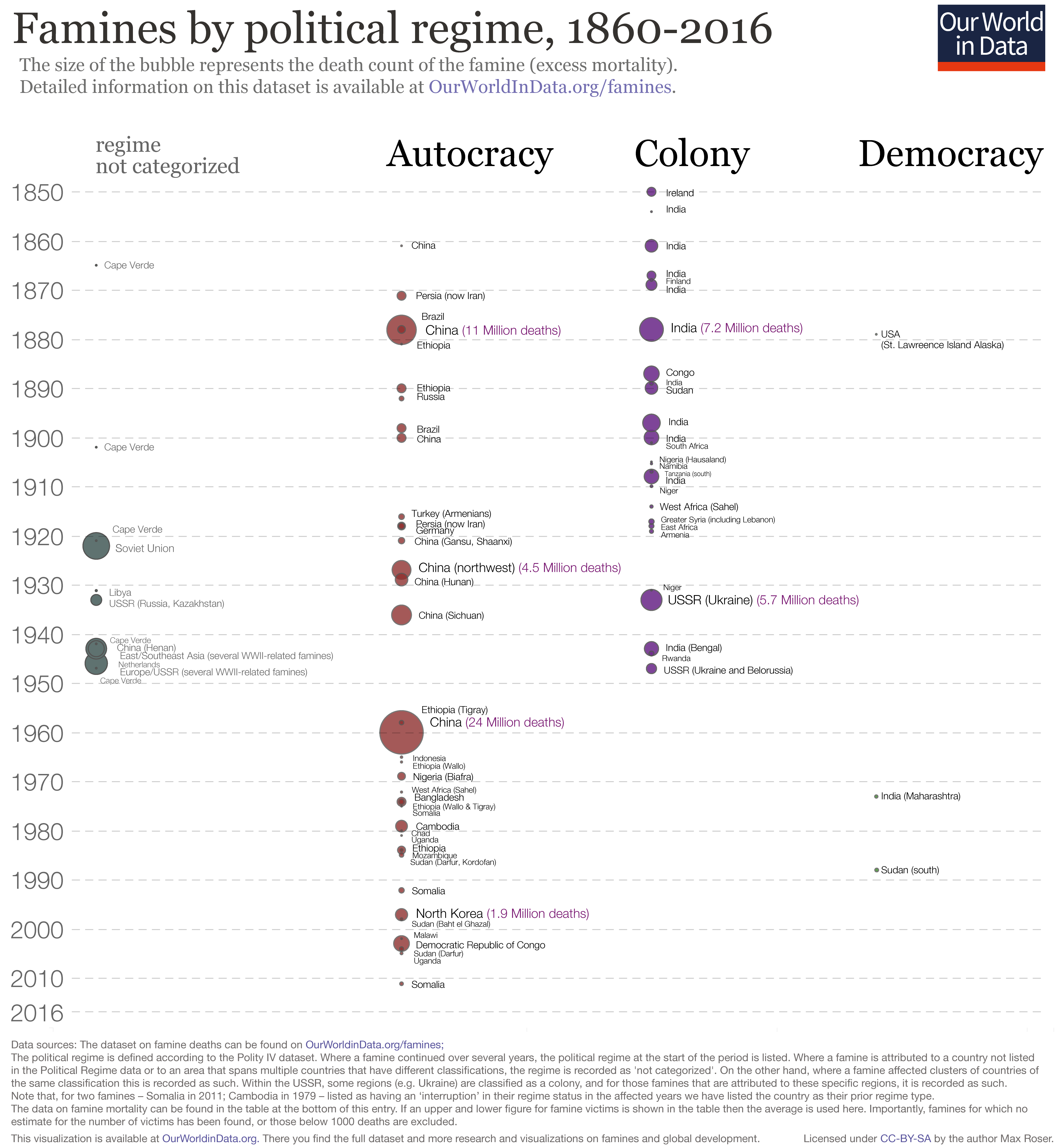
Les plus grandes famines de l'histoire contemporaine se sont produites dans des régimes communistes tels que la Chine maoïste ou l'Union soviétique.

Les régimes communistes se sont tous, à des degrés très divers selon les pays et les époques, signalés par des violations des droits de l'homme et des pratiques meurtrières, certains s'étant rendus coupables de massacres à grande échelle envers leurs opposants, voire envers leurs populations. Les camps de concentration comme, à diverses époques, le Goulag soviétique, le Laogai chinois ou le Kwanliso nord-coréen, ont fait partie de l'arsenal répressif des pays communistes. À une moindre échelle, la prison de Pitești en Roumanie ou le camp de concentration de Béléné en Bulgarie sont restés dans les mémoires pour leurs atrocités. Dès l'époque de la fondation de la Russie soviétique, dirigée par Lénine dans un contexte de guerre civile et d'extrême violence, le Parti communiste s'est arrogé le monopole du pouvoir, tandis que la police politique (la Tchéka, à laquelle ont succédé par la suite le Guépéou, puis le NKVD et enfin le KGB) devenait un organe de contrôle absolu.
Le régime des bolcheviks a mené un politique particulièrement meurtrière à l'encontre de ses adversaires réels ou supposés et des catégories sociales jugées hostiles, de la Terreur rouge à la décosaquisation et au développement d'un système concentrationnaire,. Le goulag, la dékoulakisation et les Grandes Purges se sont, sous Staline, avérés nettement plus meurtriers. Outre la répression des opposants politiques et des « ennemis de classe », les religions ont également été persécutées en URSS, les campagnes antireligieuses atteignant des sommets à l'époque stalinienne. Les terribles famines provoquées par les politiques de collectivisation de Staline ont également causé des millions de morts en URSS, au point que l'Holodomor ukrainien est souvent dénoncé - sans qu'aucun consensus n'existe à ce sujet - comme ayant été sciemment provoqué pour soumettre une population jugée rebelle.
Après-guerre, les régimes du bloc de l'Est, gouvernés comme l'URSS selon un système de parti unique de fait ou de droit, se sont appuyés sur un système d'espionnage de la population et de pratiques policières arbitraires, via des services secrets tout-puissants (Stasi en RDA, Securitate en Roumanie, etc), ; l'absence de libertés publiques s'est également reproduite, durant la guerre froide, dans les régimes asiatiques, et africains, ainsi qu'à Cuba.
Si, après la déstalinisation, la répression de l'opposition a été moins meurtrière en URSS, la liberté d'expression a continué d'y être sévèrement limitée. La critique du système exposait ceux qui s'y risquaient à diverses sanctions : l'exclusion du Parti communiste pour ceux qui en étaient membres, la perte de leur emploi, voire l'incarcération, ou d'autres formes de privation de liberté. Ainsi, certains dissidents soviétiques, bien que parfaitement sains d'esprit, ont été déclarés fous et internés d'office dans des hôpitaux psychiatriques.

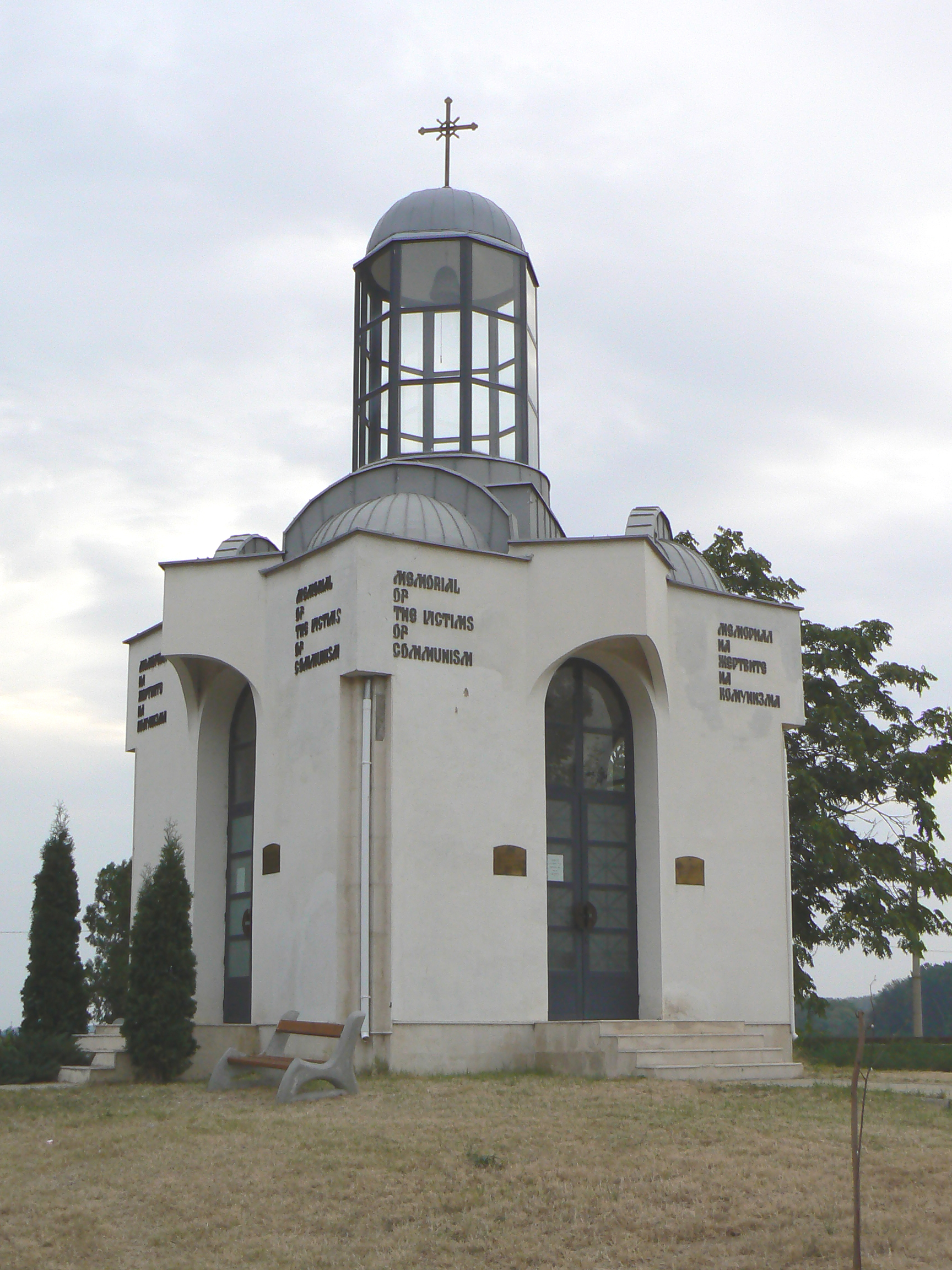
Mémorial des victimes du communisme à Vidin (Bulgarie).

En République populaire de Chine, le Grand Bond en avant s'est traduit par un désastre économique et humanitaire, causant plusieurs dizaines de millions de morts au cours de l'une des plus grandes famines de l'histoire, tandis que la révolution culturelle s'est traduit par une période d'abus à grande échelle, détruisant la vie de millions de citoyens chinois. Le régime cambodgien des Khmers rouges s'est lui aussi rendu coupable de massacres de grande ampleur, provoquant également des famines par son impéritie et causant la mort d'une proportion importante de la population du pays. Pol Pot et Ieng Sary, deux des principaux dirigeants khmers rouges, ont été condamnés par contumace pour « génocide » lors d'un procès organisé par leurs ennemis vietnamiens ; le terme de génocide, couramment employé pour qualifier les crimes du régime khmer rouge, n'est pas reconnu au niveau international, mais le qualificatif de crime contre l'humanité a été repris dans le cadre du procès des dirigeants chefs Khmers rouges. « Douch », l'un des exécutants du régime, a été condamné en 2012 pour crime contre l'humanité,,, de même que deux des anciens dirigeants Khmers rouges, Nuon Chea et Khieu Samphân, deux ans plus tard. En novembre 2018, Nuon Chea et Khieu Samphân sont à nouveau condamnés à la perpétuité, cette fois pour génocide à l'encontre de diverses minorités cambodgiennes parmi lesquelles les communautés vietnamienne et cham musulmane,,
Dans Le Livre noir du communisme, l'historien Stéphane Courtois, cumulant les exactions commises sous les différents régimes communistes, les famines provoquées par leurs politiques, et les divers crimes liés aux mouvances se réclamant de cette idéologie, avance, pour le bilan humain du communisme, un chiffre approximatif proche « la barre des cent millions de morts ». Ce chiffrage a fait l'objet de nombreuses polémiques et de critiques d'ordre méthodologique, y compris par ses propres auteurs, en ce qu'il additionne des éléments provenant de régimes et de phénomènes politiques très divers, s'étalant sur plusieurs décennies. Le chiffre de 85 millions de morts - évoqué sur le bandeau du Livre noir du communisme, et qui correspond à l'addition des 20 millions de victimes en URSS et de 65 millions en Chine, évoquées par Stéphane Courtois - a été avancé en tant que bilan des crimes du communisme,. Les auteurs de l'ouvrage Le Siècle des communismes contestent quant à eux le comptage des victimes par le Livre noir du communisme, considérant que le terme de communisme recouvre un ensemble bien trop varié de réalités politiques pour faire l'objet d'un jugement unique et collectif.

### Procès du communisme
Devant le terrible bilan humain du communisme, un certain nombre d'intellectuels, en particulier le dissident russe Vladimir Boukovski dans son livre Jugement à Moscou, l'historien français Stéphane Courtois, les essayistes français Thierry Wolton et Pascal Bruckner, ou le chercheur polonais Lukasz Kaminski (en), se sont étonnés et inquiétés qu'aucun procès équivalent à celui de Nuremberg pour le nazisme n'ait jamais été initié contre les auteurs de crimes commis au nom du communisme, au risque de voir poursuivis ces crimes dans le futur.
Vladimir Boukovski intervint en ce sens auprès de Boris Eltsine, à partir d'août 1991 jusqu'en 1993, sans parvenir finalement à ses fins.
Stéphane Courtois estime que l'une des raisons pour lesquelles la « dimension criminelle du communisme » a longtemps été occultée tient au fait que l'Union soviétique a participé avec les démocraties occidentales à la défaite du nazisme. De fait, les communistes se sont engagés dans toute l'Europe dans la résistance au nazisme, et en ont payé le prix du sang ; les résistants d'autres convictions politiques, qui avaient créé des liens de solidarité avec eux, n'ont pu, de par la mémoire du combat commun, se montrer trop critiques envers leurs anciens frères d'armes une fois la guerre finie. L'URSS elle-même profitait pleinement de cette situation, et a largement mis en avant sa contribution — réelle, et la plus importante — à la défaite du nazisme pour museler toute critique à son égard. L'alibi de l'antifascisme a ainsi permis au régime communiste soviétique d'échapper aux critiques que les démocrates auraient pu lui porter, sur sa complicité initiale avec le régime hitlérien lors du pacte germano-soviétique, ou encore sur le massacre de Katyń ; lors du procès de Nuremberg, aucun rappel n'est fait des crimes commis durant la période 1939-1941 par les Soviétiques, qui sont au contraire les procureurs, avec les puissances occidentales, des exactions commises par leurs anciens alliés.
La résolution 1481 de l'Assemblée parlementaire du Conseil de l'Europe, datée du 25 janvier 2006 durant la session d'hiver, « condamne avec force les crimes des régimes communistes totalitaires ».
En juin 2008, la Déclaration de Prague sur la conscience européenne et le communisme, signée par un ensemble de personnalités politiques et d'intellectuels, dont d'anciens opposants au bloc de l'Est comme Václav Havel et Joachim Gauck, a appelé l'Europe à un plus grand travail de mémoire sur les crimes du communisme : le Parlement européen a réagi en septembre de la même année en faisant du 23 août - jour anniversaire de la signature du pacte germano-soviétique - la Journée européenne de commémoration des victimes du stalinisme et du nazisme, en mémoire des victimes de tous les régimes totalitaires et autoritaires.
Par ailleurs, confirmant « la nécessité d'une condamnation internationale des crimes des régimes communistes totalitaires », le Parlement européen a voté le 2 avril 2009 une résolution condamnant « fermement et sans réserve tous les crimes contre l'humanité et les innombrables violations des droits de l'homme commis par tous les régimes totalitaires et autoritaires »,,.
Le Cambodge a adopté, en juin 2013, une loi punissant de deux ans de prison « tout individu qui ne reconnaît pas, qui minimise ou qui nie » les crimes des Khmers rouges.
Le 19 septembre 2019, le Parlement européen adopte une résolution dénonçant les crimes communistes et rappelant que le pacte germano-soviétique fut l'un des principaux éléments déclencheurs de la Seconde Guerre mondiale.
Le 20 avril 2023, un an après le début de l'offensive russe contre l'Ukraine, et devant le parallélisme entre les conditions de cette offensive et la politique de l'Union soviétique, une proposition de loi est déposée au Sénat français afin de créer, chaque 9 novembre, jour anniversaire de la chute du Mur de Berlin, une Journée nationale d'hommage aux victimes du communisme. Cette proposition de loi réitérait une autre proposition de loi similaire déposée à l'Assemblée nationale le 21 novembre 2007.

## Historiographie

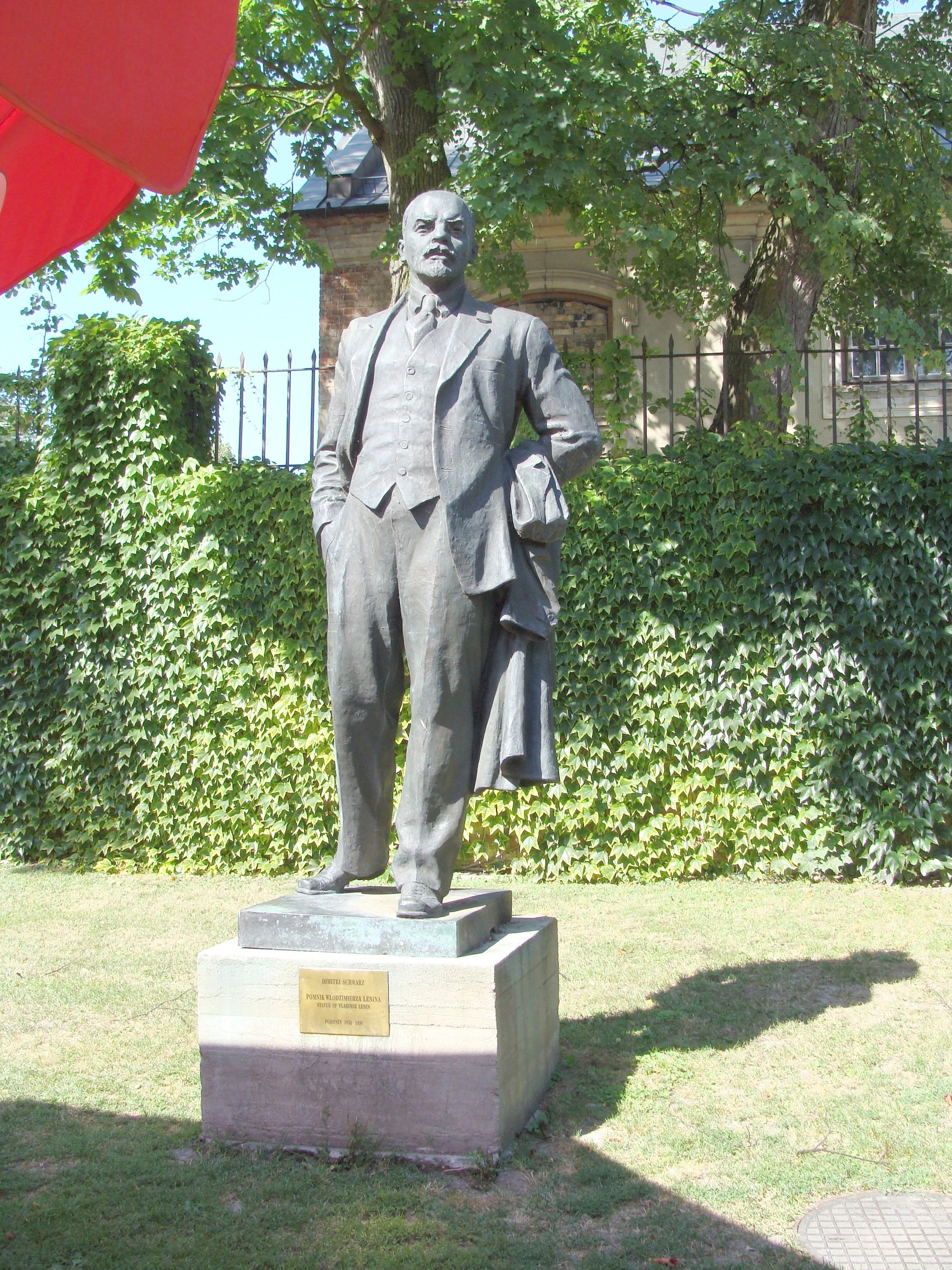
Statue de Lénine au musée du communisme à Kozłówka (Pologne).

L'historiographie du communisme a connu de nombreuses évolutions au fil des décennies. L'histoire de la révolution russe a donné lieu à des interprétations conflictuelles, dont beaucoup ont, avant la Seconde Guerre mondiale, servi des démarches politiques, de justification ou de glorification. Après-guerre, l'analyse du phénomène communiste en tant que réalité politique s'est faite couramment en Occident sous l'angle du paradigme totalitaire : cette approche a été en concurrence, à partir des années 1970, avec une école « révisionniste » relativisant le caractère déterminé d'une partie des phénomènes de terreur et tendant à contester le lien de filiation direct entre léninisme et stalinisme. La réflexion sur le phénomène communiste, et tout particulièrement sur les dimensions totalitaires du phénomène stalinien ainsi que sur ses points communs avec le régime nazi, a longtemps été freinée, en France, par l'influence du PCF dans le monde intellectuel.
L'historiographie du communisme a, de manière générale, longtemps pâti du manque de documentation, et de l'existence de régimes communistes qui bloquaient l'accès à leurs archives, limitant la connaissance des politiques internes, des prises de décision, des responsabilités personnelles des dirigeants et des phénomènes sociaux au sein du monde communiste. Du fait du contexte de la guerre froide, l'étude des phénomènes communistes a été handicapée par les attitudes antagonistes - pro-communisme ou anticommunisme - qui existaient jusque dans le monde intellectuel. À l'étude du communisme dans son ensemble s'est par ailleurs superposée la discipline de la soviétologie, soit le champ d'études portant spécifiquement sur l'URSS. Du fait des difficultés d'accès aux archives et plus largement du contexte politique international, des phénomènes historiques de première importance, comme la dramatique famine provoquée par le Grand Bond en avant, n'ont été connues qu'avec beaucoup de retard. Dans une introduction, rédigée en 1966, au troisième tome des Origines du totalitarisme, Hannah Arendt souligne le manque criant d'archives qui permettraient de connaître de l'intérieur avec précision le fonctionnement de l'appareil d'État soviétique sous Staline. Elle montre également une méconnaissance — qui était alors la norme en Occident — de la réalité du régime chinois, en indiquant, alors que le Grand Bond en avant ne datait que de quelques années, l'absence de famines et de crimes de très grande ampleur dans l'histoire chinoise récente.
En URSS même, la période de la glasnost a permis d'élargir la réflexion sur la période stalinienne, mais également sur l'époque de Lénine et sur le rôle historique de ce dernier : le travail de mémoire sur la période communiste est cependant demeuré très inégal et soumis aux intérêts politiques du moment, y compris en Russie post-soviétique. L'ouverture après 1989 des archives soviétiques, et de celle des anciens pays du bloc de l'Est a, malgré son caractère inégal, ouvert de nouvelles dimensions aux chercheurs. Elle a permis à ces derniers d'avoir accès à une masse colossale d'informations jusque-là occultées, en apportant notamment des informations plus précises sur les phénomènes sociaux en URSS, les processus de décision au sein du pouvoir, les périodes de la guerre civile et du stalinisme, et le nombre des victimes durant ces périodes,,.
Les approches historiques continuent de faire l'objet de controverses méthodologiques. La parution en 1997 du Livre noir du communisme a été accompagnée d'un vif débat, aussi bien historiographique que politique, portant tant sur l'approche choisie que sur la teneur de certaines contributions. Le grand nombre d'ouvrages parus sur les divers aspects du phénomène communiste souligne la multiplicité des approches possibles, dont aucune n'est en position de revendiquer l'exclusivité.

#### Origines

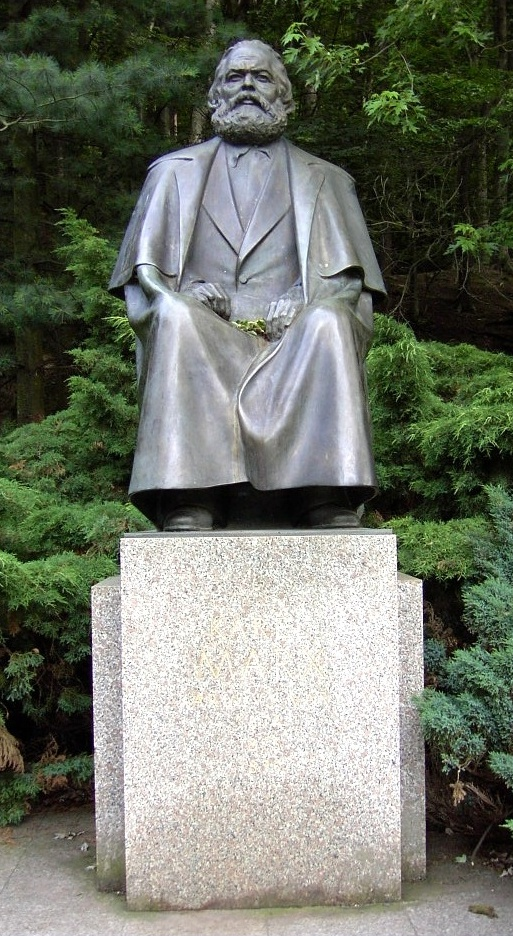
Statue de Karl Marx à Karlovy Vary (République tchèque).

- Annie Kriegel, Les Internationales ouvrières (1864-1943), Presses universitaires de France, coll. « Que sais-je ? », 1983
- Bronisław Baczko, Les Imaginaires sociaux : mémoires et espoirs collectifs, Paris, Payot, 1984
- Karl Marx et Friedrich Engels, Manifeste du parti communiste, 1847-1848 (lire en ligne).
- Friedrich Engels, Socialisme utopique et socialisme scientifique (lire en ligne), 1880
- Maximilien Rubel, Karl Marx — Essai de biographie intellectuelle, Paris, Marcel Rivière, 1971 ; réédition Paris, Klincksieck, 2016
- Pierre Manent, Naissance de la politique moderne : Machiavel, Hobbes, Rousseau, Payot, 1977
- Friedrich Engels, L'Origine de la famille, de la propriété privée et de l'État
- Gérard Walter, Les Origines du communisme (Judaïques - Chrétiennes - Grecques : Latines), 1974, 359 p. (ISBN 978-2-228-32520-2)
- Jean Jaurès et Franck Fischbach (trad. du latin, préf. Adrien Veber), Les origines du socialisme allemand, Toulouse, Ombres blanches, coll. « Rue des gestes », 1891 (réimpr. 2010), 156 p. (ISBN 978-2-913911-04-8)
- Annie Kriegel, Aux origines du communisme français, Éditions Mouton /École pratique des hautes études-Sorbonne, 1964

#### Courants de pensée

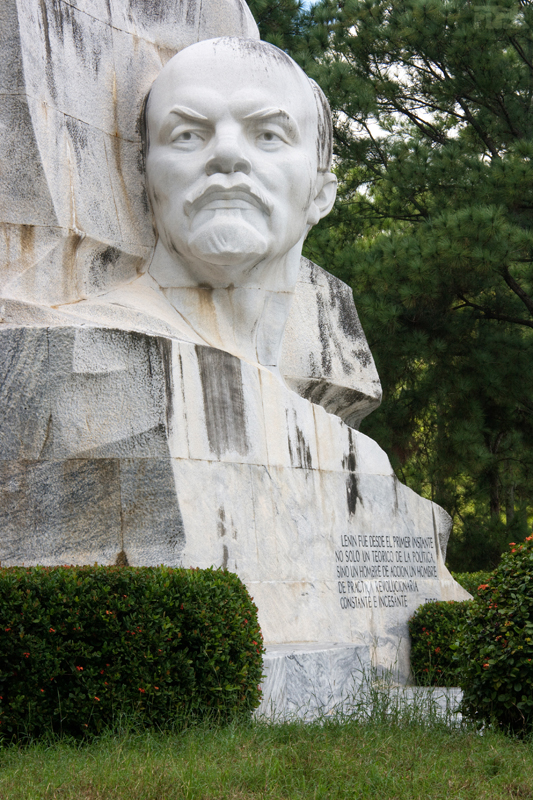
Monument à Lénine, à La Havane (Cuba).

- Alain Besançon, Les Origines intellectuelles du léninisme, Paris, Gallimard, coll. « Tel » (no 270), 8 mars 1996 (1re éd. 1977), 384 p. (ISBN 978-2-07-073622-5)
- Dominique Colas, Lénine et le léninisme, Presses universitaires de France, 1987 (ISBN 978-2-13-041446-9)
- Henri Lefebvre, Le Marxisme, Presses universitaires de France, coll. « Que sais-je ? », 1948
- André Piettre, Marx et marxisme, Presses universitaires de France, 1966 (ISBN 978-2-13-032996-1).
- Georges Labica (directeur) et Gérard Bensussan (directeur), Dictionnaire critique du marxisme, Presses universitaires de France, 1985 (ISBN 978-2-13-038739-8)
- Lucio Colletti, Le Déclin du marxisme, Paris, PUF, 1984
- Michel Winock, Le Socialisme en France et en Europe : XIXe – XXe siècle, Seuil, 1992, 426 p. (ISBN 978-2-02-014658-6)
- Christophe Bourseiller, Les Maoïstes : La folle histoire des gardes rouges français, Paris, Plon, 2008, 505 p. (ISBN 978-2-7578-0507-7)
- Christophe Bourseiller, À gauche, toute ! : Trotskistes, néo-staliniens, libertaires, « ultra-gauche », situationnistes, altermondialistes…, CNRS éditions, 2009, p. 978-2271068477
- Philippe Raynaud, L'Extrême gauche plurielle : Entre démocratie radicale et révolution, Paris, Perrin, 2010, 272 p. (ISBN 978-2-262-02932-6)
- Daniel Bensaïd, Les Trotskismes, Presses universitaires de France, coll. « Que sais-je ? », 2002, 127 p. (ISBN 978-2-13-052544-8).
- Christophe Nick, Les Trotskistes, Fayard, 2002, 614 p. (ISBN 978-2-213-61155-6).
- Raymond Aron, Marxismes imaginaires, Paris, Gallimard, 1970 (ISBN 978-2-07-040491-9)
- Pierre Broué, Communistes contre Staline : massacre d'une génération, Paris, Fayard, 2003, 439 p. (ISBN 978-2-213-61544-8)

#### Théories et essais
- Karl Marx, Manuscrits de 1844, Paris, Flammarion, coll. « Garnier Flammarion », 4 janvier 1999, 243 p. (ISBN 978-2-08-070789-5)
- Karl Marx et Friedrich Engels, Le Capital (3 volumes), 1867, 1885 et 1894
- Eduard Bernstein, Cromwell and Communism: Socialism and Democracy in the Great English Revolution, Paris, Routledge, 25 septembre 1964, 287 p.
- Pierre Kropotkine, La Conquête du pain, 1892 (texte sur Wikisource)
- Vladimir Ilitch Lénine, Que faire ?, 1902
- Vladimir Ilitch Lénine, L'État et la Révolution, Gonthier, 1917 (édition de 1964)
- Nikolaï Boukharine, L'ABC du communisme (première partie), Les Nuits rouges, 1919 (édition de 2007)
- Antonio Gramsci, Cahiers de prison (5 volumes), Gallimard, Bibliothèque de Philosophie, 1996,  (ISBN 978-2070731978)
- Mao Zedong, Citations du Président Mao Zedong, 1964
- Louis Althusser, Pour Marx, Maspero, coll. « Théorie », 1965
- Raymond Aron, Introduction à la philosophie politique. Démocratie et révolution, Paris, Éditions de Fallois, 1997, 253 p. (ISBN 978-2-253-90536-3) (cours de l'ENA, 1952)
- Kostas Papaïoannou, L'Idéologie froide : essai sur le dépérissement du marxisme, Paris, Jean-Jacques Pauvert, 1967, 156 p. (ISBN 978-2-910386-33-7)
- Alexandre Zinoviev, Le Communisme comme réalité, éditions L'Âge d'Homme, coll. « Lausanne », 1981 (ISBN 978-2-253-03241-0)
- Alain Besançon, Le Malheur du siècle : sur le communisme, le nazisme et l'unicité de la Shoah, Fayard, 1998, 165 p. (ISBN 978-2-262-02296-9)
- Stéphane Courtois, Communisme et totalitarisme, Perrin, 2009 (ISBN 978-2-221-09500-3)
- Svetlana Alexievitch, La fin de l'homme rouge ou le temps du désenchantement, Arles, Actes Sud, 2013, 541 p. (ISBN 978-2-330-02347-8)
- Georges Ripka, Vivre savant sous le Communisme, Belin, 2011, 301 p. (ISBN 978-2-7011-3053-8)
- Panaït Istrati, Boris Souvarine et Victor Serge, Vers l'autre flamme, confessions pour vaincus, 1929 (ISBN 978-2-07-032412-5)
- Bernard Vasseur, Le communisme a de l'avenir… si on le libère du passé, L'Humanité, 2020 (ISBN 978-2902174508)

#### Histoire générale

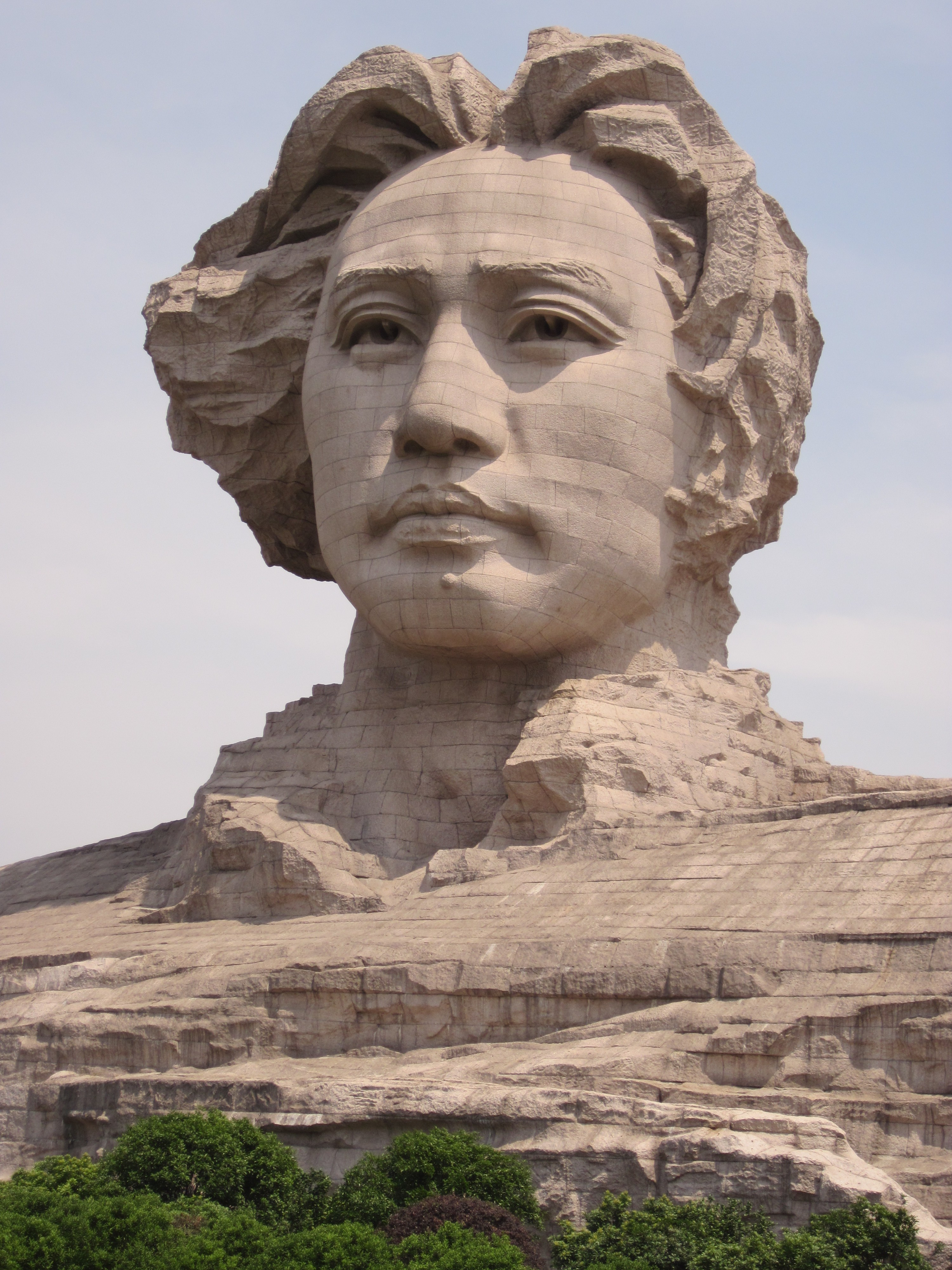
Sculpture monumentale représentant le jeune Mao, à Changsha (Chine).

- (en) Archie Brown, The Rise and fall of communism, Vintage Books, 2009, 720 p. (ISBN 978-1-84595-067-5).
- Collectif, Le Livre noir du communisme : crimes, terreur et répression, Paris, Robert Laffont, 1997, 1104 p. (ISBN 978-2-266-19187-6)
- Stéphane Courtois (dir.), Du passé faisons table rase ! — Histoire et mémoire du communisme en Europe, Paris, Robert Laffont, 2002, 1019 p. (ISBN 978-2-266-13599-3)
- (en) Robert Service, Comrades : Communism : a World History, Pan Books, 2007, 571 p. (ISBN 978-0-330-43968-8)
- François Furet, Le Passé d'une illusion : Essai sur l'idée du communisme au XXe siècle, Robert Laffont, 1995 (ISBN 978-2-221-07136-6).
- Alexandre Adler, Le Communisme, Paris, Presses universitaires de France, coll. « Que sais-je ? », 2001, 127 p. (ISBN 978-2-13-051451-0)
- (en) David Priestland, The Red Flag : Communism and the making of the modern world, New York, Allen Lane / Penguin Books, 2009, 675 p. (ISBN 978-0-8021-4512-3)
- Collectif, Le Siècle des communismes, Paris, Éditions ouvrières / Éditions de l'Atelier, 2004 (ISBN 978-2-7578-1106-1)
- Julien Chuzeville, Dix questions sur le communisme, Montreuil, Libertalia, 2023, 100 p. (ISBN 978-2-37729-278-3)
- Stéphane Courtois (directeur), Dictionnaire du communisme, Paris, Larousse, 2007, 639 p. (ISBN 978-2-03-583782-0)
- Romain Ducoulombier, De Lénine à Castro : Idées reçues sur un siècle de communisme, Paris, Le Cavalier bleu, 2011, 168 p. (ISBN 978-2-84670-380-2)
- Romain Ducoulombier, Histoire du communisme, Paris, Presses universitaires de France, coll. « Que sais-je ? », 2014, 127 p. (ISBN 978-2-13-062612-1)
- Jacques Droz (directeur), Histoire générale du socialisme, tome 1 : des origines à 1875, Presses universitaires de France, 1972, 658 p. (ISBN 978-2-13-036150-3)
- Jacques Droz (directeur), Histoire générale du socialisme, tome 2 : de 1875 à 1918, Presses universitaires de France, 1974 (ISBN 978-2-13-036369-9)
- Jacques Droz (directeur), Histoire générale du socialisme, tome 3 : de 1918 à 1945, Presses universitaires de France, 1977 (ISBN 978-2-13-034875-7)
- Jacques Droz (directeur), Histoire générale du socialisme, tome 4 : de 1945 à nos jours, Presses universitaires de France, 1978, 705 p. (ISBN 978-2-13-035368-3)
- Georges-Henri Soutou, La Guerre froide : 1943-1990, Paris, Librairie Arthème Fayard / Pluriel, 2010, 1103 p. (ISBN 978-2-8185-0127-6)
- Robert Harvey, Comrades : The Rise and fall of World Communism, John Murray, 2003, 422 p. (ISBN 978-0-7195-6147-4)
- Jean Vigreux (dir.), Serge Wolikow (dir.) et al., Cultures communistes au XXe siècle : Entre guerre et modernité, Paris, La Dispute, 2003 (ISBN 978-2-84303-067-3)
- Le Communisme (Anthologie), Éditions Entremonde, coll. « Lausanne », 2009 (ISBN 978-2-940426-00-3)
- [Berg 2003] (en) Axel van den Berg, The Immanent Utopia : From Marxism on the State to the State of Marxism, New Brunswick, Transaction Publishers, 2003, 580 p. (ISBN 978-0-7658-0517-1)
- Moshe Lewin, Le Siècle Soviétique, Fayard, 2003 (ISBN 978-2-213-61107-5)
- Ernst Nolte (trad. de l'allemand), La Guerre civile européenne : National-socialisme et bolchevisme 1917-1945, Paris, Perrin, 2011, 937 p. (ISBN 978-2-262-03458-0)
- Eric Hobsbawm, L'Âge des extrêmes : Histoire du court XXe siècle, Complexe, 1999 (ISBN 978-2-87027-745-4)
- José Gotovitch, Pascal Delwit et Jean-Michel De Waele, L'Europe des communistes, Complexe, 1992, 352 p. (ISBN 978-2-87027-467-5, lire en ligne)
- Karel Bartošek, Les Aveux des archives — Prague-Paris-Prague, 1948-1968, Fayard, coll. « Archives du communisme », 1996, 458 p. (ISBN 978-2-02-025385-7)
- Georges Vidal, Histoire des communismes au XXe siècle, Paris, éditions Ellipses, 2013, 368 p.
- Thierry Wolton, Histoire mondiale du communisme, tome 1 : Les bourreaux, Paris, Grasset, 2015, 1128 p. (ISBN 978-2-246-73221-1)
- Thierry Wolton, Histoire mondiale du communisme, tome 2 : Les victimes, Paris, Grasset, 2015, 1132 p. (ISBN 978-2-246-80424-6)
- François Kersaudy, Dix Faces cachées du communisme, 2023, Perrin, 432 p.  (ISBN 978-2-262-10429-0)

#### Histoires nationales

Armoiries de la République démocratique allemande de 1953 à 1989.

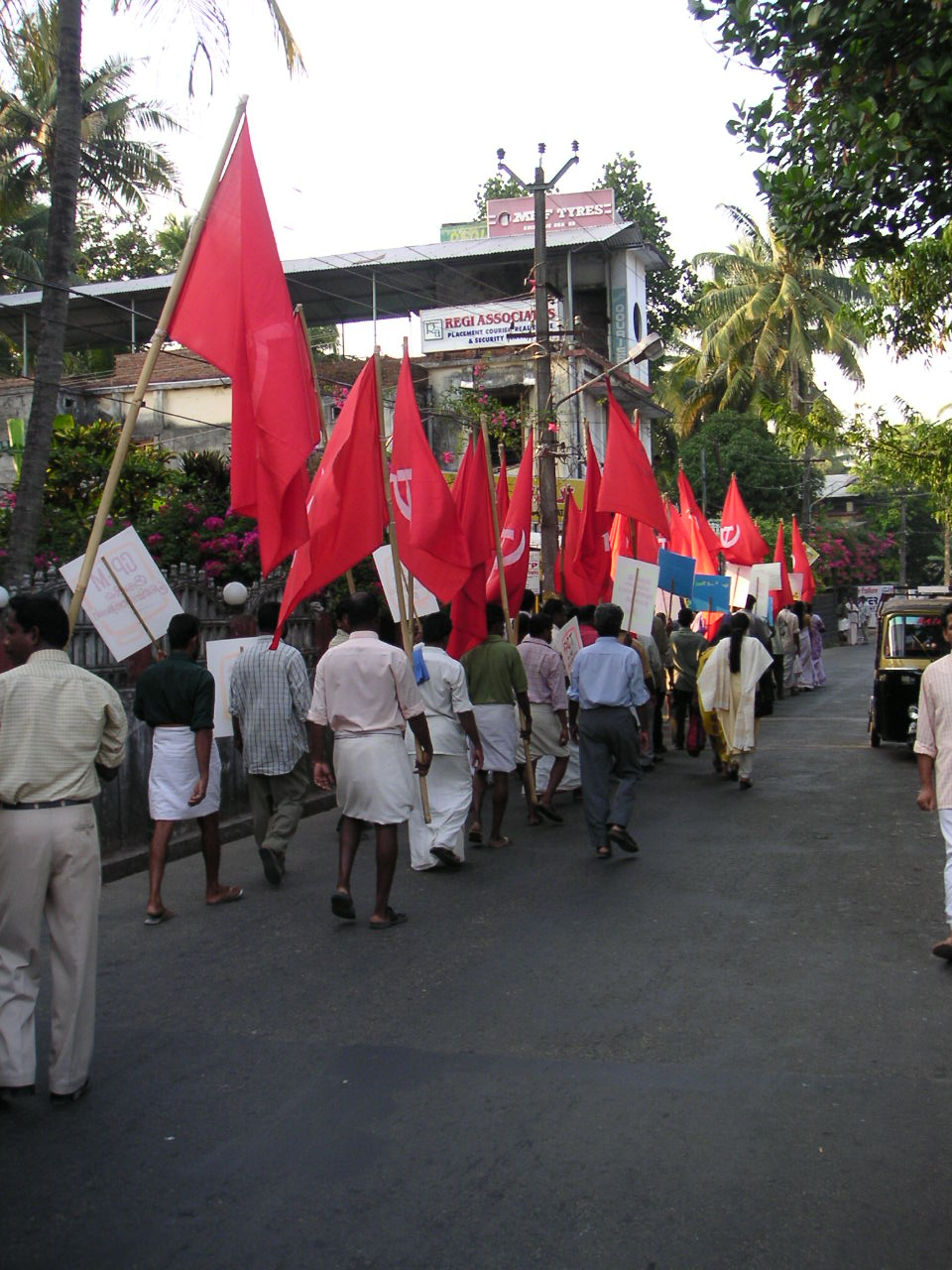
Manifestation du Parti communiste d'Inde (marxiste), au Kerala, en 2005.

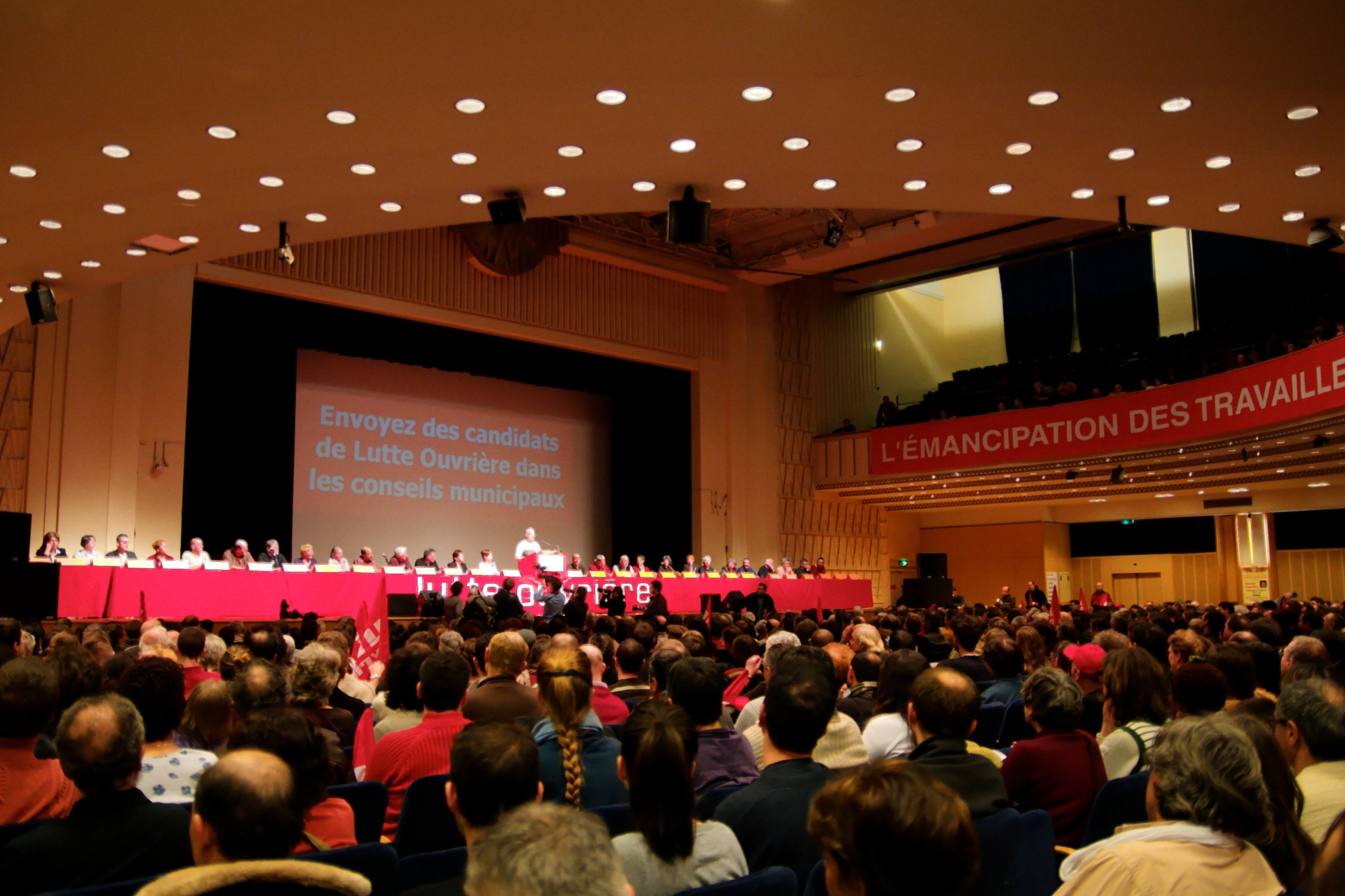
Rassemblement de Lutte ouvrière à Paris, en 2008.

- (en) Orlando Figes, A People's tragedy : the Russian revolution 1891-1924, Penguin Books, 1998, 923 p. (ISBN 978-0-7126-7327-3)
- John Reed, Dix jours qui ébranlèrent le monde, Éditions sociales, 1986  (ISBN 2-2090-5494-X)  (ISBN 978-2-2090-5494-7) - (Ten Days that Shook the World), 1919
- (en) Richard Pipes, The Russian revolution, Vintage, 1991, 944 p. (ISBN 978-0-679-73660-8)
- (en) Sheila Fitzpatrick, The Russian Revolution, Oxford University Press, 2008, 224 p. (ISBN 978-0-19-923767-8, lire en ligne)
- Nicolas Werth, Histoire de l'Union soviétique : de l'Empire russe à la communauté des états indépendants, 1900-1991, Presses universitaires de France, 2004, 588 p. (ISBN 978-2-13-056120-0)
- Andrea Graziosi (trad. de l'italien), Histoire de l'URSS, Paris, Presses universitaires de France, 2010, 559 p. (ISBN 978-2-13-051813-6)
- Roy Medvedev, Le Stalinisme : origines, histoire, conséquences, Paris, Seuil, 1972, 277 p. (ISBN 2-226-00848-9)
- (en) Robert Conquest, The Great Terror : A Reassessment, Pimlico, 2008, 576 p. (ISBN 978-1-84595-144-3)
- Martin Malia, La Tragédie soviétique. Histoire du socialisme en Russie, 1917-1991, Seuil, 1995, 633 p. (ISBN 978-2-02-036283-2)
- François Fejtö, Histoire des démocraties populaires, tome 1 : l'ère de Staline, Seuil, 1952, 380 p. (ISBN 978-2-02-014443-8)
- François Fejtö, Histoire des démocraties populaires, tome 2 : après Staline, Seuil, 1972, 378 p. (ISBN 978-2-02-014444-5)
- François Fejtö et Ewa Kulesza-Mietkowski, La fin des démocraties populaires, Seuil, 1992 (ISBN 978-2-02-031185-4)
- Marc Ferro, Naissance et effondrement du régime communiste en Russie, Librairie générale française, 1997, 152 p. (ISBN 978-2-253-90538-7)
- Jean-François Soulet, Histoire comparée des États communistes de 1945 à nos jours, Armand Colin, coll. « U », 1996, 405 p. (ISBN 978-2-200-01465-0).
- Jean-Luc Domenach et Philippe Richer, La Chine, tome 1, 1949-1971, Seuil, coll. « Points Histoire », 1987 (ISBN 978-2-02-019895-0).
- Jean-Luc Domenach et Philippe Richer, La Chine, tome 2, de 1971 à nos jours, Seuil, coll. « Points Histoire », 1995 (ISBN 978-2-02-021826-9).
- (en) Ezra F. Vogel, Deng Xiaoping and the Transformation of China, Belknap Press, 2013
- Guy Hermet, La Guerre d'Espagne, Seuil, 1989, 339 p. (ISBN 978-2-02-010646-7).
- Antony Beevor (trad. de l'anglais), La Guerre d'Espagne, Paris, Calmann-Lévy, 2006, 893 p. (ISBN 978-2-253-12092-6).
- John King Fairbank, La Grande révolution chinoise 1800-1989, Flammarion, 1989, 548 p. (ISBN 978-2-08-124550-1).
- Jacques Dalloz, La Guerre d'Indochine 1945-1954, Seuil, 1987 (ISBN 978-2-02-009483-2).
- Pierre Vayssière, Les révolutions d'Amérique latine, Seuil, 2001, 367 p. (ISBN 978-2-02-052886-3).
- Stéphane Courtois et Marc Lazar, Histoire du Parti communiste français, Presses universitaires de France, 1993, 480 p. (ISBN 978-2-13-051063-5).
- Jeannine Verdès-Leroux, La Foi des vaincus. Les « révolutionnaires » français de 1945 à 2005, Paris, Fayard, 2005, 528 p. (ISBN 2-213-62281-7)
- (it) Simona Colarizi, Storia del Novecento italiano : Cent'anni di entusiasmo, di paure, di speranze, BUR Rizzoli, 2000, 680 p. (ISBN 978-88-17-11876-7)
- (en) Hugh Thomas, Cuba : a History, Penguin Books, 2001, 1151 p. (ISBN 978-0-14-103450-8)
- Laurent Cesari, L'Indochine en guerres, 1945-1993, Belin, 1995, 315 p. (ISBN 978-2-7011-1405-7)
- Ben Kiernan, Le Génocide au Cambodge 1975-1979 — Race, idéologie et pouvoir, Gallimard, 1998, 730 p. (ISBN 978-2-07-074701-6)
- Marina Anca, Quand la chenille devient papillon ou La dictature roumaine vue par une adolescente libre, Editions auteurs d'aujourd'hui, 2013

#### Biographies
- Hélène Carrère d'Encausse, Lénine, Fayard, 1998, 684 p. (ISBN 978-2-213-60162-5)
- Boris Souvarine, Staline : Aperçu historique du bolchévisme, Gérard Lebovici, 1985 (ISBN 978-2-85184-076-9)  ; réédition Ivréa, 1992
- (en) Robert Service, Lenin : a biography, Pan Books, 2000, 561 p. (ISBN 978-0-330-51838-3)
- (en) Robert Service, Stalin : a biography, Pan Books, 2004, 715 p. (ISBN 978-0-330-51837-6)
- (en) Robert Service, Trotski : a biography, Pan Books, 2009, 600 p. (ISBN 978-0-330-43969-5)
- Jean-Jacques Marie, Lénine, Balland, 2004, 503 p. (ISBN 978-2-7158-1488-2)
- Ross Terrill, Mao: A Biography, Stanford University Press, 2000  (ISBN 978-0804729215)
- Jung Chang et Jon Halliday, Mao : l'histoire inconnue, Gallimard, 2005  (ISBN 978-2070775057)
- Francis Wheen et Roland Desné, Karl Marx : Biographie inattendue, Calmann-Lévy, 2003  (ISBN 978-2702133606)
- Tristram Hunt, Engels, Le gentleman révolutionnaire, Flammarion, 2009 (ISBN 978-2-08-122481-0).
- Pierre Broué, Trotsky, Fayard, 1988  (ISBN 2-213-02212-7)
- Isaac Deutscher, Trotsky t. 1 Le prophète armé, 1879-1921, Éd. Omnibus, 1996 (1re éd. : 1954)  (ISBN 2-0000-2288-X)
- Isaac Deutscher, Trotsky t. 2 Le prophète désarmé, 1921-1929, éd. Omnibus, 1996 (1re éd. : 1959)  (ISBN 2-0000-2289-8)
- Isaac Deutscher, Trotsky t. 3 Le prophète hors-la-loi, 1929-1940, éd. 10-18, 1998 (1re éd. : 1963)  (ISBN 2-2640-0288-3)
- Jean-Jacques Marie, Trotsky : Révolutionnaire sans frontières, Payot, Paris, 2006  (ISBN 2-2289-0038-9)

#### Articles
- Jacques Grandjonc, « Quelques dates à propos des termes communiste et communisme », Mots, no 7,‎ octobre 1983, p. 143-148 (lire en ligne)
- Erich Mathias, « Idéologie et pratique : le faux débat Bernstein-Kautsky », Annales — Économie, Société, Civilisations, no 1,‎ 1964, p. 19-30 (lire en ligne)
- Michel Christian et Emmanuel Droit, Écrire l’histoire du communisme : l’histoire sociale de la RDA et de la Pologne communiste en Allemagne, en Pologne et en France, Genèses 4/2005 (no 61), p. 118-133
- [D'Hondt 1989] Jacques d'Hondt, « Le meurtre de l'histoire », dans Jean-François Courtine (dir.), Hölderlin, Paris, L'Herne, 1989, p. 219-238